# Historia del arte

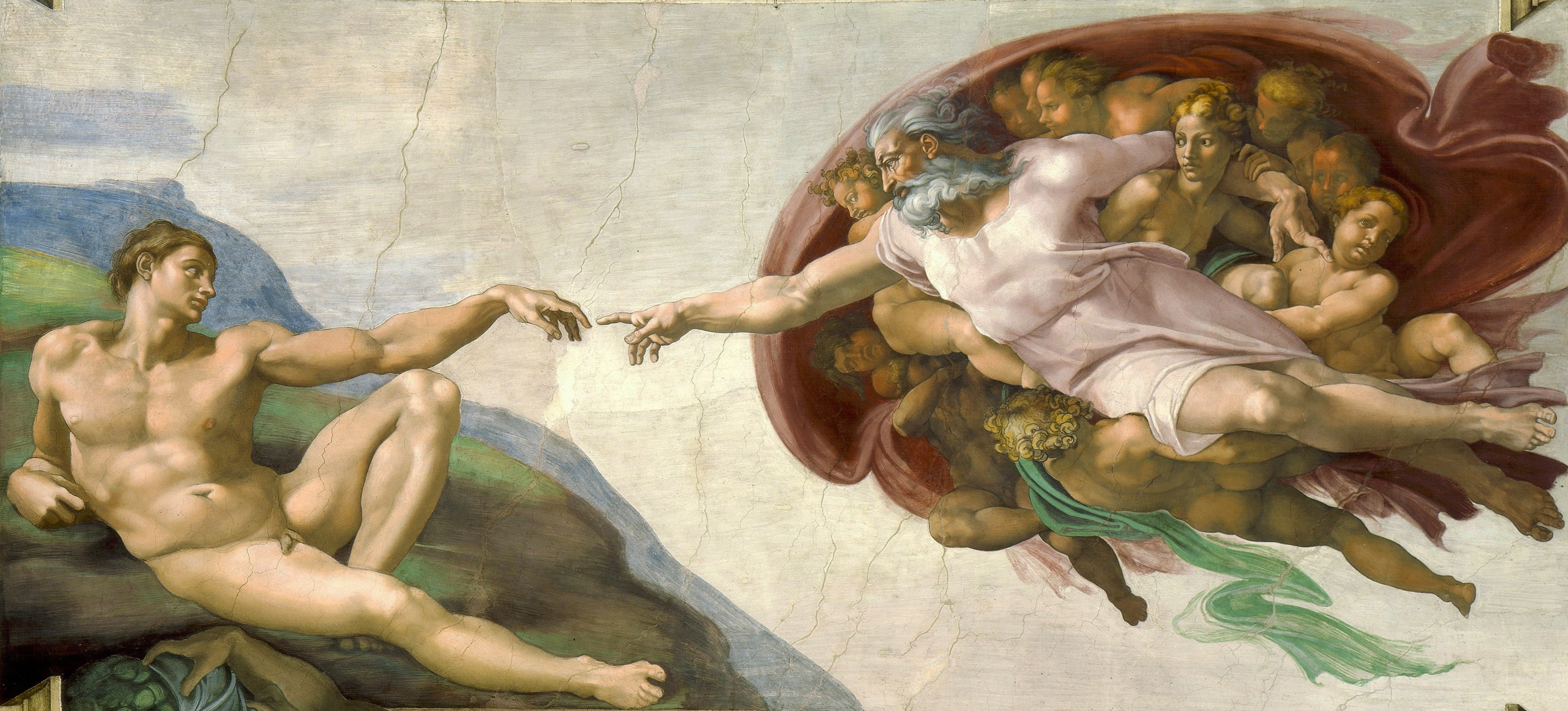
La creación de Adán (1508-1512), de Miguel Ángel, en la Capilla Sixtina (Vaticano)

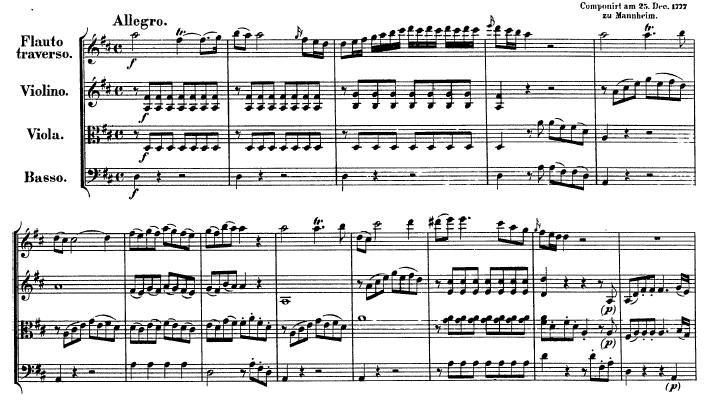
Cuarteto para flauta (1777), de Wolfgang Amadeus Mozart, considerado como uno de los mejores compositores de música clásica de toda la historia

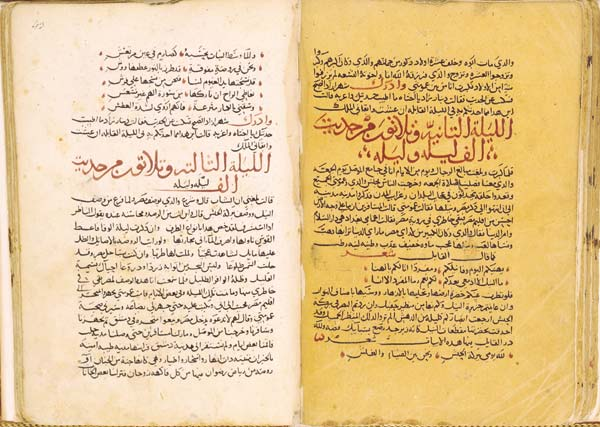
Las mil y una noches (ألف ليلة وليلة, Alf layla wa-layla), título clásico de la literatura árabe

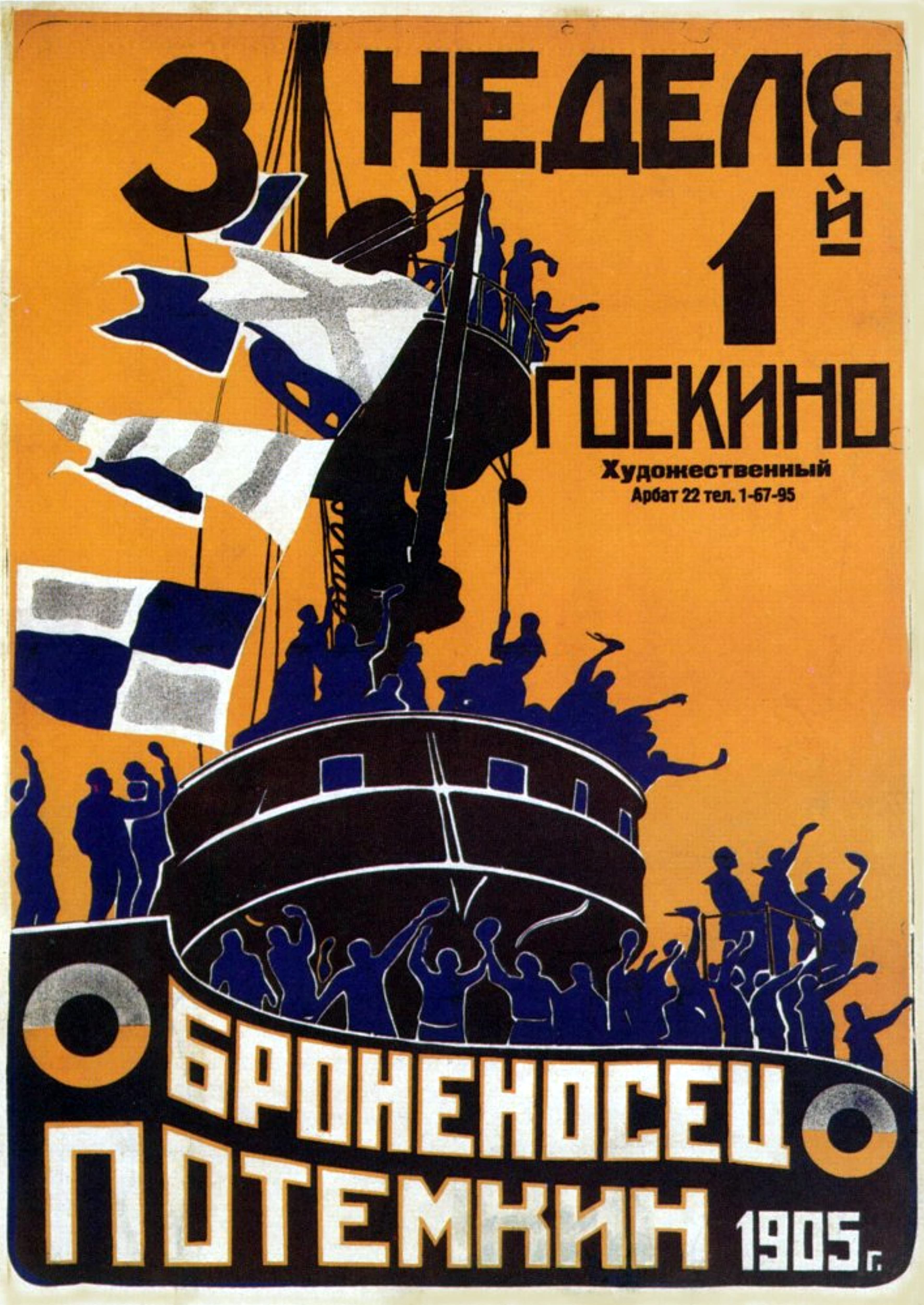
El acorazado Potemkin (1925), de Sergéi Eisenstein, una de las obras maestras de la historia del cine

La historia del arte es el relato de la evolución del arte a través del tiempo, entendido como cualquier actividad o producto realizado por el ser humano con finalidad estética o comunicativa, a través de la cual se expresan ideas, emociones o, en general, una visión del mundo, empleando diversos recursos, como los plásticos, lingüísticos, sonoros o mixtos.
La historiografía del arte, como disciplina académica y entorno institucional (museos, mercado del arte, departamentos universitarios, producciones editoriales) se suele restringir a las denominadas artes visuales o plásticas (esencialmente a pintura, escultura y arquitectura), mientras que otras artes son más específicamente objeto de estudio de otras disciplinas claramente delimitadas, como la historia de la literatura o la historia de la música, siendo todas ellas objeto de atención por la denominada historia de la cultura o historia cultural, junto con las historias sectoriales enfocadas a otras manifestaciones del pensamiento, como la historia de la ciencia, la historia de la filosofía o la historia de las religiones. Algunos campos de conocimiento estrechamente relacionados con la historia del arte son la estética y la teoría del arte.
A lo largo del tiempo el arte se ha clasificado de muy diversa manera, desde la distinción medieval entre artes liberales y artes vulgares (o «mecánicas»), pasando por la moderna distinción entre bellas artes y artes menores o aplicadas, hasta la multiplicidad contemporánea, que entiende como arte casi cualquier manifestación de la creatividad del ser humano.
La sucesiva ampliación del listado de las «artes principales» llegó en el siglo XX hasta el número de nueve: la arquitectura, la danza, la escultura, la música, la pintura, la poesía —entendida de forma amplia como literatura con intención estética, que incluye los distintos géneros del teatro y la narrativa—, la cinematografía, la fotografía y la historieta (o cómic).
Al solapamiento conceptual de términos entre artes plásticas y artes visuales se añadieron los de diseño y artes gráficas. Además de antiquísimas formas de expresión artística como la moda y la gastronomía, actualmente se suelen considerar artes nuevos vehículos expresivos como la publicidad, la animación, la televisión y los videojuegos.
La historiografía del arte es una ciencia multidisciplinar, procurando un examen objetivo del arte a través de la historia, clasificando culturas, estableciendo periodizaciones y observando sus características distintivas e influencias. El estudio de la Historia del Arte se desarrolló inicialmente en el Renacimiento, con su objeto limitado a la producción artística de la civilización occidental. No obstante, con el tiempo se ha impuesto una visión más amplia de la historia artística, intentando una descripción global del arte de todas las civilizaciones y el análisis de sus producciones artísticas en términos de sus propios valores culturales (relativismo cultural), y no solo de los de la historia del arte occidental.
El arte goza hoy en día de una amplia red de estudio, difusión y conservación de todo el legado artístico producido por la humanidad a lo largo de su historia. Durante el siglo XX han proliferado las instituciones, fundaciones, museos y galerías, de ámbito público y privado, dedicados al análisis y catalogación de las obras de arte, así como su exposición a un público mayoritario. El auge de los medios de comunicación ha sido fundamental para el mejor estudio y divulgación del arte.
Eventos y exposiciones internacionales, como las bienales de Venecia y São Paulo o la Documenta de Kassel han ayudado al fomento de nuevos estilos y tendencias. Premios como el Turner de la Tate Gallery, el Premio de la Fundación Wolf de las Artes, la Medalla Picasso de la Unesco, el Premio Velázquez de Artes Plásticas, el Premio Pritzker de arquitectura, el Premio Nobel de literatura, la Medalla Mozart de la Unesco de música clásica, el Pulitzer de fotografía y los Óscar de cine también fomentan la obra de los mejores creadores a nivel internacional. Instituciones como la Unesco con el establecimiento de un Patrimonio de la Humanidad ayudan igualmente a la conservación de los principales monumentos del planeta.

## Prehistoria

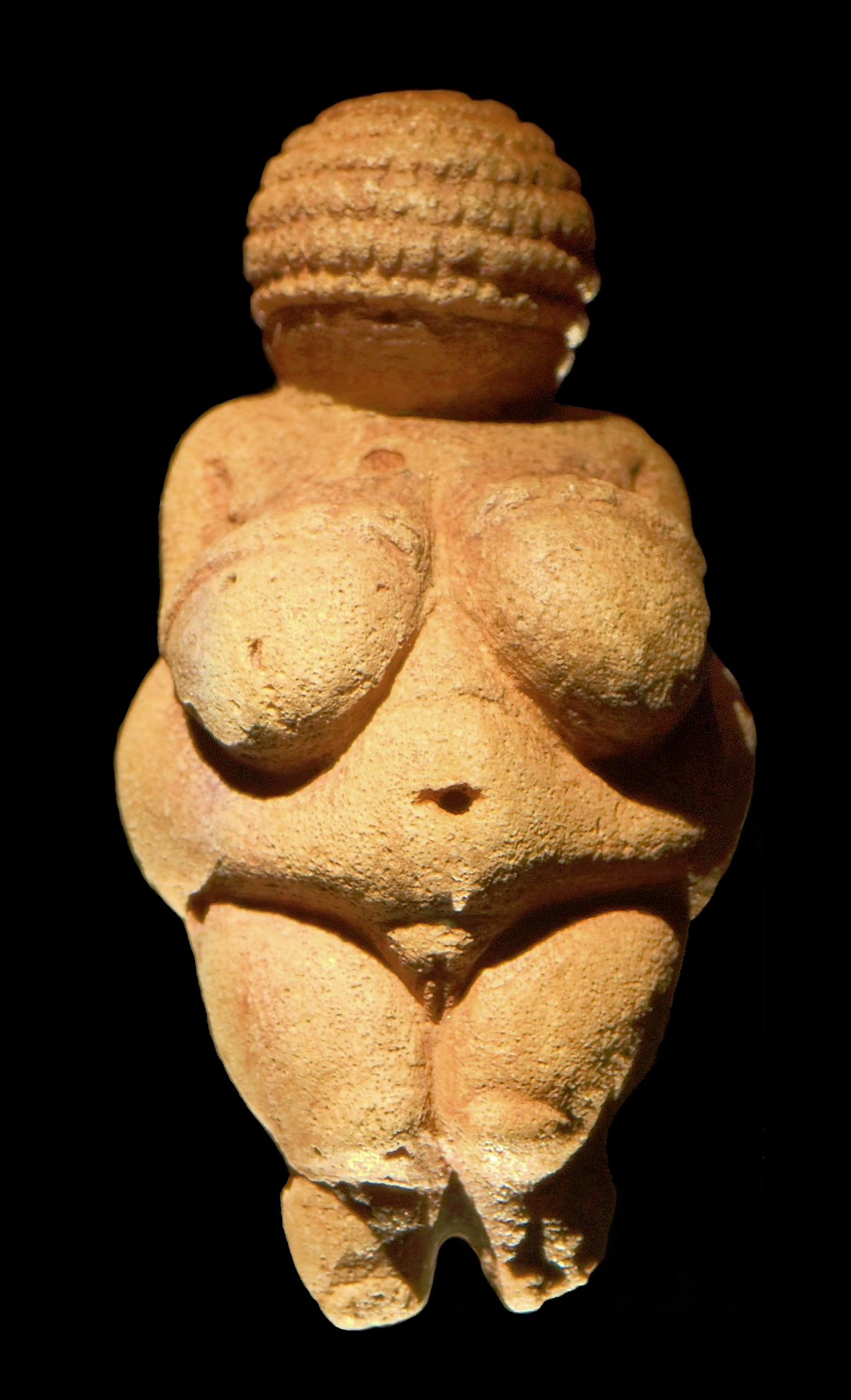
Venus de Willendorf, Museo de Historia Natural de Viena

El arte prehistórico es el desarrollado por el ser humano primitivo desde la Edad de Piedra (Paleolítico superior, Mesolítico y Neolítico) hasta la Edad de los Metales, periodos donde surgieron las primeras manifestaciones que se pueden considerar como artísticas por parte del Homo sapiens. Durante el Paleolítico (25 000-8000 a. C.), los seres humanos se mantenían principalmente gracias a la caza y a la recolección y habitaban en cuevas, en algunas de las cuales desarrollaron la llamada pintura rupestre. Tras un periodo de transición (Mesolítico, 8000-6000 a. C.), en el Neolítico (6000-3000 a. C.) el ser humano se volvió sedentario y se dedicó a la agricultura, con sociedades cada vez más complejas donde fue cobrando importancia la religión, y comenzó la producción de piezas de artesanía. Por último, en la llamada Edad de los Metales (3000-1000 a. C.), surgieron las primeras civilizaciones protohistóricas.

### Paleolítico
Las primeras manifestaciones artísticas proceden del Homo neanderthalensis, de hace unos 65 000 años, tal como se constata por los restos hallados en las cuevas de Maltravieso (Cáceres), Ardales (Málaga) y La Pasiega (Cantabria). Aun así, la mayor parte de los primeros hallazgos artísticos son del paleolítico superior y pertenecen ya al Homo sapiens, alrededor del 25 000 a. C., teniendo su apogeo en el periodo magdaleniense (±15 000-8000 a. C.). Los primeros vestigios de objetos creados por el hombre aparecen en el sur de África, el Mediterráneo occidental, Europa central y oriental (Mar Adriático), Siberia (Lago Baikal), la India y Australia. Estos primeros vestigios son generalmente utensilios de piedra trabajada (sílex, obsidiana), o bien de hueso o madera. Para la pintura utilizaban rojo de óxido de hierro, negro de óxido de manganeso y ocre de arcilla. Su principal medio expresivo era la pintura rupestre, desarrollada principalmente en la región franco-cantábrica: son pinturas de carácter mágico-religioso, en cuevas, de sentido naturalista, con representación de animales, destacando las cuevas de Altamira, Tito Bustillo, Trois Frères, Chauvet y Lascaux. En escultura, destacan las llamadas venus, representaciones femeninas que seguramente servían de culto a la fecundidad, destacando la Venus de Willendorf. Otras obras representativas de esta época son el denominado Hombre de Brno, el Mamut de Vogelherd y la Dama de Brassempouy.
En la prehistoria surgieron las primeras formas rudimentarias de música y danza: diversos fenómenos naturales y la modulación de la propia voz humana hicieron ver al hombre primitivo que existían sonidos que resultaban armónicos y melodiosos, y que afectaban a las emociones, al estado anímico de las personas. Al tiempo, la danza, el movimiento rítmico, supuso una forma de comunicación corporal que servía para expresar sentimientos, o para ritualizar acontecimientos importantes (nacimientos, defunciones, bodas). En principio, música y danza tenían un componente ritual, celebrados en ceremonias de fecundidad, caza o guerra, o de diversa índole religiosa. Pronto el ser humano aprendió a valerse de objetos rudimentarios (huesos, cañas, troncos, conchas) para producir sonidos, mientras que la propia respiración y los latidos del corazón sirvieron para otorgar una primera cadencia a la danza.

### Neolítico

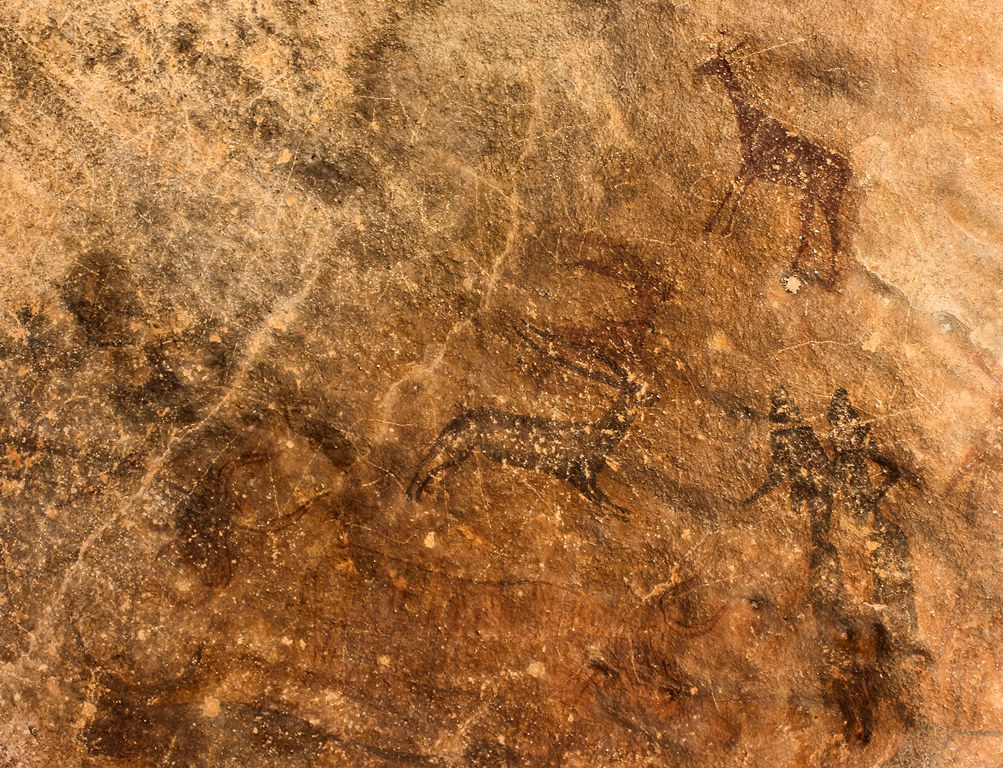
Pintura rupestre de la Roca de los Moros, en El Cogul

Este periodo —iniciado alrededor del 8000 a. C. en el Próximo Oriente— supuso una profunda transformación para el antiguo ser humano, que se volvió sedentario y se dedicó a la agricultura y la ganadería, surgiendo nuevas formas de convivencia social y desarrollándose la religión. En la pintura levantina —datada entre el Mesolítico y el Neolítico— se dio la figura humana, muy esquematizada, con notables ejemplos en El Cogul, Valltorta, Alpera y Minateda. También se dio este tipo de pintura en el norte de África (Atlas, Sáhara) y en la zona del actual Zimbabue. La pintura neolítica solía ser esquemática, reducida a trazos básicos (el hombre en forma de cruz, la mujer en forma triangular). Son de destacar igualmente las pinturas rupestres del río Pinturas en Argentina, especialmente la Cueva de las manos. En arte mobiliar se produjo la llamada cerámica cardial, decorada con impresiones de conchas (cardium), y apareció el arte textil. Se manufacturaron nuevos materiales como el ámbar, el cristal de roca, el cuarzo, el jaspe, etc. En esta época aparecieron los primeros vestigios de poblados con una planimetría urbanística, destacando los restos hallados en Tell as-Sultan (Jericó), Jarmo (Irak) y Çatalhöyük (Anatolia).

### Edad de los Metales

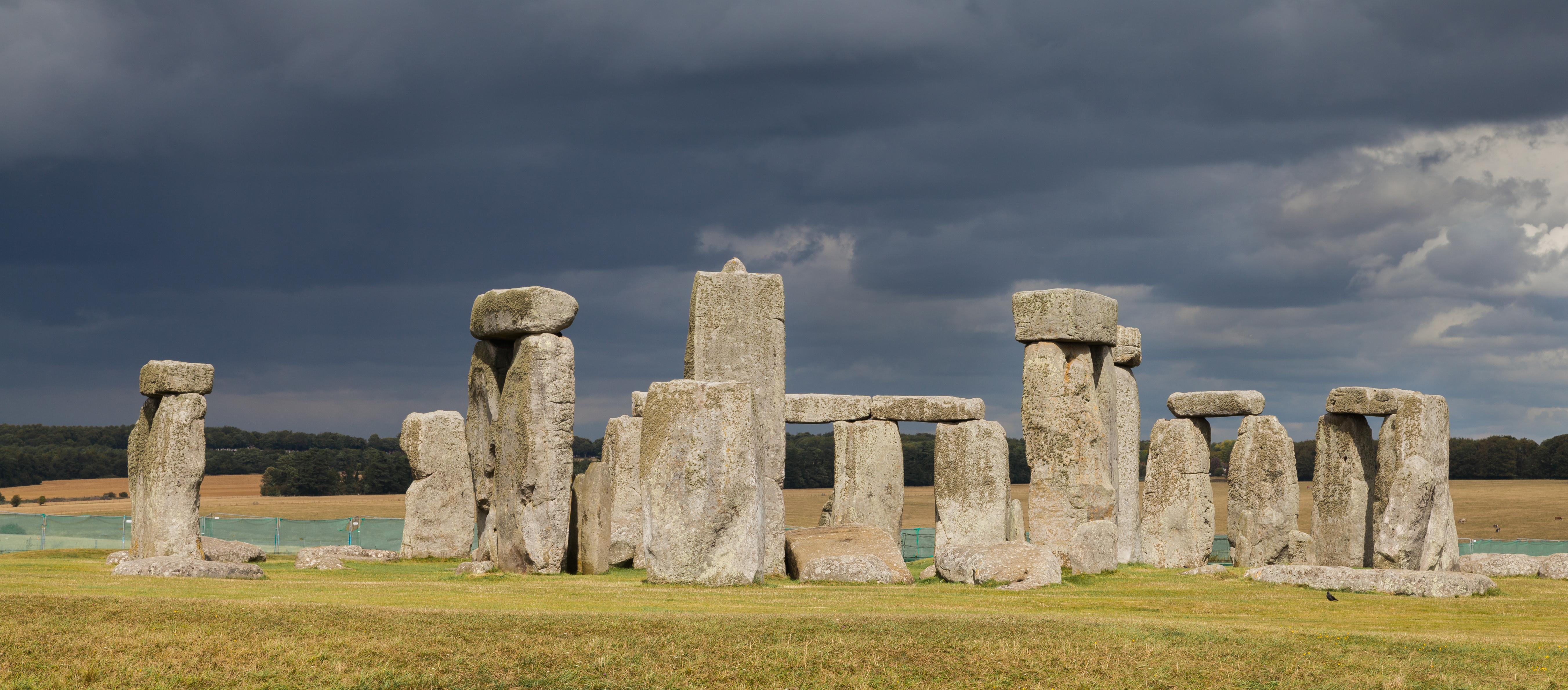
Complejo megalítico de Stonehenge, en Inglaterra

La última fase prehistórica es la llamada Edad de los Metales, pues la utilización de elementos como el cobre, el bronce y el hierro supuso una gran transformación material para estas antiguas sociedades. A finales del Neolítico y durante el llamado calcolítico surgió el megalitismo, monumentos funerarios en piedra, destacando el dolmen y el menhir, o el cromlech inglés, como en el magnífico conjunto de Stonehenge. En España se formó la cultura de Los Millares, caracterizada por la cerámica campaniforme y las representaciones humanas de figuras esquemáticas de grandes ojos. En Malta destacó el conjunto de templos de Mudajdra, Tarxien y Ggantija. En las islas Baleares se desarrolló una notable cultura megalítica, con diversas tipologías de monumentos: la naveta, tumba en forma de pirámide truncada, con cámara funeraria alargada; la taula, dos grandes piedras colocadas una vertical y otra encima horizontal; y el talayot, torre con una cámara cubierta de falsa cúpula.
En la Edad del Hierro destacaron las culturas de Hallstatt (Austria) y La Tène (Suiza). La primera se dio entre los siglos VIII a. C. y V a. C., caracterizada por las necrópolis con tumbas de túmulo, con cámara mortuoria de madera en forma de casa, a menudo acompañada de un carro de cuatro ruedas. La cerámica era polícroma, con decoraciones geométricas y aplicaciones de adornos metálicos. La Tène se desarrolló entre los siglos V a. C. y I a. C., ligada a la cultura celta. Destacó por sus objetos en hierro (espadas, lanzas, escudos, fíbulas), con diversas fases de evolución (La Tène I, II y III), que al final de esta era recibió las influencias griega, etrusca y del arte de las estepas.

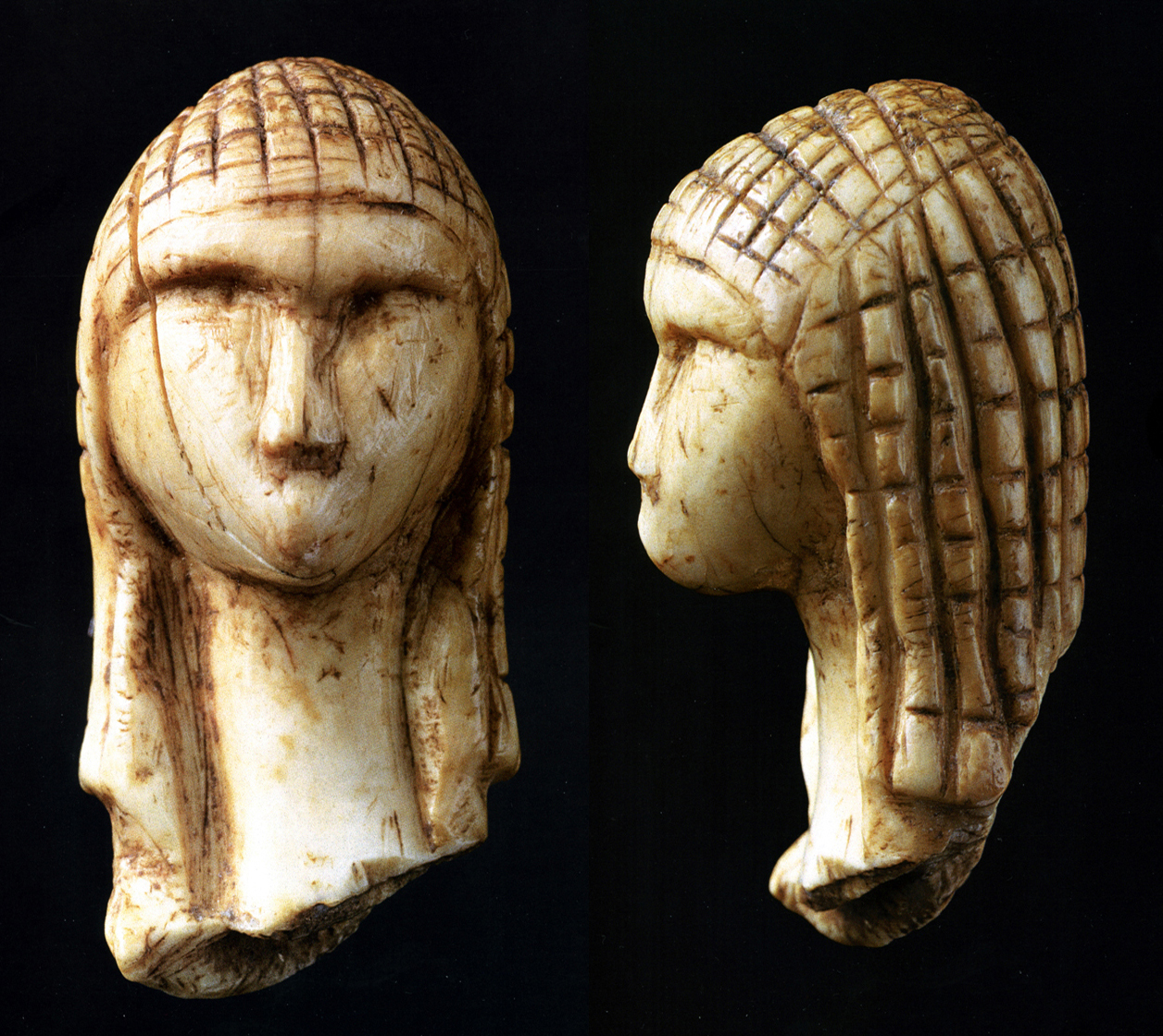
Dama de Brassempouy, Museo de Arqueología nacional, Saint-Germain-en-Laye.
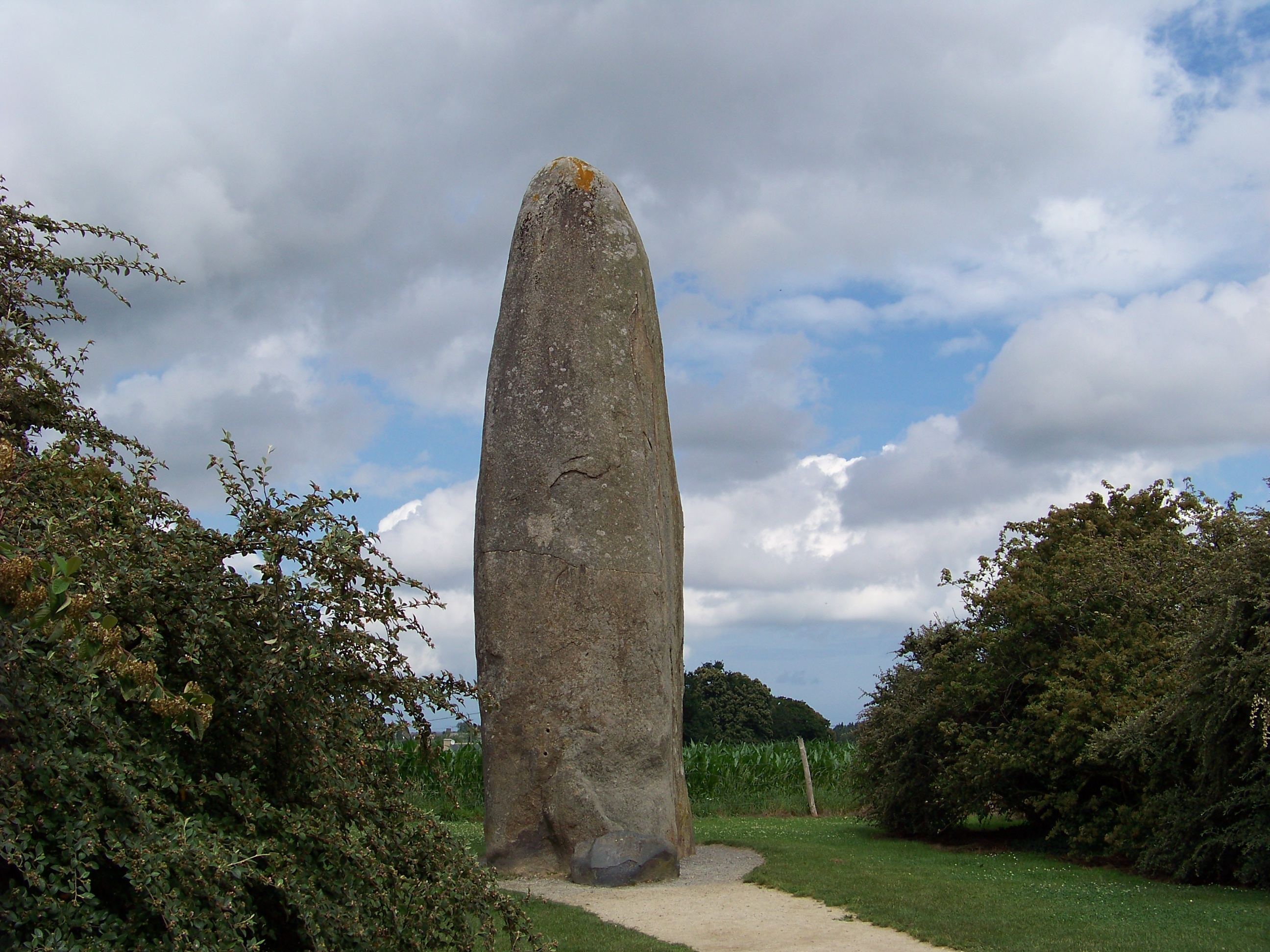
Menhir de Champ-Dolent, en la zona de Bretaña (Francia).
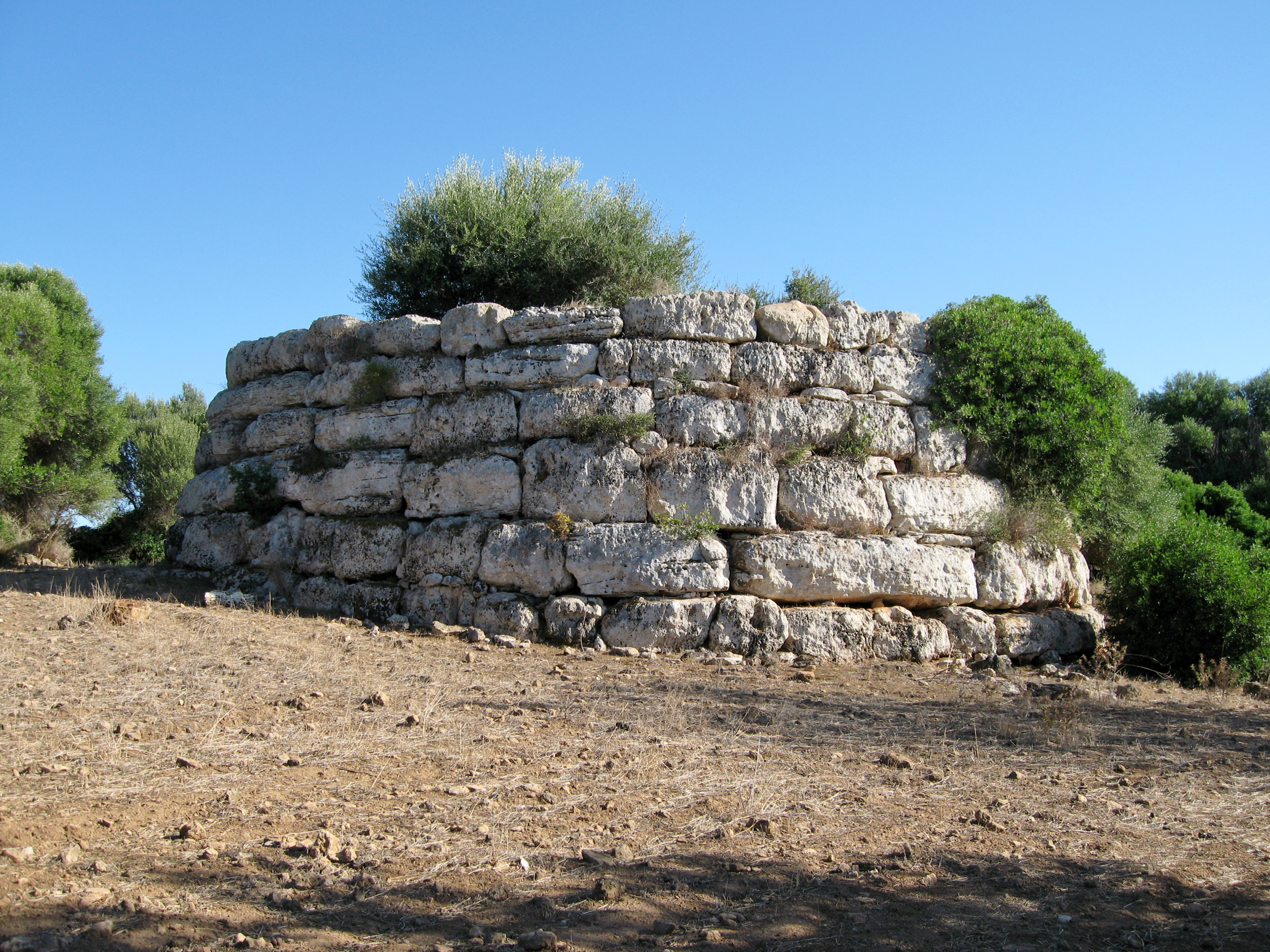
Talayot circular de la isla de Mallorca (España).
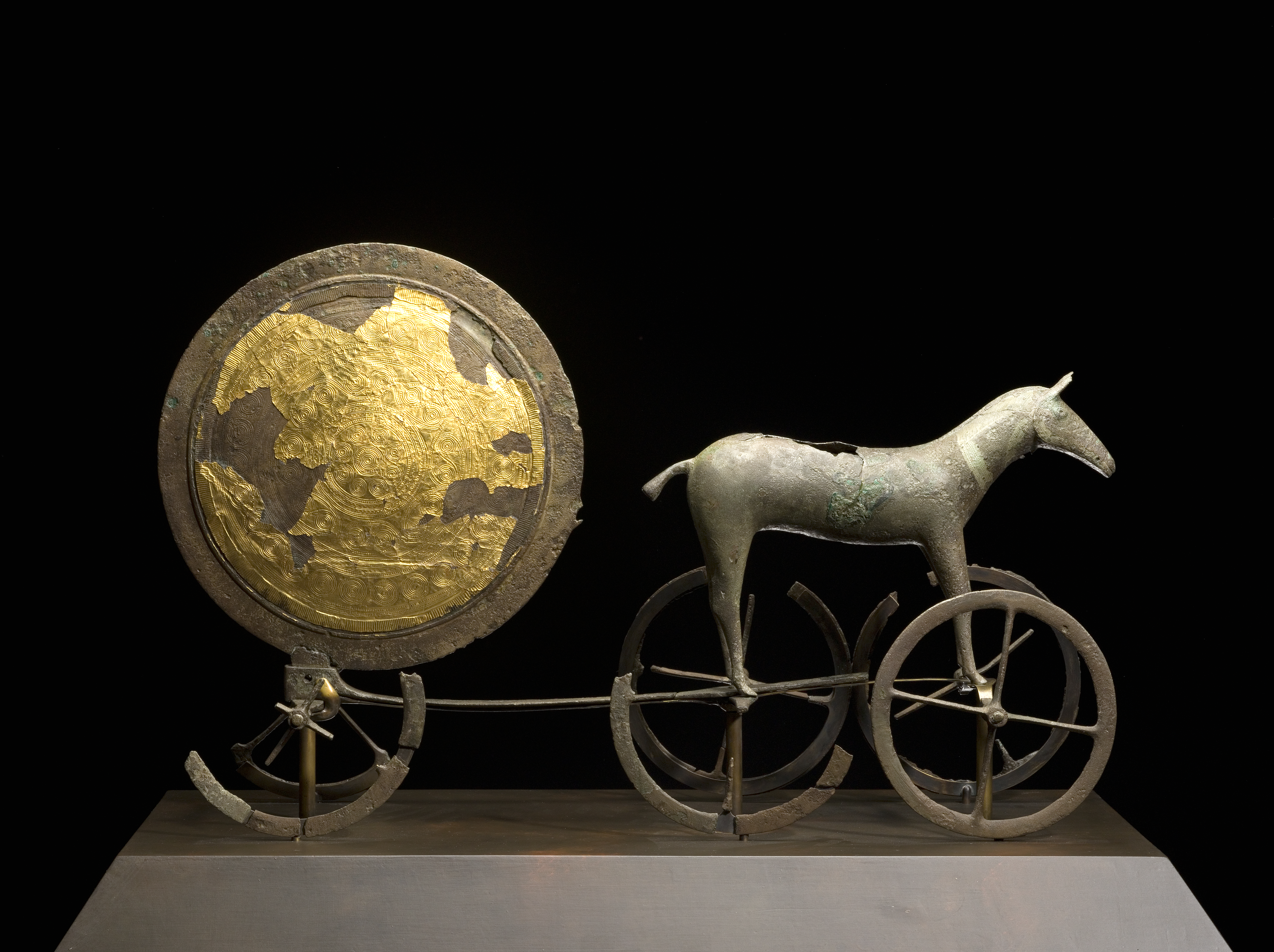
Carro solar de Trundholm (Dinamarca).

## Arte antiguo

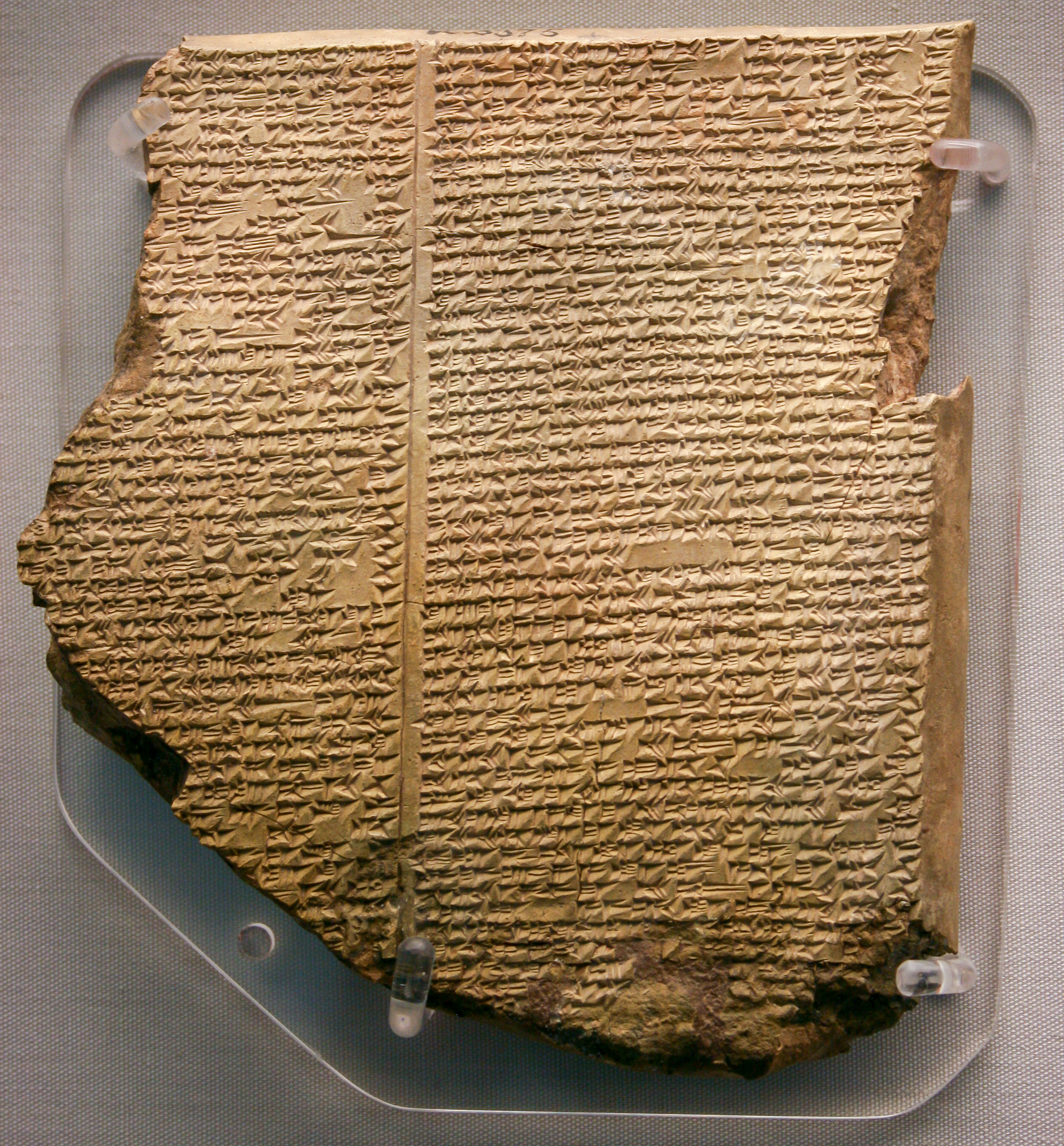
Tablilla sobre el diluvio, del Poema de Gilgamesh (c.), Museo Británico.

Se denomina así a las creaciones artísticas de la primera etapa de la historia, iniciadas con la invención de la escritura, destacando las grandes civilizaciones del Próximo Oriente: Egipto y Mesopotamia. También englobaría las primeras manifestaciones artísticas de la mayoría de pueblos y civilizaciones de todos los continentes. En esta época aparecieron las primeras grandes ciudades, principalmente en cuatro zonas delimitadas por grandes ríos: el Nilo, el Tigris y el Éufrates, el Indo y el río Amarillo.
Uno de los grandes avances en esta época fue la invención de la escritura, generada en primer lugar por la necesidad de llevar registros de índole económica y comercial. El primer código escrito fue la escritura cuneiforme, surgida en Mesopotamia alrededor del 3500 a. C., practicada en tablillas de arcilla. Estaba basada en elementos pictográficos e ideográficos, mientras que más adelante los sumerios desarrollaron un anexo silábico para su escritura, reflejando la fonología y la sintaxis del idioma sumerio hablado. En Egipto se desarrolló la escritura jeroglífica, con una primera muestra en la Paleta de Narmer (3100 a. C.). La lengua hebrea fue una de las primeras que utilizó como método de escritura el alfabeto (abyad, alrededor del 1800 a. C.), que relaciona un único símbolo a cada fonema; de aquí derivan los alfabetos griego y latino.

### Mesopotamia

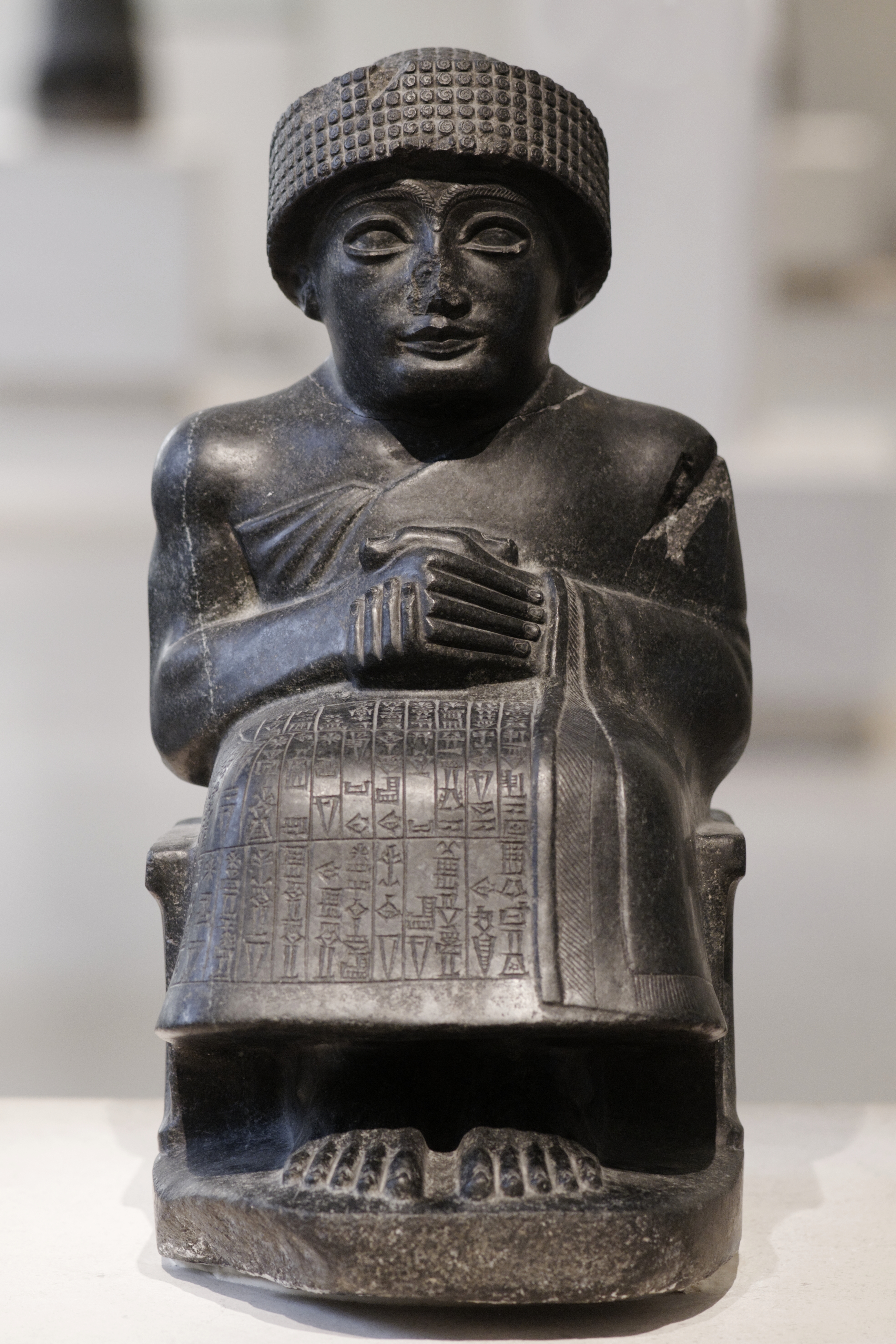
Estatua sedente del príncipe Gudea, patesi de Lagash (2120 a. C.), Museo del Louvre, París

El arte mesopotámico se desarrolló en la zona comprendida entre los ríos Tigris y Éufrates (actuales Siria e Irak), donde desde el IV milenio a. C. se sucedieron diversas culturas como los sumerios, acadios, amorritas, asirios, caldeos, etc. La arquitectura se caracteriza por el empleo del ladrillo, con un sistema adintelado y la introducción de elementos constructivos como el arco y la bóveda. Destacan los zigurats, grandes templos de forma escalonada piramidal, de los que prácticamente no nos han llegado vestigios, excepto algunos basamentos. La tumba solía ser de corredor, con cámara cubierta de falsa cúpula, como algunos ejemplos hallados en Ur. También destacaron los palacios, conjuntos amurallados con un sistema de terrazas a modo de zigurat, otorgando gran importancia a las zonas ajardinadas (los jardines colgantes de Babilonia son una de las siete maravillas del mundo antiguo).
La escultura se desarrolló en talla exenta o relieve, en escenas religiosas o de caza y militares, con la presencia de figuras humanas y animales reales o mitológicos. En época sumeria se dieron pequeñas estatuas de formas angulosas, con piedra de color o pasta en los ojos, en figuras sin cabello, con las manos en el pecho. En el periodo acadio son figuras con cabello y larga barba, destacando la estela de Naram-Sin. De la etapa amorrita (o neosumeria) destacan las representaciones del rey Gudea de Lagash, con manto y turbante y las manos nuevamente sobre el pecho. En el dominio babilónico cabe mencionar la famosa estela de Hammurabi. De la escultura asiria destacan las figuras antropomórficas de toros o genios alados, que flanqueaban las puertas de los palacios, así como los relieves con escenas de guerra o caza, como el Obelisco negro de Salmanasar III.
Con la aparición de la escritura surgió la literatura, como medio de expresión de la creatividad del ser humano. En la literatura sumeria destaca el Poema de Gilgamesh, del siglo XVII a. C. Se escribieron una treintena de mitos sobre las divinidades sumerias y acadias más importantes, entre los que destacan: el descenso de Inanna a los infiernos y los generados en torno a los dioses Enki y Tammuz. Otra muestra de relevancia es el poema Lugal ud melambi Nirpal (Los trabajos de Ninurta), cuyo contenido es de tipo didáctico y moral. En época acadia destaca el Atrahasis, sobre el mito del diluvio. En la literatura babilónica es de remarcar el poema Enûma Elish, sobre la creación del mundo.
La música se desarrolló en esta región entre el IV y el III milenio a. C., en rituales de los templos sumerios, donde se cantaban himnos o salmos (ersemma) a los dioses. El canto litúrgico estaba compuesto de responsorios —canto alternado entre sacerdotes y coro— y antífonas —canto alternado entre dos coros—. Tenían varios instrumentos, como el tigi (flauta), el balag (tambor), la lilis (precursor del timbal), el algar (lira), el zagsal (arpa) y la adapa (pandero).

### Egipto

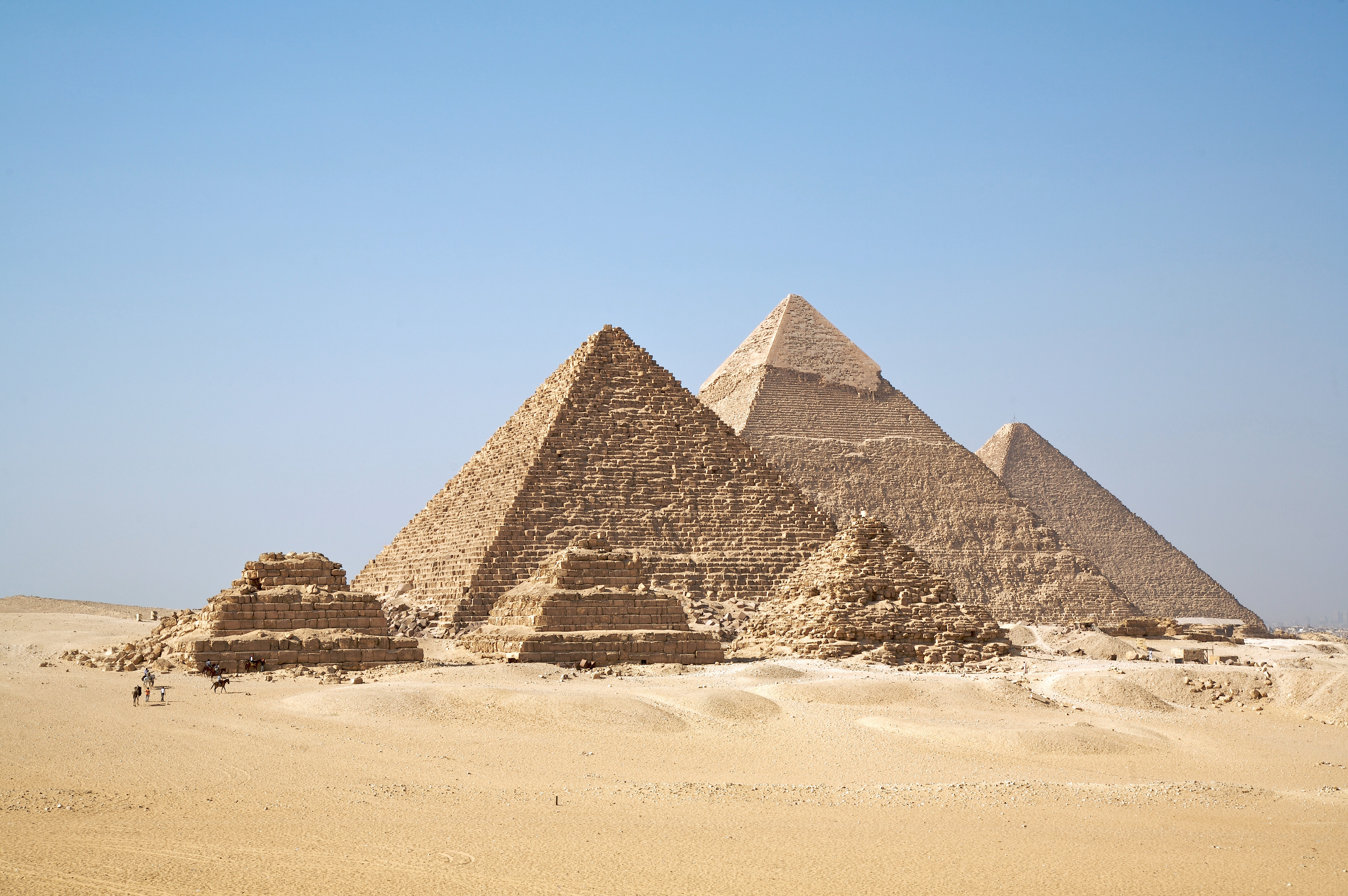
Las pirámides de Gizeh

En Egipto surgió una de las primeras grandes civilizaciones, con obras de arte elaboradas y complejas que suponen ya una especialización profesional por parte del artista/artesano. Su arte era intensamente religioso y simbólico, con un poder político fuertemente centralizado y jerarquizado, otorgando una gran relevancia al concepto religioso de inmortalidad, principalmente del faraón, para el que se construyen obras de gran monumentalidad. Iniciado alrededor del 3000 a. C., el arte egipcio perduró hasta la conquista de Alejandro Magno, si bien su influencia persistió en el arte copto y bizantino.
La arquitectura se caracteriza por su monumentalidad con el empleo de la piedra, en grandes bloques, con sistema constructivo adintelado y sólidas columnas. Destacan los monumentos funerarios, con tres tipologías principales: la mastaba, tumba de forma rectangular; la pirámide, que puede ser escalonada (Saqqarah) o de lados lisos (Gizeh); y los hipogeos, tumbas excavadas en el suelo o en paredes de precipicios (Valle de los Reyes). La otra gran edificación es el templo, conjuntos monumentales precedidos de una avenida de esfinges y dos obeliscos, un acceso con dos pilonos o muros trapeciales, un patio hípetro, una sala hipóstila y el santuario. Destacan los templos de Karnak, Luxor, Filae y Edfú. Otro tipo de templo es el speos, en forma de hipogeo, como en Abu Simbel y Deir el-Bahari.
La escultura y la pintura muestran las representaciones de forma figurativa, generalmente con gran rigidez y esquematización. En la escultura egipcia comenzó a representarse a faraones y dioses ya en las primeras dinastías, alcanzándose durante la IV Dinastía el dominio absoluto de la técnica en elegantes representaciones de porte majestuoso con acabados pulidos en materiales tan duros como el granito o la diorita. Predominaba la ley de la frontalidad y el hieratismo, con formas tendentes a la geometrización, dado su carácter simbólico como manifestaciones de la vida ultraterrena. También destacan los ushebti, pequeñas figurillas de tierra cocida o madera, de mayor realismo que la escultura funeraria, representando escenas cotidianas.
La pintura se caracteriza principalmente por presentar figuras yuxtapuestas en planos superpuestos. Las imágenes se representaban con criterio jerárquico, por ejemplo: el faraón tiene un tamaño más grande que los súbditos o los enemigos que están a su lado. Predominaba el canon de perfil, que consistía en representar la cabeza y las extremidades de perfil pero los hombros y los ojos de frente. En Egipto se desarrollaron notablemente las artes aplicadas, especialmente la ebanistería y la orfebrería, con magníficos ejemplos como los muebles de cedro con taraceas de ébano y marfil de las tumbas de Yuya y Tuyu (Museo Egipcio de El Cairo), o las piezas halladas en la tumba de Tutankamon, de gran calidad artística.
La literatura egipcia fue la primera en desarrollar un formato literario tal y como lo conocemos hoy en día: el libro. Una de sus mejores manifestaciones es la Historia de Sinuhé, un servidor de Sesostris I, cuyo relato data de mediados del siglo XX a. C. Posteriormente destaca el Libro de los muertos, escrito en el Papiro de Ani, datado hacia el siglo XIII a. C. La música egipcia era principalmente de signo religioso, con un gran protagonismo del canto vocal, desarrollando un ciclo anual de festividades cada una de las cuales tenía su música correspondiente —hecho que pasó a la liturgia judía y cristiana—. Entre sus instrumentos figuraban el sistro, el ser (pandero), el ben (arpa), la seba (flauta), el sneb (trompeta) y el met (clarinete). Al parecer, tenían también un tipo de órgano hidráulico, y en la tumba de Tutankamon se encontraron dos trompetas de plata.

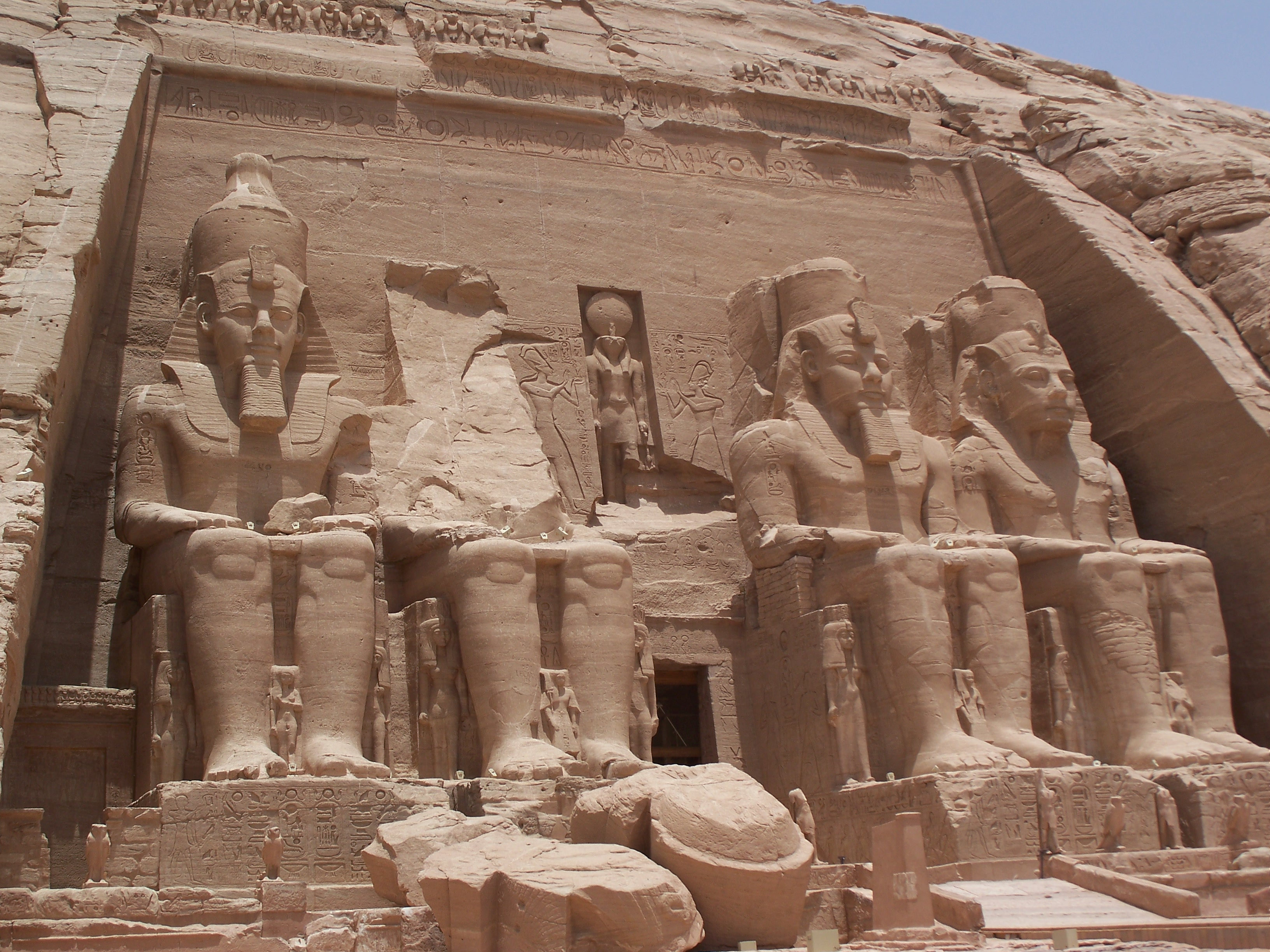
Speos de Ramsés II en Abu Simbel
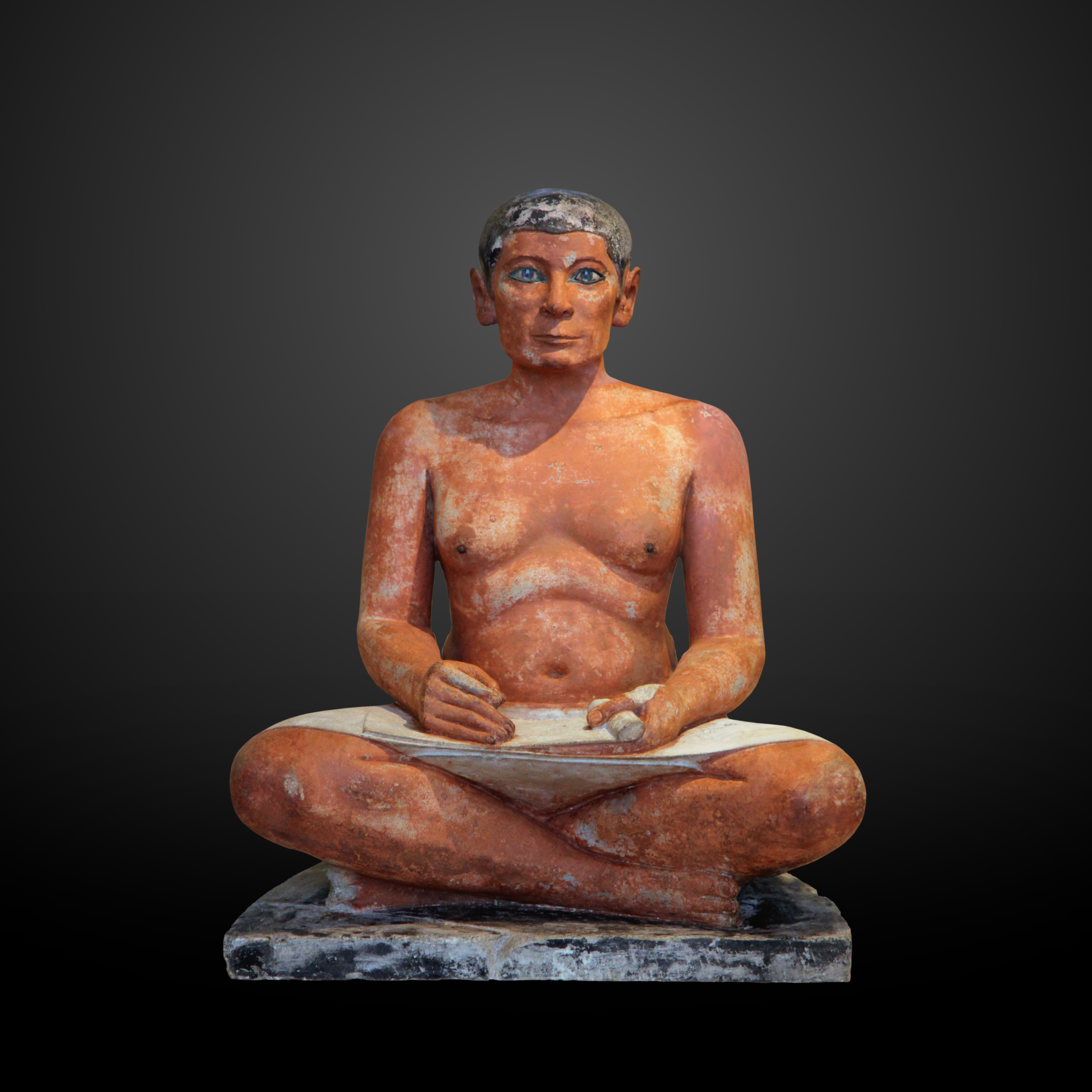
El escriba sentado, Imperio Antiguo, Museo del Louvre
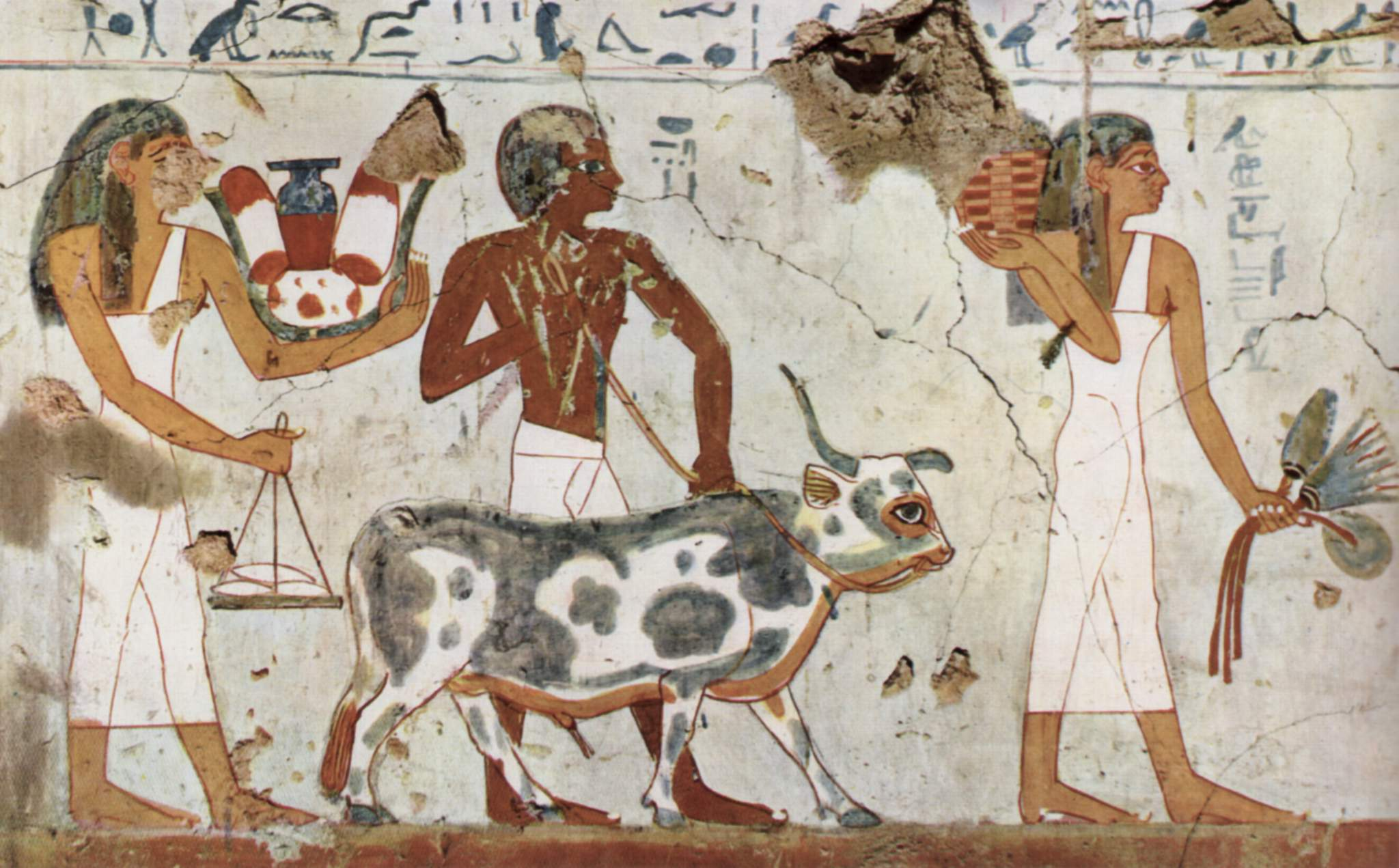
Pintura mural de la cámara funeraria de Amenemhet, Imperio Nuevo, dinastía XVIII (s. XV a. C.)
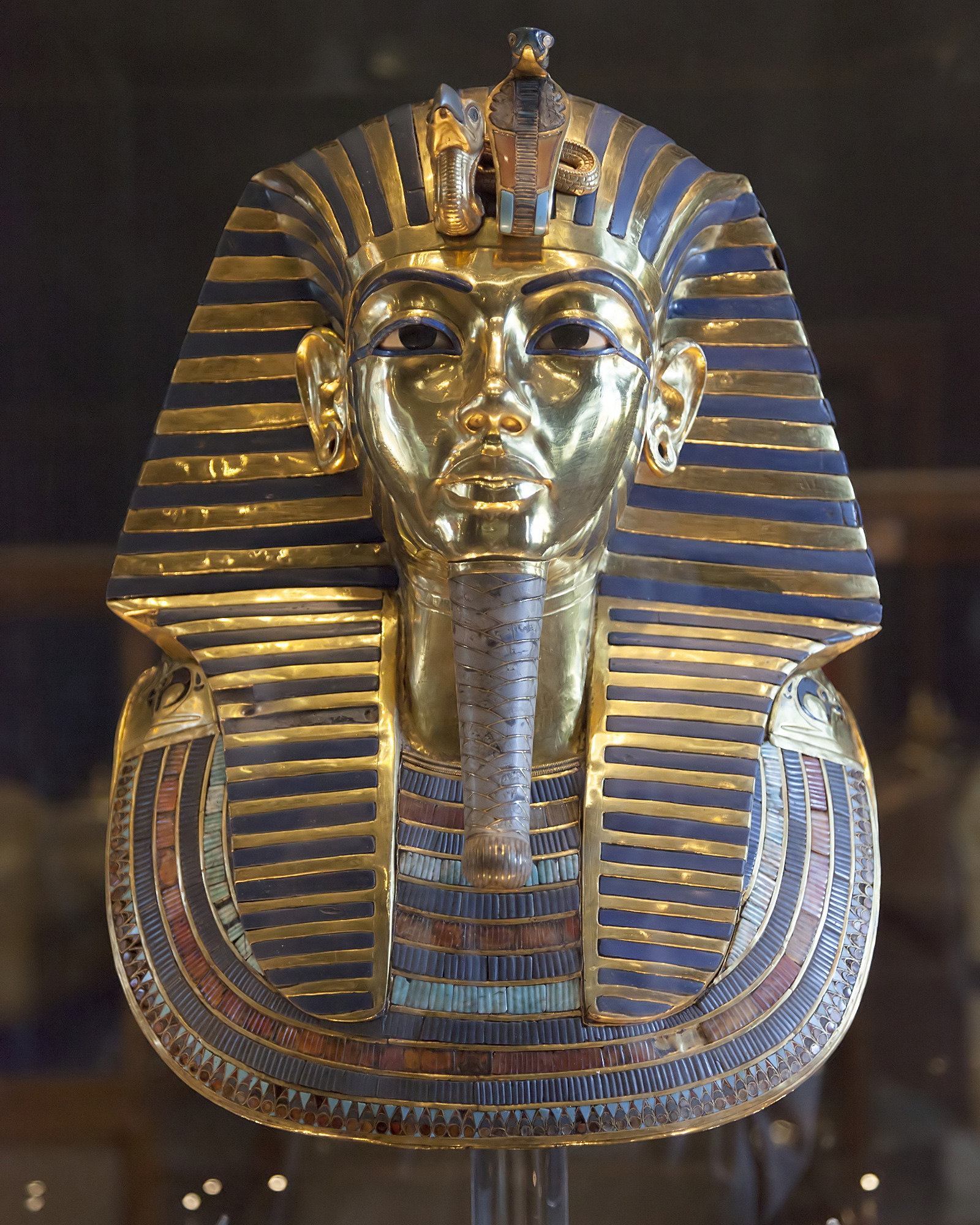
Máscara funeraria de Tutankamón, Museo Egipcio de El Cairo

### América

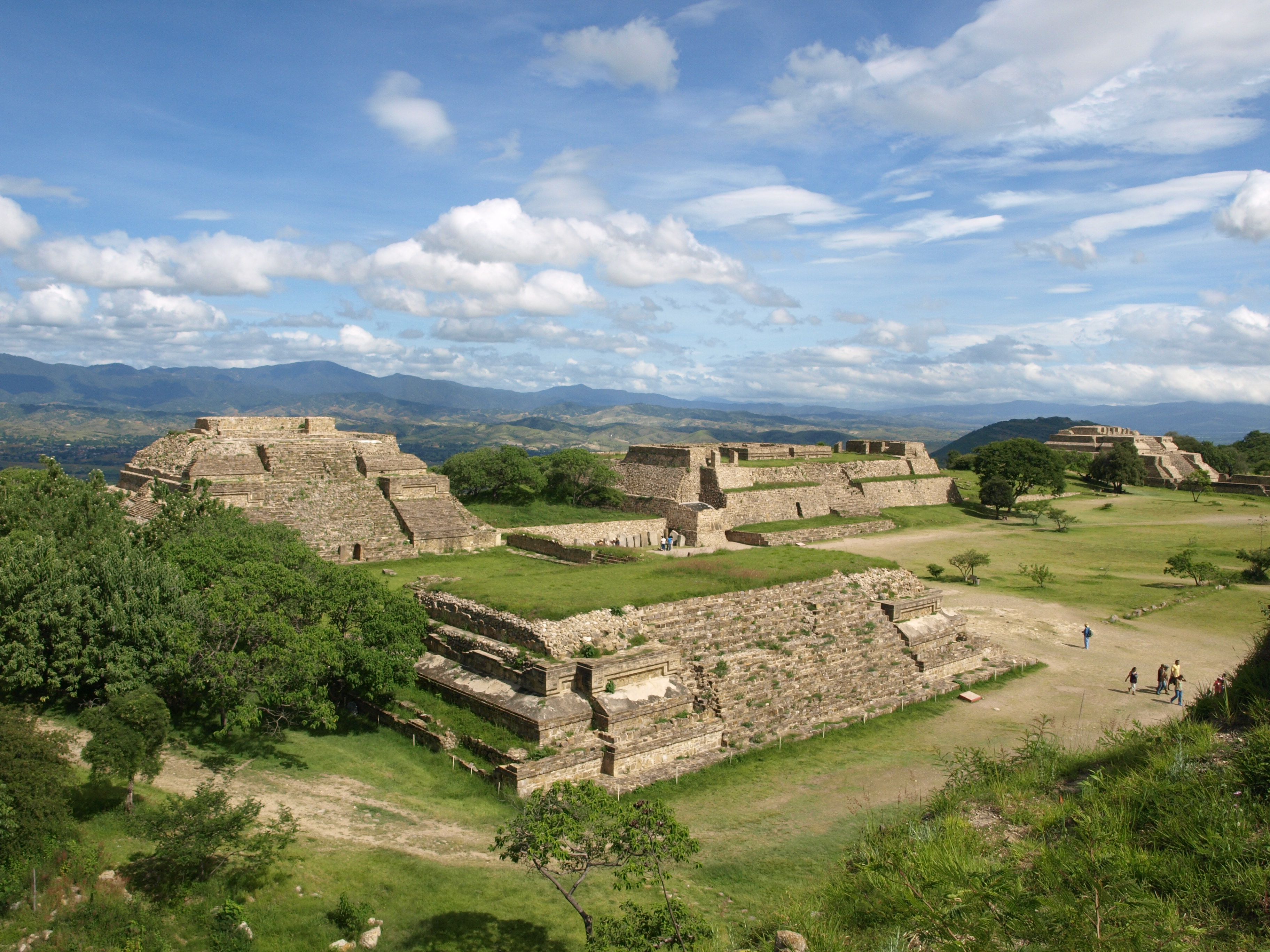
Ciudad de Monte Albán, Oaxaca, México

En una evolución paralela a la de los pueblos neolíticos europeos, los antiguos cazadores-recolectores se iniciaron en la agricultura en torno al VII milenio a. C. —especialmente el maíz—, surgiendo las primeras sociedades en las tierras altas de México, donde se observa el predominio de una casta sacerdotal, con grandes conocimientos en matemáticas y astronomía. Los primeros hallazgos artísticos son de alrededor del 1300 a. C. en Xochipala (estado de Guerrero), donde se hallaron unas estatuillas de arcilla de gran vivacidad. La primera gran civilización mesoamericana fue la olmeca, localizada en un espacio que actualmente corresponde a las provincias de Veracruz y Tabasco, donde destacan las esculturas de piedra, de gran naturalismo (Luchador, hallado en Santa María Uxpanapán), o las colosales cabezas monolíticas de hasta 3,5 metros de altura. Los zapotecas, establecidos en Oaxaca, construyeron el magnífico conjunto de la Ciudad de los Templos, en el Monte Albán. En América del Norte destacaron las culturas Hohokam, Mogollón y Anasazi.
En Perú está documentada la construcción de grandes templos antes incluso de la invención de la cerámica, en el III milenio a. C. (Sechín Alto, Kuntur Wasi). Destaca Chavín de Huántar (900 a. C.), complejo religioso construido en diversas fases, con una estructura en forma de U, con una plaza embaldosada con losas en relieve con figuras de jaguares y animales mitológicos, templo edificado sobre tres pisos de galerías, y un monolito central de granito blanco de 4,5 metros de altura. En esta región surgió una notable industria textil, quizá la primera del mundo, hilada con telar con hilos de casi 200 colores distintos, destacando especialmente los mantos de lana de Paracas. Otras culturas remarcables de la región fueron la moche y la nazca —con sus enigmáticos geoglifos de Nazca—. En la zona del Amazonas destacó la cultura barrancoide, con una cerámica de diseños incisos, así como la cultura San Agustín en Colombia.

### África

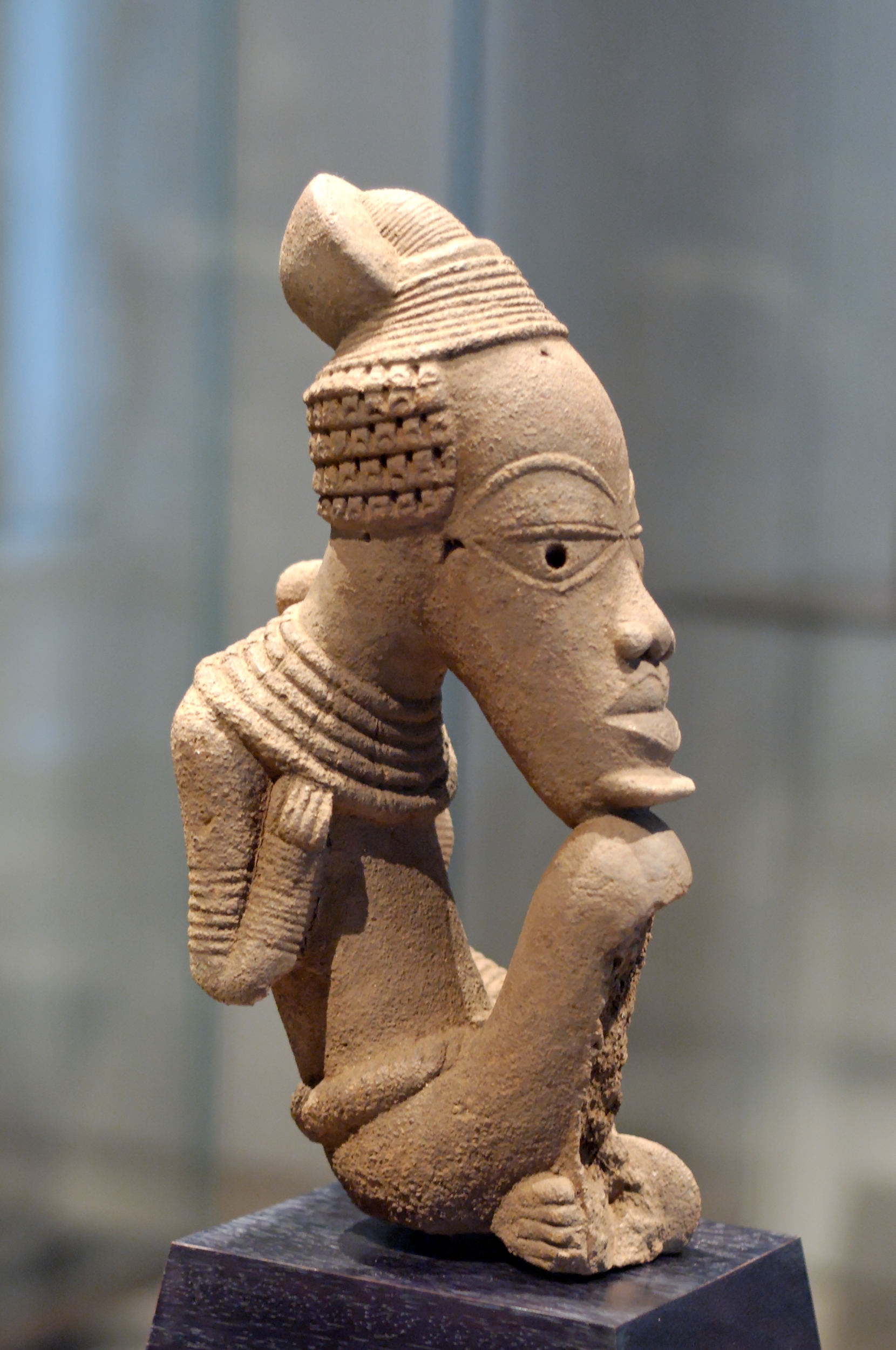
Escultura nok

El arte africano ha tenido siempre un marcado carácter mágico-religioso, destinado más a ritos y ceremonias de las diversas creencias animistas y politeístas africanas que no a fines estéticos, aunque también hay producciones de signo ornamental. La mayoría de sus obras son de madera, piedra o marfil, en máscaras y figuras exentas de carácter más o menos antropomórfico, con un típico canon de gran cabeza, tronco recto y miembros cortos. También se producían cerámica, joyería y tejidos, así como objetos de metalurgia —el hierro era conocido desde el siglo VI a. C.—. La primera producción de cierta relevancia fue la cultura Nok, en el I milenio a. C., situada en el norte de la actual Nigeria. Destacan las esculturas de terracota, con figuras humanas —a veces sólo la cabeza— o de animales (elefantes, monos, serpientes), de gran sentido naturalista, mostrando expresiones faciales de signo individualizado, con diversos peinados, a veces con collares y brazaletes. En Sudán se desarrollaron las culturas kerma y meroe, caracterizadas por sus monumentales construcciones en barro, sus armas y su cerámica. En Etiopía destacó la ciudad de Aksum, centro de un reino que alcanzó su apogeo en el siglo IV. Con una notable cultura —desarrollaron una escritura en lengua ge'ez, y crearon un sistema monetario—, son de destacar sus estelas en forma de pilares monolíticos, de carácter funerario, de hasta 20 metros de altura.

### Asia

#### India

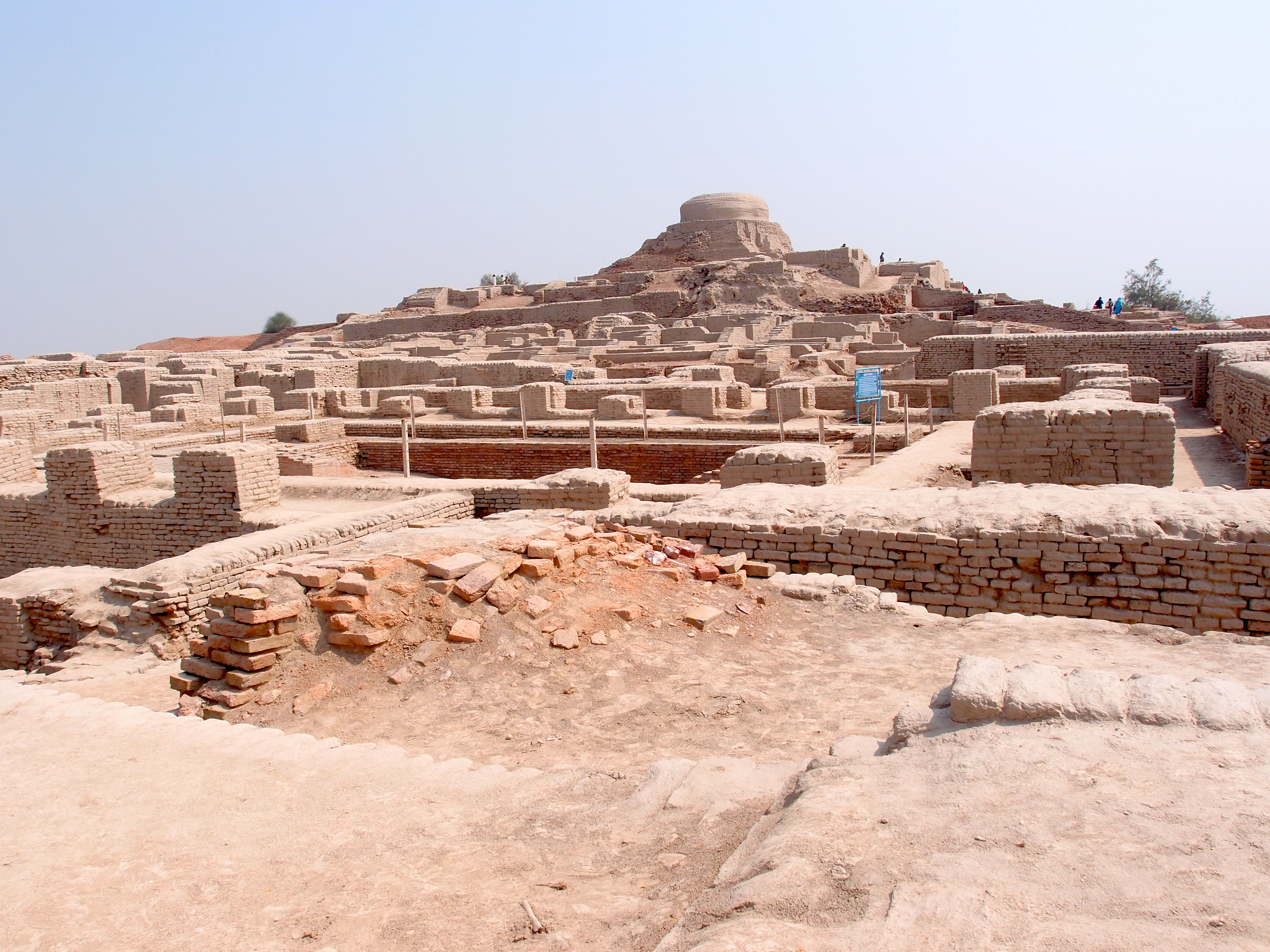
Mohenjo-Dāro

El arte indio tiene un carácter principalmente religioso, sirviendo como vehículo de transmisión de las distintas religiones que han jalonado la India: hinduismo, budismo, islamismo, cristianismo, etc. También hay que destacar como rasgo distintivo del arte indio su afán de integración con la naturaleza, como adaptación al orden universal, teniendo en cuenta que la mayor parte de elementos naturales (montañas, ríos, árboles) tienen para los indios un carácter sagrado.
- Cultura del Indo: la primera gran civilización india se desarrolló entre el siglo XXVI a. C. y el siglo XIII a. C., conocida hoy día por las excavaciones realizadas en 1920 por sir John Marshall en Mohenjo-Daro, antigua ciudad que en sucesivos emplazamientos muestra una planificada urbanización, con edificios públicos construidos en ladrillos de barro cocido. De igual importancia son las excavaciones realizadas en Harappa, con restos de cerámica, escultura y útiles de metal (oro, plata, cobre y latón).[17]
- Período védico (siglos  XIII-VI a. C.) y premauria (siglos  VI-III a. C.): en esta etapa se introdujeron los pueblos arios, apareciendo las religiones tradicionales indias. En el siglo VI a. C. aparecieron el budismo y el jainismo, estableciéndose estrechos lazos con el arte persa. La expedición a la India de Alejandro Magno (326-325 a. C.) abrió contacto con el arte helenístico griego, plasmado en las formas grecobudistas.
- Arte maurya (siglos  III-II a. C.): la dinastía Maurya, de religión budista, ocupó todo el curso medio del Indo y la parte central de la península del Deccán. La arquitectura de piedra sustituye al ladrillo, como en el Palacio de Aśoka en Pātaliputra. El monumento característico de este periodo es la stūpa, túmulo funerario de carácter conmemorativo, generalmente recubierto de relieves con escenas de la vida de Buda, como la Stūpa de Sānchi.
- Arte de Gandhāra (siglos II a. C.-I d. C.): el arte de Gandhāra es de tradición grecobudista, con influencia helenística y sasánida, destacando por la representación directa de la imagen de Buda. Evolucionó la tipología de la stūpa, que es con cúpula sobre un alto tambor cilíndrico colocado sobre una base cuadrada, como el de Kanisha, en Peshawar.
- Arte de Mathurā y Amarāvatī (siglos  I-IV): en la ciudad de Mathurā, situada en la cuenca superior del Ganges, se desarrolló una importante escuela artística que se difundiría por el resto de la India e influenciaría al arte gupta. El estilo Mathurā mezclaba elementos tradicionales indios con motivos grecorromanos, sin embargo nos han llegado pocas representaciones de este periodo debido a la destrucción producida por la invasión islámica. El arte de Amarāvatī también tiene influencia grecorromana, como lo demuestra los restos hallados en Virapatnam (Pondicherry). Al igual que los estilos anteriores, sus obras principales son monasterios y stūpas, destacando la gran stūpa de Amarāvatī, de 50 metros de altura.[18]

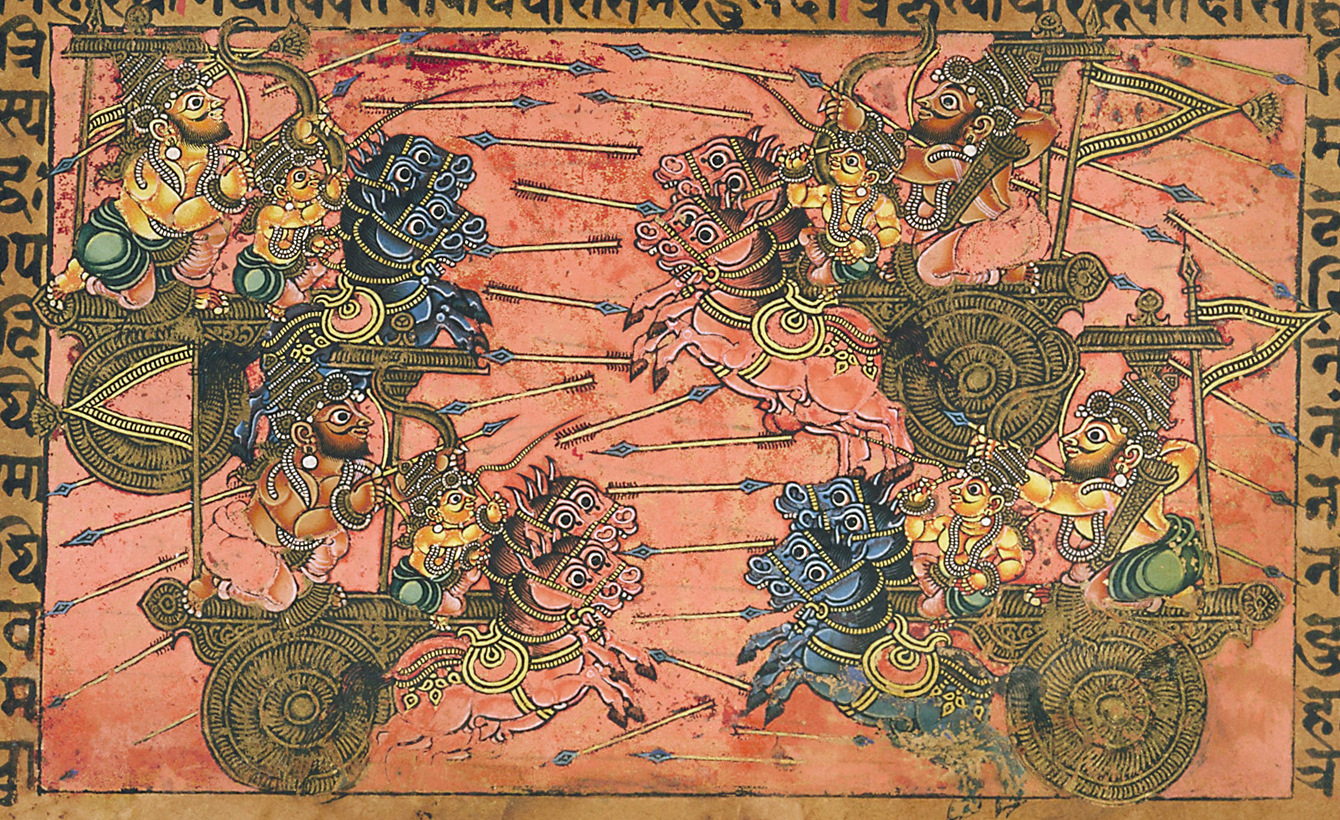
La Guerra de Kurukshetra en una ilustración del Mahābhārata

La literatura india comenzó alrededor del 2500 a. C., escrita en sánscrito. Su primera manifestación fue la literatura védica (de veda, ‘verdad’), con escritos centrados en la religión y la guerra, con un tono poético y evocador de un mundo mágico. Se divide en tres grupos:
los Samjitas (o ‘colecciones’, que incluyen el propio Rigveda (himnos litúrgicos de tema mitológico, con un lenguaje poético y de exaltación de la naturaleza);
los Brāhmaṇa, también de carácter litúrgico, pero de signo más esotérico, incluyendo los Upaṇiṣad, escritos sobre doctrinas secretas que suponen la primera obra de tipo filosófico en la India;
y los Sutra, series de aforismos sobre religión, gramática, filosofía y otros aspectos del brahmanismo. En un período posvédico (hacia el siglo III a. C.) surgen los grandes poemas épicos indios:
el Majabhárata es la tercera obra literaria más extensa del mundo, con doscientos mil versos recopilados en dieciocho libros (donde destaca el Bhagavad-gītā), sobre leyendas y epopeyas de la mitología hindú, pero con un fuerte trasfondo filosófico y moral; y
el Ramaiana, obra de Valmiki, nueva síntesis de poesía y epopeya con elementos teológicos y filosóficos.
El teatro indio tiene su origen en el Nāṭya-śāstra, libro sagrado de Brahma comunicado a los hombres por el rishi Bharata Muni, donde se habla de canto, danza y mímica. Generalmente, la temática es de signo mitológico, sobre las historias de los dioses y héroes indios. La representación es básicamente actoral, sin decorados, destacando únicamente el vestuario y el maquillaje. Había diversas modalidades: Śakuntalā, de siete actos; Mricchakaṭikā, de diez actos. Como dramaturgos destacaron Kālidāsa y Śūdraka.
La música india tiene un fuerte sello ecléctico debido a la multiplicidad étnica de los diversos pueblos que fueron llegando al subcontinente índico: los vedas tenían melodías únicamente de dos notas; los drávidas tenían músicas y danzas más elaboradas, relacionadas con cultos a la fertilidad; los protomediterráneos introdujeron nuevos instrumentos, como el magudhi, la famosa flauta de los encantadores de serpientes; los arios introdujeron los himnos religiosos en los Vedas. El Ṛig vedá («himnos vedas») deja constancia de tres tipos de entonaciones: udatta (aguda), anudatta (grave) y svarita (media). El Sāma Vedá («cantos vedas») pasó de cinco a siete notas, usando generalmente un tetracordio en las melodías vocales, que aún perdura en zonas del Himalaya.

#### China

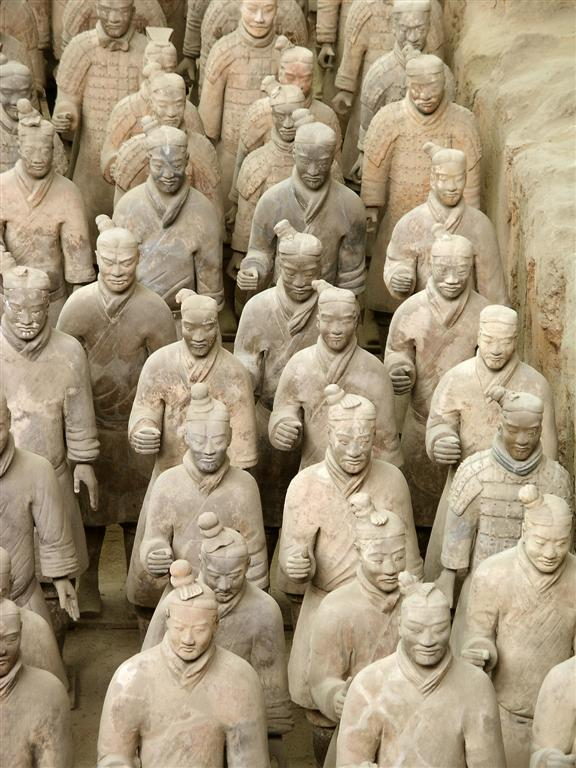
Ejército de terracota de Xian (210 a. C.), situado en el interior del Mausoleo de Qin Shi Huang

El arte chino ha tenido una evolución más uniforme que el occidental, con un trasfondo cultural y estético común a las sucesivas etapas artísticas, marcadas por sus dinastías reinantes. Como la mayoría del arte oriental tiene una importante carga religiosa (principalmente taoísmo, confucianismo y budismo) y de comunión con la naturaleza. Al contrario que en Occidente, los chinos valoraban por igual la caligrafía, la cerámica, la seda o la porcelana, que la arquitectura, la pintura o la escultura, a la vez que el arte está plenamente integrado en su filosofía y cultura.
- Dinastía Shang (1600-1046 a. C.): destacó por sus objetos y esculturas en bronce, especialmente vasijas decoradas en relieve y máscaras y estatuas antropomórficas, como las halladas en la zona de Chengdu, en el alto Yangtsé, de alrededor del 1200 a. C. Se han encontrado restos arqueológicos de varias ciudades en la zona de Henan, amuralladas y con una retícula rectangular, como en Zhengzhou y Anyang. En estos asentamientos se han hallado igualmente tumbas con ricos ajuares de armas, joyas y diversos utensilios en bronce, jade, marfil y otros materiales.
- Dinastía Zhou (1045-256 a. C.): evolucionando desde el arte Shang, los Zhou crearon un estilo decorativo y ornamentado, de figuras estilizadas y dinámicas, continuando el trabajo en cobre. Una invasión nómada en 771 a. C. fragmentó el imperio en pequeños reinos, periodo en el que sin embargo florecieron la agricultura y la metalurgia, apareciendo diversos estilos artísticos locales en el llamado Periodo de los Reinos Combatientes. Aparecieron el taoísmo y el confucianismo, que influenciarían enormemente al arte. Destacó el trabajo en jade, decorado en relieve, y apareció la laca.
- Dinastía Qin (221-206 a. C.): unificada China bajo el reinado de Qin Shi Huang, se construyó la Gran Muralla para evitar invasiones exteriores, con 2400 kilómetros de longitud y una media de 9 metros de altura, con torres de guardia de 12 metros de altura. Destaca el gran hallazgo arqueológico del Ejército de terracota de Xian (210 a. C.), situado en el interior del Mausoleo de Qin Shi Huang. Está compuesto por cientos de estatuas de terracota de guerreros a medida natural, incluidos varios caballos y carros, con gran naturalismo y precisión en la fisonomía y los detalles.
- Dinastía Han (206 a. C.-220 d. C.): época de paz y prosperidad, se introdujo el budismo, que tuvo una implantación lenta pero progresiva. Destacó por sus capillas funerarias, con estatuas aladas de leones, tigres y caballos. La pintura se centró en temas de la corte imperial, nobles y funcionarios, con un sentido confucianista de la solemnidad y la virtud moral. También son de remarcar los relieves en santuarios y cámaras de ofrendas, generalmente dedicados a motivos confucianistas, en un estilo lineal de gran simplicidad.
- Periodo de las Seis dinastías (220-618): se difundió más ampliamente el budismo, construyéndose grandes santuarios con estatuas colosales de Buda (Yungang, Longmen). Junto a esta nueva religión, y gracias a la ruta de la seda, se recibieron diversas influencias procedentes del oeste asiático. En pintura se formularon los seis principios, enunciados por Xie He a principios del siglo VI, y comenzó la caligrafía artística con la figura legendaria de Wang Xianzhi.[22]

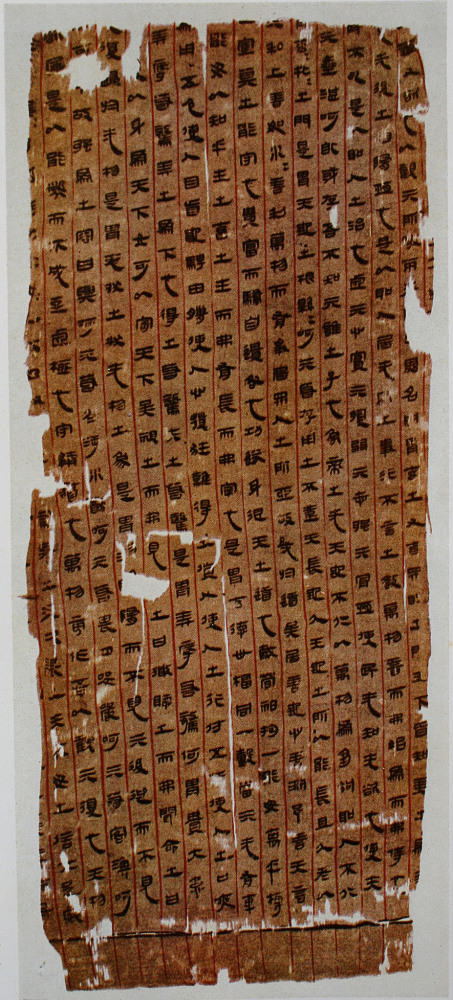
Versión del Tao te king hallada en Mawangdui

La literatura china se inició con obras de carácter religioso y filosófico, apareciendo entre los siglos  X y V a. C. los llamados Cinco Clásicos: el Li-Ki, compendio de rituales y costumbres que fue posteriormente ampliado, llegando a los cien tomos; el I Ching, manual de adivinación basado en el significado de ocho trigramas, atribuido al mítico emperador Fu Xi; el Shu-king, crónica escrita en un lenguaje formal y ceremonioso que será típico de la producción literaria china; el Shi King (El clásico de la poesía), recopilación de poemas; y el Ch'uen-tsieu, primera crónica fechada (722-481 a. C.). En torno al siglo V a. C. surgieron las principales obras del pensamiento chino, grandes compendios de la filosofía y la moral: el Lùn Yǔ (Analectas) de Confucio y el Tao te king (Libro del Tao) de Lao Tse. También tuvo mucha repercusión El arte de la guerra de Sun Tzu. En época Han apareció un nuevo género, el fu, poesía de carácter didáctico asociada a una composición musical, mientras que en prosa destacó el She-ki (Memorias históricas) de Ssê Ma-ts'ien.
La música china es pentatónica (de cinco notas), al contrario que el sistema heptatónico occidental (de siete notas). Del periodo predinástico hay constancia de varios instrumentos, como el ch'ing (piedra sonora), el hsüan (flauta), el ku (tambor) y el chun (campana). De época Shang es el Shih Ching (Libro de los Cantos), que recoge creaciones musicales desde el 1600 hasta el 600 a. C. Durante la dinastía Zhou se sentaron las bases de la música tradicional china, recopiladas en el Lü Shih Ch'un Ch'iu (Anales del Sr. Lü) de Lü Buwei (239 a. C.): sobre un «tono base» (huang chung) procedente de una caña de bambú, derivaron tonos más agudos cortando el tubo un tercio menor que el anterior, obteniendo las cinco notas: king, shang, chiao, chih, yü. Los principales instrumentos eran: el pien-ch'ing (carillones de piedra de jade), el pien-chung (campanillas), el sheng (órgano de tubos de bambú), el p'ai-hsiao (flauta pánica o siringa) y el ch'in (cítara).

#### Japón

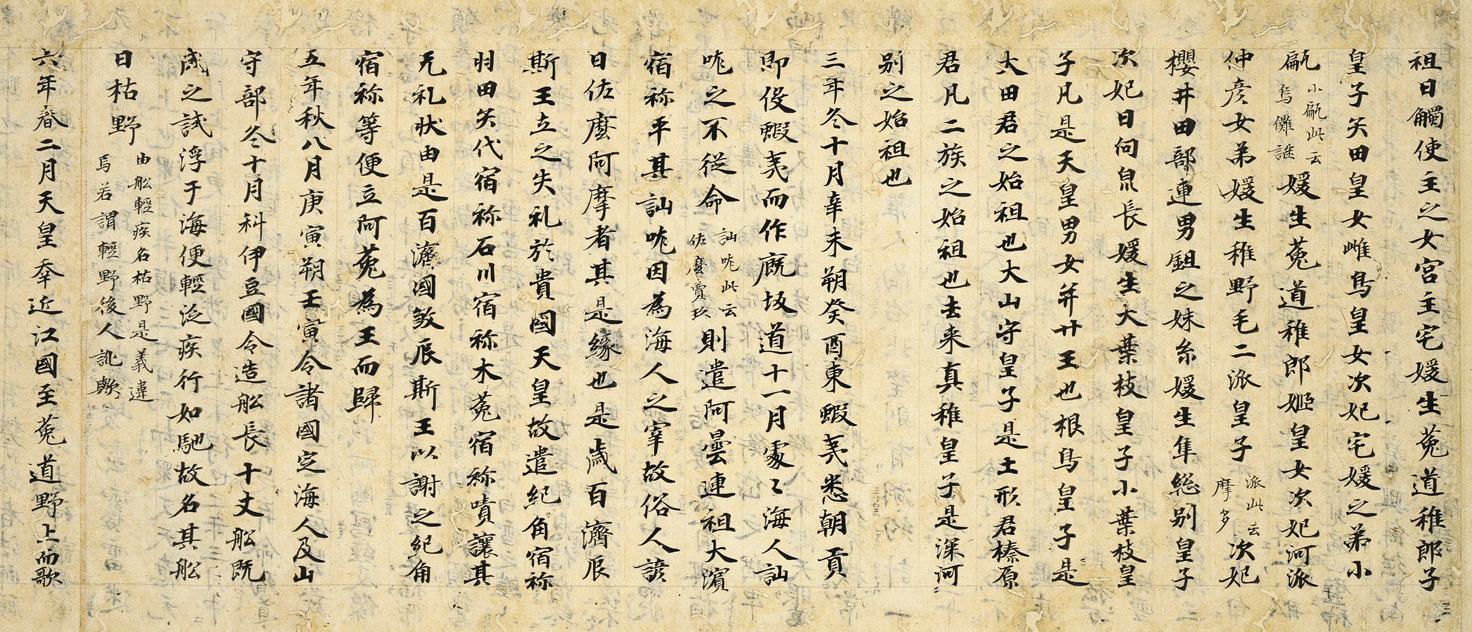
Página de un Nihonshoki (Anales de Japón) del período Heian

El arte japonés ha estado marcado por su insularidad, aunque a intervalos ha ido recibiendo la influencia de las civilizaciones continentales, sobre todo de China y Corea. Gran parte del arte producido en Japón ha sido de tipo religioso: a la religión sintoísta, la más típicamente japonesa, formada alrededor del siglo I, se añadió el budismo en torno al siglo V, forjando un sincretismo religioso que aún hoy perdura.
- Período Jōmon (5000-200 a. C.): durante el Mesolítico y el Neolítico se fabricaron instrumentos de hueso y piedras pulimentadas, cerámica y figuras antropomorfas. Japón se mantuvo aislado del continente, por lo que toda su producción fue autóctona, aunque de poca relevancia. Cabe señalar que la cerámica Jōmon es la más antigua producida por el ser humano, hecha a mano y decorada con incisiones o impresiones de cuerda.[25]
- Período Yayoi (200 a. C.-200 d. C.): desde el siglo I a. C. empezó a introducirse la civilización del continente, a causa de las relaciones con China y Corea. En esa época se difundió un tipo de sepulturas de gran tamaño con cámara y túmulo ornamentado con cilindros de terracota, con figuras humanas y de animales. La cerámica se producía con torno.
- Período Kofun (200-600): destacan las grandes sepulturas de los emperadores Ōjin (200-310) y Nintoku (310-399), donde aparecieron diversas joyas, armas, cerámica y unas figuras de terracota llamadas haniwa. En este período encontramos las primeras muestras de pintura japonesa (tumbas de Kyūshū, siglos siglo V d. C.-VI; enterramiento real de Otsuka). En cuanto a arquitectura religiosa, cabe destacar el templo de Isa.[26]

La literatura japonesa tiene una fuerte influencia china, debido sobre todo a la adopción de la escritura china. El testimonio más antiguo conservado es el Kojiki (Relatos de cosas antiguas), especie de historia universal de corte mítico y teogónico. Otro testimonio de relevancia es el Nihonshoki (Anales de Japón). La poesía está representada por el Man'yōshū (Colección de diez mil hojas), antología de poemas de diverso signo, con gran variedad temática y estilística, redactado por varios autores entre los que destacan Ōtomo no Yakamochi y Yamanoue no Okura.
La música japonesa tuvo sus primeras manifestaciones en las honkyoku («piezas originales»), que se remontan al siglo XIX a. C., así como el min'yō, canciones folclóricas japonesas. Los ritos sintoístas tenían coros que recitaban un trino lento acompañado de flauta de bambú (yamate-bue) y cítara de seis cuerdas (yamato-goto). La principal modalidad de música y danza sintoísta es la kagura, sobre el mito de Amaterasu, diosa del sol. Se ejecuta con los instrumentos mencionados, y otros como el hichiriki (oboe) y tambores como el o-kakko y el o-daiko.

### Oceanía

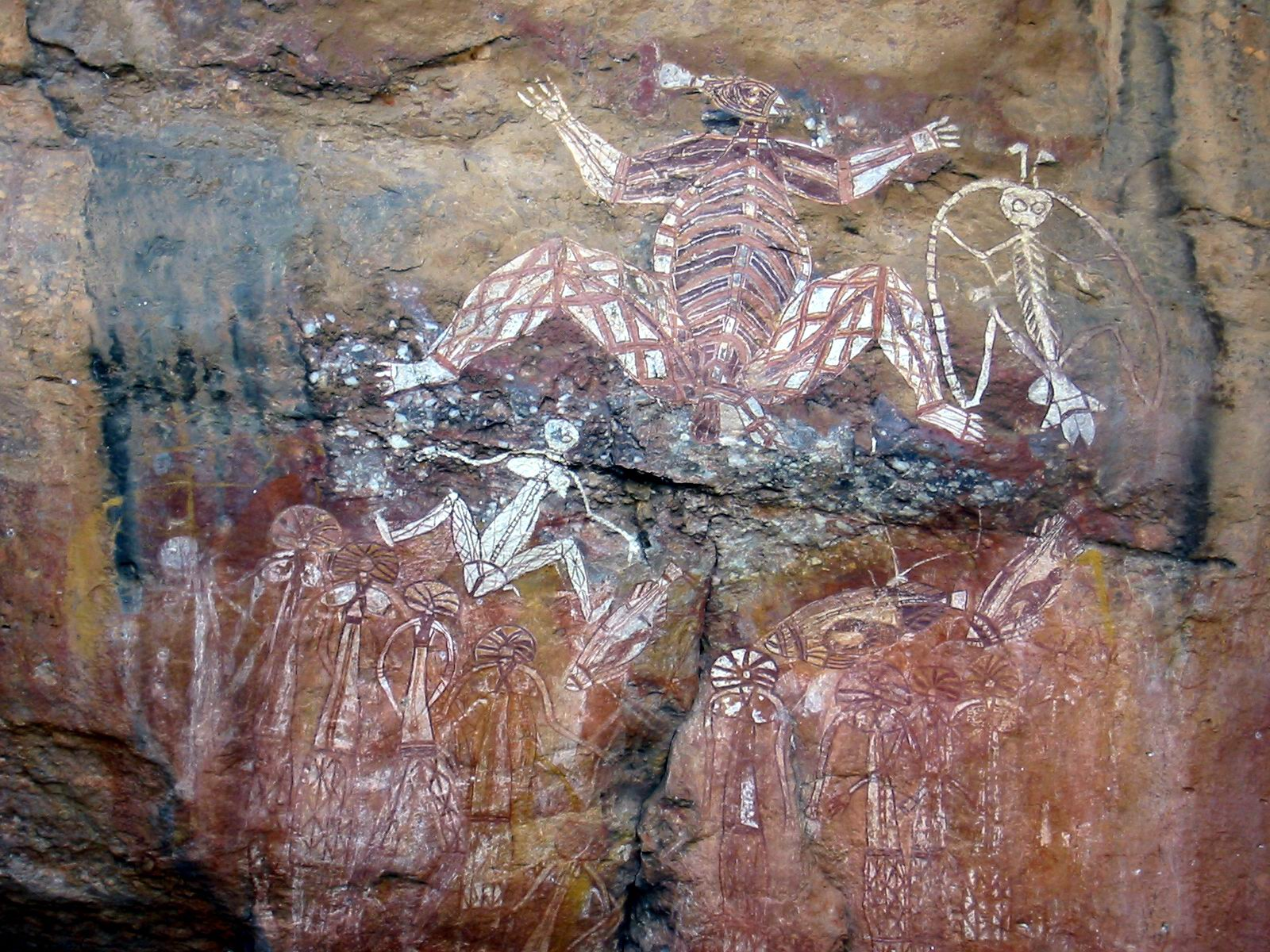
Pintura rupestre de los aborígenes australianos

El arte oceánico está marcado por la multiplicidad de territorios insulares que jalonan el océano Pacífico, destacando las islas de Australia y Nueva Zelanda, y tres principales áreas de islas y archipiélagos: Polinesia, Melanesia y Micronesia. La primera cultura desarrollada en la zona fue la lapita (1500-500 a. C.), originada en Nueva Caledonia y extendida por Nueva Guinea y Polinesia occidental (islas Salomón, Vanuatu, Fiyi, Tonga y Samoa, principalmente). Se caracteriza por su cerámica decorada con motivos dentados hechos con peines o púas, así como objetos de obsidiana y conchas. Entre el 500 a. C. y el 500 d. C. continuó la colonización hacia Micronesia, Melanesia y Polinesia oriental (islas Sociedad, Marquesas, isla de Pascua, Hawái), aunque en estas primeras fases no se han hallado numerosos vestigios, excepto algunos utensilios y abalorios, principalmente de conchas. En Australia destacan las pinturas rupestres, que son bastante esquemáticas, llegando a la simplificación geométrica.

### Otras manifestaciones

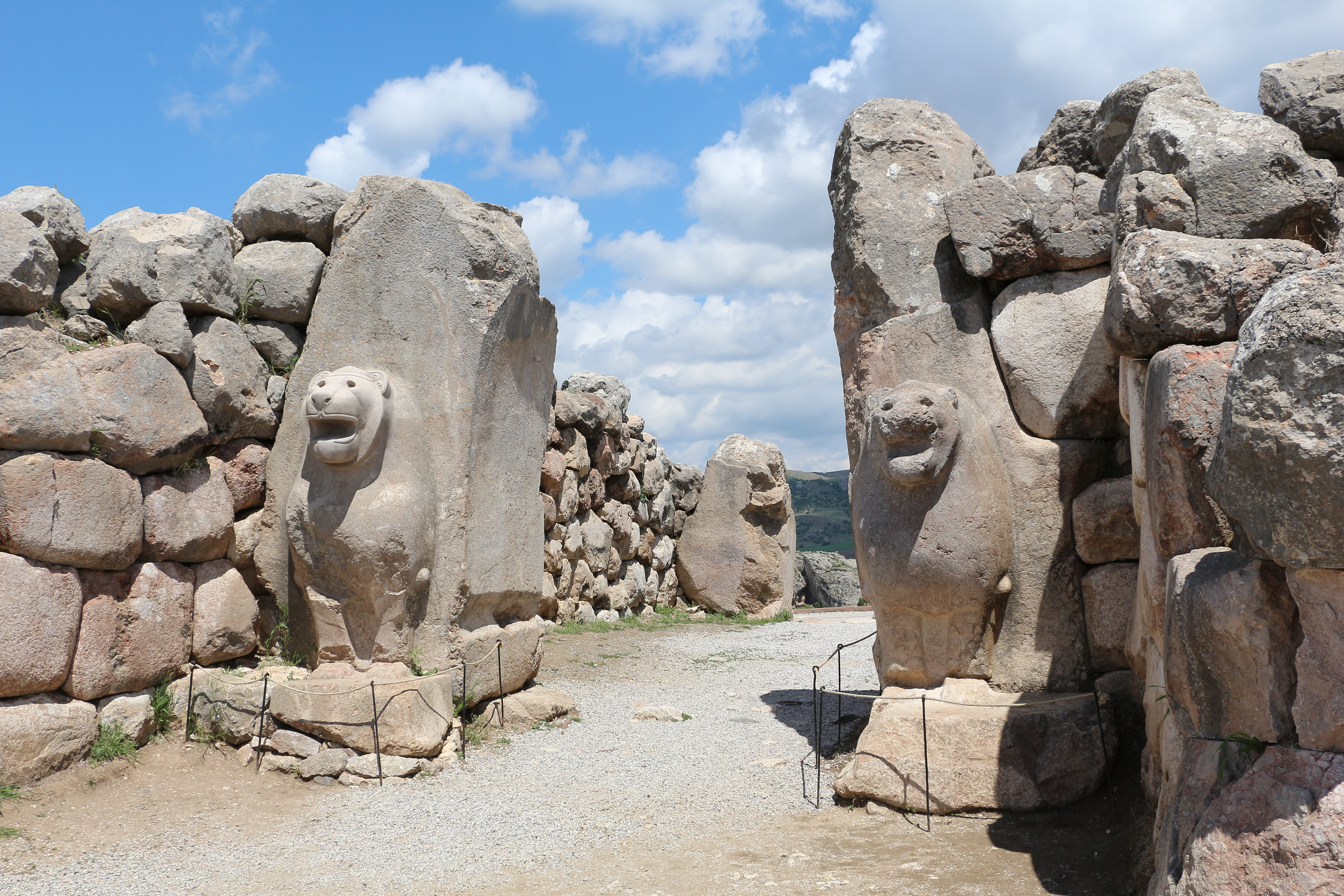
Puerta del León en Boğazköy

- Arte hitita: el pueblo hitita habitó en la península de Anatolia, Armenia y Siria, entre el III y el II milenio a. C. Recibió influencia mesopotámica y, a su vez, influenció al arte persa, minoico y etrusco. Su arquitectura era monumental, con palacios precedidos de avenidas con esculturas de esfinges, como en Boğazköy, donde aparecieron también diversos relieves con escenas de guerra y caza. También destacaron las esculturas de Karkemish y Tell-Halaf (Siria).
- Arte fenicio: pueblo de tradición marinera, dedicados principalmente al comercio, navegaron por todo el Mediterráneo y el norte de África, fundando la ciudad de Cartago en la actual Tunicia. Transmitieron la influencia del arte oriental por todo el Mediterráneo. Destacan sus esculturas, de influencia asiria y egipcia, con cierta rigidez arcaica y falta de naturalidad. El arte fenicio se dio también en distintas zonas del Mediterráneo, especialmente Chipre, Cerdeña e Ibiza.
- Arte escita: también llamado «arte de las estepas», es el correspondiente a los pueblos nómadas que habitaban las llanuras euroasiáticas, principalmente entre el II y el I milenio a. C. Su arte era preponderantemente mobiliar, fácil de transportar, al ser un pueblo nómada. Ligado a la metalurgia, destacan los objetos en bronce, hierro y metales preciosos (armas, escudos, fíbulas, cinturones, joyas), así como obras en madera, hueso, cuero, telas y alfombras. En sus obras destacan los motivos animalísticos, posiblemente de origen totémico. El arte escita influenció al de los pueblos germánicos, vikingos y paleocristianos.
- Arte ibérico: se desarrolló en la península ibérica coetáneamente a la cultura de La Tène, principalmente en Andalucía y la zona de levante y, en menor medida, en la Meseta Central y el sur de Francia. La arquitectura se basaba en los muros de tapial, con sistema adintelado, realizando arcos y bóvedas falsas por aproximación de hiladas. Las ciudades se solían construir en acrópolis, como en Azaila, Ullastret y Olérdola. Se desarrolló notablemente la escultura, destacando la tipología de las «damas», como las de Elche, Baza y el Cerro de los Santos. También fue típica la representación de animales (caballos, toros, leones), algunos de carácter antropoide, como la Bicha de Balazote.
- Arte persa: en Persia se desarrolló una importante cultura bajo el reinado de dos importantes dinastías: la aqueménida (560-331 a. C.) y la sasánida (226-640 d. C.). La arquitectura persa aglutinó las formas mesopotámicas con las egipcias, empleando por primera vez la piedra en grandes palacios como los de Susa, Persépolis y Pasargada, donde surgió por vez primera el uso de la ventana —a diferencia de la iluminación cenital utilizada hasta entonces—, y donde destacan las grandes salas o apadanas, con columnas de gran altura y capiteles de volutas. En época sasánida surgieron palacios (Ctesifonte, Firuzabad) con sistemas abovedados con cúpulas sobre trompas, y un pórtico o iwan con gran arco abierto a un patio, que influirá al arte islámico. En la escultura persa destacan los relieves, en piedra o cerámica esmaltada, con escenas de guerreros, combates con monstruos o animales como toros y leones.[30]
- Arte nabateo: pueblo de origen semítico que habitaron en la zona sirio-palestina entre los siglos  VI y II a. C., destaca especialmente la ciudad de Petra, situada entre desfiladeros de montaña, donde se han hallado diversos templos, palacios y tumbas excavados en la roca, de estilo helenístico. Entre ellos destaca el Jazneh Firaun («el tesoro del faraón»), con una monumental fachada con pronaos hexástilo y frontón, y la parte superior con un tholos redondo y dos edículos laterales con semifrontones.
- Arte hebreo: los hebreos se instalaron en Palestina en el siglo XIII a. C. Recibieron la influencia del arte egipcio, fenicio y mesopotámico, así como del helenístico más adelante. De acuerdo a su religión se rechazaban las imágenes, por lo que la mayoría de su arte es ornamental. En arquitectura, hay testimonios de la gran magnificencia del Templo de Jerusalén, que lamentablemente no ha llegado hasta nuestros días. Aparte de eso destacan las sinagogas, generalmente de planta basilical y fachada tripartita, como en los templos sirios. En la literatura hebrea destaca la Biblia (el Tanaj o Antiguo Testamento, también llamado Torá, «ley»), importante documento no solo religioso sino también literario, redactado entre los siglos X a. C. y II d. C. en diversos estilos y géneros (histórico, legendario, mitológico, poético, profético, sapiencial y epistolar). Posteriormente se redactaron la Mishná, el Talmud y la Cábala.[31]

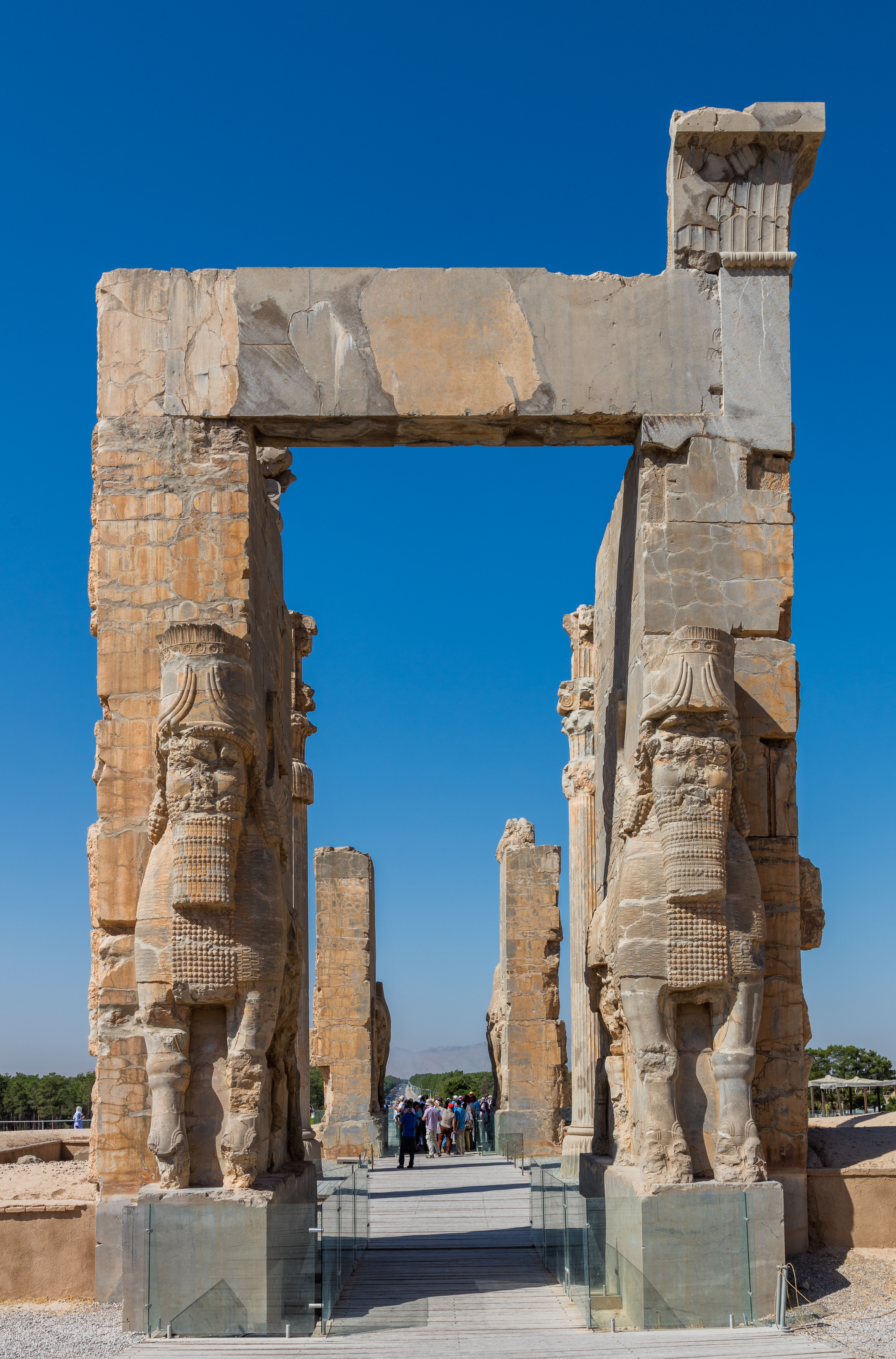
Puerta de todas las Naciones, Persépolis.
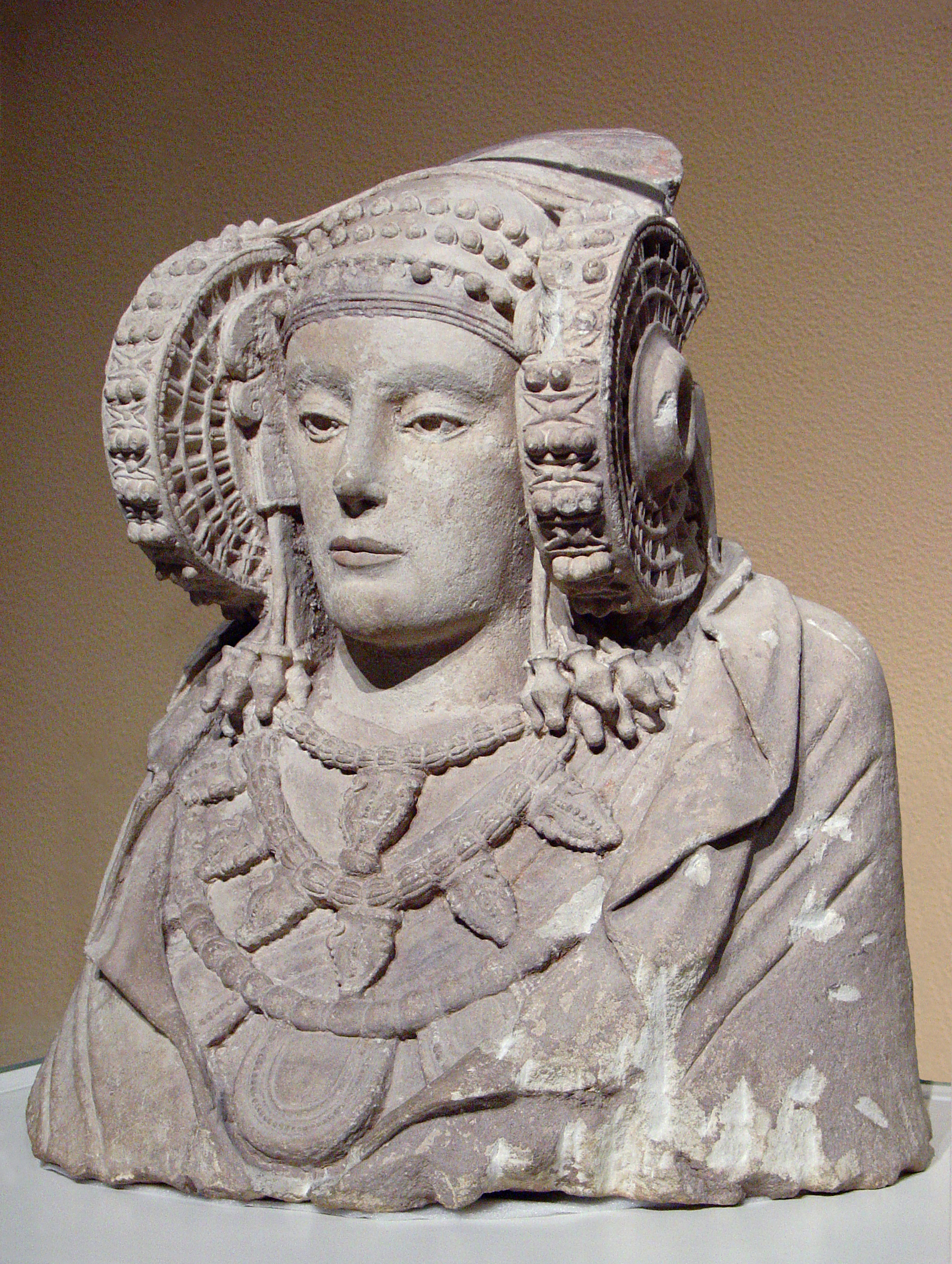
Dama de Elche, Museo Arqueológico Nacional de España, Madrid.
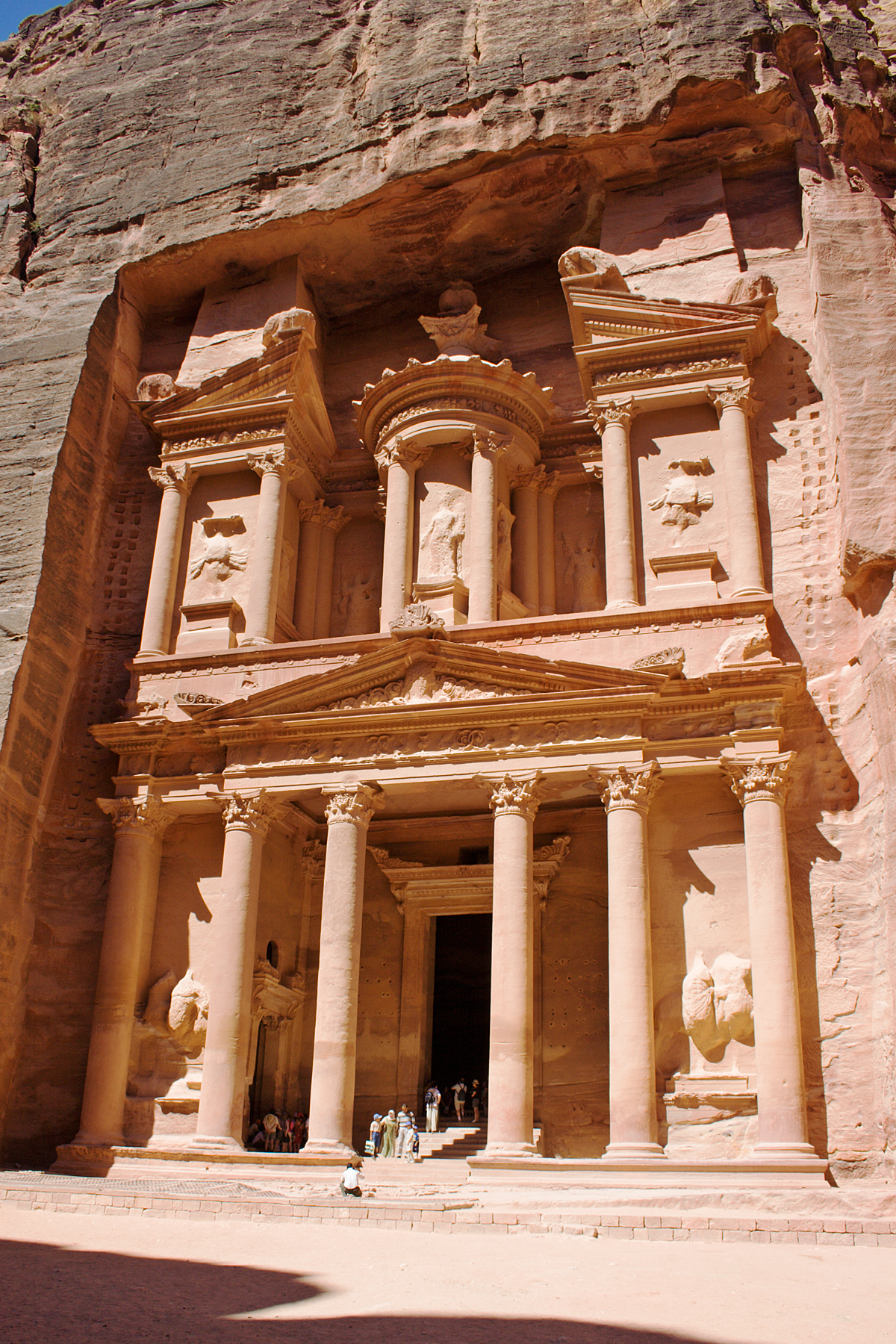
Tumba de Jazneh Firaun («el tesoro del faraón»), en Petra.
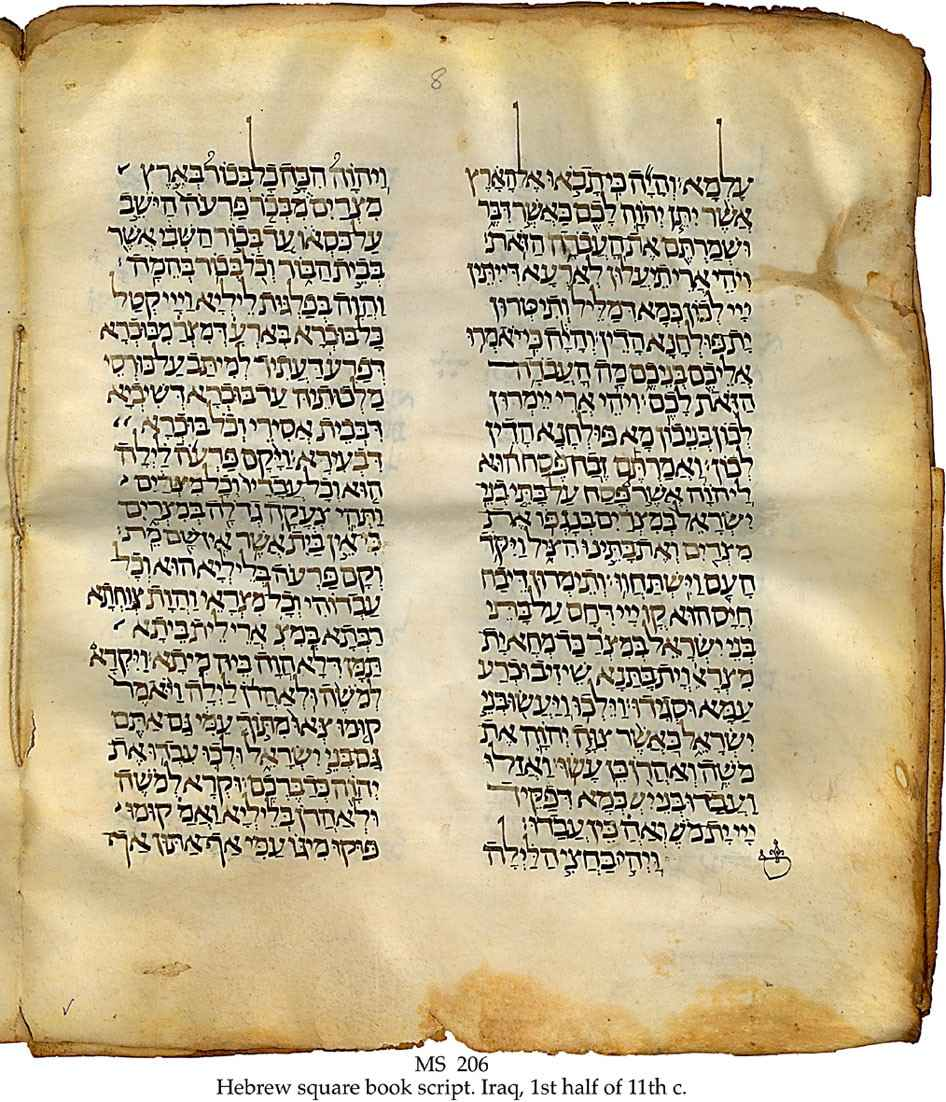
Página del Tanaj, nombre hebreo del Antiguo Testamento.

## Arte clásico

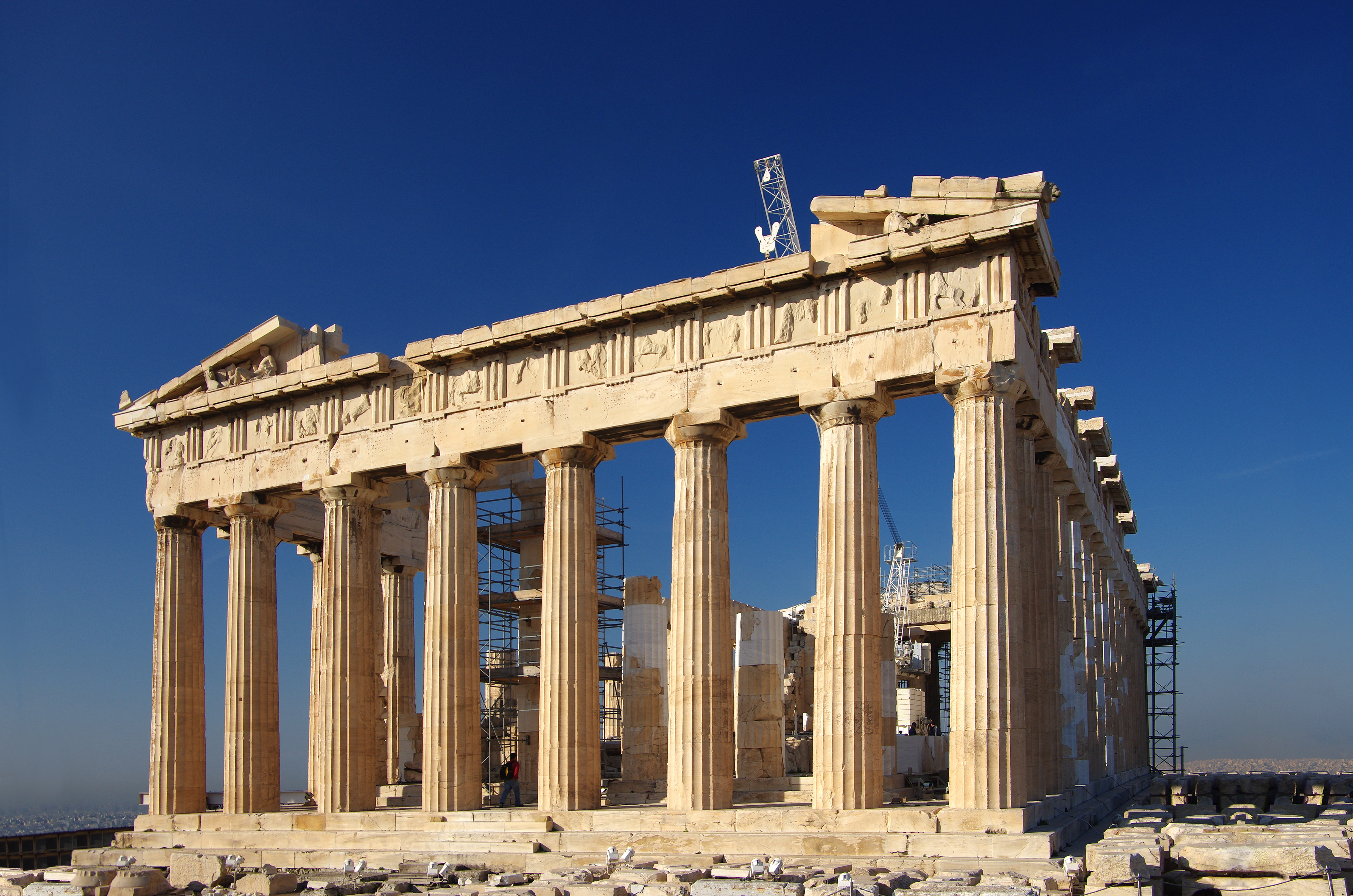
Fachada del Partenón, en la Acrópolis de Atenas.

Se denomina arte clásico al arte desarrollado en las antiguas Grecia y Roma, cuyos adelantos tanto científicos como materiales y de orden estético aportaron a la historia del arte un estilo basado en la naturaleza y en el ser humano, donde preponderaba la armonía y el equilibrio, la racionalidad de las formas y los volúmenes, y un sentido de imitación («mímesis») de la naturaleza que sentaron las bases del arte occidental, de tal forma que la recurrencia a las formas clásicas ha sido constante a lo largo de la historia en la civilización occidental.

### Grecia
En Grecia se desarrollaron las principales manifestaciones artísticas que han marcado la evolución del arte occidental. Tras unos inicios donde destacaron las culturas minoica y micénica, el arte griego se desarrolló en tres periodos: arcaico, clásico y helenístico. Caracterizado por el naturalismo y el uso de la razón en medidas y proporciones, y con un sentido estético inspirado en la naturaleza, el arte griego fue el punto de partida del arte desarrollado en el continente europeo.
En arquitectura destacaron los templos, donde se sucedieron tres órdenes constructivos: dórico, jónico y corintio. Eran construcciones en piedra, sobre un basamento (krepis), con o sin pórtico (o con pórtico delante y detrás, es decir, anfipróstilo), con o sin columnas (que pueden ser frontales, laterales, o pueden rodear todo el edificio, en cuyo caso se denomina períptero), y coronados generalmente en forma de frontón, situado por encima del entablamento, cuyo friso muestra habitualmente relieves escultóricos. Destaca especialmente el conjunto de la Acrópolis, con el templo dórico del Partenón y los jónicos del Erecteión y la Niké Áptera. Otras obras de relevancia fueron el Teatro de Epidauro y la Linterna de Lisícrates, y se desarrolló el urbanismo de la mano de Hipodamo de Mileto.
En escultura predominó la representación del cuerpo humano, basado en la armonía de las proporciones. En época arcaica se dieron formas rígidas y esquemáticas, de gran expresividad, destacando por un tipo de sonrisa cercano a la mueca, llamada «sonrisa eginética» por tener su mayor representación en las figuras del Templo de Afaia en Egina. También son típicos de esta época las estatuas de atletas desnudos (kouros) y de muchachas vestidas (kore). En el siglo V a. C. (el llamado «siglo de Pericles») se instauró el clasicismo, llevando a la perfección el canon en las proporciones del cuerpo humano, con mayor naturalismo y un estudio anímico en la expresión de la figura representada. Destacó especialmente la obra de Mirón, Fidias y Policleto. En una segunda fase clasicista, se rompió la serenidad naturalista en aras de enfatizar la expresión, que resulta más trágica y angustiosa, como percibimos en la obra de Escopas, Praxíteles y Lisipo. Por último, en el periodo helenístico la proporción y la armonía dan paso al recargamiento y la sinuosidad, al dinamismo violento de la forma y la expresión patética del sentimiento, como en el Laocoonte y el Toro Farnesio, si bien persisten las formas clásicas en obras como la Venus de Milo y la Victoria de Samotracia.
La pintura se desarrolló sobre todo en la cerámica, en escenas cotidianas o de temática histórica o mitológica. Se suele establecer dos épocas, en función de la técnica utilizada en la confección de cerámica pintada: «figuras negras sobre fondo rojo» (hasta el siglo VI a. C.) y «figuras rojas sobre fondo negro» (desde el siglo VI a. C.). Aunque no han llegado numerosas muestras hasta la actualidad, se tiene constancia por fuentes históricas del nombre de varios famosos pintores griegos, como Zeuxis, Apeles, Parrasio, Eufranor, Polignoto, etc.

Comienzo de la Odisea, de Homero.

La literatura griega alcanzó cotas de gran calidad, poniendo las bases de la literatura occidental. Se configuraron los géneros literarios (épica, lírica y dramática), siendo la base argumental de sus obras la religión y la mitología. Desde unos inicios de tradición oral (la epopeya), surgió la literatura escrita con el desarrollo del alfabeto griego alrededor del siglo VIII a. C.. Los mitos griegos eran una fusión de elementos indogermánicos y mediterráneos, con un particular sentido estético que daría origen a la poesía. En origen, el mythos griego era una historia explicada, de tradición oral, considerándose fidedigna —al contrario que hoy, en que «mito» es sinónimo de leyenda, de ficción—; con la épica y la poesía, el mito pasó a la literatura, principalmente con la figura de Homero y sus dos grandes obras: la Ilíada y la Odisea. La poesía destacó por una lírica coral que expresaba sentimientos colectivos, como se percibe en la obra de Hesíodo, Píndaro, Safo y Anacreonte. También se desarrolló la prosa, sobre todo en el género histórico, destacando Heródoto, Tucídides y Jenofonte; la oratoria, representada por Demóstenes, Platón y Aristóteles; y la fábula, practicada por Esopo.
En Grecia nació el teatro entendido como «arte dramático», donde junto a un texto —donde predomina el diálogo, base de la representación escénica—, intervienen también los actores, la escenografía, las luces y efectos de sonido, el vestuario, el maquillaje, etc., mientras que es esencial la presencia de un público que contempla el espectáculo. El teatro griego evolucionó de antiguos rituales religiosos (komos); el ritual pasó a mito y, a través de la «mímesis», se añadió la palabra, surgiendo la tragedia. A la vez, el público pasó de participar en el rito a ser un observador de la tragedia, la cual tenía un componente educativo, de transmisión de valores, a la vez que de purgación de los sentimientos («catarsis»). Más adelante surgió la comedia, con un primer componente de sátira y crítica política y social, derivando más tarde a temas costumbristas y personajes arquetípicos. Apareció entonces también la mímica y la farsa. Los principales dramaturgos griegos fueron: Esquilo, Sófocles y Eurípides en tragedia, mientras que en comedia destacaron Aristófanes y Menandro.
La música griega nos es desconocida a nivel auditivo, tan sólo tenemos idea de cómo podía ser por documentos escritos. Los griegos escribían música con las letras del alfabeto, pero no se sabe cuánto duraba cada nota, por lo que se desconoce el ritmo. Una de las primeras modalidades fue el ditirambo, relacionado con el culto a Dioniso. El teatro y las narraciones épicas eran cantados, aunque al perderse las anotaciones musicales han quedado como documentos escritos. En Grecia fue la primera vez en la historia que se estudió la música de forma científica: Pitágoras la relacionó con las matemáticas, y se escribieron tratados teóricos sobre música, siendo el primero el de Aristóxeno en el siglo IV a. C. Los principales instrumentos utilizados en Grecia fueron: la lira, la kithara, el aulós, la siringa, varios tipos de tambores —como por ejemplo el tympanon—, el crótalo, el címbalo, el sistro, etc. Grecia fue el primer lugar donde la danza fue considerada un arte, teniendo una musa dedicada a ella: Terpsícore. Los primeros vestigios provienen nuevamente de los cultos a Dioniso, mientras que fue en las tragedias —principalmente las de Esquilo— donde se desarrolló como técnica, en los movimientos rítmicos del coro.

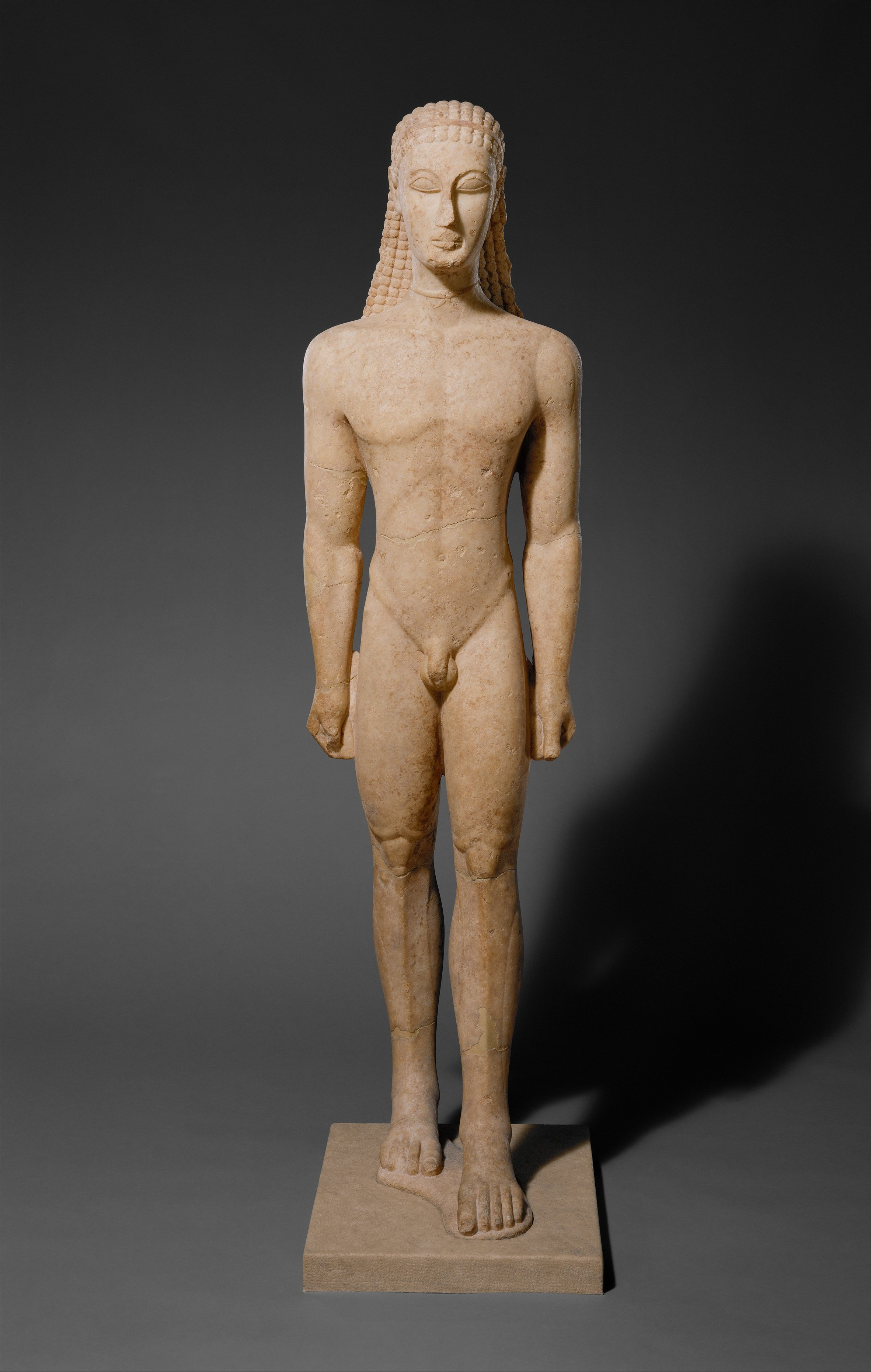
Estatua de mármol de kouros (hacia 590-580 a. C.), Metropolitan Museum of Art, Nueva York.
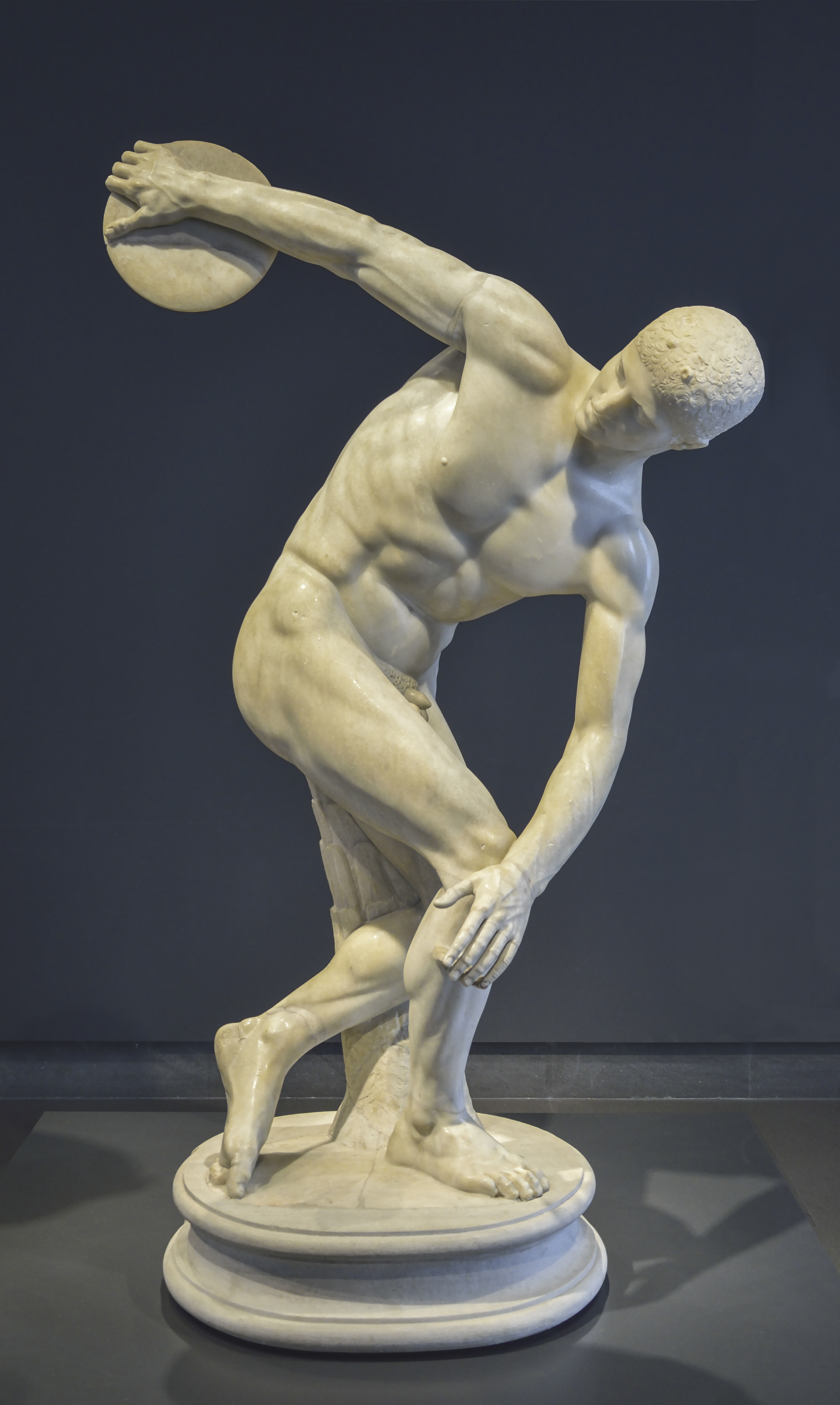
Copia romana del Discóbolo de Mirón (455 a. C.), Museo Nacional Romano, Roma.
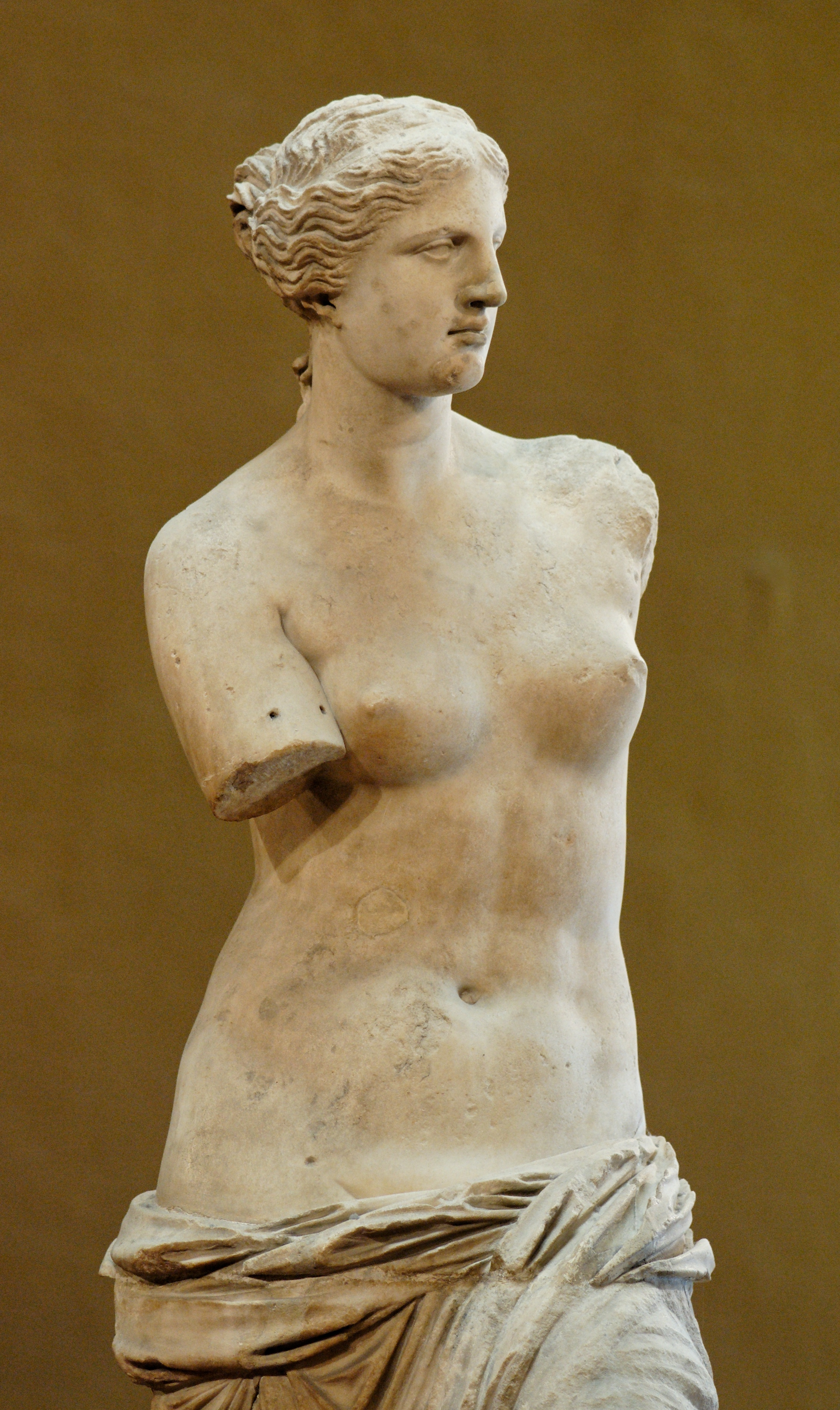
La Venus de Milo (130-100 a. C.), Museo del Louvre, París.
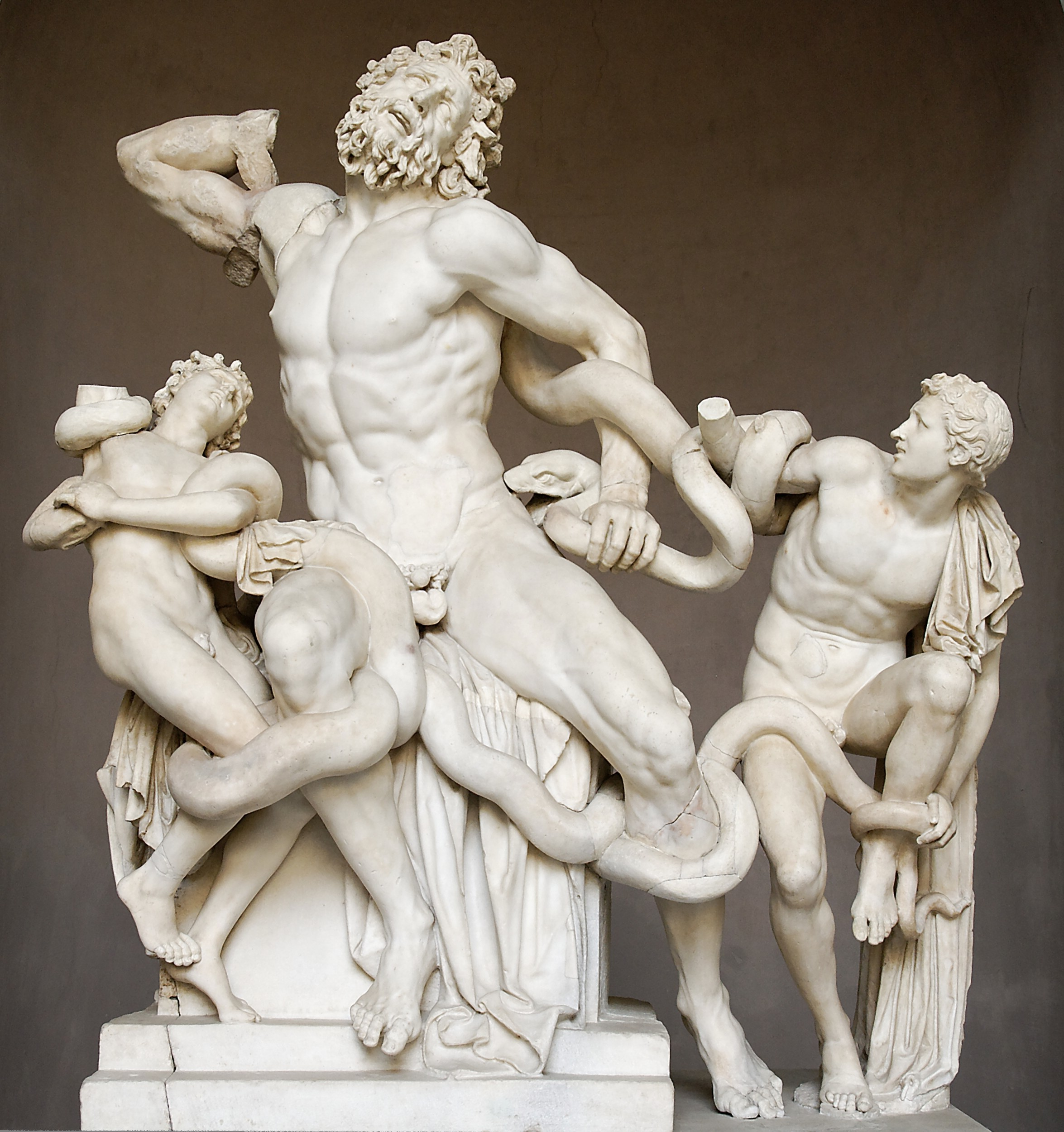
Laocoonte y sus hijos, de Agesandro, Atenodoro y Polidoro de Rodas (hacia 50 d. C.), Museo Pío-Clementino, Vaticano.

### Roma

El Coliseo de Roma.

Con un claro precedente en el arte etrusco, el arte romano recibió una gran influencia del arte griego. Gracias a la expansión del Imperio romano, el arte clásico grecorromano llegó a casi todos los rincones de Europa, norte de África y Próximo Oriente, sentando la base evolutiva del futuro arte desarrollado en estas zonas.
La arquitectura destacó por su carácter práctico y utilitario: grandes ingenieros y constructores, los romanos destacaron en arquitectura civil, con la construcción de carreteras, puentes, acueductos y obras urbanísticas, así como templos, palacios, teatros, anfiteatros, circos, termas, arcos de triunfo, etc. Al sistema arquitrabado griego añadieron el uso del arco y la bóveda, con el empleo de sillería, ladrillo y mampostería. Utilizaron los órdenes griegos, al que añadieron el orden toscano, de fuste liso y capitel con collarino y equino rematado en un ábaco cuadrado. Entre sus principales obras se pueden recordar el Coliseo, el Panteón de Agripa, el Teatro de Mérida, la Maison Carrée de Nîmes, las Termas de Caracalla, el Acueducto de Segovia, el Arco de Constantino, la Torre de Hércules, etc.
La escultura, inspirada en la griega, se centró igualmente en la figura humana, aunque con más realismo, no les importaba mostrar defectos que eran ignorados por la idealizada escultura griega. Un género muy difundido fue el retrato, con gran detallismo y fidelidad en los rasgos, perceptible en el uso del trépano para producir claroscuro y en el hecho de grabar las pupilas. Más idealizados son los retratos de los emperadores, realizados en tres versiones: togata, como patricio; thoracata, como militar; y apoteósica, como divinidad. Destacó especialmente el relieve, en temas históricos o religiosos, como vemos en el Ara Pacis de Augusto, en el Arco de Tito y en la Columna Trajana.
La pintura es conocida sobre todo por los restos hallados en Pompeya, donde se perciben cuatro estilos: el de incrustación, que imita el revestimiento en mármol; el arquitectónico, llamado así por simular arquitecturas; el ornamental, con arquitecturas fantásticas, guirnaldas y amorcillos; y el fantástico, mezcla de los dos anteriores, con paisajes imaginarios, variadas formas arquitectónicas y escenas mitológicas. También destacó el mosaico, en opus sectile, de formas geométricas, u opus tesellatum, con pequeñas piezas que forman escenas figurativas, como El sacrificio de Ifigenia en Ampurias o La batalla de Isos en Nápoles.
La literatura romana recibió como en el resto de las artes la influencia griega, de la que adoptaron técnica y géneros; la principal innovación latina fue el concepto de «estilo» que los romanos aplicaron a sus obras. Si bien su producción no fue de gran calidad —en el aspecto estético-literario—, la obra de los autores latinos ha ejercido una gran influencia en la literatura occidental, por su ascendiente sobre la literatura cristiana y medieval, y debido a que el latín fue el origen de las lenguas vernáculas habladas posteriormente en muchos lugares de Europa. Cultivaron los mismos géneros que los griegos, destacando en poesía Lucrecio, Virgilio, Horacio y Ovidio; en prosa, Petronio y Apuleyo; en oratoria, Cicerón y Séneca; en historiografía, Salustio, Tácito y Tito Livio.
El teatro romano recibió la influencia del griego, aunque originalmente derivó de antiguos espectáculos etruscos, que mezclaban el arte escénico con la música y la danza: tenemos así los ludiones, actores que bailaban al ritmo de las tibiae —una especie de aulos—; más tarde, al añadirse la música vocal, surgieron los histriones —que significa «bailarines» en etrusco—, que mezclaban canto y mimo (las saturae, origen de la sátira). Al parecer, fue Livio Andrónico —de origen griego— quien en el siglo III a. C. introdujo en estos espectáculos la narración de una historia. El ocio romano se dividía entre ludi circenses (circo) y ludi scaenici (teatro), predominando en este último el mimo, la danza y el canto (pantomima). Como autores destacaron Plauto y Terencio. La música romana nos es desconocida, igual que la griega. Tan sólo Cicerón habla un poco de ella en sus escritos. Al parecer, la época de mayor esplendor fue el reinado de Nerón, que favoreció notablemente la música —él mismo tocaba la lira—. La música romana pasó a la iglesia cristiana primitiva.

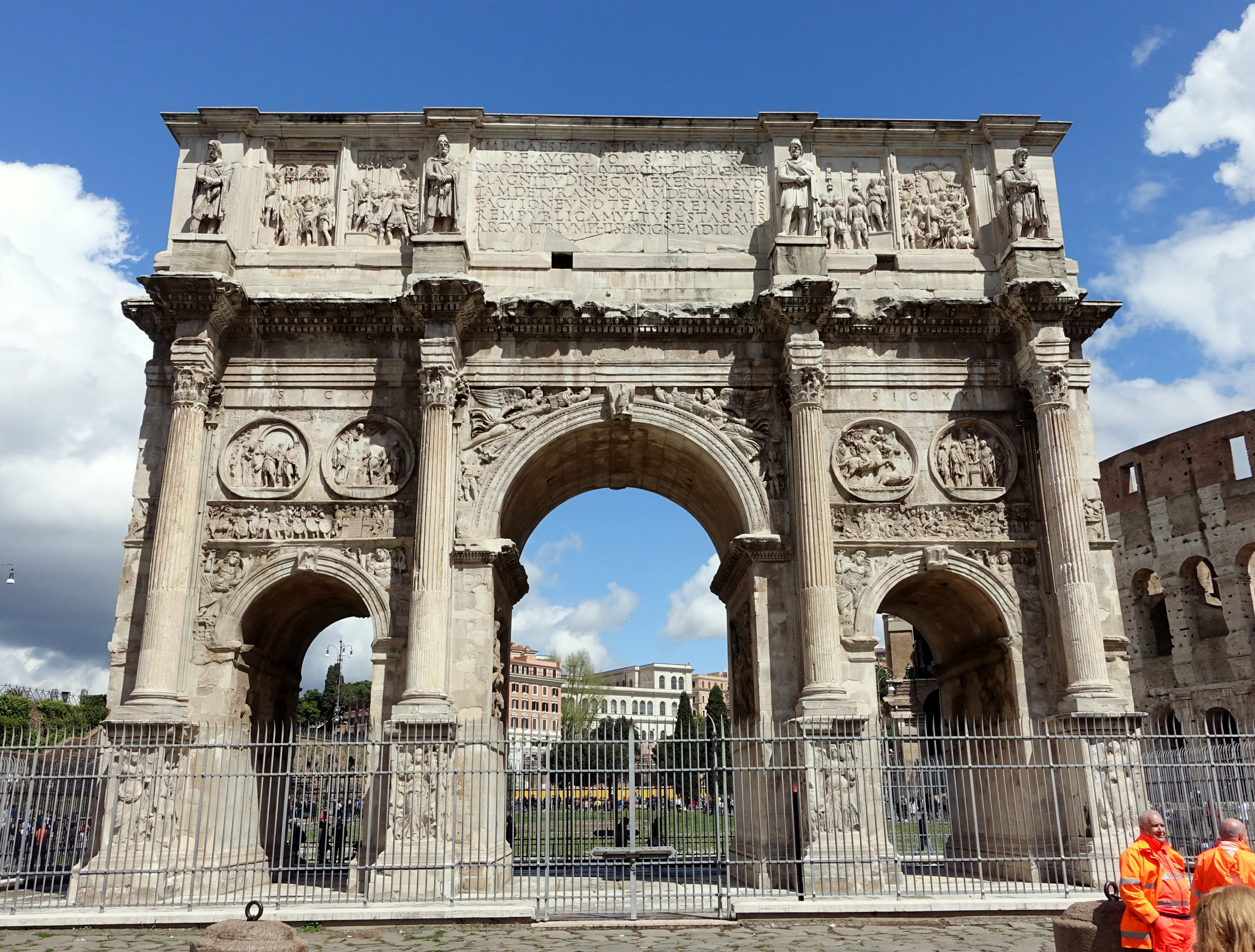
Arco de Constantino.
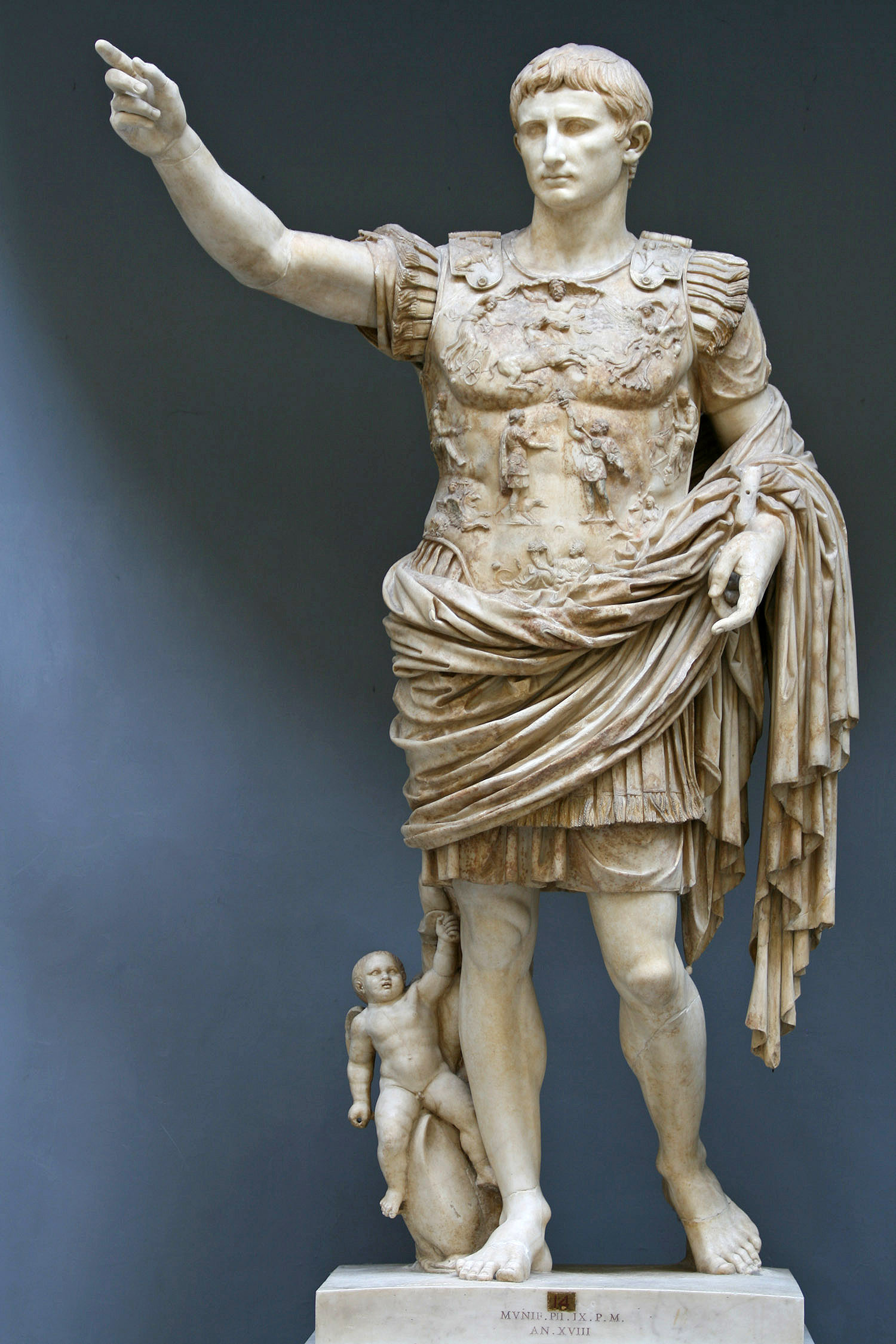
Augusto de Prima Porta, Museos Vaticanos.
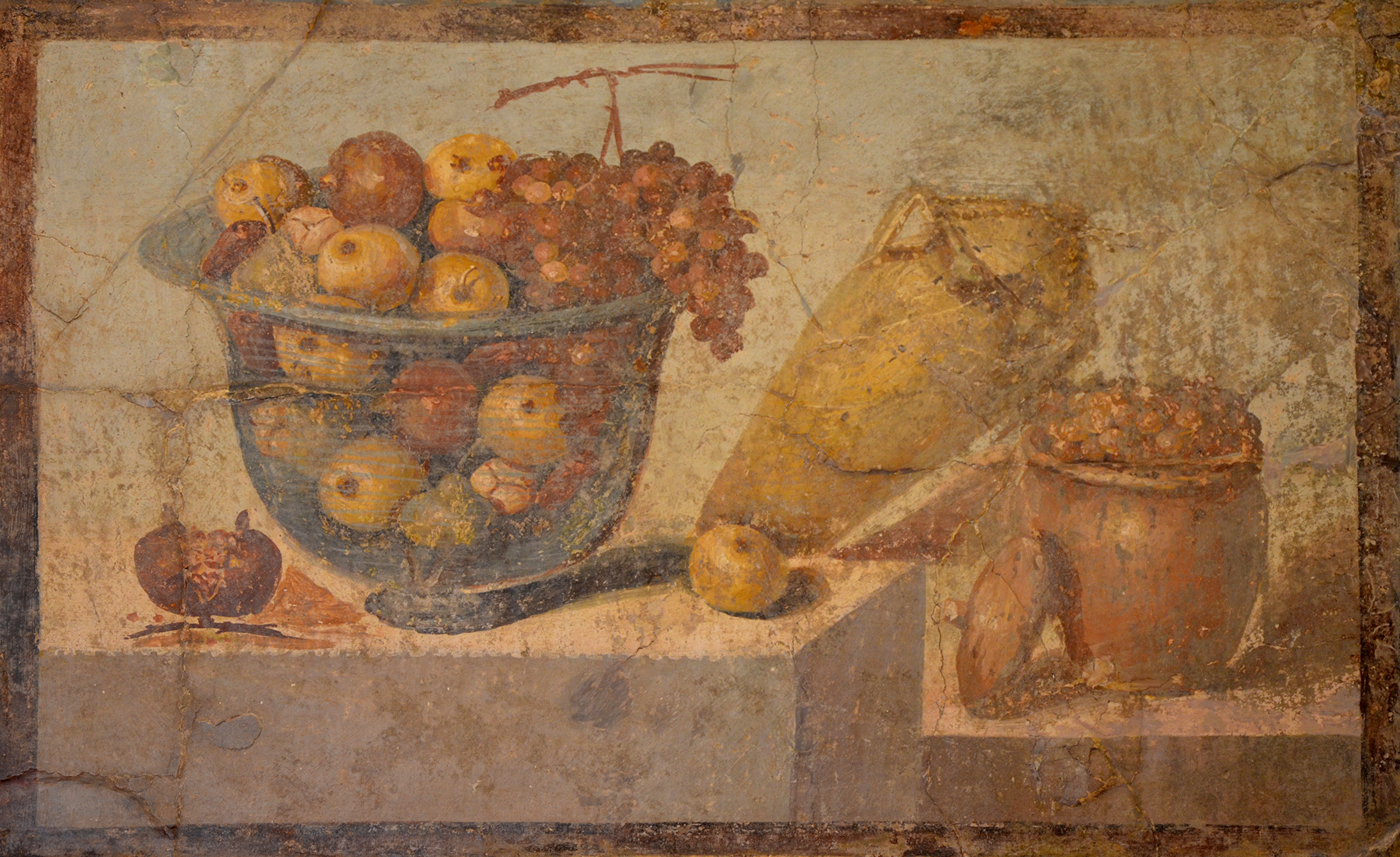
Fresco hallado en Pompeya.
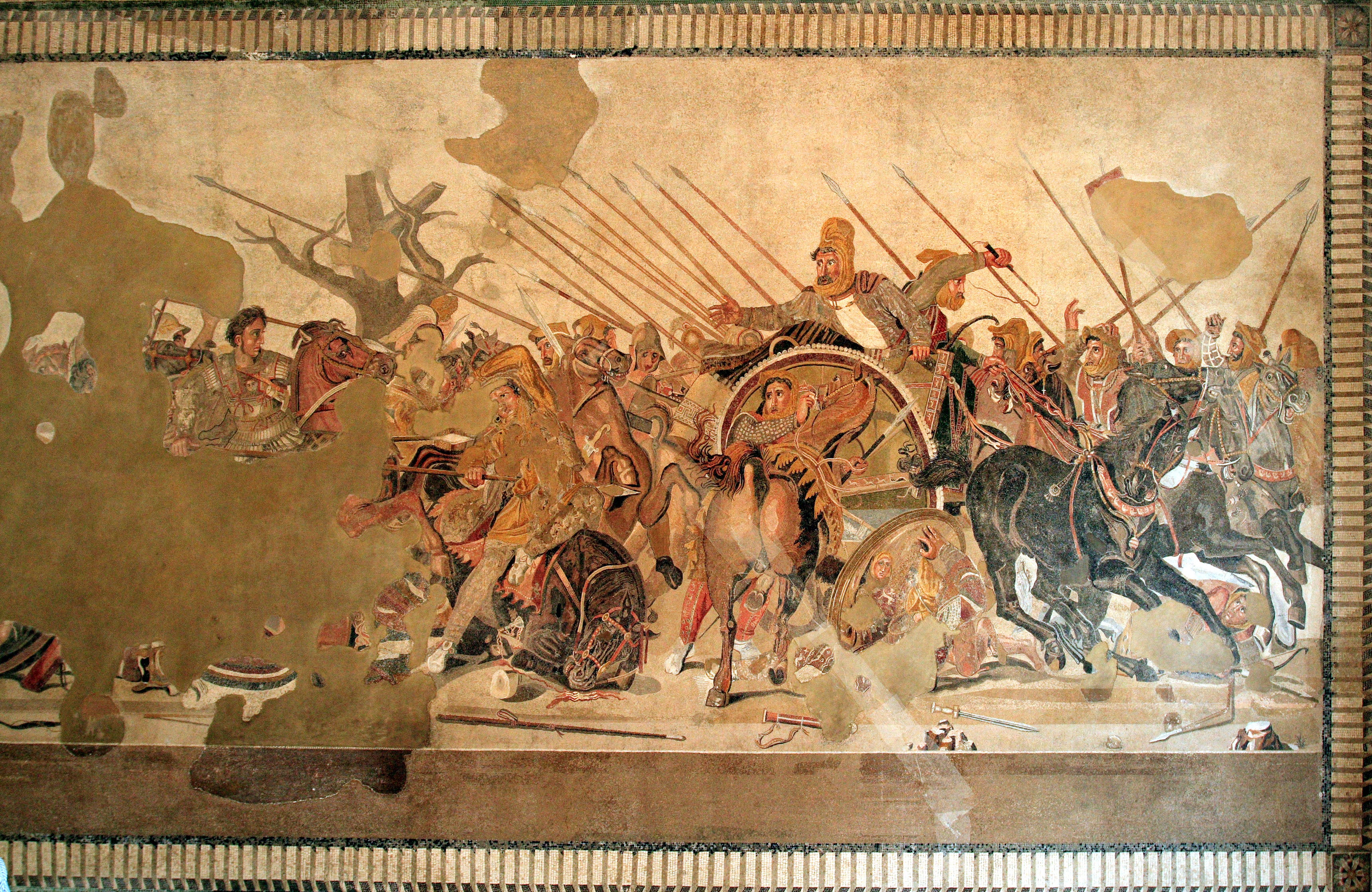
Mosaico de la Batalla de Isos, Casa del Fauno, Pompeya.

## Arte medieval

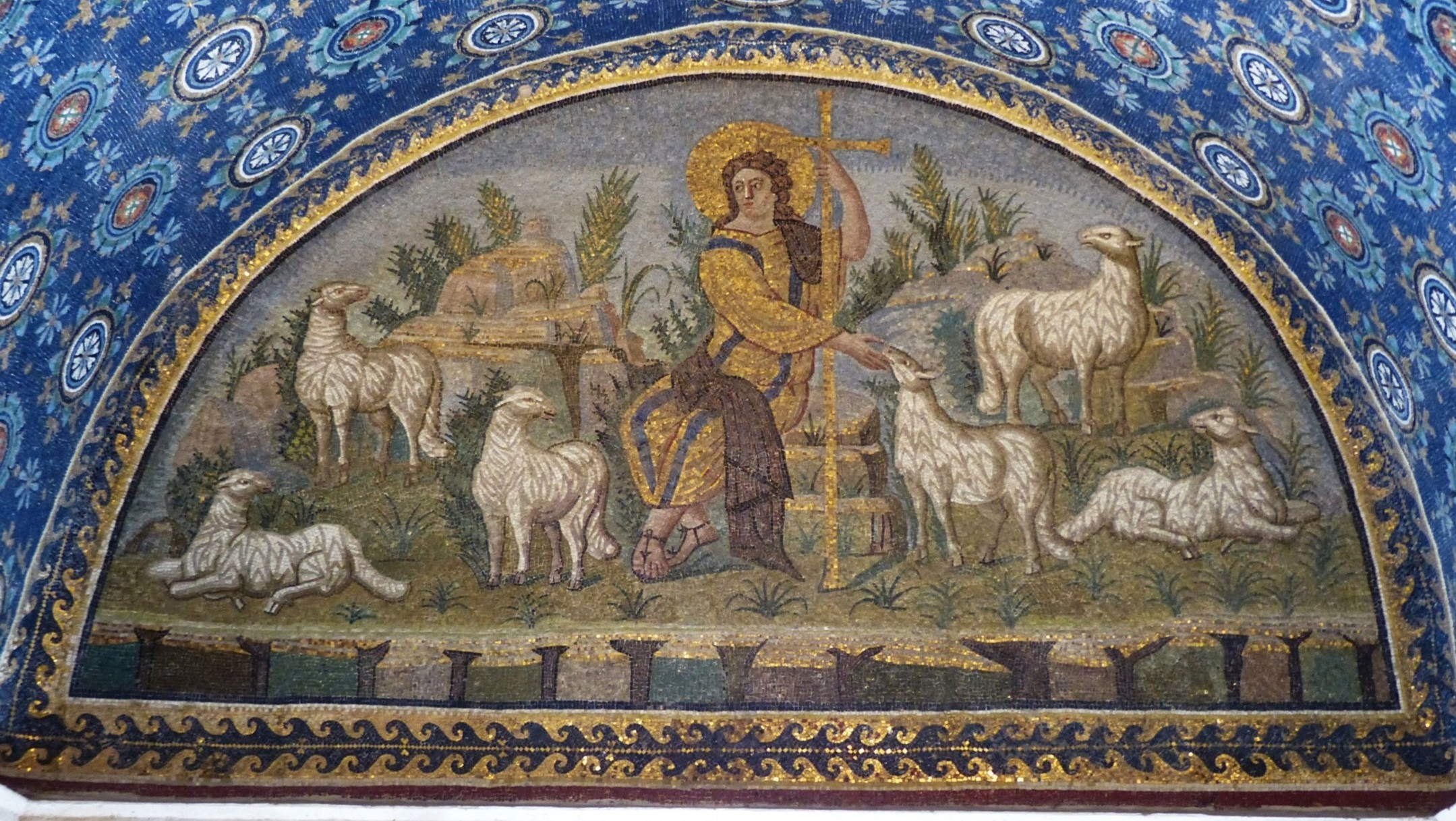
Mosaico del Buen pastor, Mausoleo de Gala Placidia, Rávena (primera mitad del).

La caída del Imperio romano de Occidente marcó el inicio en Europa de la Edad Media, etapa de cierta decadencia política y social, pues la fragmentación del imperio en pequeños estados y la dominación social de la nueva aristocracia militar supuso la feudalización de todos los territorios anteriormente administrados por la burocracia imperial. El arte clásico será reinterpretado por las nuevas culturas dominantes, de origen germánico, mientras que la nueva religión, el cristianismo, impregnará la mayor parte de la producción artística medieval.

### Arte paleocristiano
Se denomina arte paleocristiano al efectuado por los primeros seguidores de esta nueva religión, primero de forma oculta, mientras aún eran perseguidos por el poder imperial, para pasar posteriormente, tras la conversión al cristianismo del emperador romano Constantino, a ser el estilo oficial del Imperio. Las formas clásicas fueron reinterpretadas para servir como vehículo de expresión de la nueva religión oficial, y se produjo una atomización de estilos por zonas geográficas.
En arquitectura, las primeras manifestaciones se produjeron en el ámbito de los cementerios o «catacumbas», que servían a la vez de lugares de reunión para los perseguidos devotos cristianos. Con la legalización de su religión, destacó como tipología la basílica, adaptación del edificio romano de mismo nombre que, sin embargo, pasó de una función civil a una religiosa. Generalmente constaba de tres partes: un atrio de acceso, el cuerpo de la basílica, dividido en tres naves, y el presbiterio, donde se sitúa el altar. Destacan las basílicas de San Pedro del Vaticano, San Juan de Letrán, San Lorenzo y San Clemente en Roma, y San Apolinar en Rávena.
Las artes figurativas inician el camino del arte medieval, eminentemente religioso, dando preponderancia al simbolismo de las escenas representadas por encima del realismo de la narración o de su carácter estético. En escultura destacaron los sarcófagos, que evolucionaron desde la simple decoración ornamental con molduras cóncavas (strygiles) hasta la narración de escenas en friso. La pintura se dio sobre todo en las catacumbas, con escenas religiosas y alegóricas, y surgió la miniatura, iluminación de manuscritos, con dos principales escuelas: la helenística-alejandrina y la siria. Cobró especial relevancia el mosaico, que tuvo un gran desarrollo, llegando a influir al arte bizantino; los mejores ejemplos se hallan en Santa María la Mayor de Roma y San Apolinar y San Vital de Rávena.
La literatura cristiana fue desarrollada en latín y griego, generalmente con propósito didáctico y propagandístico de la nueva fe. Eran obras prácticas, sin voluntad estilística, con una finalidad moralizante. En un primer momento destacó la elaboración del Nuevo Testamento, redactado en griego, con tres partes principales: los cuatro evangelios (Mateo, Marcos, Lucas, Juan), el corpus epistolar (cartas de San Pablo y otros apóstoles) y el Apocalipsis de San Juan. A continuación surgieron una serie de escritos apologéticos de los llamados Padres de la Iglesia: Atenágoras, Orígenes, Clemente de Alejandría, Eusebio de Cesarea, etc. Al convertirse el cristianismo en la religión oficial del Imperio surgió una tendencia más literaria, más elaborada y retórica, destacando san Basilio el Grande, san Juan Crisóstomo y san Gregorio Nacianceno. Entre los exegetas latinos destacaron Tertuliano, Lactancio, Prudencio, San Jerónimo (traductor de la Biblia al latín, la llamada Vulgata) y, especialmente, San Agustín.
La música cristiana primitiva era heredera de la romana, así como de la liturgia judía. La misa era cantada, de tipo coral. En el siglo IV, san Ambrosio introdujo el canto ambrosiano, ondulación vocal sin ritmo ni saltos entre notas. Más adelante, el papa Gregorio I Magno creó el canto gregoriano (siglo VII), con una línea melódica continua, en forma de misal (missalis romanum). Existen tres estilos de canto gregoriano, que se clasifican dependiendo de la cantidad de tonos diferentes que se cantan por sílaba: cuando hay un tono por sílaba se llama estilo «silábico»; de 2 a 5 tonos por sílaba se llama «neumático»; y de 6 a más tonos por sílaba se llama «melismático».

### Arte germánico

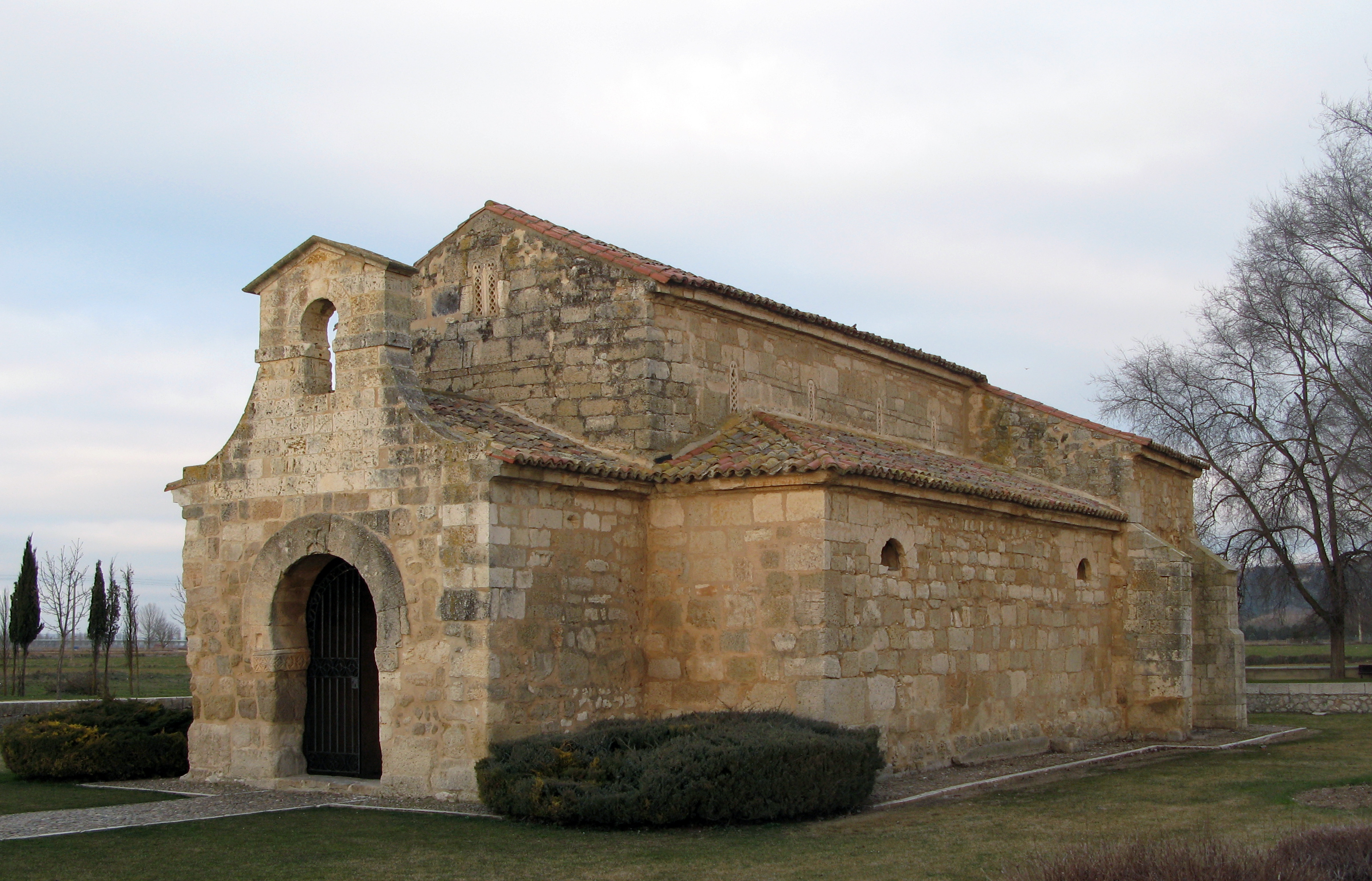
Iglesia visigoda de San Juan, en Baños de Cerrato (Palencia).

La invasión del Imperio romano por los pueblos germánicos supuso la fragmentación del territorio en diversos reinos, donde los pueblos invasores pasaron a ser la clase dirigente, si bien subsistió la cultura romana entre las clases humildes. Esta convivencia cultural generó la aparición de las lenguas vernáculas y la creación de nuevas entidades políticas y culturales, que se irán afianzando a lo largo de la Edad Media hasta formar las diversas nacionalidades existentes en la actualidad en el mundo occidental.
Las primeras manifestaciones arquitectónicas de estos pueblos fueron de escasa relevancia, debido a la pobreza de los materiales usados y a la falta de un programa constructivo de envergadura. Se solían aprovechar instalaciones y materiales romanos, generalizándose el uso del arco de medio punto y la bóveda. Destacan las construcciones ostrogodas en Italia, como el Mausoleo de Teodorico en Rávena. En escultura destacó el relieve, como los de Poitiers en Francia o de Cividale en Italia. La pintura se desarrolló en la miniatura, como vemos en los sacramentarios de Luxeuil y Gelasiano (Vaticano).
Entre los pueblos germánicos conviene destacar el visigodo, asentado en la península ibérica, que desarrolló un estilo propio de gran relevancia. La arquitectura destacó por el empleo de la sillería, el arco de herradura y la bóveda, bien de cañón o de aristas. Desarrollaron tres tipos de iglesias: la basilical de tres naves (San Juan de Baños), la de una nave con cámaras laterales (San Pedro de la Mata) y la de cruz griega (Santa Comba de Bande). En escultura, es de destacar la incorporación de la escultura figurativa a las iglesias, sobre todo en frisos y capiteles, como en Quintanilla de las Viñas ) y San Pedro de la Nave. Destacó también la orfebrería, sobre todo en coronas y cruces, como los hallados en los tesoros de Guarrazar y Torredonjimeno.

### Arte prerrománico

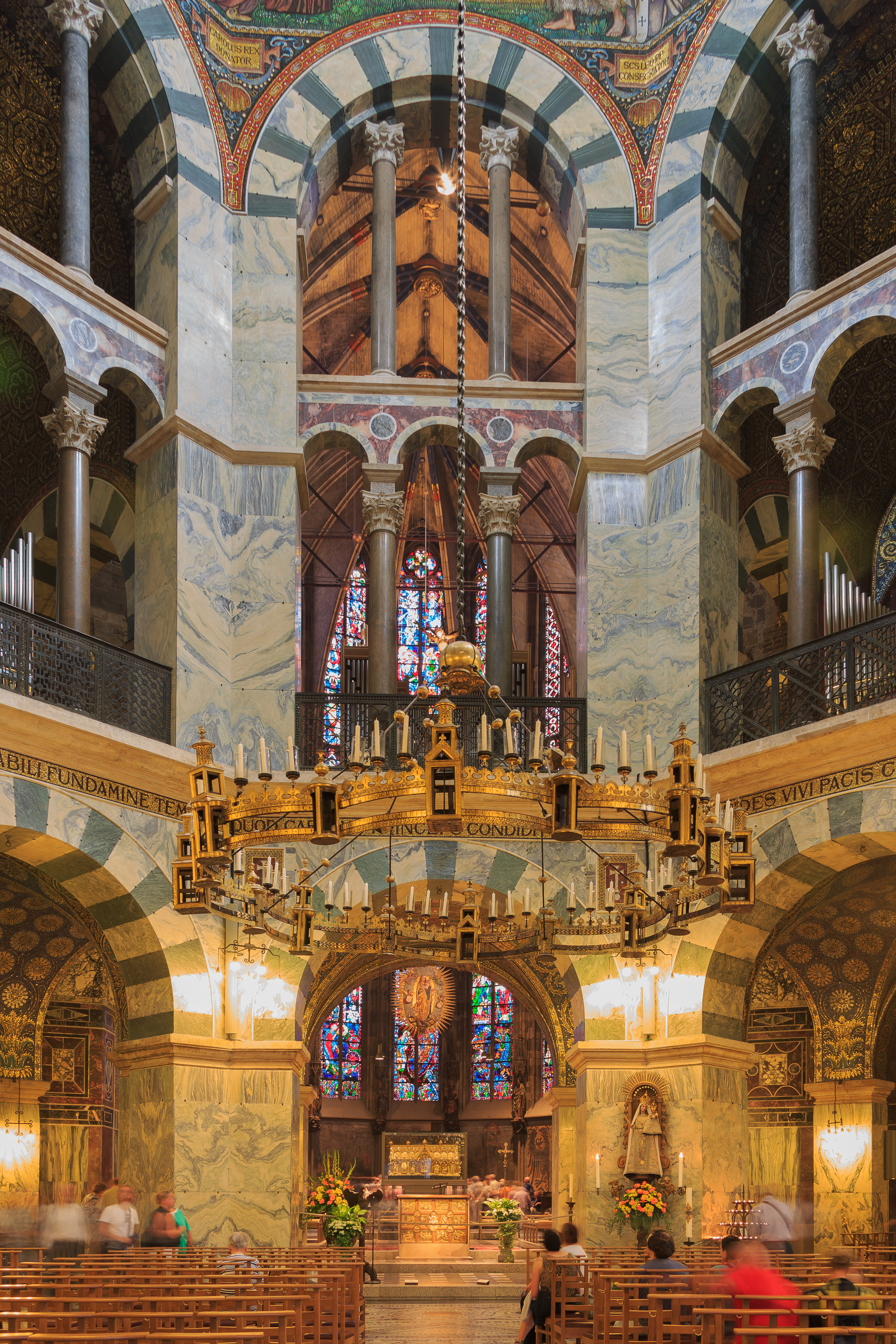
Interior de la Capilla Palatina, en Aquisgrán.

Se denomina así a los múltiples estilos desarrollados en Europa desde la coronación de Carlomagno (año 800) hasta alrededor del año 1000, donde la aparición del románico supondrá la divulgación de un mismo estilo unitario a lo largo de todo el continente europeo. Esta acepción es simplemente una forma de englobar una serie de estilos independientes y con pocos o ningún factor común, con el único aglutinante de ser predecesores de la internacionalización del románico.
- Arte carolingio: la coronación de Carlomagno supuso en cierta forma la restauración del Imperio Romano, lo que conllevó un renacer cultural y un primer retorno a la cultura clásica como fuente de inspiración, aunque matizada por la religión cristiana. La arquitectura carolingia se basó en el uso del pilar en vez de la columna, con arcos de medio punto y cubiertas de madera o bóvedas de cañón. Ejemplos de ello son la Capilla Palatina de Aquisgrán y monasterios benedictinos como Sankt Gallen, Fulda y Corvey. La escultura se produjo sobre todo en marfil y bronce, como la Estatua ecuestre de Carlomagno (Louvre). La pintura se circunscribió a la miniatura, con varias escuelas como la palatina, la de Tours, la de Reims y la de Saint-Denis.
- Arte otoniano: se denomina así por coincidir con los reinados de Otón I, Otón II y Otón III. Arquitectónicamente son herederos del arte carolingio: el modelo de Aquisgrán se percibe en el coro de la abadía de Essen y en Ottmarsheim, mientras que el modelo basilical benedictino se halla presente en San Ciriaco de Genrode, San Miguel de Hildesheim y la catedral de Espira. En artes plásticas se percibe la influencia bizantina, debido al matrimonio de Otón II con Teófano de Constantinopla: en escultura destacan las obras en bronce, como las puertas de San Miguel de Hildesheim; en pintura, cabe citar los frescos de San Jorge de Oberzell.
- Arte celta: en las islas británicas, recientemente evangelizadas, tuvo una época de esplendor el arte celta. En arquitectura se conservan pocos restos, ya que generalmente se construía en madera: cabe destacar las iglesias de Deerhurst y Bradford-on-Avon. En escultura destacan las grandes cruces irlandesas, decoradas en relieve, como las de Moone, Kells y Monasterboice. La miniatura tuvo influencia carolingia, destacando la escuela de Winchester, a la que perteneció el Pontifical de San Aethelwold (British Museum).
- Arte vikingo: la arquitectura era en madera, destacando las iglesias de forma piramidal, de tejados apuntados y salientes de gran verticalidad, al estilo de las salas de reunión vikingas, como la iglesia noruega de Borgund. Destacan asimismo los trabajos de orfebrería, especialmente las fíbulas con largas agujas y las espadas con botón terminal y anillos en la empuñadura.
- Arte asturiano: con la invasión islámica de la península ibérica, los cristianos se vieron reducidos a la región de Asturias, que vio florecer notablemente el arte sobre todo en arquitectura, donde se distinguen tres etapas, en función del reinado de Ramiro I: prerramirense, ramirense y posramirense. Se caracteriza por el empleo de muros de sillarejo, arcos de medio punto —a veces peraltados—, bóvedas de cañón con arcos fajones y contrafuertes exteriores. La tipología principal es la basilical de tres naves, con amplio crucero y tres capillas rectangulares a la cabecera. En el primer periodo destaca la iglesia de San Julián de los Prados; en el ramirense, Santa María del Naranco, San Miguel de Lillo y Santa Cristina de Lena; y en el posramirense, San Salvador de Valdediós.
- Arte mozárabe: se denomina mozárabes a los cristianos que vivían bajo la dominación islámica, y que, al pasar de nuevo a territorio reconquistado por los cristianos, practicaban un tipo de arte de gran influencia islámica. Se desarrolló sobre todo en el siglo X, principalmente al norte del Duero, en el alto Ebro, sur de Galicia, Cantabria y Pirineos. La arquitectura destaca por el uso del arco de herradura califal, más cerrado que el visigótico, así como el uso de dos tipos de bóveda: de nervios de tipo califal, formada por arcos que se cruzan, y la de gallones; también son característicos los aleros muy sobresalientes. Son iglesias generalmente de pequeño tamaño, con gran variedad en la tipología de su planta, destacando Santiago de Peñalba (León), San Miguel de Escalada (León), Santa María de Melque (Toledo), San Cebrián de Mazote (Valladolid), San Baudelio de Berlanga (Soria) y San Millán de la Cogolla (La Rioja). Cabe destacar en miniatura los beatos, ilustraciones del Comentario al Apocalipsis del Beato de Liébana.[44]

La literatura medieval es heredera de la tradición clásica grecorromana, aunque con un claro componente teocéntrico y de exaltación de la religión cristiana. Enmarcada en el terreno eclesiástico, que es el encargado de la conservación del antiguo legado cultural, la producción literaria es enteramente en latín, generalmente sobre temas morales y de retórica, como se percibe en la obra de Sidonio Apolinar, Boecio, Casiodoro, san Isidoro, san Gregorio Magno, Venancio Fortunato, etc. También destacó la escuela irlandesa (san Columbano, san Beda el Venerable) y la carolingia (Alcuino de York, Teodulfo de Orleans, Rabano Mauro).
En esta época, la música va experimentando sucesivos avances: la música carolingia fue la primera en incorporar instrumentos musicales, además del canto de tipo gregoriano; surgen las primeras piezas musicales sin texto, en incisos a los cantos litúrgicos (tropos a medio texto, y secuencias al final); en el siglo VIII comenzó un tipo de escritura musical diferenciada del alfabeto, con una serie de grafismos (neumas) actualmente no identificados.

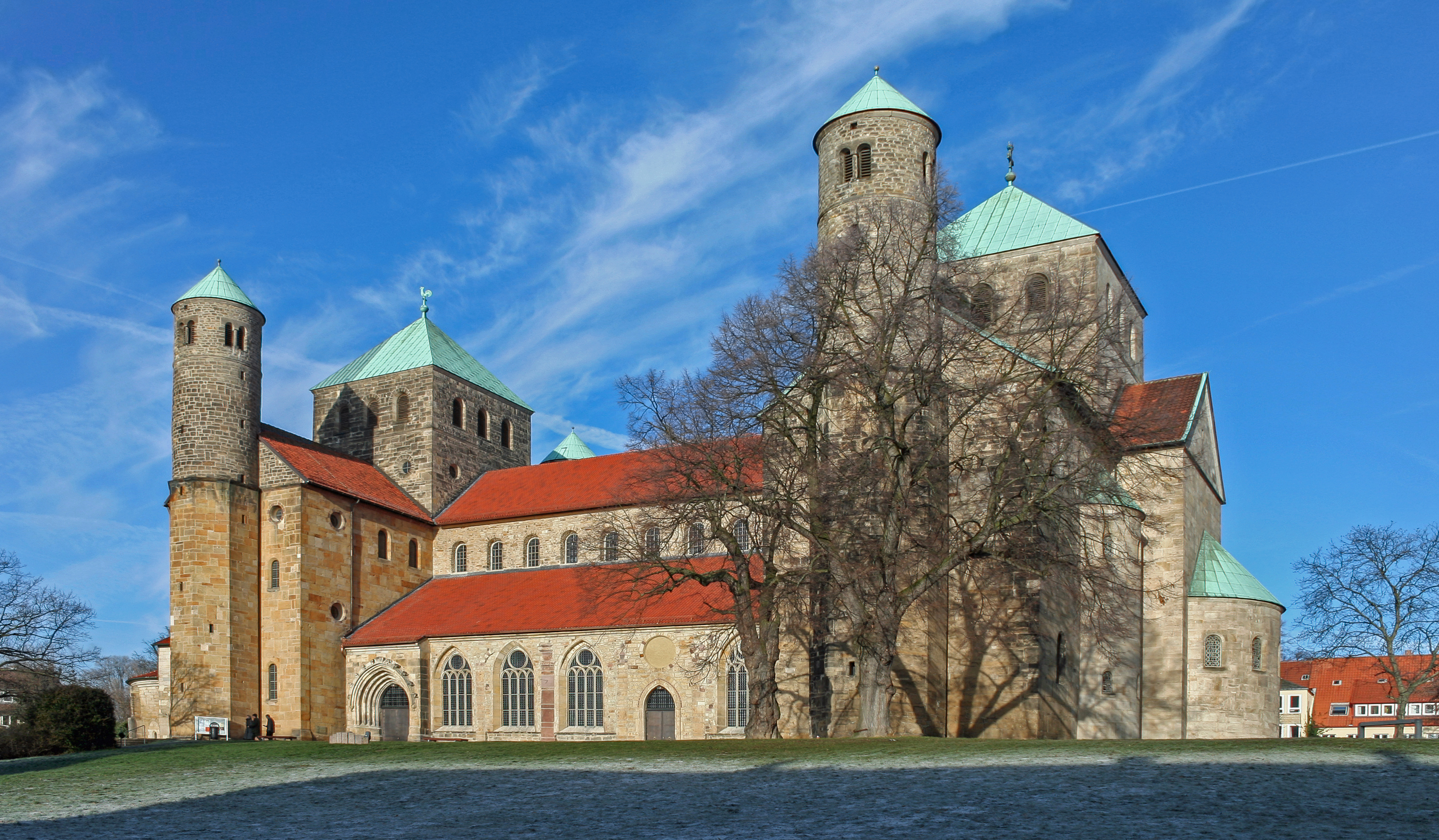
Iglesia otoniana de San Miguel de Hildesheim.
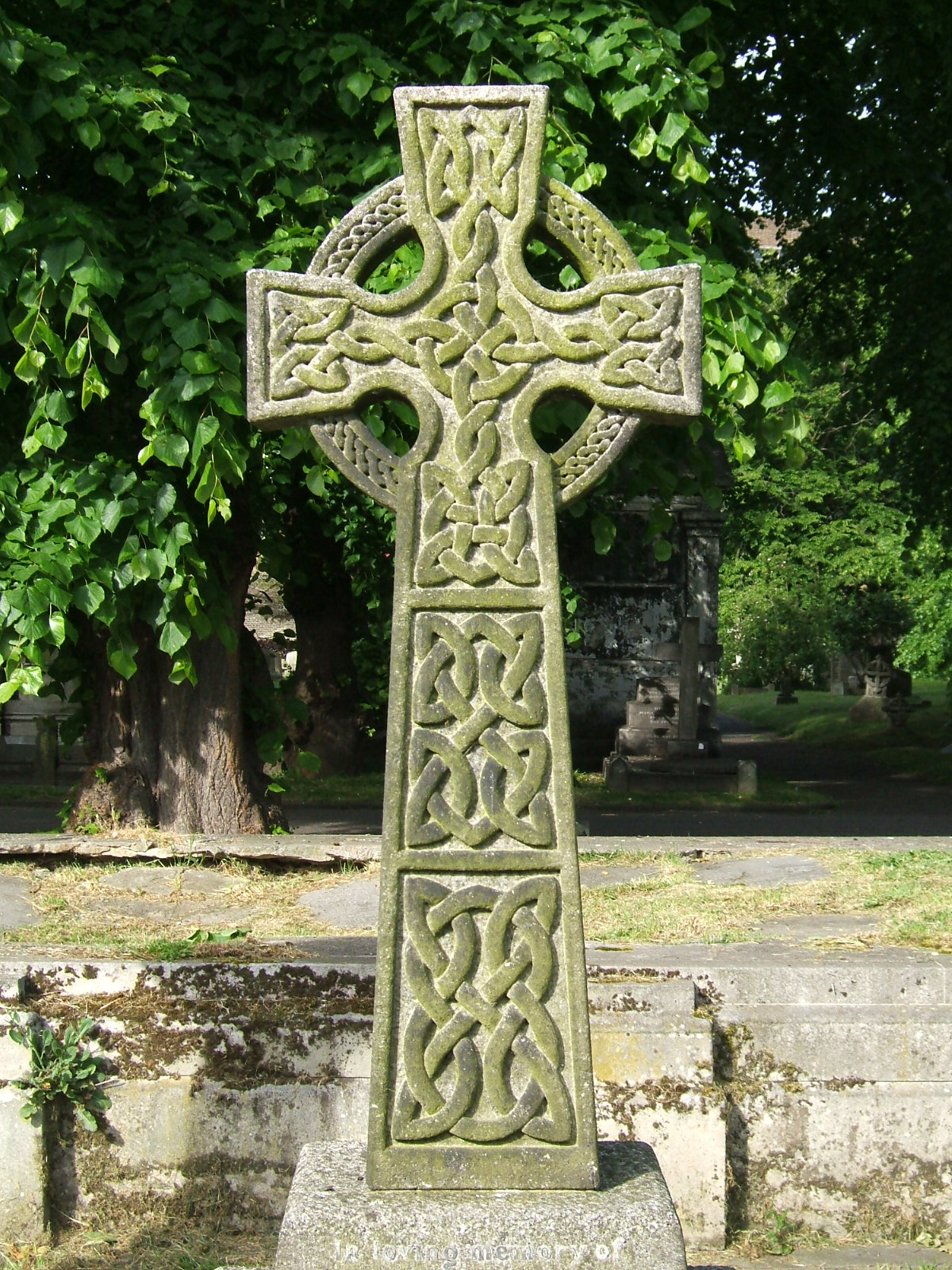
Cruz de Brompton (Irlanda).
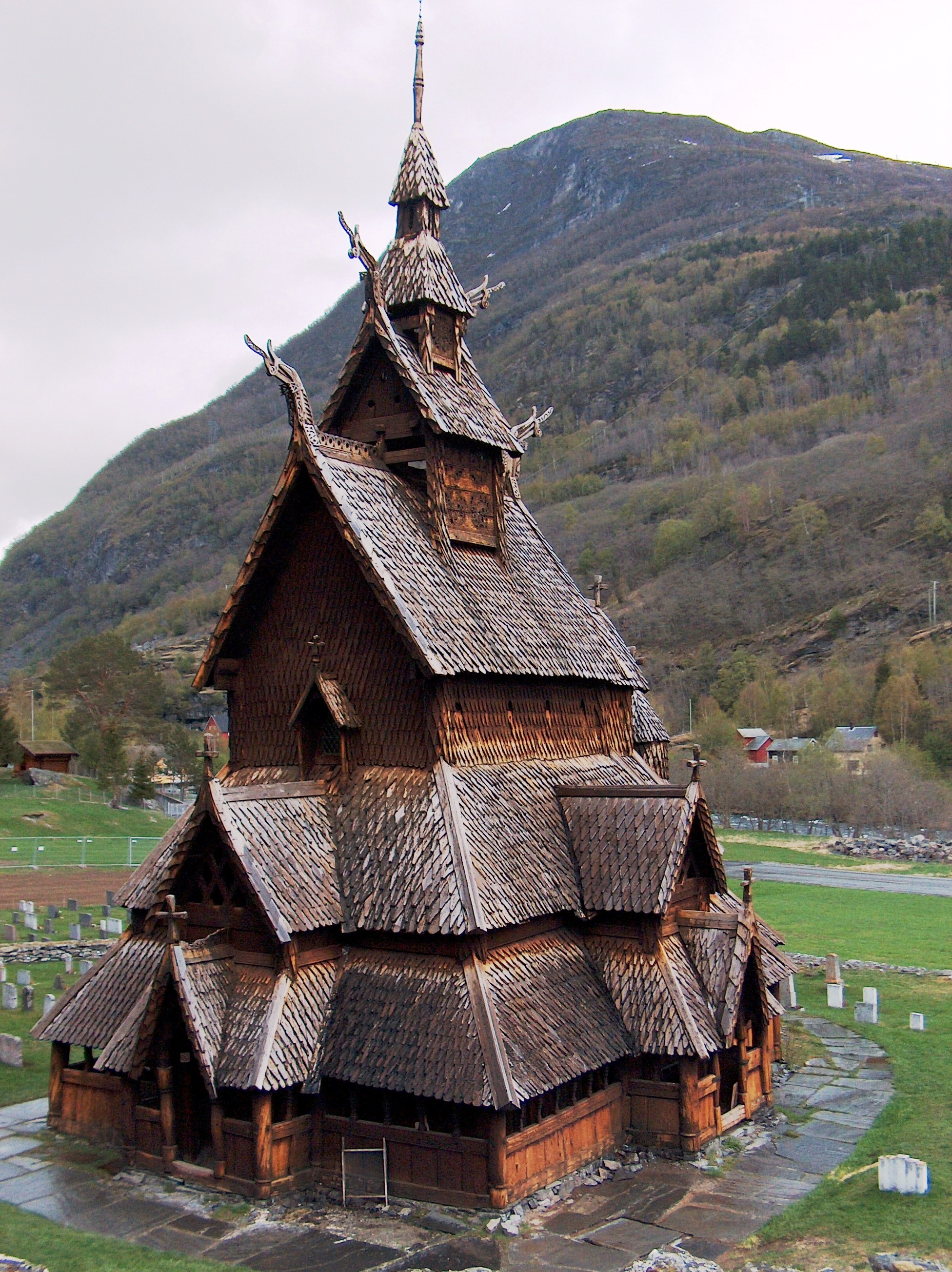
Iglesia vikinga de Borgund.
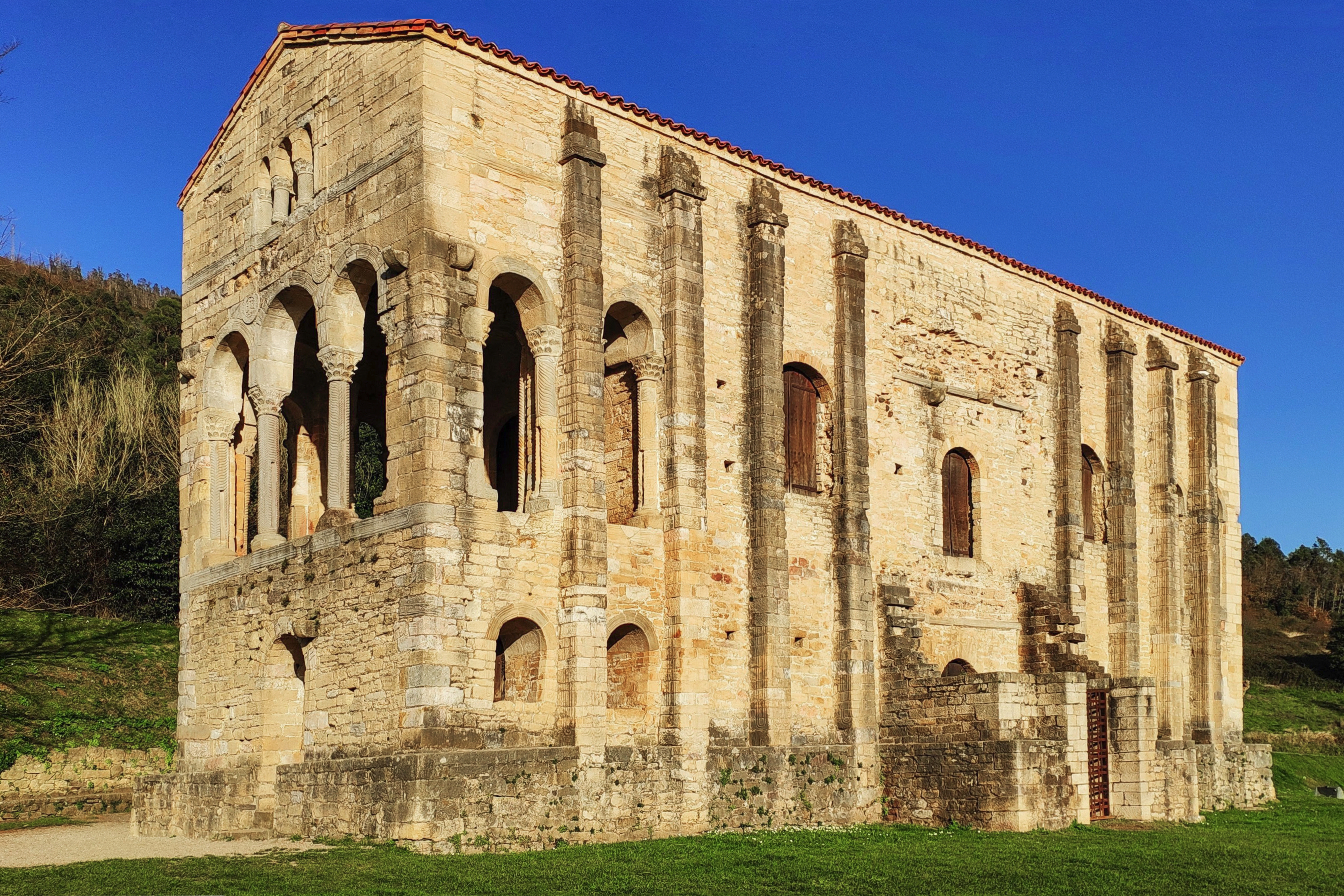
Santa María del Naranco, principal exponente del arte asturiano.

### Arte bizantino

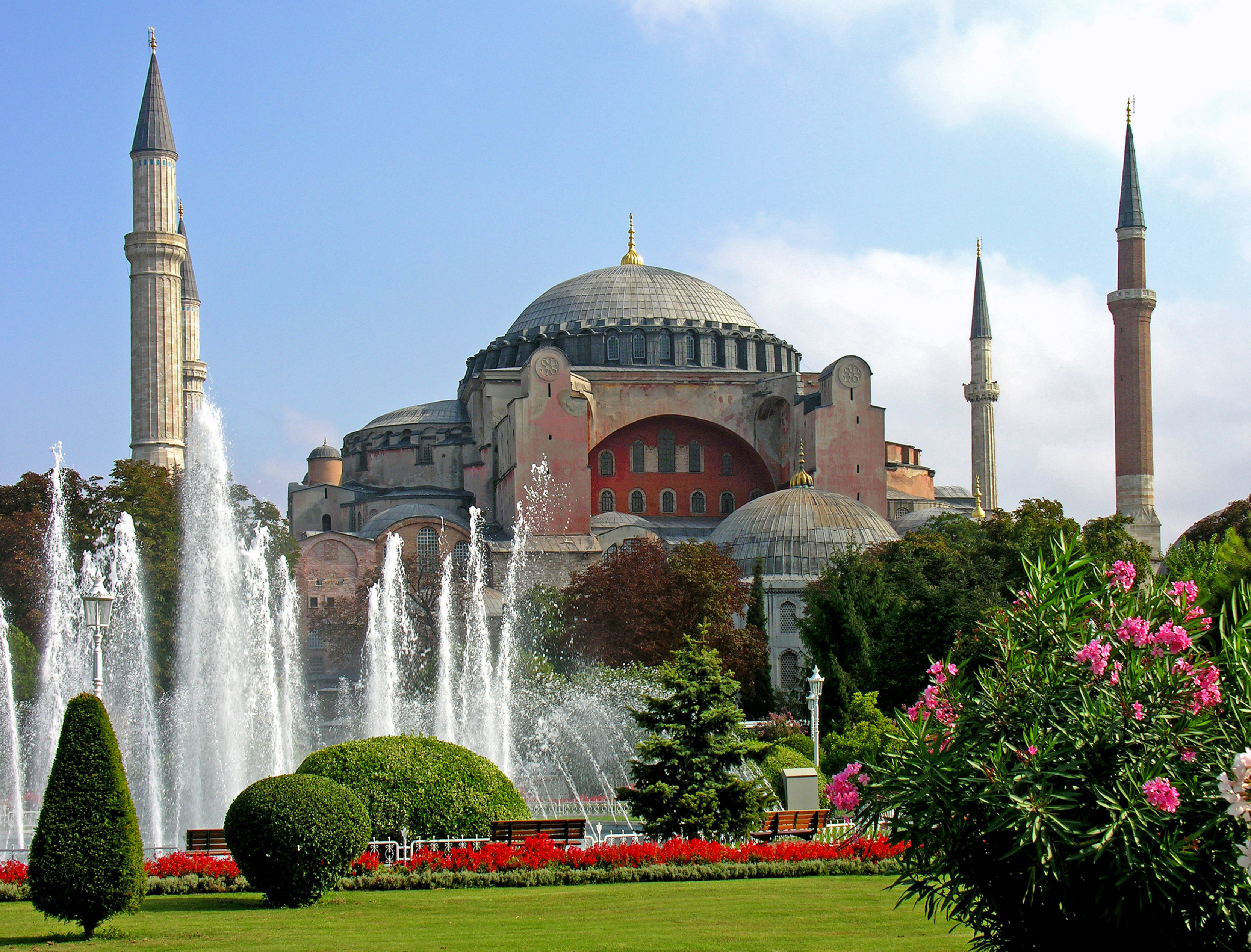
Iglesia de Santa Sofía, Estambul

Pese a la caída del Imperio Romano de Occidente, en Oriente perduró —conocido como Imperio bizantino— hasta la conquista de Constantinopla en 1453 por los turcos otomanos. Heredero del arte helenístico, el arte bizantino recogió las principales tradiciones artísticas orientales, de las que fue puerta de entrada en Europa, donde el arte bizantino influyó en el arte prerrománico y románico. Se distinguen en el arte bizantino tres «edades de oro»: una primera en el siglo VI, coincidiendo con el reinado de Justiniano; una segunda desde el siglo IX hasta la toma de Constantinopla por los cruzados el 1204; y una tercera en el siglo XIV, con la dinastía Paleólogo.
En arquitectura se empleó la piedra y el ladrillo, con recubrimientos exteriores de placas de piedra con relieves e interiores de mosaico. Abundó el uso de la columna, con capiteles cúbicos decorados con relieves a dos planos, o bien en forma de avispero. Se utilizó el arco de medio punto y la bóveda con cúpula sobre pechinas. La tipología más utilizada fue la de planta centralizada —quizá por la importancia otorgada a la cúpula—, con un atrio de entrada, nártex, presbiterio y coro al fondo, con dos cámaras o sacristías laterales y el altar bajo un baldaquino. Las primeras manifestaciones, de época de Justiniano, son las más monumentales: iglesia de los Santos Sergio y Baco, de Santa Irene y de Santa Sofía en Constantinopla; en la segunda edad dorada destacan la catedral de Santa Sofía de Kiev y San Marcos de Venecia; y en la tercera cabe mencionar los conjuntos de Mistra, Salónica y monte Athos.
Las artes figurativas tuvieron en época de Justiniano influencia paleocristiana, a la vez que recogieron diversas tradiciones anteriores, especialmente la helenística y la siria neoática, destacando los conjuntos musivarios de San Demetrio de Salónica y San Vital de Rávena. En la segunda edad dorada se establecieron la estética y la iconografía bizantinas, sobre todo en torno a los iconos, con una fuerte carga simbólica de las imágenes, con figuras estilizadas y perspectivas jerárquicas (el tamaño de la figura depende de su importancia religiosa). La escultura solía ser en relieve, sobre piedra o marfil, destacando las imágenes de «consagración imperial» (Cristo con las manos sobre las cabezas de los emperadores). En la tercera edad dorada la pintura sustituyó al mosaico, sobre todo los iconos de pintura sobre tabla, destacando las escuelas de Chipre, Salónica, Creta, Venecia y Moscú (donde descuella Andrei Rubliov).

### Arte islámico

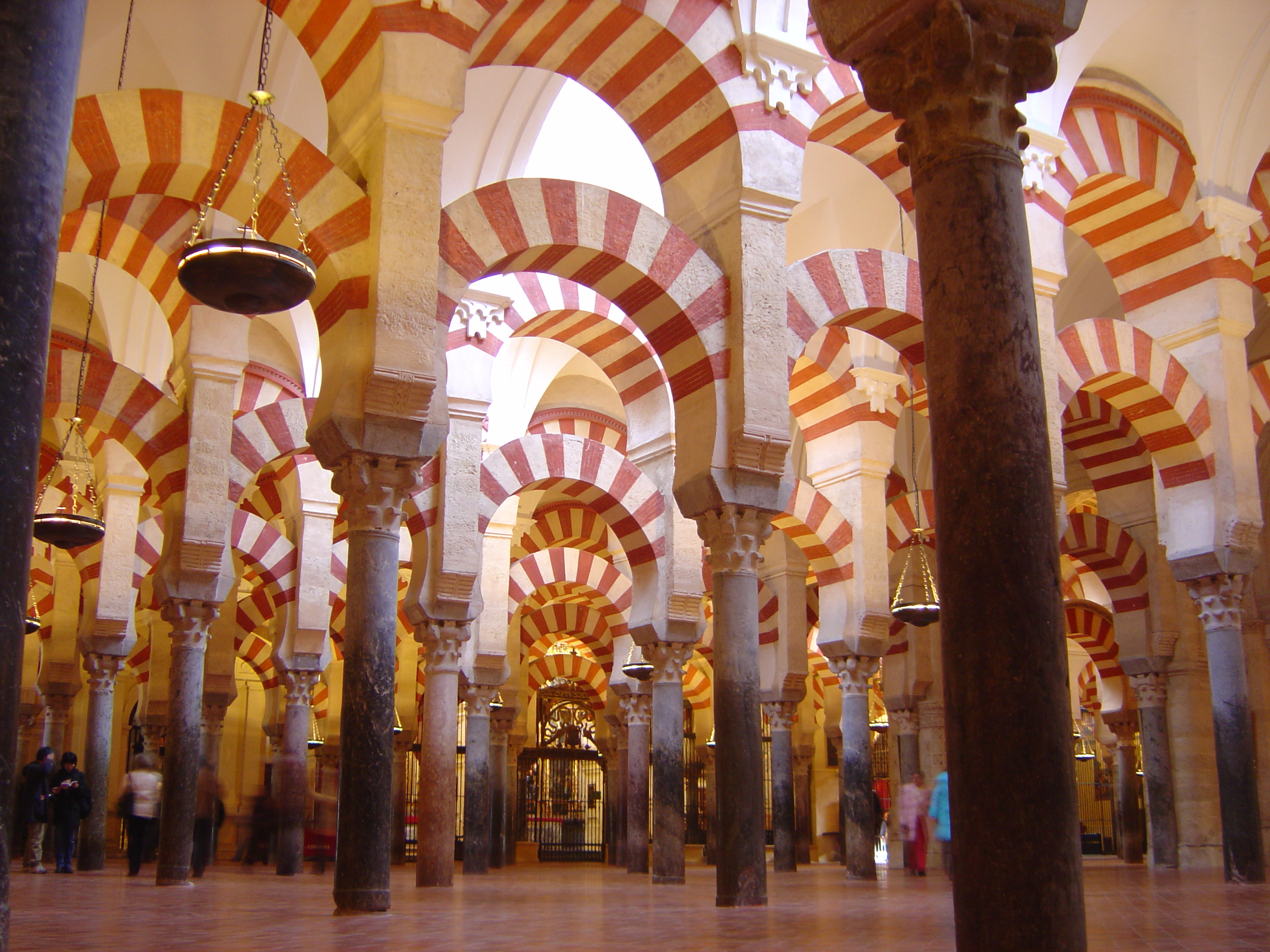
Gran Mezquita de Córdoba

Con la Hégira de Mahoma en 622 surgió una nueva religión, el islamismo, que tuvo una rápida difusión desde el Próximo Oriente por el norte de África, llegando a Europa con la conquista de la península ibérica y con la zona de los Balcanes tras la caída del Imperio bizantino. Con el tiempo, la nueva religión aglutinó a una gran diversidad de pueblos y culturas, siendo su arte el reflejo de esta disparidad, teniendo numerosas manifestaciones y variantes estilísticas según la región donde se produjese. La mayor parte de las manifestaciones del arte islámico son obras de arquitectura —en las que se incluyen magníficas ornamentaciones esculturales o de otro tipo—. En cuanto a pintura y escultura, la prohibición religiosa de representar imágenes figurativas conllevó que se desarrollase sobre todo como ornamentación, en motivos abstractos o geométricos; las escasas muestras de obras figurativas se dieron habitualmente en ámbitos privados como los palaciegos.
La arquitectura destacó por el uso del arco apuntado —que en al-Ándalus fue de herradura por herencia del arte visigodo—, usado a veces en superposiciones y entrecruzamientos, surgiendo más adelante el arco lobulado, generalmente de tres o cinco lóbulos. Se utilizaban diversos tipos de bóveda, como la de gallones y la de crucería. Se otorgó gran relevancia a la decoración ornamental, generalmente de yesería, alabastro, mármol, mosaico o pintura, que era de signo abstracto, con motivos epigráficos, vegetales o de lacería. La principal tipología es la mezquita, compuesta habitualmente por un amplio patio (sahn), la torre o alminar y la sala de oración (haram), en cuyo fondo (quibla) se sitúa una hornacina llamada mihrab, precedida en ocasiones de un espacio con arquerías (macsura). Destacan las mezquitas de Damasco, la de la Roca y al-Aqsa de Jerusalén, la de Samarra, la de Ibn Tulun en Egipto, la de Isfahán, la de Tamerlán en Samarcanda, la Mezquita Azul de Estambul, etc.
En al-Ándalus el arte islámico tuvo su momento de esplendor en el emirato de Córdoba: la arquitectura cordobesa era heredera de las formas hispanorromanas y visigodas, como demuestra el uso del arco de herradura, que es enmarcado en alfiz y al que se añade una característica alternancia de sus dovelas en color rojo y blanco. Su principal monumento es la Mezquita de Córdoba, compuesta de once naves perpendiculares a la quibla, con una serie de arcadas superpuestas, de medio punto en la parte superior y de herradura en la inferior, con la tradicional alternancia blanco-rojo. También cabe destacar la Mezquita de Bab al-Mardum en Toledo y el Palacio de Medina Azahara. Otras importantes manifestaciones del arte islámico en la península fueron las producidas en Sevilla durante la dominación almohade, destacando la Giralda y la Torre del Oro; y el arte nazarí en Granada, que tiene su principal expresión en la Alhambra.

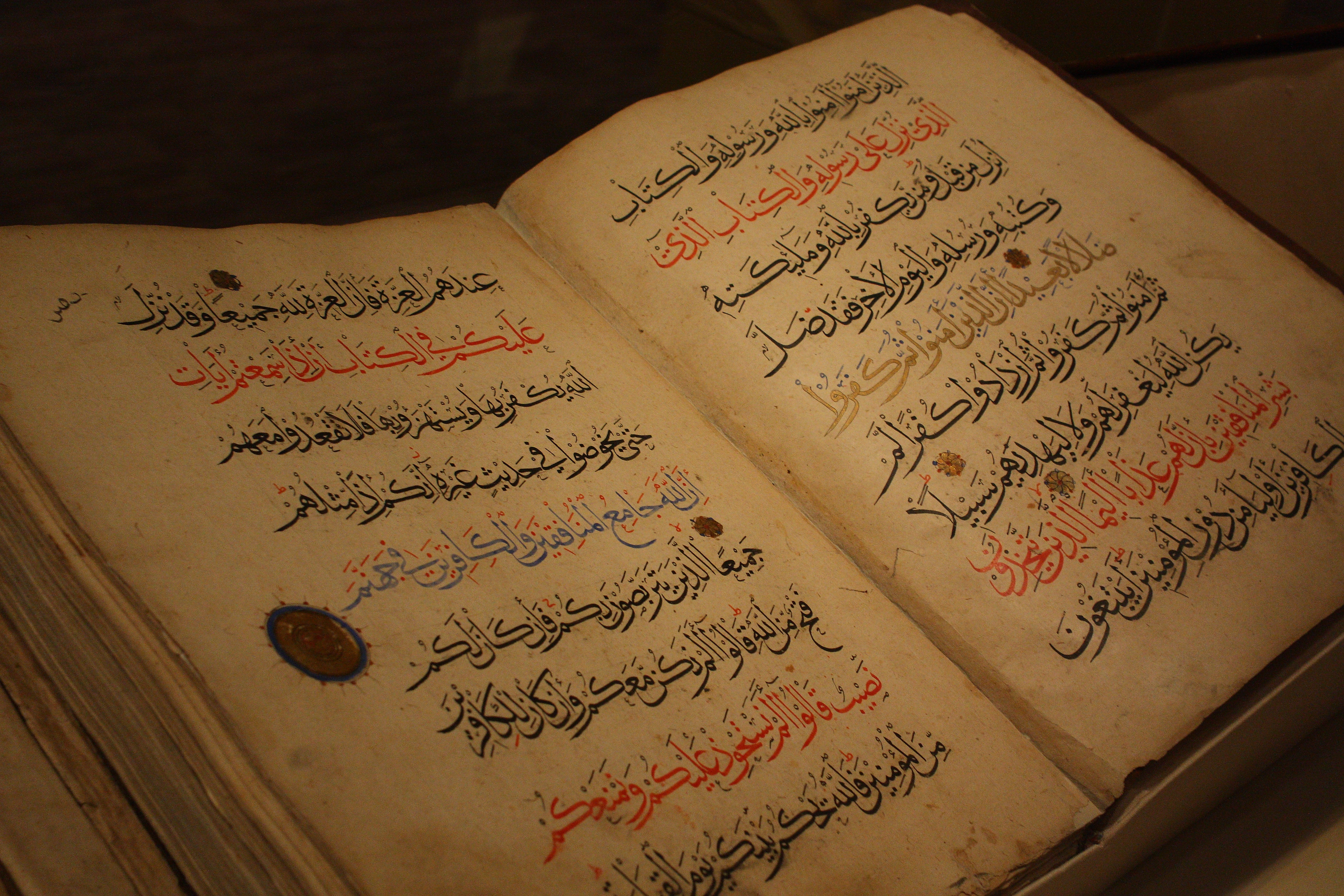
El Corán fue la primera obra importante y la más influyente de la literatura árabe

La literatura árabe arrancó con una obra de gran trascendencia, el Corán, libro sagrado del islam escrito por Mahoma y fijado en su texto definitivo por el califa Uthman Ibn Affan en 650. Consta de 114 capítulos (sura), en versículos rimados, con dos principales grupos de predicaciones: las escritas por Mahoma en La Meca, breves y de tono poético, de una religiosidad más fervorosa; y las escritas en Medina, más largas y discursivas, exponiendo los principales preceptos de la nueva religión. El Corán fue la base gramatical y estilística de la literatura árabe, que se desarrolló sobre todo en la poesía (Abu Nuwas, al-Mutanabbi, Ibn Quzman); y la prosa, ya sea filosófica (al-Kindi, Avicena, Avempace, Ibn Tufail, Averroes), histórica (Ibn Jaldún), narrativa (Ibn al-Muqaffa, al-Jahiz), o fantástica (al-Hamadani, al-Hariri). Cabe destacar la recopilación de cuentos titulada Las mil y una noches, obra anónima redactada entre los siglos IX y XV en diversos estilos, y que es un impresionante ejercicio de ingenio y fantasía.
La música árabe tiene su origen en antiguos cantos (huda’) efectuados por los beduinos en sus viajes en caravana, con seis pies métricos (rajaz) derivados —según la leyenda— de los pasos del camello. El canto tenía una especial relevancia, con dos partes: estribillo (tarji’) y antífona (jawab). La música sacra no se desarrolló tanto como la cristiana: en origen, la llamada a la oración (adhdan) era cantada; el Corán tiene una prosa rimada cuya asonancia se presta a la modulación. La música profana fue prohibida por los califas ortodoxos, pero potenciada posteriormente por los Omeyas, predominando el canto solista con laúd. Ibn Misjaḥ fue el primer teórico musical árabe, y es considerado el padre de la música clásica árabe. Creó un sistema melódico ornado (zawa'id), similar a la fioritura occidental. A partir del siglo X cobró importancia la música instrumental —con una modalidad principal, la nauba, especie de suite vocal—, y comenzó el estudio teórico de la música (al-musiqi), destacando diversos eruditos como Avicena, al-Kindi y al-Farabi. Entre los instrumentos árabes destacan el laúd (‘ud), la lira (mi'zaf), el arpa (jank), la flauta (gussaba), el oboe (mizmar), el pífano (shahin), el tambor (tabl), la pandereta (duff) y los palillos (gadib).

### Arte románico

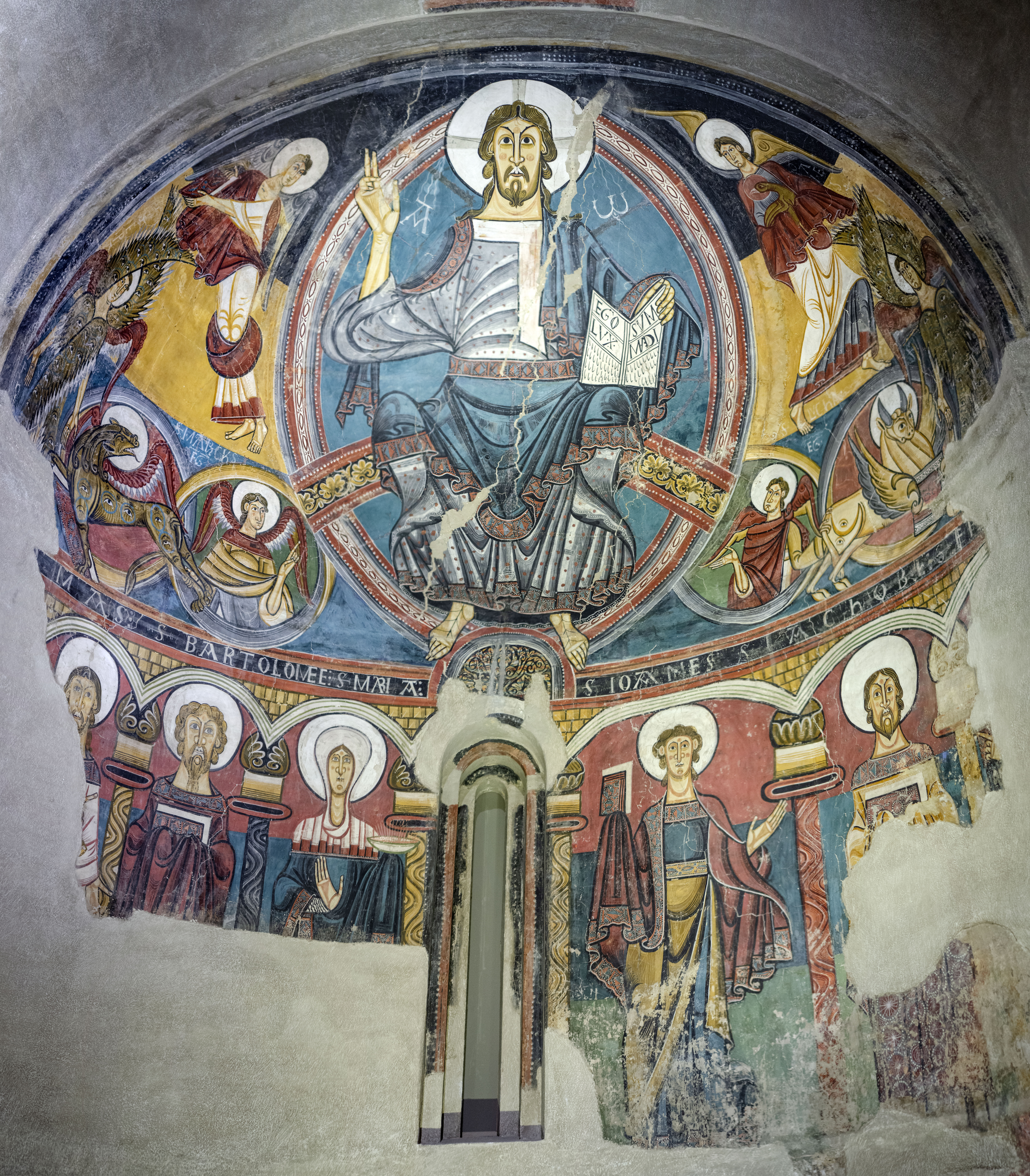
Pantocrátor del ábside de San Clemente de Tahull, MNAC

El arte románico representa el primer estilo de carácter internacional de la cultura europea occidental, con una identidad plenamente consolidada tras el paso del latín a las lenguas vernáculas. De carácter eminentemente religioso, casi todo el arte románico estaba dirigido a la exaltación y divulgación del cristianismo. Surgido a mediados del siglo XI, se desarrolló fundamentalmente durante el siglo XII, a finales del cual empezó a coexistir con el incipiente gótico. En el románico culminaron los diversos estilos producidos por el prerrománico, a la vez que se denota la influencia oriental del arte bizantino.
La arquitectura destacó por el uso de muros de sillería, arcos de medio punto y bóvedas de cañón, apoyadas en pilares por arcos fajones, correspondientes con los contrafuertes exteriores; también son frecuentes las cúpulas, sobre trompas o pechinas. Las iglesias son de una o tres naves, con crucero y en ocasiones girola. Se inició la construcción de grandes catedrales, que seguirá durante el gótico. Como principales muestras tenemos: el Monasterio de Cluny, San Lázaro de Autun, Santa Fe de Conques, San Saturnino de Toulouse, San Front de Périgueux y San Esteban de Caen en Francia; las catedrales de Durham, York y Canterbury en Inglaterra; San Ambrosio de Milán, San Abundio de Como, San Zenón de Verona y las catedrales de Parma, Módena, Pisa y Lucca en Italia; las catedrales de Spira, Maguncia y Worms en Alemania; las catedrales de Braga y Coímbra en Portugal; y Sant Pere de Roda, San Isidoro de León, San Martín de Frómista, San Juan de Duero (Soria), Santo Domingo de Silos y las catedrales de Jaca, Solsona y Santiago de Compostela en España.
La escultura se desarrolló principalmente en el marco arquitectónico, de carácter religioso, con figuras esquematizadas, sin realismo, de signo simbólico, con un marcado carácter didáctico, debido al analfabetismo de la época. Los principales ciclos escultóricos se producen en los tímpanos de los portales de acceso a las iglesias y catedrales, como en Santa Magdalena de Vézelay, San Lázaro de Autun, Santa Fe de Conques y el Pórtico Real de Chartres. En Italia destacó la figura de Benedetto Antelami, que trabajó en la Catedral de Parma, como en su magnífico Descendimiento (1178). En España destacaron en primer lugar los talleres catalanes de Ripoll y la zona pirenaica, los talleres de marfil de León (Crucifijo de Fernando I), los talleres del Camino de Santiago, la Fachada de las Platerías de la Catedral de Santiago y el claustro de Silos; en el siglo XII se produjeron diversas escuelas regionales: la catalana (portal del monasterio de Santa María de Ripoll), la aragonesa (monasterio de San Pedro el Viejo de Huesca), la navarra (portada de Sangüesa) y la castellana (monasterio de Santa María la Real de Nájera).
La pintura se desarrolló sobre todo en formato mural y en tabla, así como en la miniatura. Su temática era de signo eminentemente religioso, en un estilo de corte esquemático al igual que la escultura, con una intencionalidad simbólica alejada de la descripción naturalista. Tuvo una fuerte influencia bizantina, difundida sobre todo por la orden benedictina a través de la abadía de Montecassino como centro irradiante. La pintura mural se vinculó estrechamente con la arquitectura, hasta el punto de que casi todos los muros de las iglesias se decoraban con pinturas, con un programa iconográfico donde destacaba la figura del Pantocrátor —localizada por lo general en el ábside—, así como el Tetramorfos, la Virgen y los apóstoles, el Juicio Final y otras escenas del Antiguo y Nuevo Testamento. Algunos de los mejores exponentes se encuentran en la Abadía de Sant'Angelo in Formis (Capua), la iglesia de San Clemente de Tahull y el panteón real de San Isidoro de León. En la pintura sobre tabla, generalmente destinada a servir de frontal de altar, se empleó principalmente el temple. En la miniatura cabe destacar las escuelas inglesa e italiana.
Tuvieron gran relevancia en esta época las artes aplicadas, especialmente la orfebrería en oro y piedras preciosas (Arca de las reliquias de los Reyes Magos, catedral de Colonia; Cáliz de doña Urraca, San Isidoro de León); el esmalte, desarrollado notablemente por el taller de Limoges; y las labores textiles (Tapiz de Bayeux, Tapiz de la Creación de la catedral de Gerona).
En esta época, la literatura siguió preferentemente en manos eclesiásticas, conservando la tradición latina, aunque poco a poco fueron surgiendo obras en lengua vernácula y comenzó la producción literaria de ámbito profano, principalmente con el género trovadoresco. Las principales innovaciones se produjeron en Francia, donde los círculos artísticos cortesanos fueron ganando peso y desplazando al poder eclesiástico: destaca la gran epopeya del Cantar de Roldán, de finales del siglo XI. La poesía trovadoresca se desarrolló especialmente en lengua provenzal, exaltando el amor cortesano (fin'amors), representada por Guillermo de Poitiers, Jaufré Rudel, Bernart de Ventadorn, Marcabrú, Arnaut Daniel, Bertran de Born, etc. Otro género relevante fue la novela de caballería (roman courtois), en francés, representada principalmente por Chrétien de Troyes y sus novelas del ciclo artúrico. En España, los primeros textos escritos en lengua romance fueron las glosas del monasterio de San Millán de la Cogolla, a las que siguieron las jarchas mozárabes; posteriormente surgieron los «cantares de gesta», como el Cantar de Mío Cid (1140).

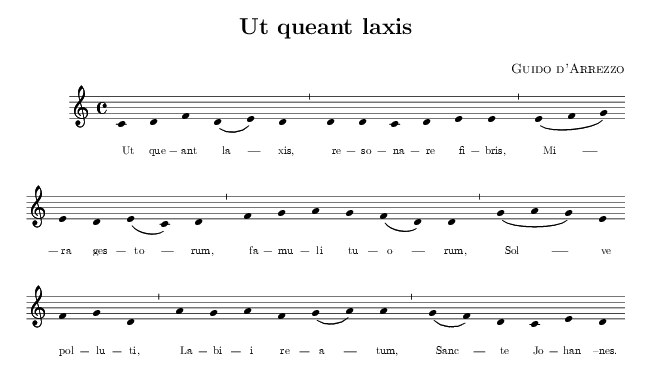
Notación musical con los versos del Himno a San Juan Bautista, que dieron nombre a las siete notas musicales, innovación realizada por Guido de Arezzo.

El teatro medieval era de calle, lúdico, festivo, con tres principales tipologías: «litúrgico», temas religiosos dentro de la Iglesia; «religioso», en forma de misterios y pasiones; y «profano», temas no religiosos. Estaba subvencionado por la Iglesia y, más adelante, por gremios y cofradías. Los actores eran en principio sacerdotes, pasando más tarde a actores profesionales. Las obras fueron en primer lugar en latín, pasando a continuación a lenguas vernáculas. El primer texto que se conserva es el Regularis Concordia, de san Æthelwold, que explica la representación de la obra Quem quaeritis?, diálogo extraído del Evangelio entre varios clérigos y un ángel.
Durante el románico surgió la música tal como es practicada actualmente, gracias a la creación del pentagrama y a la nomenclatura de las notas musicales elaborada por Guido de Arezzo. Las principales obras musicales se circunscriben al canto gregoriano, aunque empezó a desarrollarse la polifonía y la música profana, en torno a trovadores y juglares. Los juglares eran trotamundos, mitad poetas y mitad saltimbanquis, mezclando en sus actuaciones la declamación y el malabarismo, la música y la sátira, la lírica y las gestas épicas. Los trovadores eran de clase social más elevada (el mismo rey Ricardo Corazón de León fue trovador), y componían y cantaban sus propias obras. Entre las formas trovadorescas destacan: el rondeau (alternancia de coplas y estribillo), el virelai (en que el estribillo no interrumpe el desarrollo de las estrofas), y la ballade (estribillo alternante cada tres estrofas). En Alemania, los trovadores recibieron el nombre de minnesänger.
La danza medieval tuvo escasa relevancia, debido a la marginación a la que la sometió la Iglesia, que la consideraba un rito pagano. A nivel eclesiástico, el único vestigio eran las «danzas de la muerte», que tenían una finalidad moralizadora. En las cortes aristocráticas se dieron las «danzas bajas», llamadas así porque arrastraban los pies, de las que se tiene poca constancia. Fueron más importantes las danzas populares, de tipo folclórico, como el pasacalle y la farándula, siendo famosas las «danzas moriscas», que llegaron hasta Inglaterra (Morris dances).

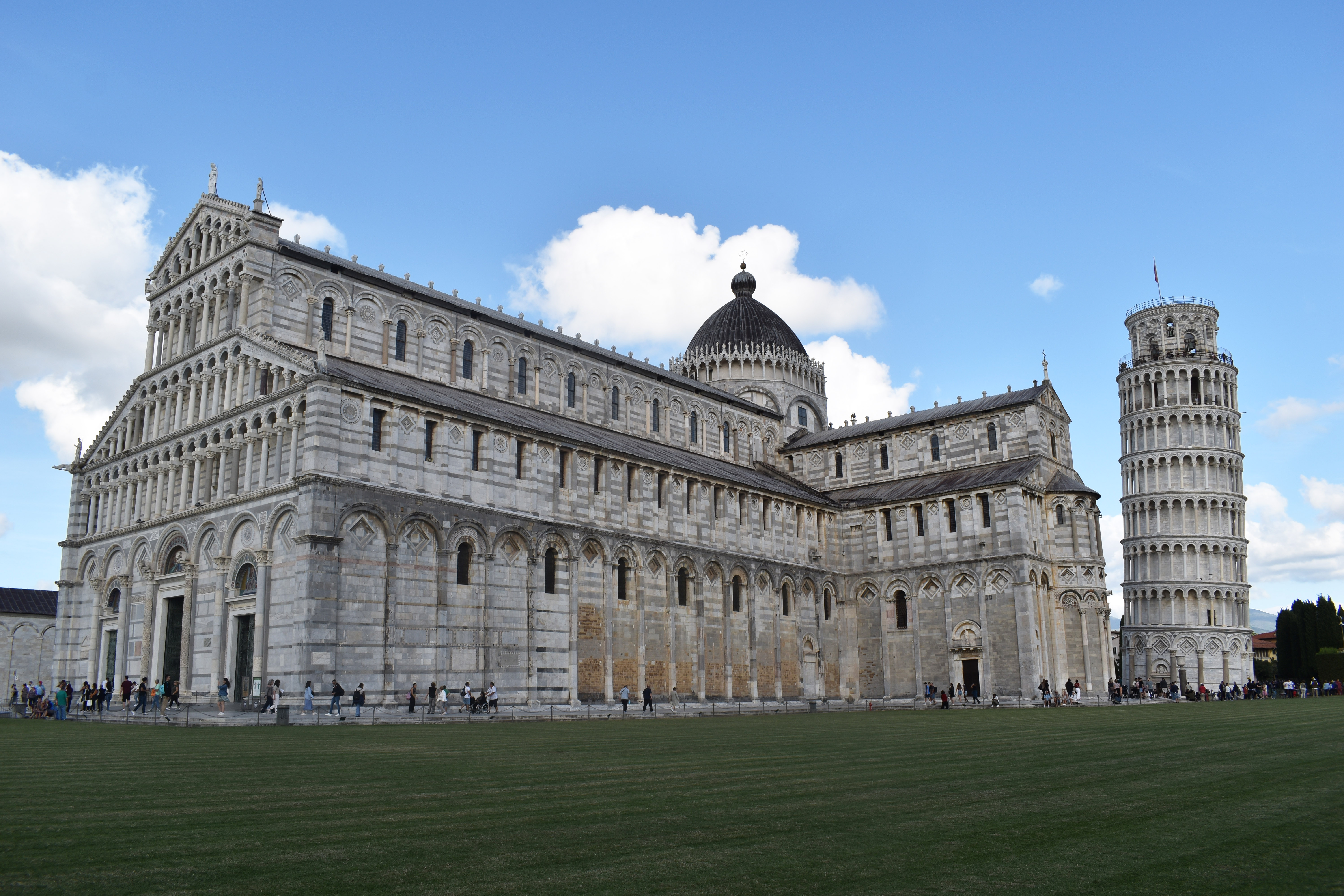
Catedral de Pisa.
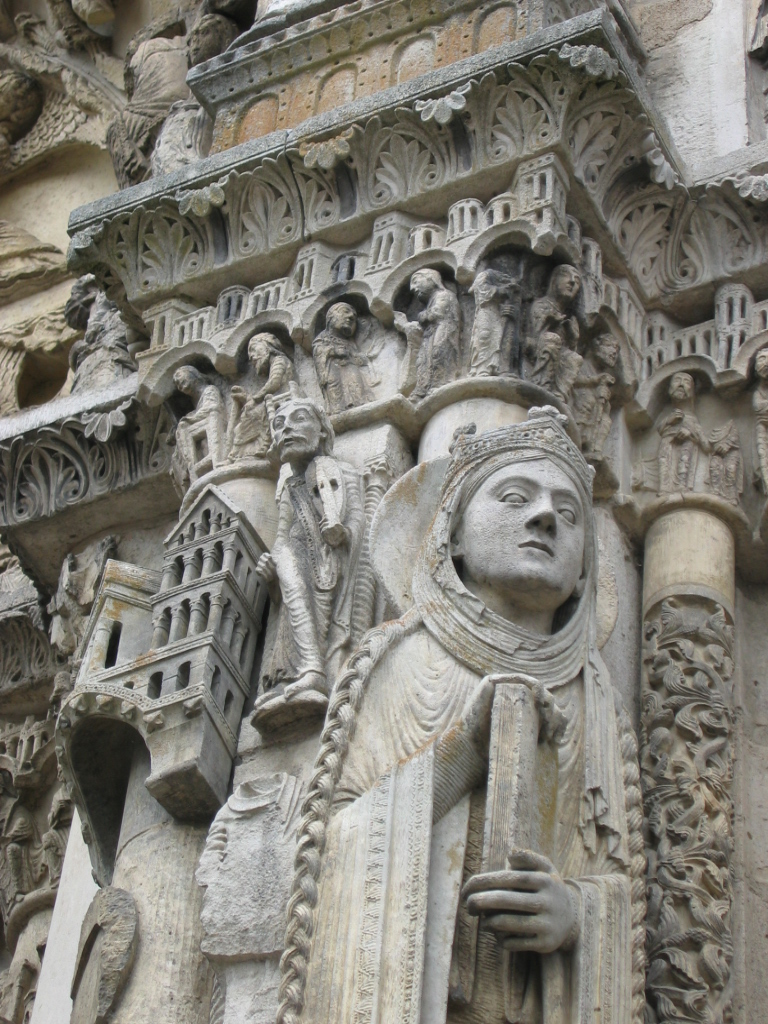
Detalle del Pórtico Real de Chartres.
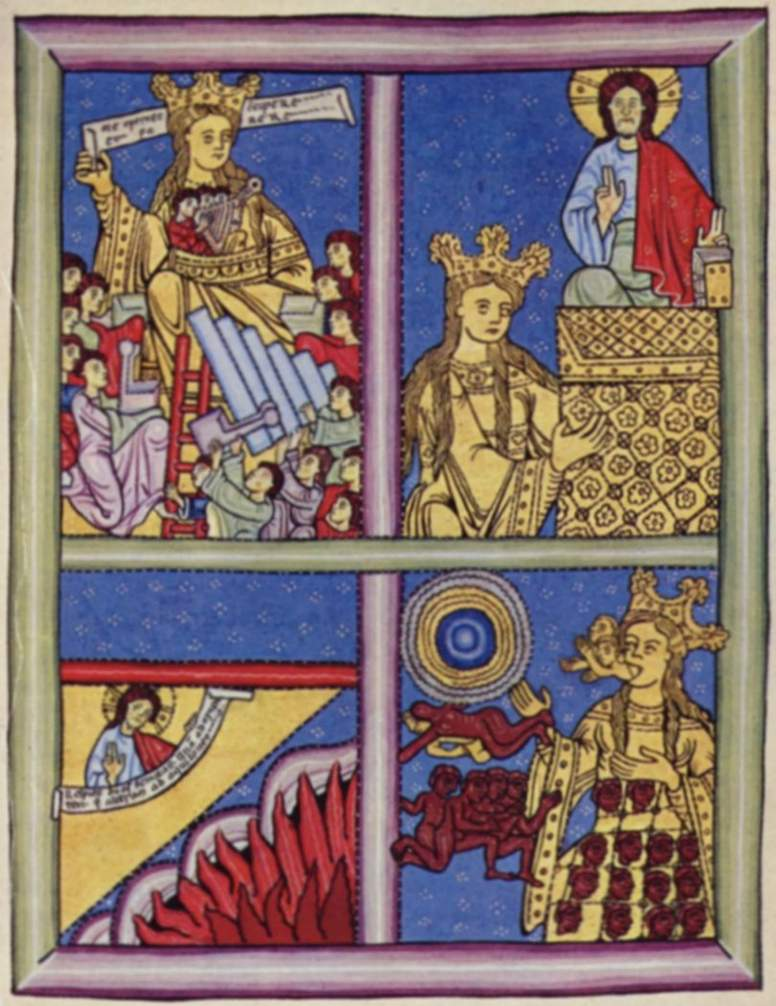
Códice de Santa Hildegarda (1165), Abadía de Santa Hildegarda, Eibingen (Alemania).
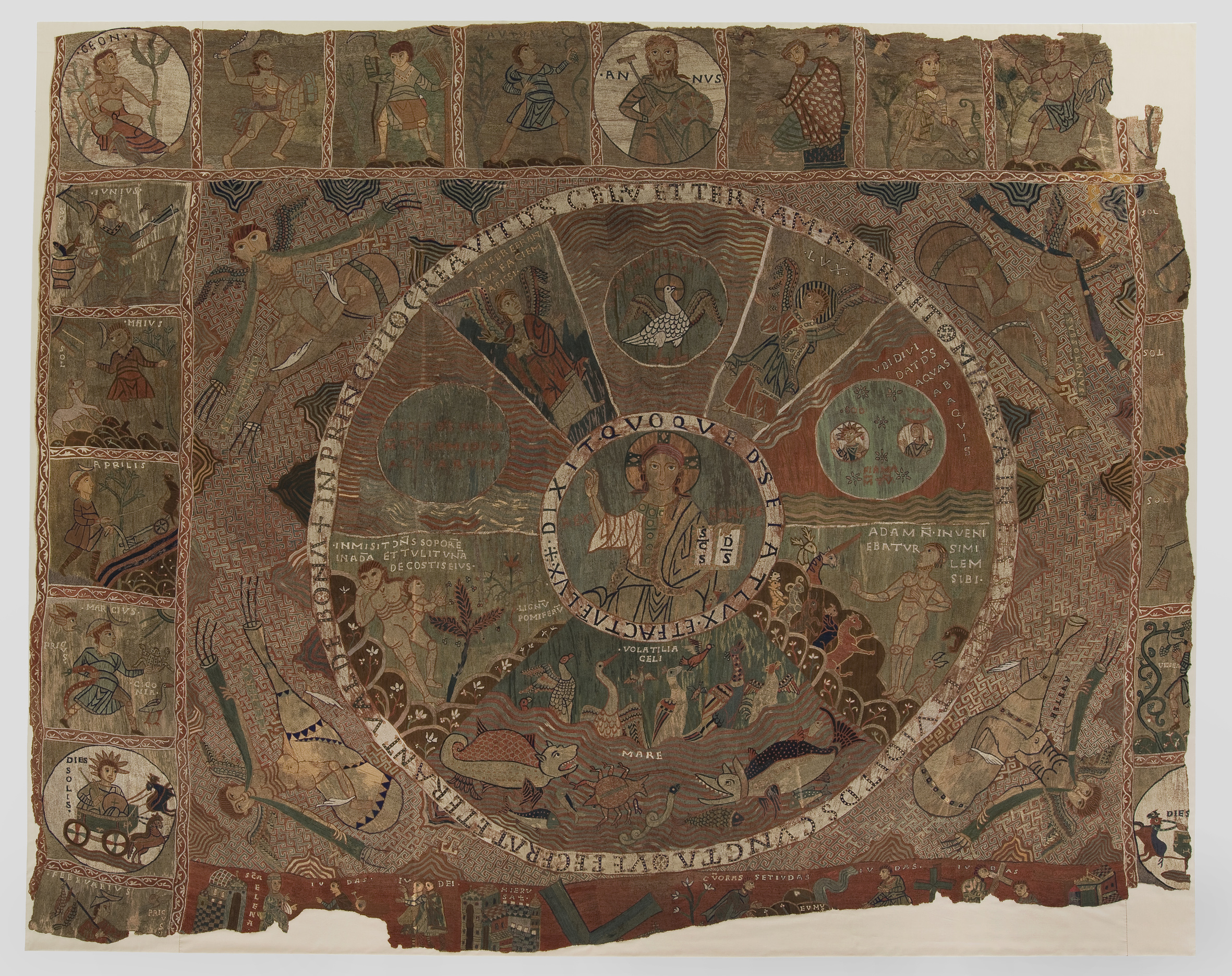
Tapiz de la Creación, Catedral de Gerona.

### Arte gótico

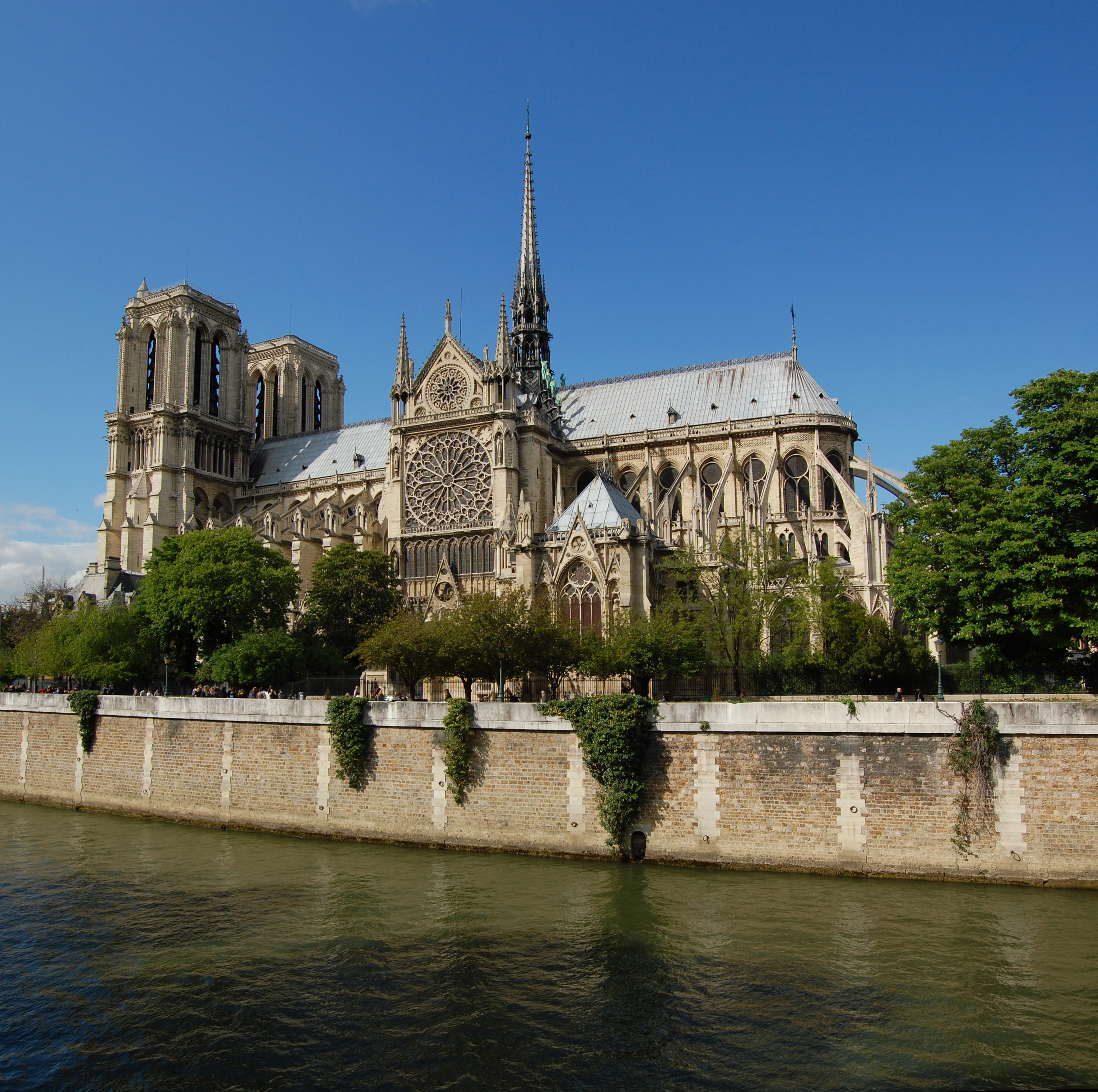
Catedral de Nuestra Señora de París

El arte gótico se desarrolló entre los siglos XII y XVI, época de gran desarrollo económico y cultural. El fin de la época feudal supuso el afianzamiento de los estados centralizados, con mayor predominio de las ciudades sobre el campo, al tiempo que un sector cada vez mayor de la sociedad tenía acceso a la cultura, que dejó de ser patrimonio exclusivo de la Iglesia. El auge de las universidades comportó un aumento de los estudios científicos, filosóficos y literarios, sentando las bases de la cultura moderna.
La arquitectura sufrió una profunda transformación, con formas más ligeras, más dinámicas, con un mejor análisis estructural que permitió hacer edificios más estilizados, con más aberturas y, por tanto, mejor iluminación. Aparecieron nuevas tipologías como el arco apuntado y la bóveda de crucería, y la utilización de contrafuertes y arbotantes para sostener la estructura del edificio, permitiendo interiores más amplios y decorados con vitrales y rosetones. Es la época de las grandes catedrales, entre las que cabe destacar: Laon, Chartres, Amiens, Reims, Bourges y Notre-Dame de París, en Francia; Canterbury, Salisbury y Gloucester, en Inglaterra; Siena, Orvieto, Florencia, Bolonia y Milán, en Italia; Colonia, Estrasburgo, Ulm y Magdeburgo en Alemania; San Esteban de Viena en Austria; Barcelona, Gerona, Palma de Mallorca, Sevilla, Toledo, Burgos, León, Zamora y Sigüenza, en España; y los monasterios de Batalha y Alcobaza en Portugal. En España cabe destacar también el desarrollo del arte mudéjar, fuertemente influido por las formas islámicas, y que se caracteriza por el empleo del ladrillo, el yeso y la madera de pequeña escuadría: Cristo de la Vega (Toledo), San Lorenzo de Sahagún, Las Huelgas (Burgos), Santa Clara de Tordesillas, Convento de Guadalupe (Cáceres), Alcázar de Sevilla, etc.
La escultura continuó enmarcada en la obra arquitectónica, aunque comenzó a desarrollarse la escultura exenta, con formas más realistas, inspiradas en la naturaleza. Los artistas buscaban la belleza ideal, en formas sencillas y diáfanas, con cierta melancolía y nobleza en los sentimientos, y con escenas de carácter narrativo. En Francia destacan el Pórtico Real y las portadas del crucero de la Catedral de Chartres, así como los conjuntos de Amiens y Reims. En Italia destaca el taller de Nicola y Giovanni Pisano en Pisa, mientras en Alemania descuella la obra de Veit Stoss y Tilman Riemenschneider. En España destaca el Pórtico de la Gloria de la Catedral de Santiago de Compostela, las portadas de la Colegiata de Toro y de las catedrales de Tuy y Ciudad Rodrigo, los conjuntos de Burgos, León y Toledo, así como la obra de Pere Johan y Gil de Siloé.
La pintura dejó de ser mural para pasar a retablos situados en los altares de las iglesias, y empezó a desarrollarse la pintura en lienzo, al temple o al óleo. Se sucedieron cuatro estilos pictóricos:
- Gótico lineal o franco-gótico: se desarrolló desde el siglo XIII hasta principios del XIV, caracterizado por el dibujo lineal, el fuerte cromatismo, un naturalismo de líneas sencillas y el idealismo de los temas representados. Este estilo se desarrolló sobre todo en vidrieras y miniaturas.
- Gótico itálico o trecentista: surgido en el siglo XIII en Italia, se caracteriza por la aproximación realizada a la representación de la profundidad —que cristalizará en el Renacimiento con la perspectiva lineal—, los estudios sobre anatomía y el análisis de la luz para conseguir la matización tonal. Destacan dos escuelas: la florentina (Cimabue, Giotto, Andrea Orcagna) y la sienesa (Duccio, Simone Martini, Ambrogio Lorenzetti).
- Gótico internacional: corresponde a finales del siglo XIV y primera mitad del XV, suponiendo una fusión de los estilos anteriores. Se caracteriza por la estilización de la figura y el predominio de la línea curva, el detallismo técnico y el naturalismo simbólico de la narración. Destacan los pintores Paul de Limbourg, Stefan Lochner, Conrad Soest, Bernat Martorell y Lluís Borrassà.
- Gótico flamenco: surgió en Flandes a principios del siglo XV, predominando a lo largo de ese siglo en la mayor parte de Europa —excepto Italia, donde ya descollaba el Renacimiento—. Su principal aportación es la técnica al óleo, que da colores más brillantes y permite su gradación en diversas gamas cromáticas, a la vez que permite mayor minuciosidad en los detalles. Cabe destacar a Jan y Hubert van Eyck, Robert Campin, Rogier van der Weyden, Hans Memling, Gerard David, Hugo van der Goes y el Bosco; en el resto de Europa, Jean Fouquet, Conrad Witz, Martin Schongauer, Hans Holbein el Viejo, Nuno Gonçalves, Lluís Dalmau, Jaume Huguet, Bartolomé Bermejo, Fernando Gallego, etc.

Las artes aplicadas también tuvieron gran relevancia durante el gótico, favorecidas por las nuevas clases urbanas de mercaderes y artesanos. Destacó la ebanistería, la tapicería —siendo famosos los tapices de Arras—, la orfebrería —especialmente las custodias y los relicarios, donde sobresale el nombre de Enrique de Arfe—, las obras en esmalte —en particular las procedentes de Limoges—, la cerámica —donde destaca la de Faenza y Manises—, la vidriería —singularmente la veneciana y catalana—, etc.

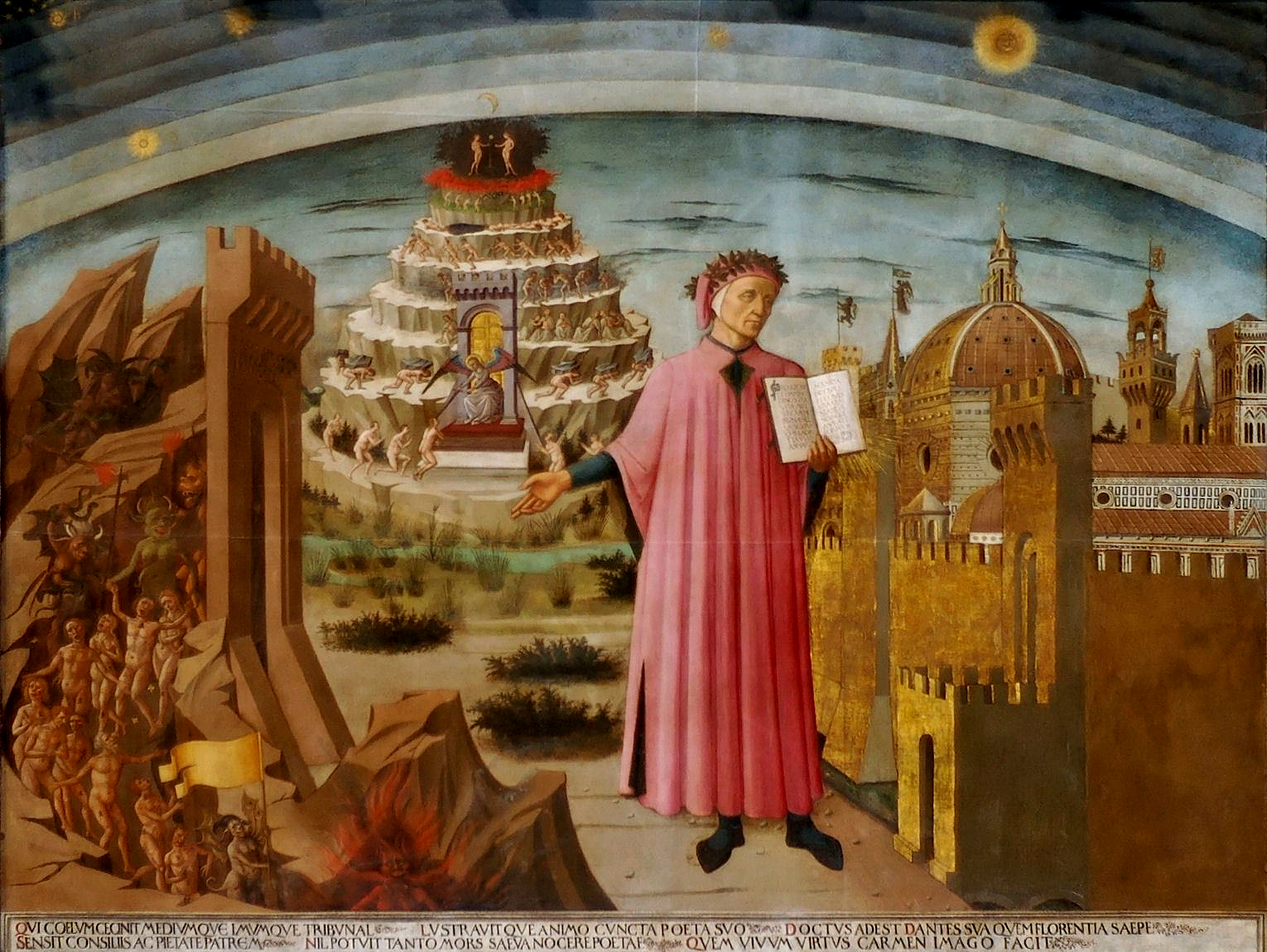
Dante Alighieri y el universo de La Divina Comedia, representados por Domenico di Michelino en la Catedral de Florencia

La literatura tardomedieval se movió entre las obras escritas todavía en latín —generalmente de signo religioso—, y las escritas en lenguas vernáculas, que irán ganando protagonismo y popularidad. El centro creador pasó de Francia a Italia, donde las cortes de los pequeños estados que se repartían el territorio de la península itálica favorecieron las artes y las letras, dando origen a lo que será el Renacimiento. Se practicó sobre todo el género del canzone, escrito en endecasílabo —del que surgirá el soneto—, mientras que en Florencia surgió el llamado Dolce Stil Novo, género poético de signo más subjetivo, que exalta el amor, pero un amor más puro, más simbólico que el trovadoresco. Destacan especialmente tres nombres: Francesco Petrarca, Giovanni Boccaccio y Dante Alighieri, autor de La Divina Comedia (1304-1320), una de las grandes obras de la literatura universal. En Inglaterra destacó Geoffrey Chaucer con sus Cuentos de Canterbury (1386-1400). En Francia, François Villon fue el primer gran poeta en lengua francesa. En España, en el siglo XIII surgió la poesía del mester de clerecía (Gonzalo de Berceo), así como la lírica galaico-portuguesa (Alfonso X el Sabio) y la catalana (Ramon Llull); en el siglo XIV destacaron el arcipreste de Hita, don Juan Manuel y Pedro López de Ayala; mientras que en el siglo XV es de remarcar las figuras de Jorge Manrique y el Marqués de Santillana, así como del poeta catalán Ausiàs March.
El teatro se desarrolló en tres principales tipologías: «misterios», sobre la vida de Jesucristo, con textos de gran valor literario y elementos juglarescos; «milagros», sobre la vida de los santos, con diálogos y partes danzadas; y «moralidades», sobre personajes simbólicos, alegóricos, con máscaras tipificadas. En esta época nació el teatro profano, con tres posibles orígenes —según los historiadores—: la imitación de textos latinos de Terencio y Plauto; el arte polivalente de los juglares; o los pequeños divertimentos escritos por autores de signo religioso para evadirse un poco de la rigidez eclesiástica.
En música, durante el gótico se desarrolló la polifonía, surgiendo por vez primera una música profana separada de la música religiosa realizada hasta entonces (Le jeu de Robin et Marion, de Adam de la Halle, 1285). Surgió el contrapunto, voces paralelas que se funden o se contraponen, y se desarrollaron las técnicas compositivas y la notación. De la primera fórmula compositiva por repetición se pasó a la imitación en el siglo XIV, y a la variación en el XVI. El primer compositor conocido es Leoninus, organista de Notre-Dame de París de mediados siglo XIII. En el siglo XIV surgió el Ars Nova, con Guillaume de Machaut y Francesco Landino, mientras que en el XV destacan Josquin des Prés, Guillaume Dufay, Gilles Binchois, Johannes Ockeghem, Jacob Obrecht, John Dunstable y Bartolomé Ramos de Pareja. En danza, las principales modalidades fueron: el carol, el estampie, el branle, el saltarello y la tarantela.

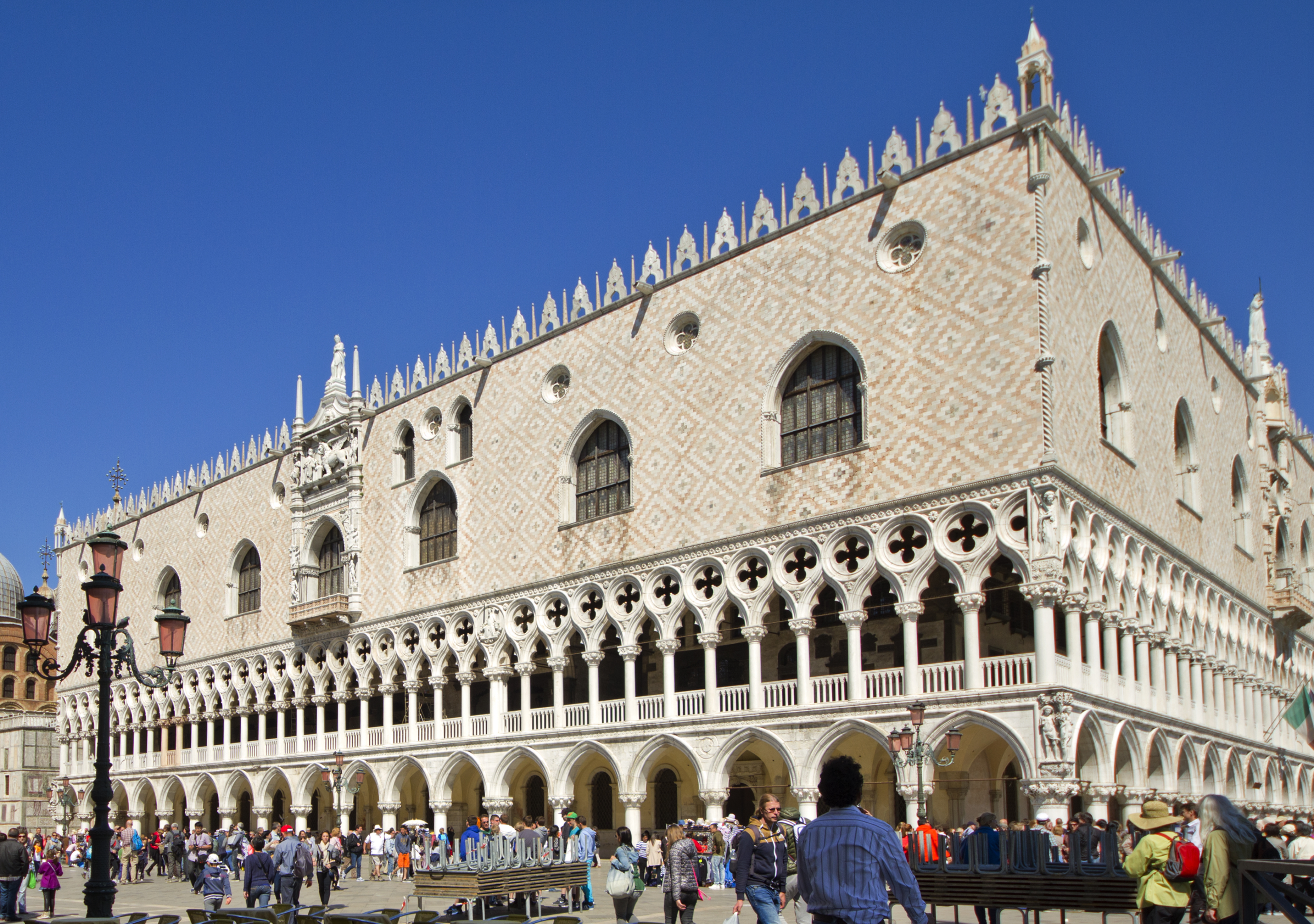
Palacio Ducal de Venecia.
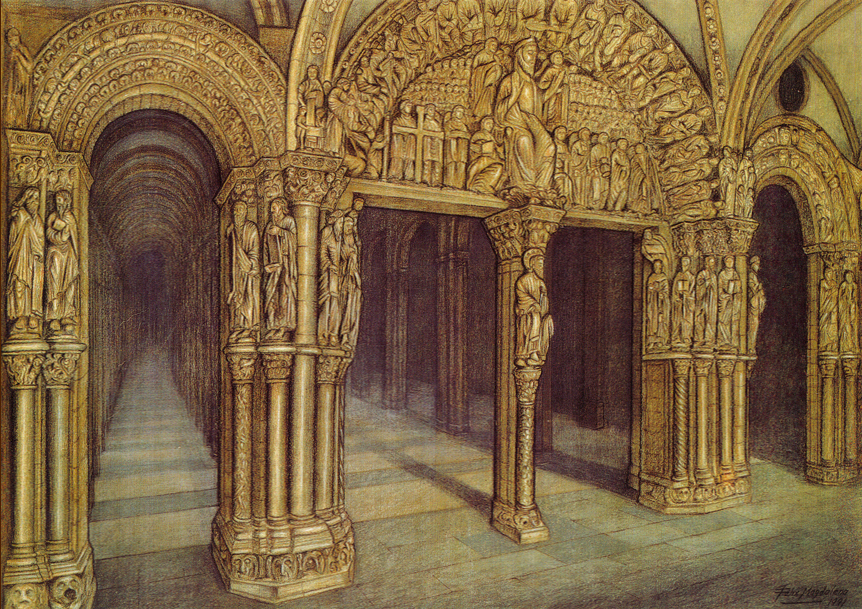
Pórtico de la Gloria de la Catedral de Santiago de Compostela.
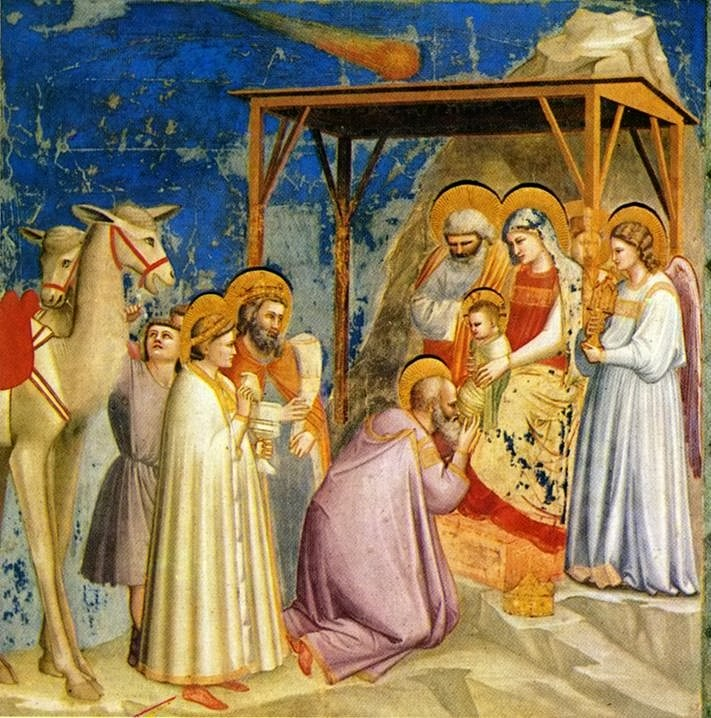
La adoración de los Reyes Magos (1305-1306), de Giotto, Capilla de los Scrovegni (Padua).
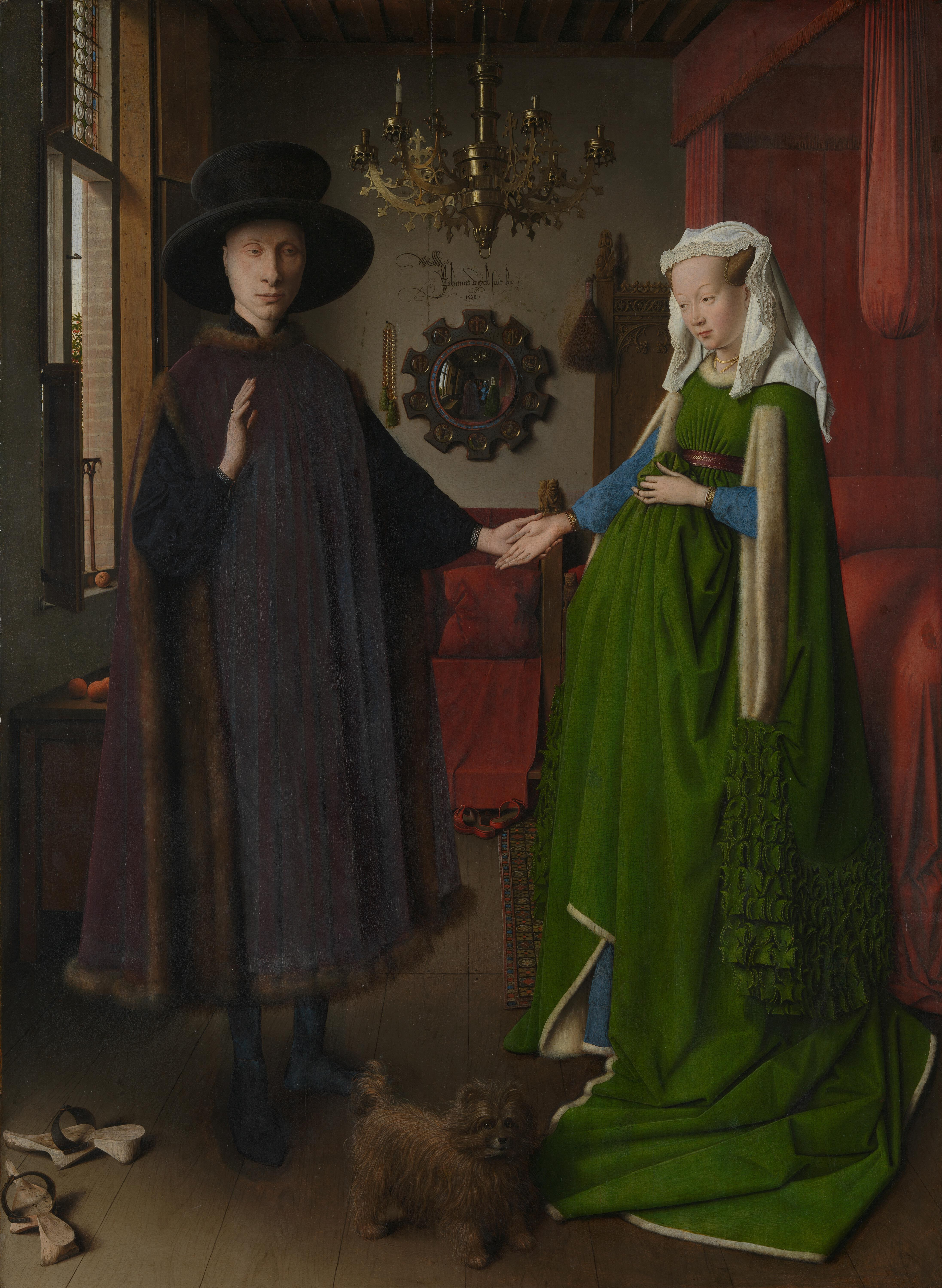
El matrimonio Arnolfini (1434), de Jan van Eyck, National Gallery de Londres.

### América

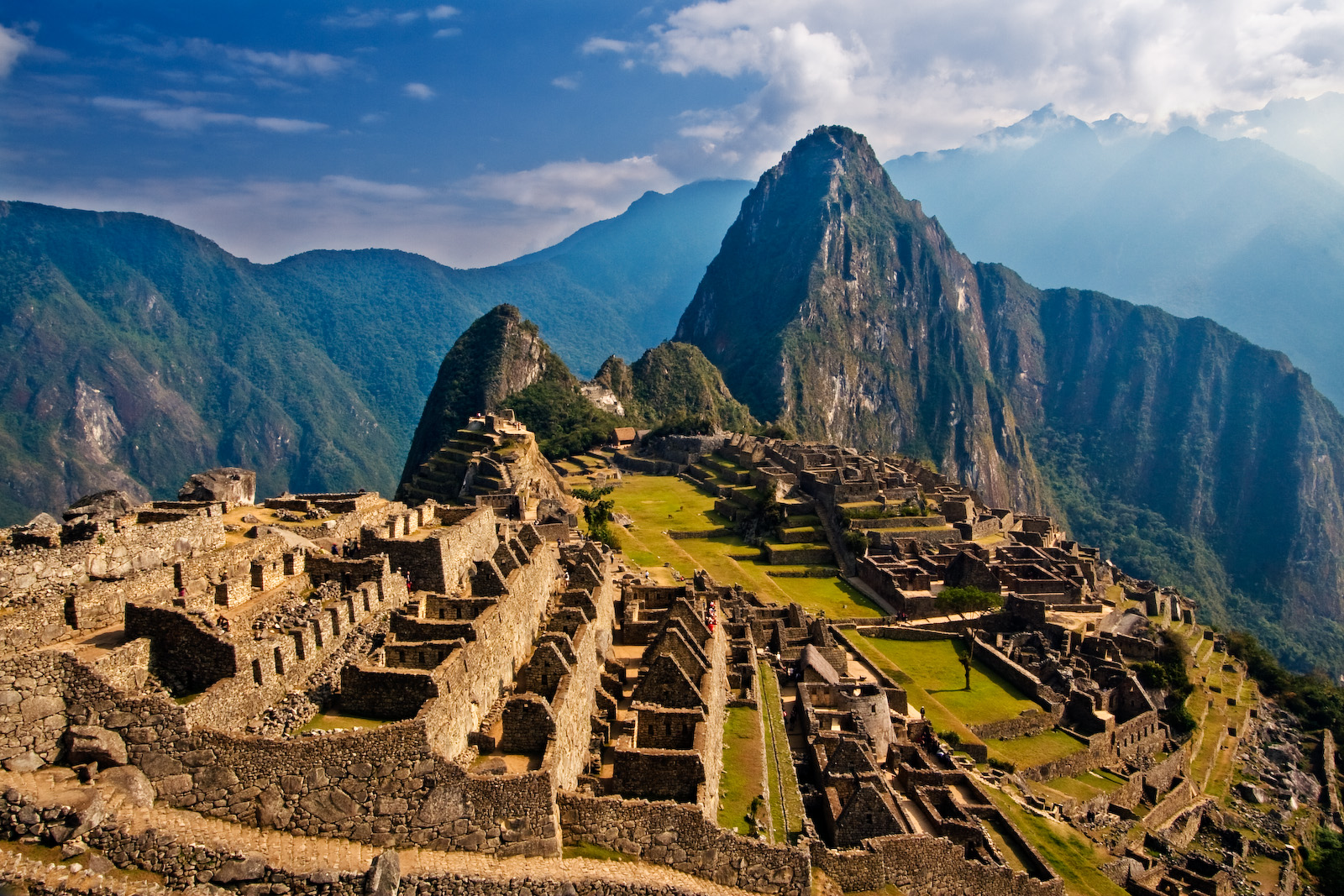
Machu Picchu

El arte precolombino floreció con gran brillantez hasta el descubrimiento de América. Los invasores destruyeron numerosas obras de arte precolombino (máscaras, códices ilustrados, piezas de plumas y, especialmente, obras de oro y plata, que fueron fundidas). Aun así, la huella precolombina perduró en numerosas producciones artísticas posteriores.
En México se desarrollaron varias culturas: la primera fue la de Teotihuacán, ciudad construida entre los siglos  I y VII, de sistema reticular —con un trazado de base astrológica—, donde destacaba una gran avenida flanqueada de templos en forma de pirámide escalonada, decorados con esculturas en relieve y pinturas al fresco. Los mayas ocupaban la península del Yucatán y las actuales Belice y Guatemala (siglos  II-IX), desarrollando un arte de signo religioso, donde destacaban igualmente los templos, concebidos bajo mediciones astronómicas, de forma piramidal (Tikal, Uxmal, Templo de Kukulcán en Chichén Itzá). La escultura era en relieve, generalmente de animales mitológicos, serpientes, pájaros y figuras humanas, a menudo con jeroglíficos. Los toltecas (siglos  VII-VIII), en el estado de Hidalgo, construyeron el Templo del Dios de la Estrella Matutina en Tula, y nos han dejado una de las mejores muestras de escultura precolombina: el Chac Mool. En la meseta mexicana se desarrolló la cultura azteca (siglos  XIII-XV), que recogió diversas tradiciones anteriores en un arte sintético consagrado a la expresión del poder. En su capital, Tenochtitlán, construyeron una gran ciudad con grandes palacios y jardines, y templos de forma piramidal, dedicados al sacrificio humano.
En los Andes floreció el arte inca, surgido igual que el azteca en el siglo XIII, abarcando los actuales Ecuador, Perú, Bolivia, Chile y parte de Argentina. Los incas tenían una cultura muy desarrollada, con adelantados procedimientos metalúrgicos, cerámicos y textiles. Al igual que los romanos desarrollaron una notable arquitectura e ingeniería civil, con ciudades planificadas y carreteras bien trazadas, como el Camino Real de las Montañas, de 6000 kilómetros, amurallado y con un ancho de 9 metros. Su capital, Cuzco, estaba fortificada con murallas de sillares poligonales, técnica igualmente empleada en Machu Picchu. Sus edificios eran rectangulares o circulares, con puertas y ventanas de forma trapezoidal. Además de su arquitectura, destacó su cerámica y arte textil, generalmente decorado con motivos geométricos. En Bolivia destacó la ciudad de Tiahuanaco.
La literatura precolombina era predominantemente oral, por lo que nos han llegado pocos vestigios. En México se conservan varias expresiones en lengua náhuatl: escritos de signo religioso, cosmológico y adivinatorio (Códice Borgia); documentos administrativos y relatos históricos (Códice Xólotl); y composiciones poéticas, como los himnos rituales recogidos por Bernardino de Sahagún en Cantares de los Dioses. En lengua maya destacan los libros de Chilam Balam, transcripción de obras jeroglíficas sobre tradiciones orales, y el Popol Vuh, libro sagrado de los indios quiché. En Perú, la literatura inca está representada por una serie de obras de poesía religiosa, así como largos poemas narrativos de temática histórica o mitológica. Al parecer, fue la única cultura precolombina donde se desarrolló algo parecido al teatro, como se puede apreciar en el drama en lengua quechua Ollantay.

### África

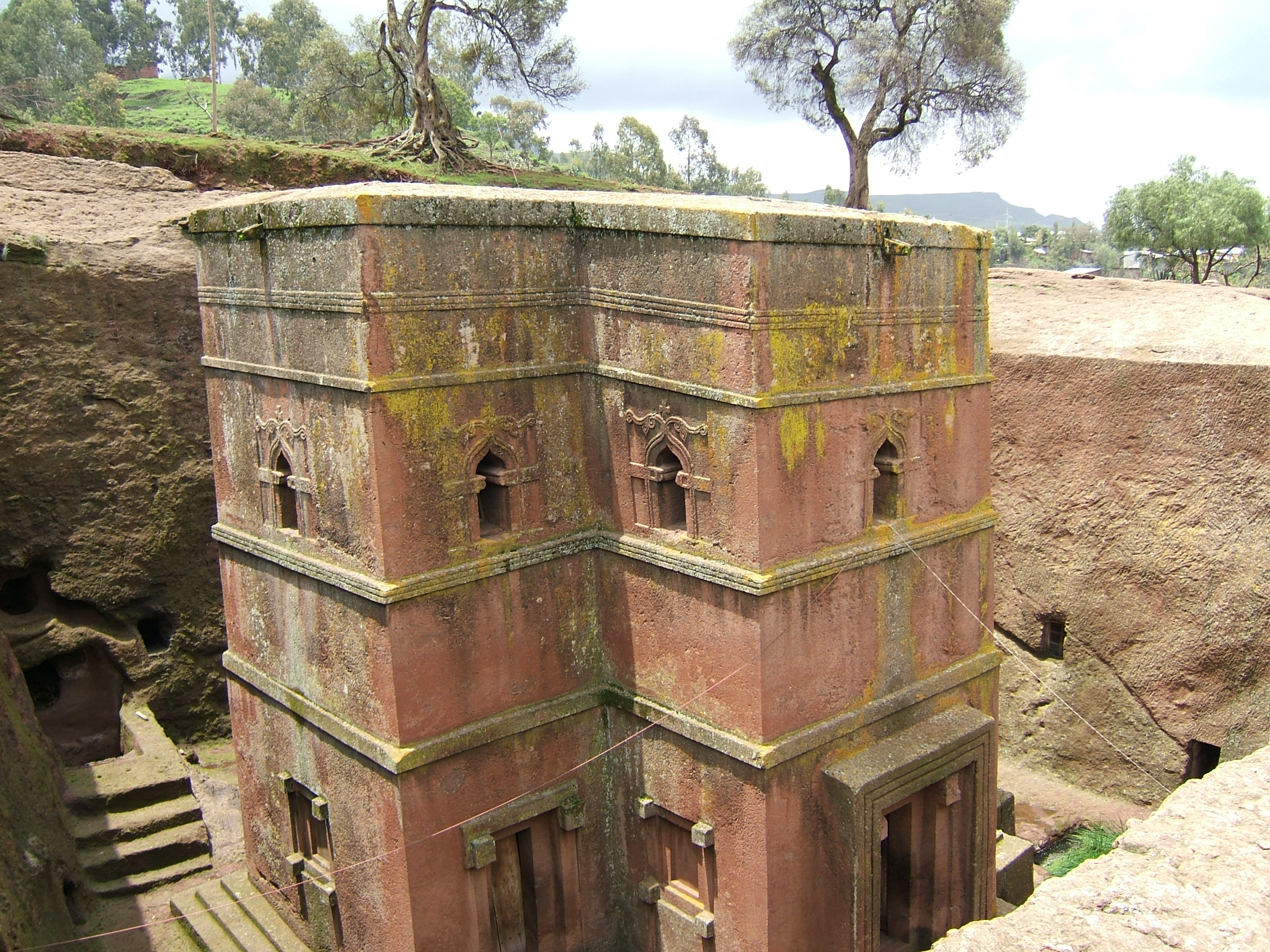
Iglesia de San Jorge, del conjunto de iglesias talladas en la roca de Lalibela (Etiopía)

El norte de África tuvo más relación con el arte europeo y asiático, introduciéndose el cristianismo en el siglo IV, especialmente en Etiopía. Posteriormente, el islamismo se expandió con fuerza por todos los países del Magreb. El África subsahariana, en cambio, estuvo más aislada, con pequeños reinos sumidos en frecuentes disputas. Sus primeras manifestaciones artísticas, en materiales perecederos, no han llegado hasta nosotros. Los primeros vestigios son tallas en madera, como las de los pueblos tellem y dogon, en el actual Malí. Los objetos en bronce aparecen en África occidental y meridional alrededor del siglo X, como algunas vasijas del pueblo Igbo-Ukwu en Nigeria. En Zimbabue floreció la cultura Monomotapa (siglos  XI-XV), cuya capital, Gran Zimbabue, fue una de las ciudades más grandes de toda África. En Ife (igualmente en Nigeria), de cultura yoruba, surgió en los siglos  XII-XIII una notable escuela de figuras en terracota, de gran naturalismo. De esta época datan las iglesias talladas en la roca de Lalibela, en Etiopía, donde también destaca la pintura de temas cristianos. Entre los siglos  XII y XV se dio en Djenné (Malí) un estilo de figuras de terracota más esquemático, de figuras masculinas con una característica barba puntiaguda. Por último, entre los siglos  XV y XVI, se dio otra notable escuela escultórica en Benín, destacando su magnífica colección de bronces.

### Asia
India

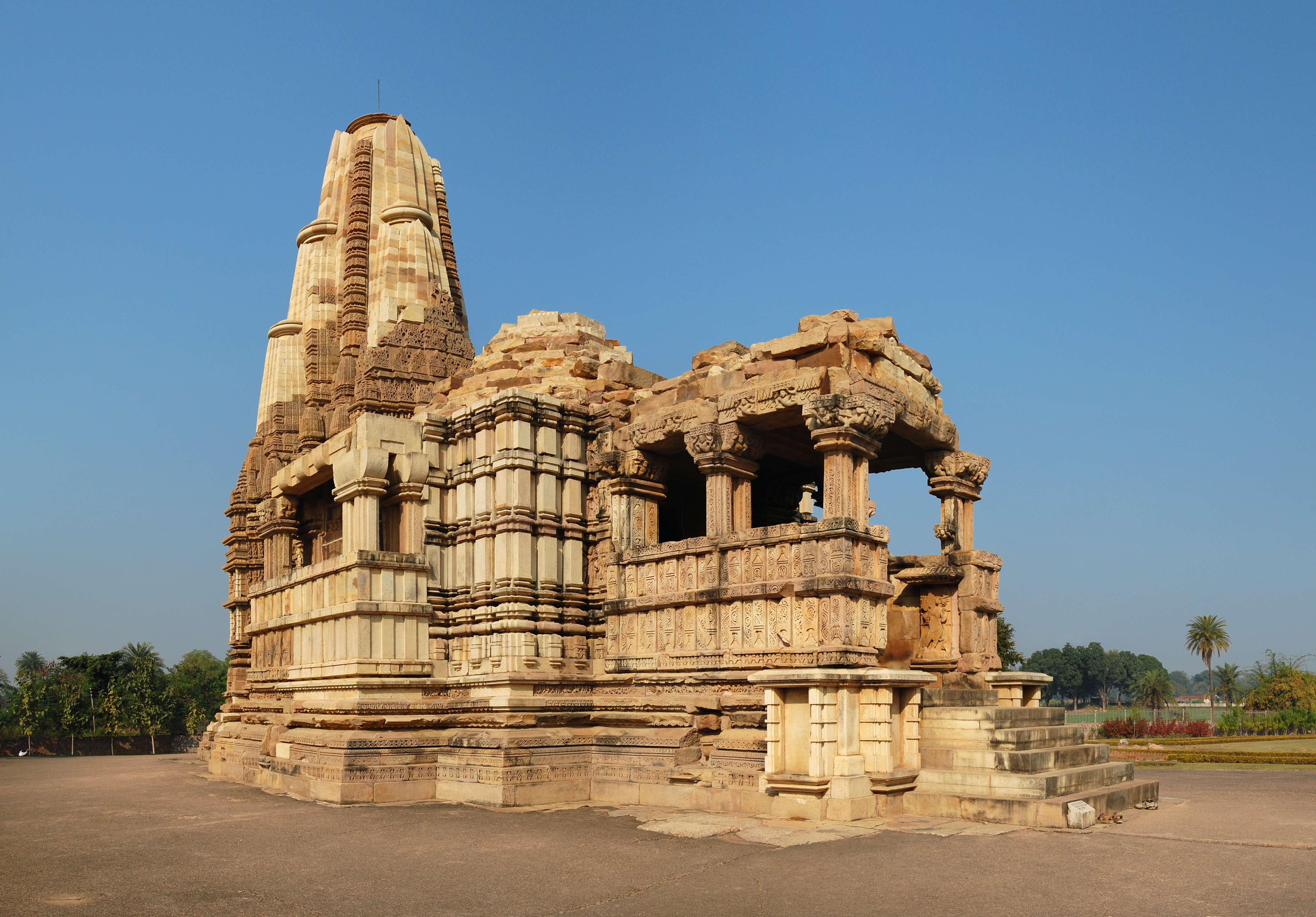
Templo de Khajurāhō

- Arte gupta (siglos  IV-VIII): en el Imperio gupta se expandió el budismo, con un arte caracterizado por el purismo formal, la armonía de proporciones y la idealización de la figura humana. Destacan los grandes santuarios rupestres o vihara (Ajantā, Ellorā, Elephanta) y los templos al aire libre (Bhitargaon, Bodhagaya, Deogarth, Sirpur). El arte gupta se extendió por casi todo el Deccán: los Chālukya lo emplearon en los templos de Ahiōlē y Bādāmi (550-750), y los Pallava lo pusieron de manifiesto en su complejo arquitectónico-escultórico de Mahābalipuram. A estos estilos se les suele denominar «posgupta».
- Arte hindú (siglos  VIII-XII): durante este periodo perviven los estilos anteriores, acentuando las formas brahmánicas. El tipo de santuario más difundido es el śikhara, como el de Udaipur. La arquitectura se divide en dos tipologías: «el edificio cubierto y la pirámide» (vimāna de Tanjore, siglo XI), y «el edificio con tejado curvilíneo» (templo de Gujarāt). Entre los siglos  X-XI se produjo el arte de Khajurāhō, máxima expresión del arte indoario por la elegancia formal y estética de sus templos, así como de la escultura que los adorna. En Orissā, en la parte nororiental de la India, se desarrollan nuevas tipologías que convirtieron los śikhara y los vimāna en representaciones arquitectónicas de los dioses hindúes, como en Bhubaneshwar y Kōnārka.[66]

La literatura india de esta época se realizó en diversas modalidades: el drama continuó con las epopeyas mitológicas, con un fuerte sello de imaginación, destacando Bhavabhūti, autor de Malatimadhava, historia sobre el amor de dos jóvenes que ha sido comparada con Romeo y Julieta; el poema épico es heredero del Rāmāyana, en un nuevo género denominado mahakavya, de temas históricos y mitológicos, destacando el Rajatarangini de Kalhana (hacia 1150); la poesía lírica está representada por las Sataka de Bhartrihari, conjunto de poesías sobre el concepto indio de la vida, y la Gītāgovinda de Jāyādeva, poemas de amor de tipo alegórico; por último, la fábula se caracterizó por cuentos breves de aire popular, de carácter didáctico y aleccionador, destacando los autores Narayana y Sivadasa. También cabe citar al famoso Kama-sutra, compilado en el siglo VI por Vātsyāyana, que es un conjunto de preceptos y consejos relativos al amor y el sexo.
El teatro evolucionó sin grandes signos de ruptura desde época antigua, en espectáculos donde, junto a dramas de tipo mitológico sobre la cosmogonía hindú, destacaban el canto, la danza y la mímica. En esta época destacaron dos modalidades principales: el mahanataka (gran espectáculo), sobre las grandes epopeyas indias; y el dutangada, en que un actor recita el texto principal mientras otros lo escenifican con ayuda del mimo y la danza.
La música fue en esta época predominantemente vocal, con acompañamiento de diversos instrumentos, principalmente cítaras y laúdes. Se escribieron varios tratados sobre música: el Brihad deshi de Matamga (siglo VIII), el Naradiya-siksa de Nārada (siglo X) y el Samgita-Ratnakara de Śārngadeva (siglo XIII). Tenían siete notas (svaras): sa, ri, ga, ma, pa, dha, ni; con 22 grados microtonales (srutis). La melodía se componía de varias estructuras de ciclos tonales (ragas), que incluyen diversos ornamentos (gamakas). A su vez, cada raga está relacionado con un tala o medida de tiempo, para marcar el ritmo, que puede ser lento (vilambita), medio (madhya) o rápido (druta). Por último, el kharaja (pedal) es un sonido mantenido que sostiene el centro tonal, ejerciendo de guía durante la ejecución de la obra.
China

Colores del otoño en las montañas Qiao y Hua, de Zhao Mengfu

- Dinastía Tang (618-907): este fue uno de los periodos más florecientes del arte chino, destacando por su escultura y sus célebres figuras de cerámica. La figura más representada siguió siendo Buda, así como los bodhisattvas (místicos budistas), destacando la estatua en madera policromada de Guan Yin (o Bodhisattva de la Misericordia), de 2,41 metros de altura. En arquitectura la tipología principal fue la pagoda (Hua-yen, Hsiangchi). En pintura apareció el paisaje, género inicialmente de signo elitista, destinado a reducidos círculos culturales. Desafortunadamente, los paisajes Tang no han llegado hasta nuestros días, y sólo se conocen por copias, como Templo budista en las colinas después de la lluvia, de Li Cheng (siglo X).
- Dinastía Song (960-1279): época de gran florecimiento de las artes, se alcanzó un nivel de elevada cultura que sería recordado con gran admiración en posteriores etapas. Apareció el grabado sobre madera, impregnada de tinta sobre seda o papel. En arquitectura continuó la construcción de pagodas, como la pagoda hexagonal de Kuo-Hsiang-Su (960), o la pagoda de madera de Chang-Tiu-Fu. En cerámica destacan dos tipologías: la cerámica de esmalte blanco de Ting-tcheu, y la cerámica de esmalte rosa o azul de Kin-tcheu. En pintura continuó el paisaje, con dos estilos: el septentrional, de dibujo preciso y colores nítidos, con figuras de monjes o filósofos, flores e insectos; y el meridional, de pinceladas rápidas, colores ligeros y diluidos, con especial representación de paisajes nublados.
- Dinastía Yuan (1280-1368): dinastía de origen mongol (su primer emperador fue Kublai, nieto de Gengis Khan), China se abrió más hacia Occidente, como queda patente en el famoso viaje de Marco Polo. En arquitectura destaca la Pagoda Blanca de Pekín. Se desarrollaron especialmente las artes decorativas: se manufacturaron alfombras, se produjo cerámica con nuevas formas y colores, y se elaboraron obras de metalistería de gran riqueza. En pintura proliferaron los temas religiosos, especialmente los taoístas y budistas, destacando las pinturas murales del templo de Yonglegong (Shanxi), y artistas como Huang Gongwang, Wang Meng y Ni Zan.[70]

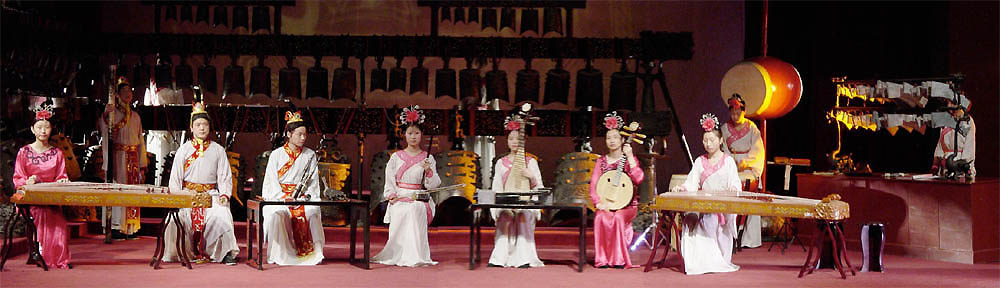
Representación de un concierto de música tradicional china en el Museo Provincial de Hubei (Wuhan)

La literatura china de esta época estuvo marcada por la continuidad respecto a la producción anterior. La época Tang fue la edad dorada de la poesía china, destacando Li Bai y Du Fu, mientras que en prosa se tendió a un estilo más simplificado, representado por Han Yu y Liu Zongyuan. También apareció un nuevo género, el pienhuen, mezcla de verso y prosa, de signo budista. Durante la dinastía Song apareció la imprenta de tipos móviles (inventada por Bi Sheng), que favoreció la difusión de la literatura. La poesía estaba íntimamente relacionada con la música (género ts'e), como en Liu Yu-Hui y Su She; en prosa destacó el tratado histórico Tsê-che T'ong-kien, de Ssê Ma-kuang. En época Yuan cobró relevancia el teatro, destacando Kuan-Han-K'ing y Po-Yeu-Fu, mientras que en poesía descolló San-K'iu.
En este periodo se produjo la edad de oro musical china: destacaron los rituales confucianistas, donde un coro cantaba el himno, con instrumentos de viento y campanillas, un órgano soplado para el contrapunto, y diversos juegos de cítaras (ch'in, de 5 cuerdas, y sê, de 26 cuerdas), para definir la duración (tsao-man). Era una música predominantemente tímbrica, con una armonía sencilla y elemental. Durante el reinado del emperador Hsüan-tsung (713-756) hay constancia de que existía en la corte una orquesta de unos 1300 músicos. Los poetas recitaban al ritmo de un laúd corto (p'i-p'a), música de la que nos han llegado composiciones como La última batalla de Hsiang Yü y Nueve canciones para Yüeh. Durante la dinastía Song se popularizaron los espectáculos músico-teatrales, como Nan-ch'ü (Cantos del sur) y Pei-ch'ü (Cantos del norte). En época Yuan surgieron los dramas musicales u óperas, con dos escuelas: septentrional y meridional, que han llegado hasta nuestros días.
Japón

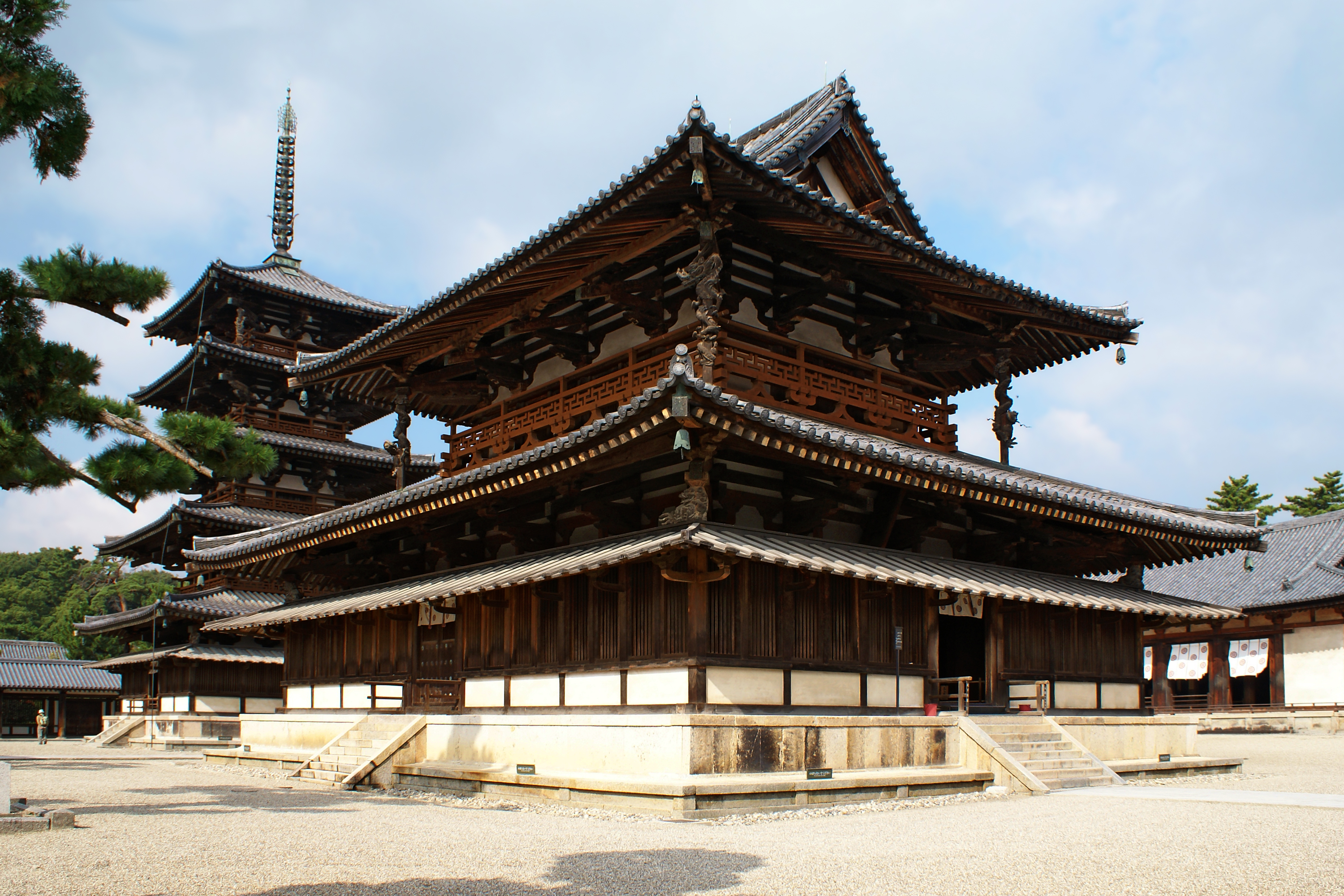
Templo de Hōryū-ji, en Nara

- Período Asuka (552-646): la llegada del budismo produjo en Japón un gran impacto a nivel artístico y estético, con fuerte influencia del arte chino. Como edificio más destacable de este período hay que mencionar el templo de Hōryū-ji (607), representante del estilo Kudara. Las primeras imágenes de Buda fueron importadas del continente, pero luego se instalaron en Japón gran número de artistas chinos y coreanos (Kannon de Kudara, siglo VI). La pintura denota un gran sentido del dibujo, con obras de gran originalidad, como el relicario de Tamamushi.
- Período Nara (646-794): en esta época tuvo su apogeo el arte budista, continuando con gran intensidad la influencia china. Se conservan pocos ejemplos de arquitectura: Pagoda del Este de Yakushi-ji, templo de Tōdai-ji, templo de Kōfuku-ji, Shōsoin de Nara. Obtuvo gran desarrollo en escultura la representación de Buda: Sho Kannon, Buda de Tachibana, Bodhisattva Gakko de Tōdai-ji. La pintura está representada por la decoración mural de Hōryū-ji (finales del siglo VII) y por kakemonos y makimonos, historias pintadas en un largo rollo de papel o seda, con textos relatando las diversas escenas o sutras.
- Período Heian (794-1185): la iconografía budista tuvo un nuevo desarrollo con la importación de dos nuevas sectas del continente: Tendai y Shingon. La arquitectura sufrió un cambio en la planta de los monasterios, que se erigían en lugares apartados, pensados para la meditación: templos de Enryaku-ji, Kongōbu-ji y santuario-pagoda de Muro-ji. Durante el período Fujiwara (897-1185), el templo volvió a situarse en la ciudad, siendo centro de reunión de las clases dirigentes. Se construían según el modelo de los grandes palacios, con una decoración muy desarrollada (monasterio de Byōdō-in, también llamado del Fénix). En pintura, la aparición de la escuela de Yamato-e supuso la independencia de la pintura japonesa de la influencia china; se caracterizó por su armonía y luminosidad, con colores brillantes.
- Período Kamakura (1185-1333): en esta época se introdujo en Japón la secta zen, que influyó poderosamente en el arte figurativo. En escultura destacó la Escuela de Nara, con la figura más remarcada de Unkei (estatuas de los montes Muchaku y Seshin). La arquitectura era más sencilla, más funcional, menos lujosa y recargada; la influencia zen provocó el llamado estilo Kara-yo. Destacan el conjunto de cinco grandes templos de Sanjūsangen-dō (1266). La pintura se caracterizó por un mayor realismo y por su introspección psicológica, desarrollándose principalmente el retratismo y el paisajismo.
- Período Muromachi o Ashikaga (1333-1573): en este período floreció notablemente la pintura, enmarcada dentro de la estética zen. Predominó la técnica de la aguada, perfecta transcripción de la doctrina zen, que pretendía reflejar en los paisajes lo que significan, más que lo que representan, destacando Sesshū, autor de retratos y paisajes. Cabe mencionar también la Escuela Kanō, que aplicó la técnica de la aguada a temas tradicionales. La arquitectura se distinguió por su elegancia, destacando las mansiones señoriales: el Pabellón de Oro y el Pabellón de Plata, en Kioto; también hay que mencionar el monasterio de Zuiho-ji. Se desarrolló notablemente el arte de la jardinería, en cerámica destaca la de Seto, y cobraron importancia los objetos de laca y metal.[73]

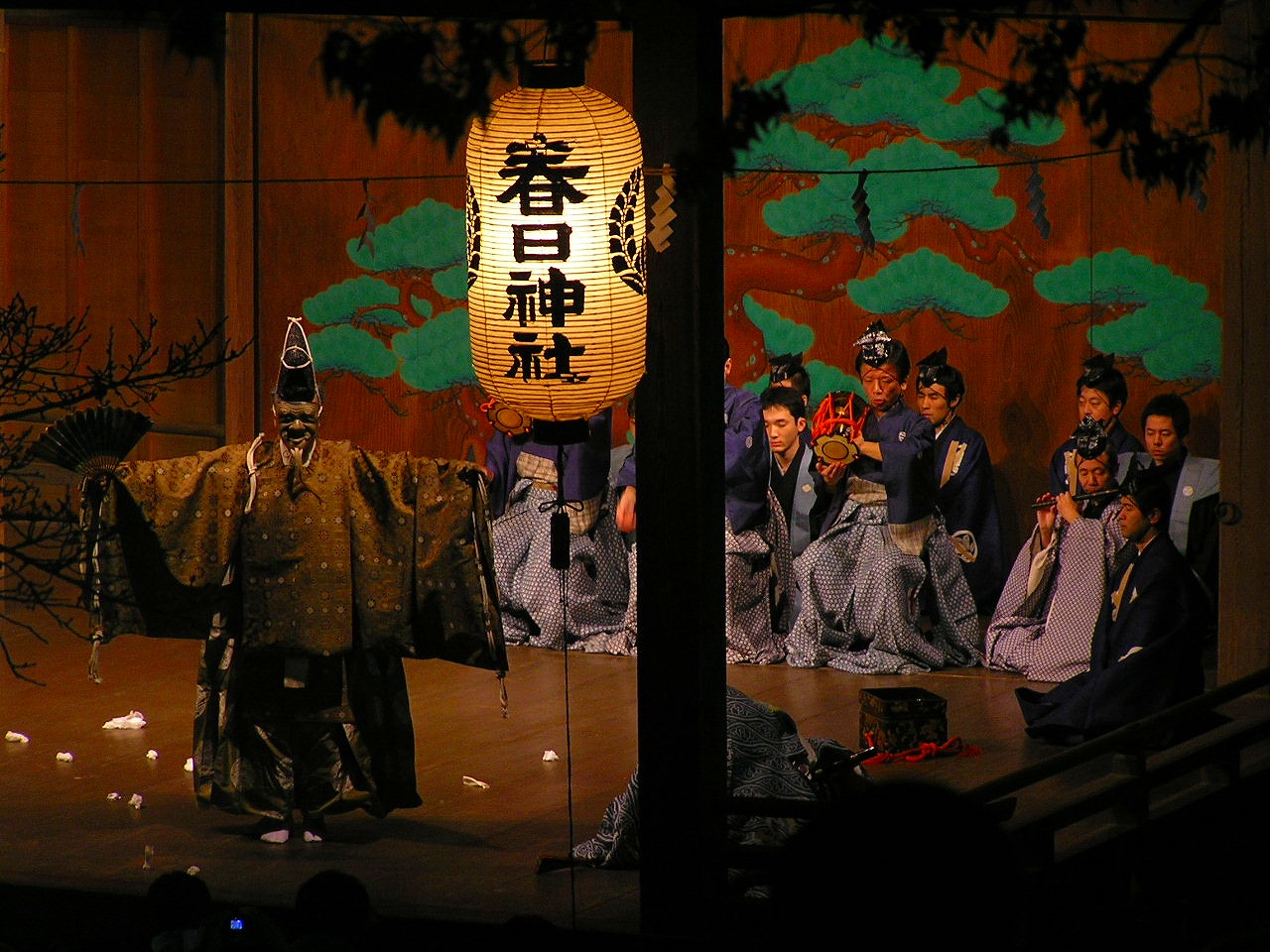
Interpretación de teatro nō en el Gran Santuario Kasuga (Nara)

La literatura japonesa continuó con el influjo de la china, sobre todo en poesía, donde la mayor producción fue en lengua china, considerada más culta: tenemos así el Kaifuso (Tiernos recuerdos de poesía, 751), antología de varios poetas. En época Heian hubo un renacer de las letras japonesas, destacando la narrativa: Genji Monogatari (Relato de Genji), de Murasaki Shikibu, es un clásico de la literatura nipona, describiendo el mundo de la nobleza en un lenguaje sencillo, de tono a veces erótico. La poesía de la época fue compilada en la antología imperial Kokinshu, donde se exaltaba preferentemente la naturaleza, escrita en waka (composición de 31 sílabas). En el período Kamakura la literatura se vio afectada por las constantes guerras feudales, reflejadas en una narrativa de tono pesimista y desolado: Hojoki (Narración de mi cabaña), de Kamo no Chomei. Del período Muromachi cabe destacar el Tsurezuregusa (Ensayos en ocio), de Yoshida Kenkō, y el Sannin Hoshi (Los tres sacerdotes), anónimo.
En teatro apareció en el siglo XIV la modalidad denominada nō, drama lírico-musical en prosa o verso, de tema histórico o mitológico. Su origen se sitúa en el antiguo baile kakura y en la liturgia sintoísta, aunque posteriormente fue asimilado por el budismo. Está caracterizado por una trama esquemática, con tres personajes principales: el protagonista (waki), un monje itinerante y un intermediario. La narración es recitada por un coro, mientras los actores principales se desenvuelven de forma gestual, en movimientos rítmicos. Los decorados son austeros, frente a la magnificencia de vestidos y máscaras. Su principal exponente fue Chikamatsu Monzaemon.
En música la llegada del budismo comportó la influencia extranjera, surgiendo dos corrientes: la música izquierda, de origen indio y chino; y la música derecha, de origen manchú y coreano. Estas modalidades empleaban instrumentos como el biwa (laúd de cuello corto), el taiko (tambor japonés), el kakko (tambor chino), el shôko (gong), el sô-no-koto (cítara), el koma-bue (flauta), el hichiriki (oboe), el ôteki (flauta travesera) y el shô (órgano soplado). Asimismo había una gran variedad de tipos de música tradicional: dos de los estilos más antiguos eran shōmyō («hombre gordo que canta») y gagaku («música graciosa»), ambos provenientes de los períodos Nara y Heian. Adicionalmente, el gagaku se divide en sōgaku (música instrumental) y bugaku (música y danza).
Sudeste asiático

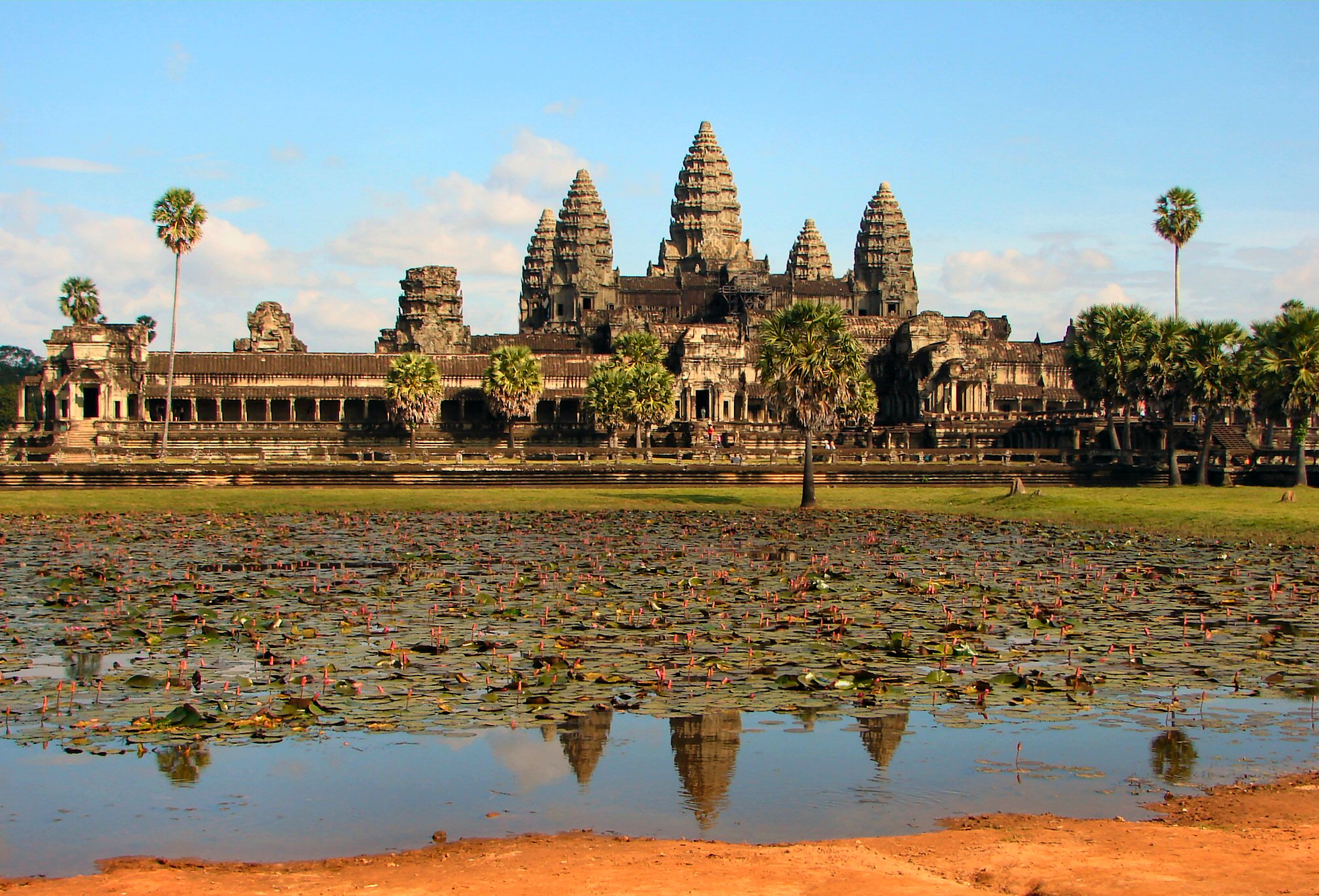
Templo de Angkor Wat, principal realización del arte jemer

En el sudeste asiático el arte estuvo a caballo entre la tradición hinduista y budista, introduciéndose el islamismo en el siglo XV, principalmente en Indonesia. En las culturas autóctonas de la Edad del Bronce y del hierro —de las que se conservan escasos restos— se denota la influencia china, siendo a partir del siglo VI que comenzará progresivamente la influencia india.
- Arte jemer: el reino jemer se situó en Camboya, teniendo su apogeo entre los siglos  VIII y XII. Su principal manifestación es el magnífico conjunto de Angkor Wat (1113-1150), ciudadela-templo dedicado a Vishnú, cuya planimetría representa el universo. El templo central está rodeado de cuatro santuarios más pequeños, coronados por agujas inspiradas en las śikhara indias, construidos con piedra caliza con abrazaderas de hierro. Destaca igualmente la decoración esculpida en relieve.
- Arte thai: es el desarrollado en Siam (Tailandia), caracterizado por una arquitectura vertical de formas alargadas y puntiagudas, con una torre-relicario (prang), como el templo de Vat Sri Sampet (siglo XVI). Destacan las imágenes de Buda, como la de Sukhothai (siglo XIV), en bronce y pan de oro.
- Arte cham: se dio en el reino de Champa (Vietnam). En los siglos  VIII-IX recibió la influencia hindú (monasterio de Dông-Dương). En el siglo XII predominó la influencia jemer, plasmada en una arquitectura armónica de sobria decoración.
- Arte birmano: en Birmania es más palpable la influencia china, como en el uso de la bóveda de crucería. Se utilizaba el ladrillo recubierto de estuco, sobre el que se realizaba la decoración. Su período clásico fue la época de Pagan (siglos  X-XIII), donde destacan las stūpas, que pueden ser de forma cilíndrica, cónica, hemisférica, en bulbo o en campana (templo de Ananda, siglo XII).
- Arte indonesio: se recibió una primera influencia india —principalmente gupta—, constatable en las stūpas con cúpulas de campana. El período más floreciente se dio entre los siglos  VII y X, principalmente en Java, donde la dinastía Sailendra adoptó el budismo, construyendo el templo de Borobudur, la stūpa más grande del mundo, con 120 metros de largo por cada lado y 35 metros de altura, contando con 1500 bajorrelieves y 400 estatuas de Buda. Entre los siglos  X y XV predominó nuevamente el hinduismo, con una arquitectura más vertical, con decoración en relieve, destacando los monumentos funerarios (chandi), como los de Shwentar y Kidal. En el siglo XV se introdujo el islamismo, destacando las estelas sepulcrales y las nuevas tipologías arquitectónicas, como la mezquita de Sendang Duwur.[77]

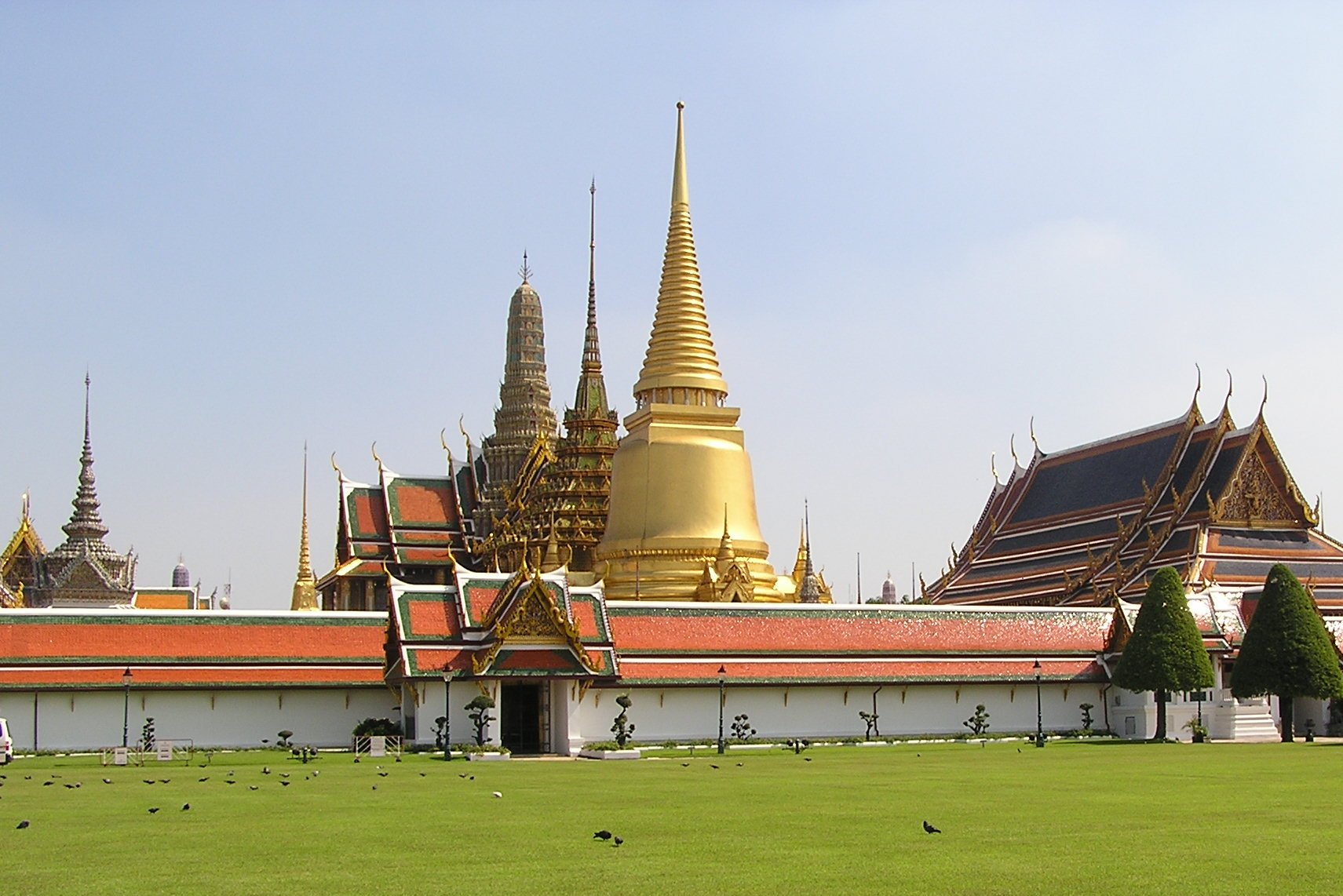
Arte thai: templo de Wat Phra Kaew, Bangkok.
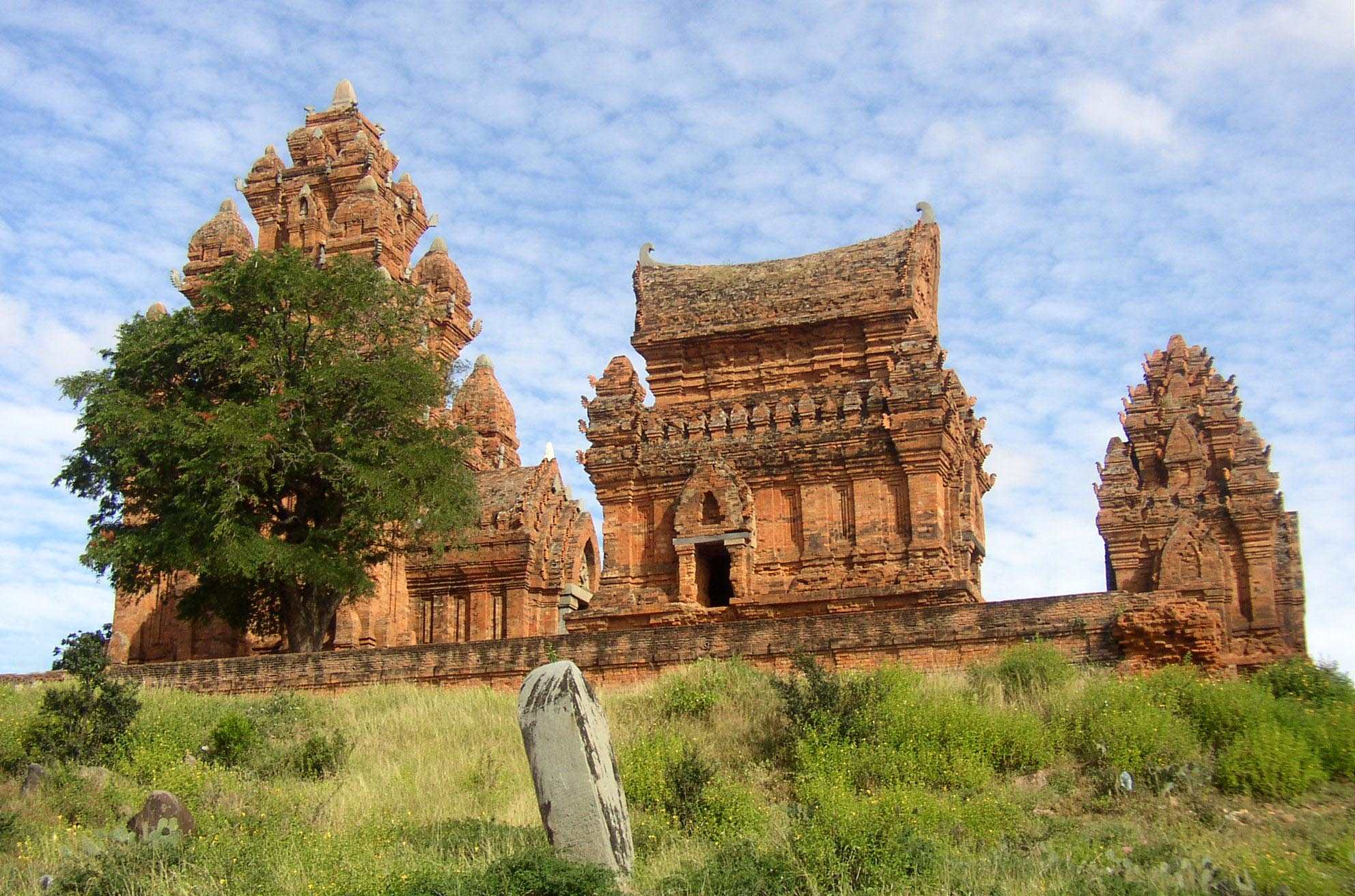
Arte cham: templo de Po Klaung Garai, Phan Rang (Vietnam).
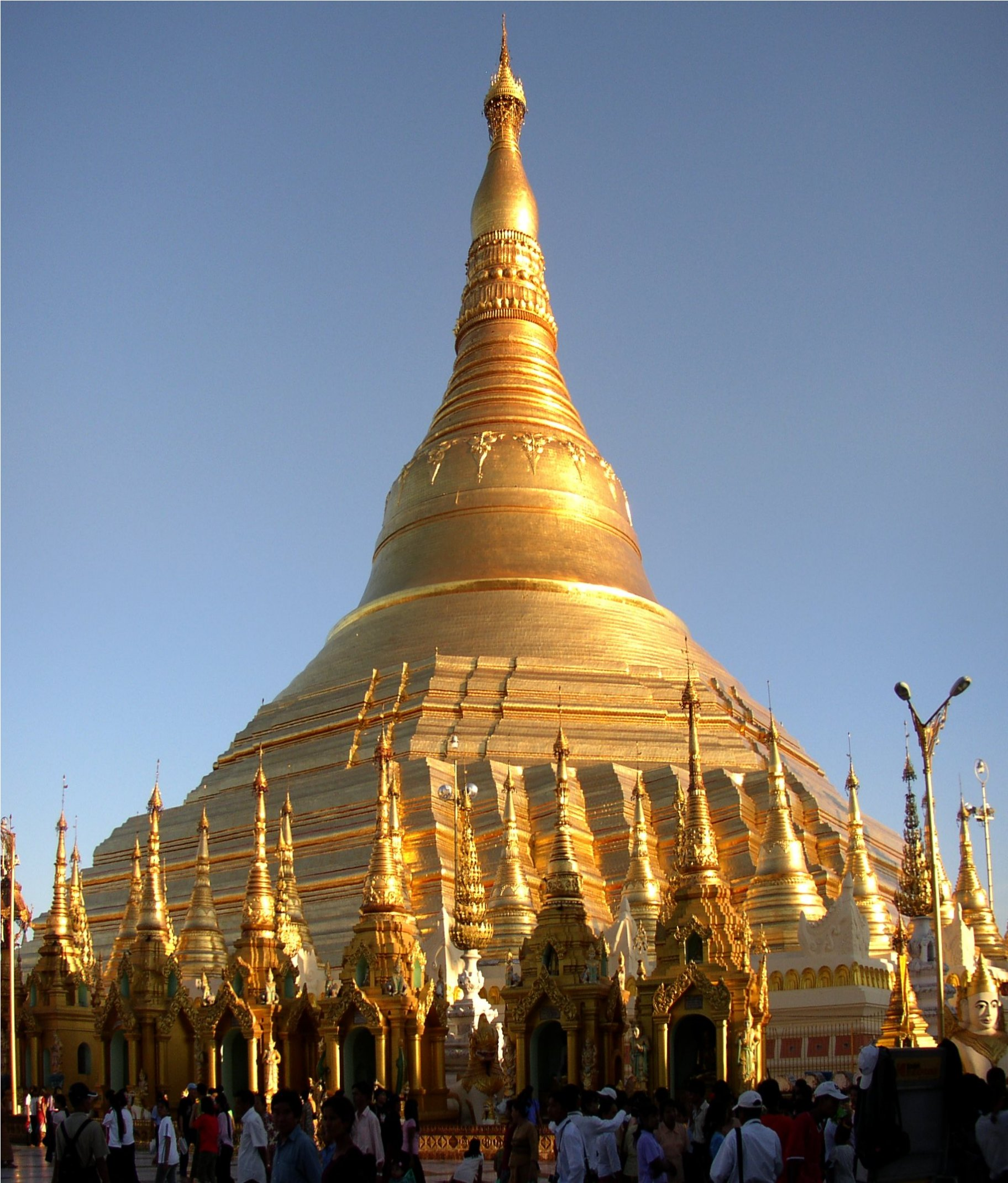
Arte birmano: pagoda de Shwedagon, Rangún (Birmania).
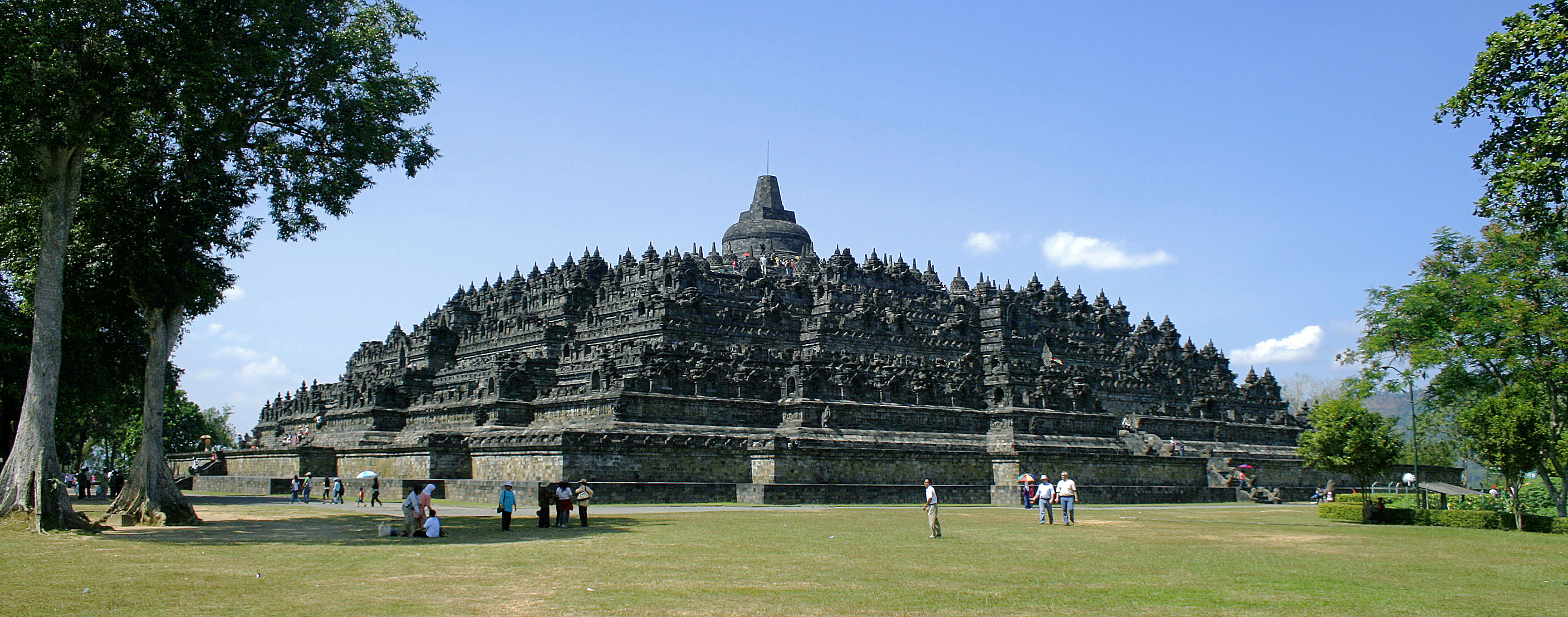
Arte indonesio: templo de Borobudur (Indonesia).

### Oceanía

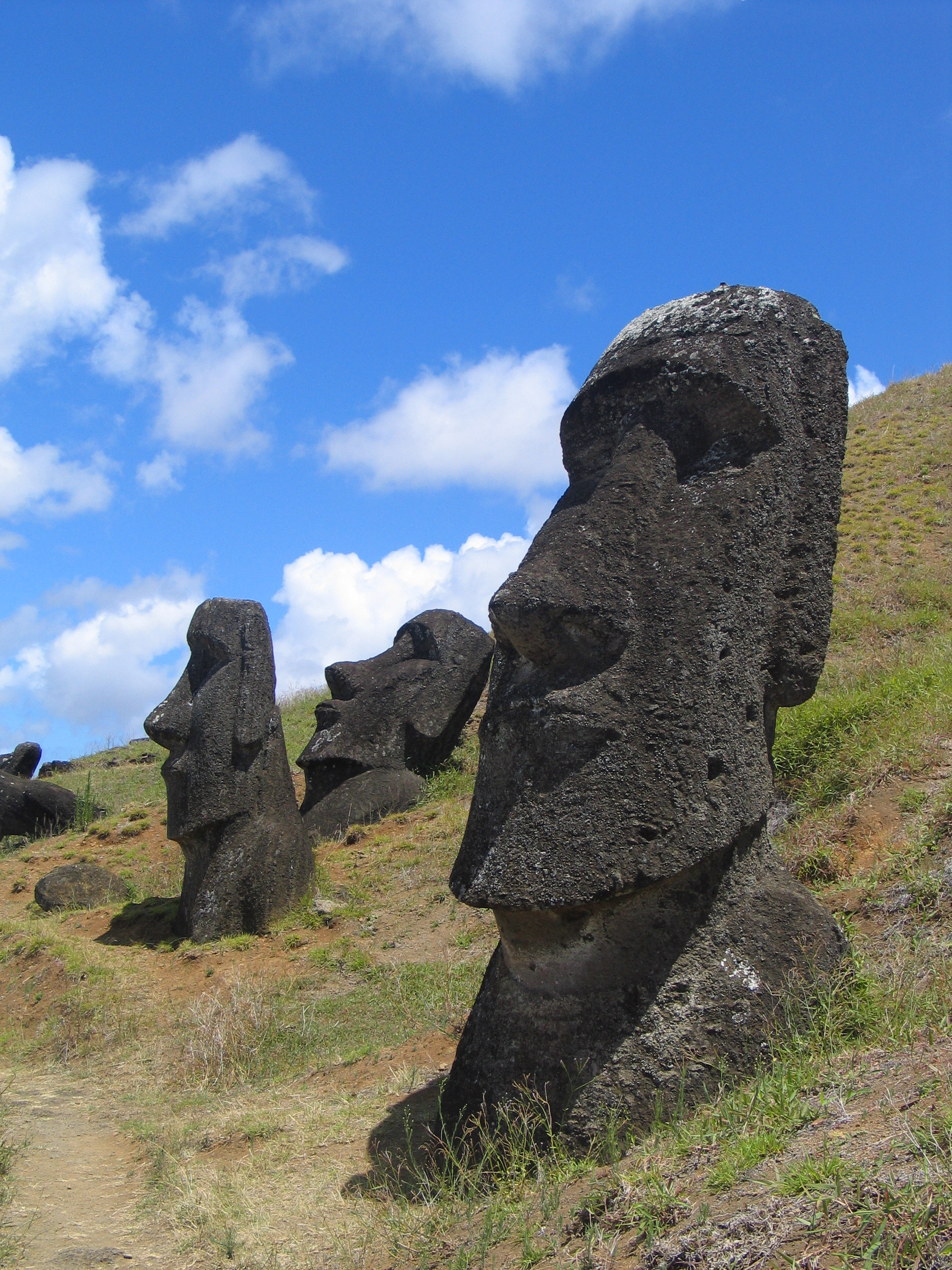
Moái en Rano Raraku, isla de Pascua

En este periodo continuó la expansión polinesia hacia la periferia oceánica (Nueva Zelanda, islas Kermadec, islas Chatham). Se produjo una gran diversificación cultural y artística: solo en Melanesia, por ejemplo, había más de 1000 grupos étnicos diferentes. La mayoría de manifestaciones artísticas eran de carácter ritual, relacionadas con danzas y ceremonias de tipo animista o politeísta. En Micronesia se produjeron elaborados complejos arquitectónicos con esculturas de piedra y megalitos. En Yap (islas Carolinas), apareció un tipo de moneda de piedra compuesta por grandes discos con un agujero central. En Guam y las islas Marianas destacan las casas sobre columnas de piedra (latte). En Hawái se construyeron grandes templos (heiau), con esculturas de madera de hasta tres metros que representaban a sus dioses. En las islas Marquesas se dieron un tipo de construcciones de casas megalíticas sobre plataformas de piedra, con grandes estatuas antropomórficas. En Nueva Zelanda, los maoríes desarrollaron un tipo de talla de madera con figuras de líderes políticos y religiosos, así como colgantes de nefrita tallada (hei tiki). Por último, cabe destacar la construcción en la isla de Pascua de las famosas cabezas monolíticas (moái), de las que se erigieron unas 600 entre el año 900 y el 1600. Son figuras de 4 o 5 metros, que se situaban sobre plataformas de piedra que servían de base a los templos (ahu) de culto a los ancestros.

## Arte de la Edad Moderna

El nacimiento de Venus (1485), de Sandro Botticelli, Uffizi (Florencia)

El arte de la Edad Moderna —no confundir con arte moderno, que se suele emplear como sinónimo de arte contemporáneo— se desarrolló entre los siglos XV y XVIII. La Edad Moderna supuso cambios radicales a nivel político, económico, social y cultural: la consolidación de los estados centralizados supuso la instauración del absolutismo; los nuevos descubrimientos geográficos —especialmente el continente americano— abrieron una época de expansión territorial y comercial, suponiendo el inicio del colonialismo; la invención de la imprenta conllevó una mayor difusión de la cultura, que se abrió a todo tipo de público; la religión perdió la preponderancia que tenía en la época medieval, a lo que coadyuvó el surgimiento del protestantismo; a la vez, el humanismo surgió como nueva tendencia cultural, dejando paso a una concepción más científica del hombre y del universo.
El origen de la historia del arte como tal data del siglo XVI, considerándose las Vidas de Giorgio Vasari el texto inaugural del estudio del arte con carácter historiográfico. El método que siguió el erudito florentino era la biografía del artista. Esta metodología fue la que se impuso hasta el siglo XVIII, cuando el historiador alemán Johann Joachim Winckelmann inició un nuevo tipo de análisis del arte buscando en el desarrollo de las civilizaciones una evolución estilística.

### Renacimiento
Surgido en Italia en el siglo XV (Quattrocento), se expandió por el resto de Europa desde finales de ese siglo e inicios del XVI. Los artistas se inspiraron en el arte clásico grecorromano, por lo que se habló de «renacimiento» artístico tras el oscurantismo medieval. Estilo inspirado en la naturaleza, surgieron nuevos modelos de representación, como el uso de la perspectiva. Sin renunciar a la temática religiosa, cobró mayor relevancia la representación del ser humano y su entorno, apareciendo nuevas temáticas como la mitológica o la histórica, o nuevos géneros como el paisaje, el bodegón e, incluso, el desnudo. La belleza dejó de ser simbólica, como en la era medieval, para tener un componente más racional y mesurado, basado en la armonía y la proporción.

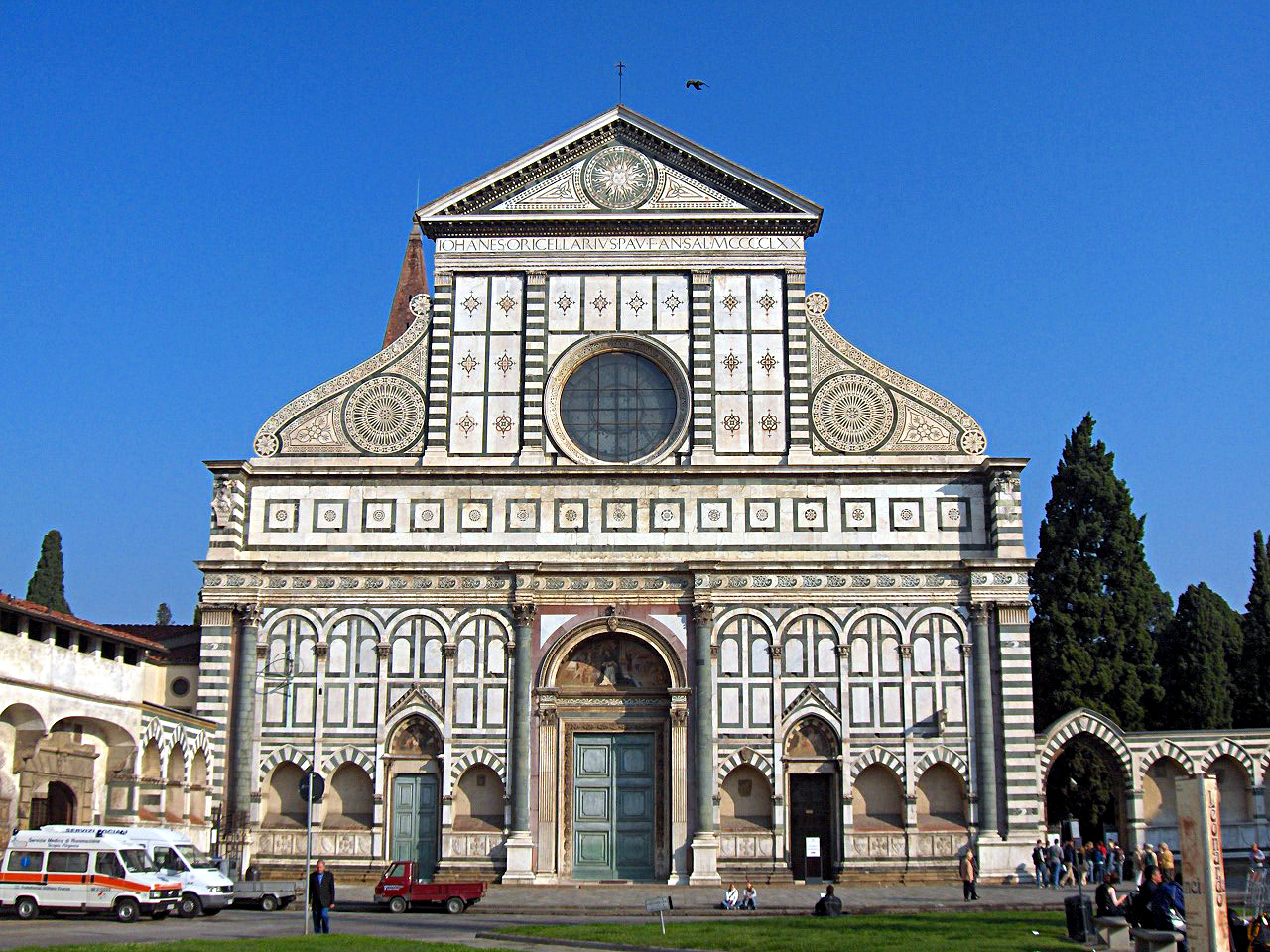
Iglesia de Santa Maria Novella, en Florencia, diseñada por Leon Battista Alberti

La arquitectura recuperó los modelos clásicos, reelaborados con un concepto más naturalista y con bases científicas: se recuperó el uso del arco de medio punto, la bóveda de cañón, la cúpula de media naranja y los órdenes clásicos (dórico, jónico, corintio y compuesto). La estructura del edificio se basó en proporciones matemáticas, que buscaban la perfección de las formas, a la vez que se potenció la luminosidad y la diafanidad de los espacios. En el Quattrocento destacó la arquitectura desarrollada en Florencia: Filippo Brunelleschi (cúpula de Santa María del Fiore, Basílica de San Lorenzo), Leon Battista Alberti (San Andrés de Mantua); mientras que en el Cinquecento el centro artístico pasó a ser Roma: Bramante (San Pietro in Montorio, Basílica de San Pedro del Vaticano), Antonio da Sangallo (Palacio Farnesio). En esta época cobró un progresivo auge la jardinería, que empezó a ser concebida mediante un diseño estructurado; surgió así el llamado «jardín italiano», de composición geométrica, construido sobre terrazas con escalinatas (Jardín del Belvedere, Bramante; Villa Madama, Rafael). Fuera de Italia, el Renacimiento se desarrolló sobre todo en Francia, con la obra de Philibert Delorme; en Alemania no llegó hasta mediados del siglo XVI, con el castillo de Heidelberg y, sobre todo a finales de siglo, en Baviera; en los Países Bajos la influencia italiana se denotó especialmente en la decoración, sobre estructuras todavía de signo gótico; en Inglaterra se produjo el estilo Tudor, desarrollado sobre todo en la construcción de palacios civiles, caracterizado por la utilización del arco Tudor; en Rusia, el Renacimiento italiano —introducido por Aristotile Fioravanti— fue adaptado al estilo bizantino típicamente ruso, como en el magnífico conjunto del Kremlin. En España se desarrollaron varios estilos: el plateresco, caracterizado por el uso de paramentos almohadillados, columnas abalaustradas y profusa decoración de grutescos (Alonso Covarrubias, Diego de Siloé); y el purismo, más preocupado por la estructura racional del edificio, abandonando la decoración exuberante del plateresco (Rodrigo Gil de Hontañón, Andrés de Vandelvira).
La escultura buscó igualmente la idealizada perfección del clasicismo, aunque perduraron hasta el siglo XVI la elegancia curvilínea y la esbeltez de proporciones del gótico internacional. Se utilizaban materiales nobles, como el mármol y el bronce, con un especial gusto por la forma monumental. Junto a la temática religiosa se desarrolló el retrato, en busto o en figuras ecuestres, al estilo de la antigua Roma. Destacaron especialmente: Lorenzo Ghiberti, Jacopo della Quercia, Luca della Robbia, Andrea Verrocchio y, especialmente, Donatello (David, 1409; Judit y Holofernes, 1455-1460); y, fuera de Italia, Michel Colombe en Francia, Peter Vischer en Alemania, y Felipe Bigarny, Bartolomé Ordóñez y Damián Forment en España.
La pintura sufrió una notable evolución desde las formas medievales, con formas naturalistas y temáticas profanas o mitológicas junto a las religiosas. Los estudios de perspectiva permitieron hacer obras de gran efecto realista, basadas en proporciones matemáticas, con especial utilización de la «sección áurea» tras el estudio publicado por Luca Pacioli (De Divina Proportione, 1509). Se utilizó el fresco y el temple, mientras que se introdujo el óleo a mediados del siglo XV por influencia flamenca. Uno de sus principales exponentes fue Leonardo Da Vinci, genio polifacético que introdujo el sfumato o «perspectiva aérea», con obras como La Virgen de las Rocas (1483), La Última Cena (1495-1497), La Gioconda (1503), etc. Otro nombre de relevancia fue Rafael, maestro del clasicismo sereno y equilibrado, con una perfecta ejecución pictórica, como se demuestra en sus frescos de las Estancias del Vaticano. Otros artistas destacados fueron: Masaccio, Fra Angelico, Paolo Ucello, Andrea del Castagno, Perugino, Piero della Francesca, Benozzo Gozzoli, Domenico Ghirlandaio, Botticelli, Andrea del Verrocchio, Luca Signorelli, Andrea Mantegna, Giovanni Bellini, Antonello da Messina, etc. En el resto de Europa: Matthias Grünewald, Alberto Durero, Hans Holbein el Joven y Lucas Cranach el Viejo en Alemania; Quentin Metsys y Pieter Brueghel en Holanda; y Pedro Berruguete, Alejo Fernández, Vicente Masip, Juan de Juanes, Pedro Machuca y Luis de Morales en España.
Las artes industriales tuvieron un gran auge debido al gusto por el lujo de las nuevas clases adineradas: se desarrolló la ebanistería, sobre todo en Italia y Alemania, destacando la técnica de la intarsia, embutidos de madera de varios tonos para producir efectos lineales o de ciertas imágenes. La tapicería destacó en Flandes, con obras basadas en bocetos desarrollados por pintores como Bernard van Orley. La cerámica se elaboró en Italia con barnices vidriados, consiguiendo tonos brillantes de gran efecto. El vidrio se desarrolló notablemente en Venecia (Murano), decorado a veces con hilos de oro o con filamentos de vidrios de colores. La orfebrería fue cultivada por escultores como Lorenzo Ghiberti, con piezas de gran virtuosismo y elevada calidad, destacando especialmente los esmaltes y camafeos. Con la invención de la imprenta se desarrollaron las artes gráficas, apareciendo o perfeccionándose la mayoría de las técnicas de grabado: calcografía (aguafuerte, aguatinta, grabado al buril, grabado a media tinta o grabado a punta seca), linograbado, xilografía, etc.

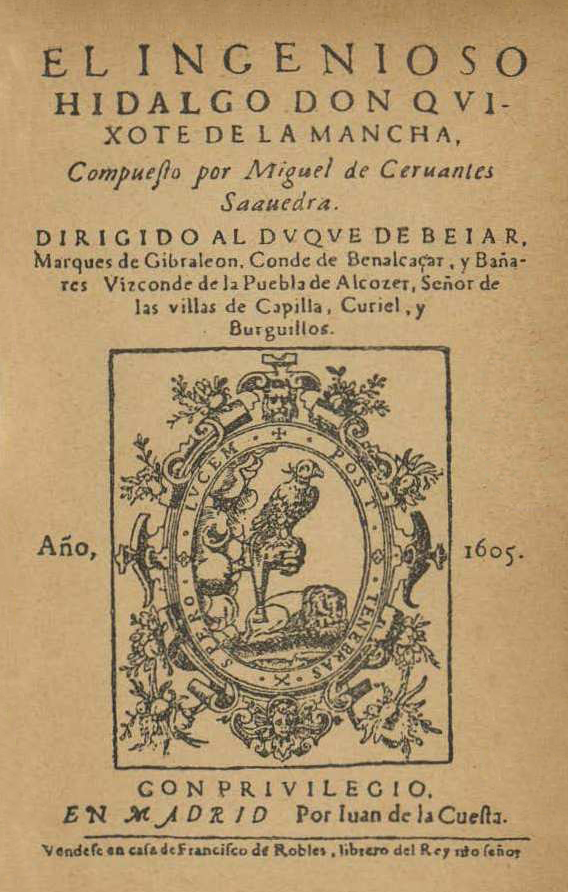
Don Quijote (1605), de Miguel de Cervantes

La literatura renacentista se desarrolló en torno al humanismo, la nueva teoría que destacaba el papel primordial del ser humano sobre cualquier otra consideración, especialmente la religiosa. En esta época el mundo de las letras recibió un gran impulso con la invención de la imprenta por Gutenberg, hecho que propició el acceso a la literatura por un público más mayoritario. Ello conllevó a una mayor preocupación por la ortografía y la lingüística, surgiendo los primeros sistemas de gramática en lenguas vernáculas (como la española de Elio Antonio de Nebrija) y apareciendo las primeras academias de lenguas nacionales. Entre los literatos de esta época destacan: Angelo Poliziano, Matteo Maria Boiardo, Ludovico Ariosto, Jacopo Sannazaro, Pietro Bembo, Baldassare Castiglione, Torquato Tasso, Tomás Moro, Erasmo de Róterdam, François Rabelais, Pierre de Ronsard, Michel de Montaigne, Edmund Spenser, Luís de Camões, etc. En España comenzó una edad dorada de las letras, que se prolongaría hasta el siglo XVII: la poesía, influida por la italiana del stil nuovo, contó con las figuras de Garcilaso de la Vega, fray Luis de León, San Juan de la Cruz y Santa Teresa de Jesús; en prosa surgieron los libros de caballería (Amadís de Gaula, 1508) y se inició el género de la picaresca con el Lazarillo de Tormes (1554), mientras que despuntó la obra de Miguel de Cervantes, el gran genio de las letras españolas, autor del inmortal Don Quijote (1605).
El teatro renacentista también acusó el paso del teocentrismo al antropocentrismo, con obras más naturalistas, de aspecto histórico, intentando reflejar las cosas tal como son. Se buscaba la recuperación de la realidad, de la vida en movimiento, de la figura humana en el espacio, en las tres dimensiones, creando espacios de efectos ilusionísticos, en trompe-l'œil. Surgió la reglamentación teatral basada en tres unidades (acción, espacio y tiempo), basándose en la Poética de Aristóteles, teoría introducida por Lodovico Castelvetro. En torno a 1520 surgió en el norte de Italia la Commedia dell'arte, con textos improvisados, en dialecto, predominando la mímica e introduciendo personajes arquetípicos como Arlequín, Colombina, Pulcinella (llamado en Francia Guignol), Pierrot, Pantalone, Pagliaccio, etc. Como principales dramaturgos destacaron Niccolò Machiavelli, Pietro Aretino, Bartolomé Torres Naharro, Lope de Rueda y Fernando de Rojas, con su gran obra La Celestina (1499). En Inglaterra descolló el teatro isabelino, con autores como Christopher Marlowe, Ben Jonson, Thomas Kyd y, especialmente, William Shakespeare, gran genio universal de las letras (Romeo y Julieta, 1597; Hamlet, 1603; Otelo, 1603; Macbeth, 1606).
La música renacentista supuso la consagración de la polifonía, así como el afianzamiento de la música instrumental, que iría evolucionando hacia la orquesta moderna. Apareció el madrigal como género profano que aunaba texto y música, siendo la expresión paradigmática de la música renacentista. En 1498 Ottaviano Petrucci ideó un sistema de imprenta adaptado a la música, en pentagrama, con lo que se empezó a editar música. Como compositores renacentistas destacaron Orlandus Lassus, Carlo Gesualdo, Giovanni Gabrieli, Tomás Luis de Victoria, Cristóbal de Morales, Claudio Monteverdi y Giovanni Pierluigi da Palestrina. A finales del siglo XVI nació la ópera, iniciativa de un círculo de eruditos (la Camerata Fiorentina) que, al descubrir que el teatro griego antiguo era cantado, tuvieron la idea de musicalizar textos dramáticos. La primera ópera fue Dafne (1594), de Jacopo Peri, a la que siguió Euridice (1600), del mismo autor; en 1602 Giulio Caccini escribió otra Euridice; y, en 1607, Claudio Monteverdi compuso La favola d'Orfeo, donde añadió una introducción musical que denominó sinfonía, y dividió las estructuras cantadas en arias.
La danza renacentista tuvo una gran revitalización, debida de nuevo al papel preponderante del ser humano sobre la religión, de tal manera que muchos autores consideran esta época el nacimiento de la danza moderna. Se desarrolló sobre todo en Francia —donde fue llamado ballet-comique—, en forma de historias bailadas, sobre textos mitológicos clásicos, siendo impulsado principalmente por la reina Catalina de Médicis. Se suele considerar que el primer ballet fue el Ballet comique de la Reine Louise (1581), de Balthazar de Beaujoyeulx. Las principales modalidades de la época eran la gallarda, la pavana y el tourdion. En esta época surgieron los primeros tratados sobre danza: Domenico da Piacenza escribió De arte saltandi et choreas ducendi, siendo considerado el primer coreógrafo de la historia; Thoinot Arbeau hizo una recopilación de danzas populares francesas (Orchesographie, 1588).

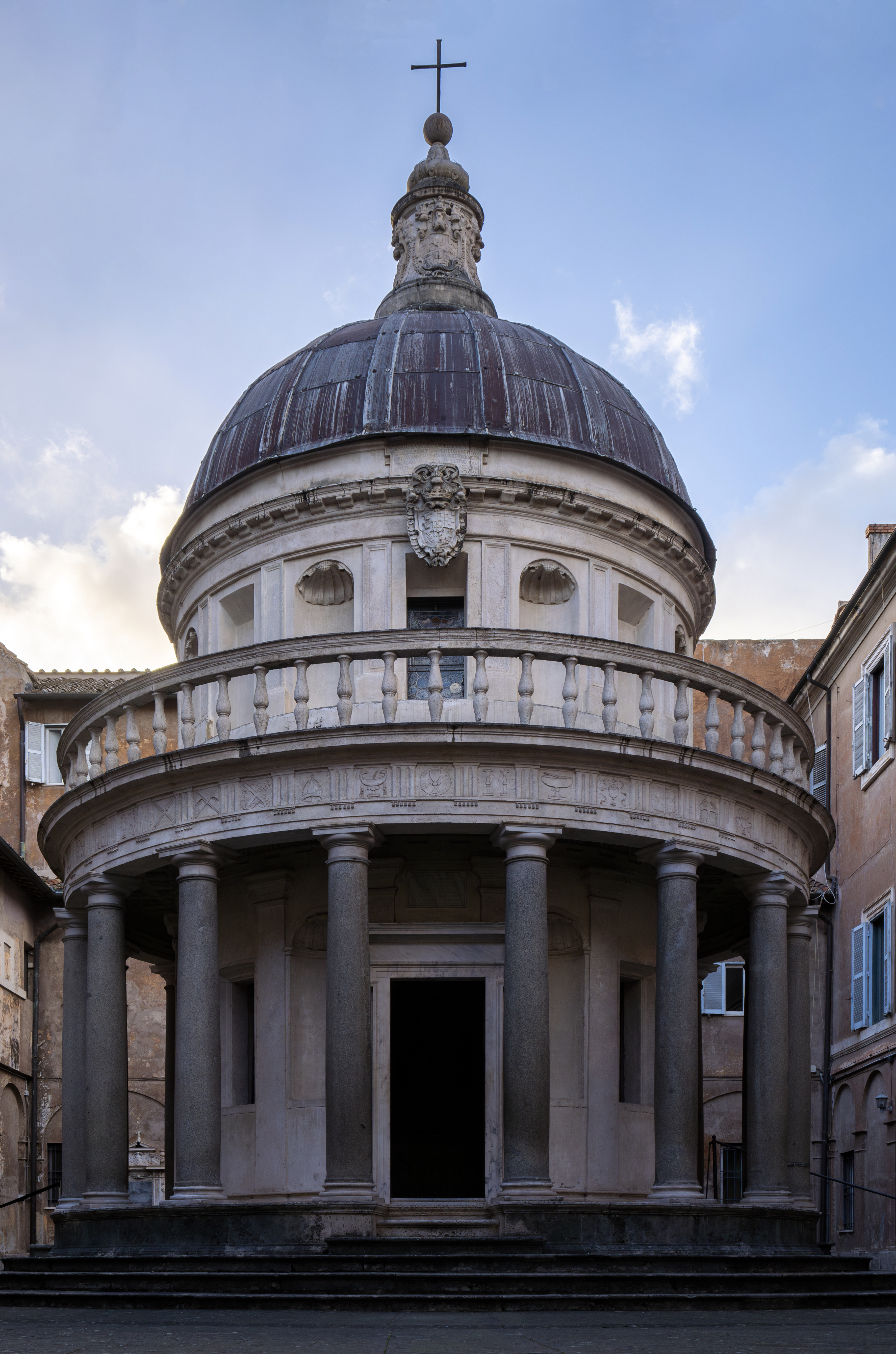
Templete de San Pietro in Montorio, de Bramante (1502-1510).
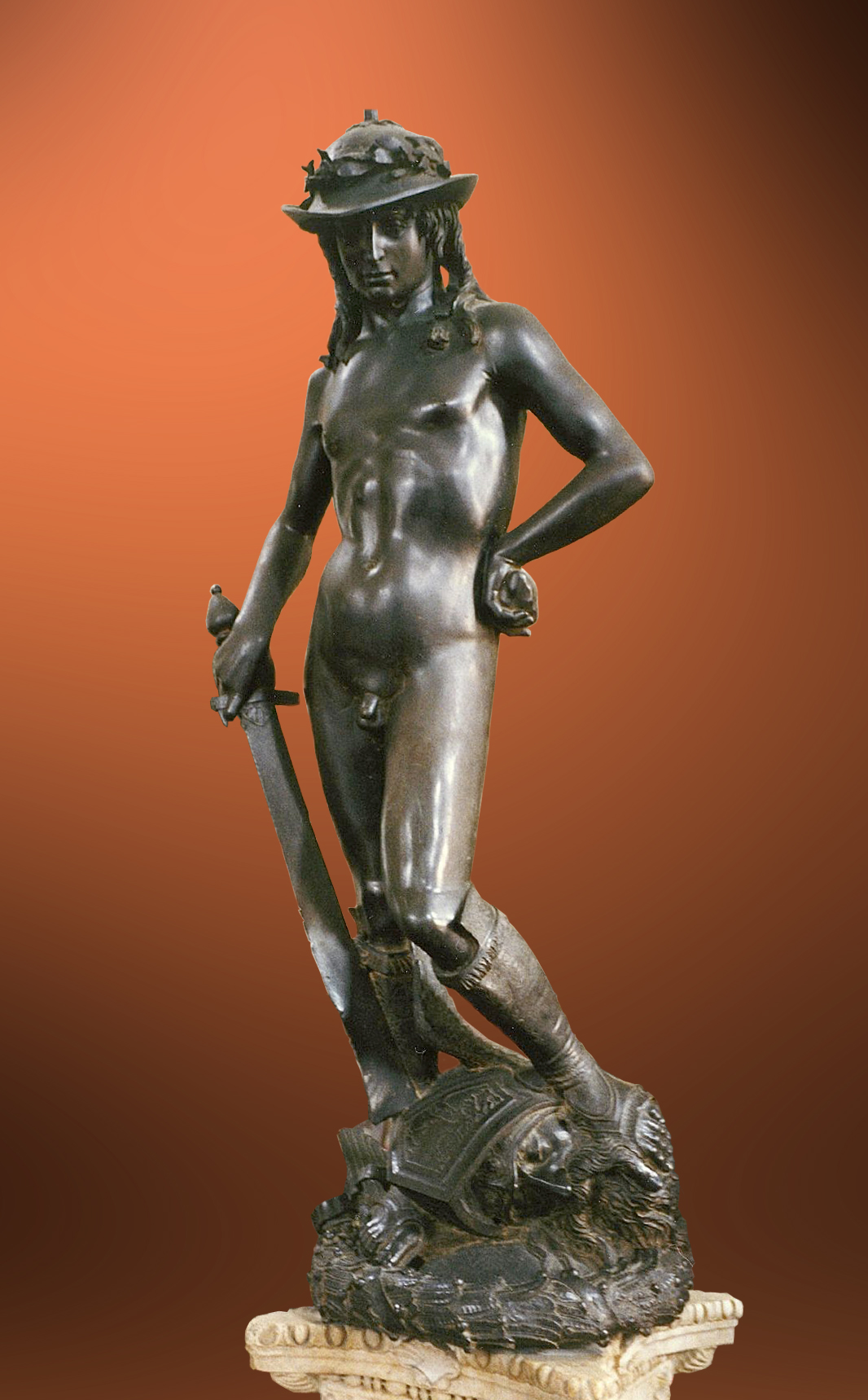
David (c. 1440), de Donatello, Museo Bargello, Florencia.
La Gioconda (1503-1506), de Leonardo da Vinci, Museo del Louvre.
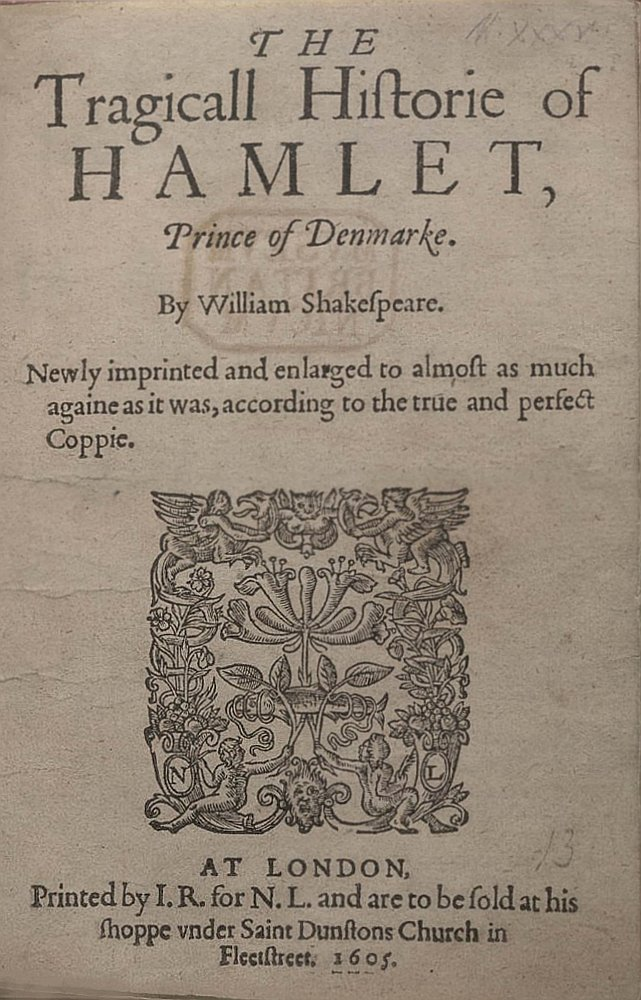
Frontispicio de la edición de Hamlet de 1605, de William Shakespeare.

### Manierismo

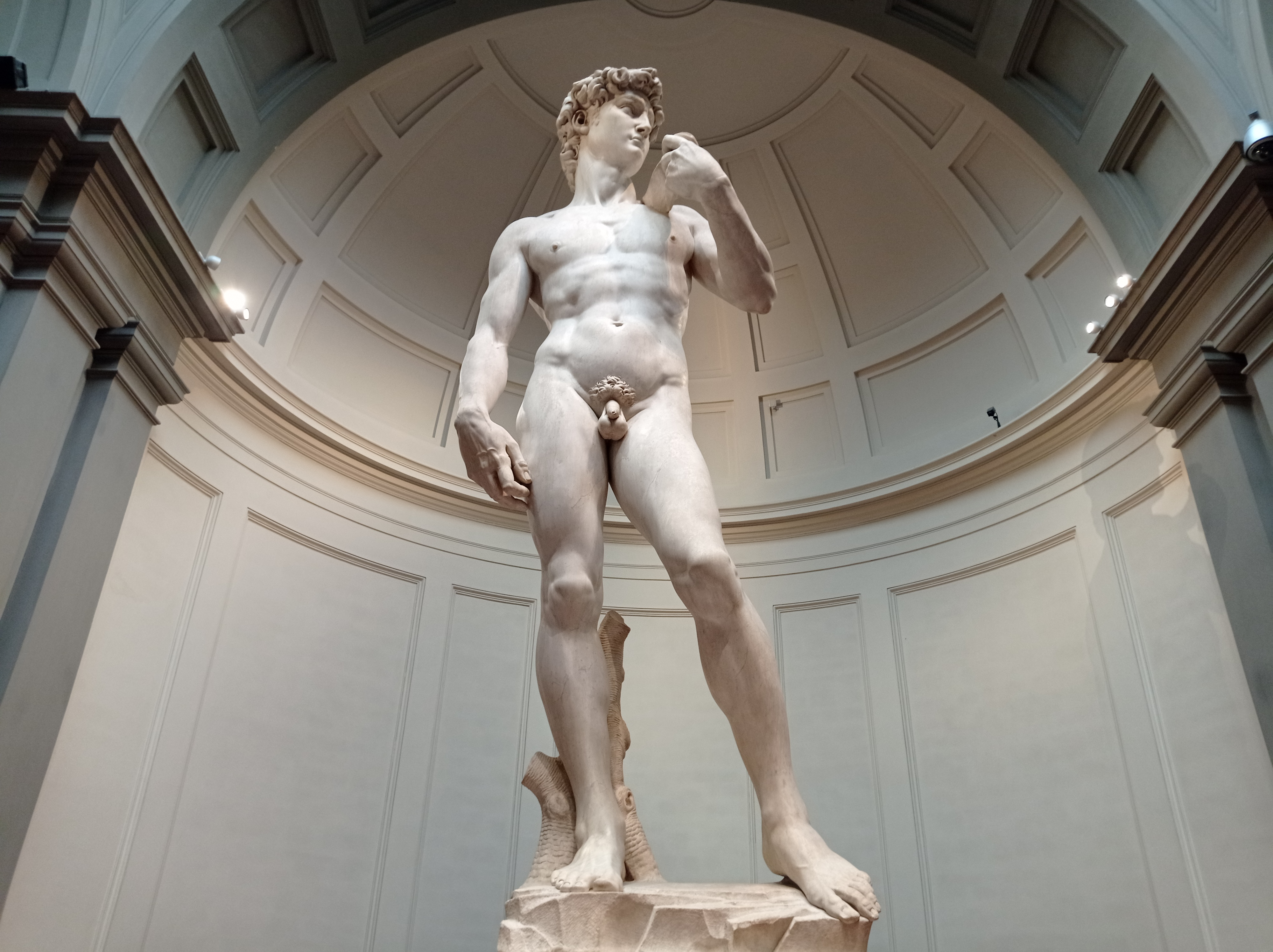
David de Miguel Ángel (1501-1504), Galería de la Academia de Florencia

Surgido igualmente en Italia a mediados del siglo XVI como evolución de las formas renacentistas, el manierismo abandonó la naturaleza como fuente de inspiración para buscar un tono más emotivo y expresivo, cobrando importancia la interpretación subjetiva que el artista hace de la obra de arte. La arquitectura adquirió un signo más efectista y de tenso equilibrio, destacando el polifacético artista Miguel Ángel, autor del ábside y la cúpula de San Pedro del Vaticano; Jacopo Vignola (Iglesia del Gesù); y Andrea Palladio, creador de un estilo propio (paladianismo), como vemos en la Basílica de Vicenza, la Villa Capra (llamada la Rotonda), San Giorgio Maggiore de Venecia, etc. En Francia surgió la notable Escuela de Fontainebleau. En España se produjo la arquitectura herreriana (por Juan de Herrera), estilo sobrio y sencillo, de formas simples y desnudas de decoración, de acuerdo a la doctrina contrarreformista que entonces imperaba; tuvo su máxima realización en el Monasterio de El Escorial.
La escultura es nuevamente reflejo del pesimismo que dominaba la sociedad italiana de la segunda mitad del siglo XVI, con un arte donde se deforma la realidad a capricho, predominando la expresión sentimental del artista, con figuras estilizadas, en posiciones violentas y actitudes dramáticas. Descuella nuevamente la obra de Miguel Ángel, con obras de tenso dinamismo donde resalta la expresión de la persona representada: Piedad (1501), David (1501-1504), Moisés (1513-1515), Sepulcro de los Médicis (1520-1534), etc. Otros importantes escultores fueron: Baccio Bandinelli, Benvenuto Cellini, Giambologna y Jacopo Sansovino; y, fuera de Italia, Jean Goujon y Germain Pilon en Francia, Adriaen de Vries en Flandes, Hubert Gerhard en Alemania, y Alonso Berruguete, Juan de Juni y Gaspar Becerra en España.
La pintura manierista tuvo un sello más caprichoso, extravagante, con gusto por la forma sinuosa y estilizada, deformando la realidad, con perspectivas distorsionadas y atmósferas efectistas. Destacó en primer lugar —como en las otras artes— Miguel Ángel (autor de la decoración de la Capilla Sixtina), seguido de Bronzino, Andrea del Sarto, Pontormo, Correggio, Parmigianino, Giorgione, Tiziano, Veronese, Tintoretto, Jacopo Bassano, Giuseppe Arcimboldo, etc. Cabe mencionar a Maarten van Heemskerck y Abraham Bloemaert en los Países Bajos, y Bartholomeus Spranger en Alemania. En España destacaron Juan Fernández de Navarrete, Alonso Sánchez Coello, Juan Pantoja de la Cruz y, especialmente, El Greco, artista excepcional creador de un estilo personal y único, de fuerte sentido expresionista.

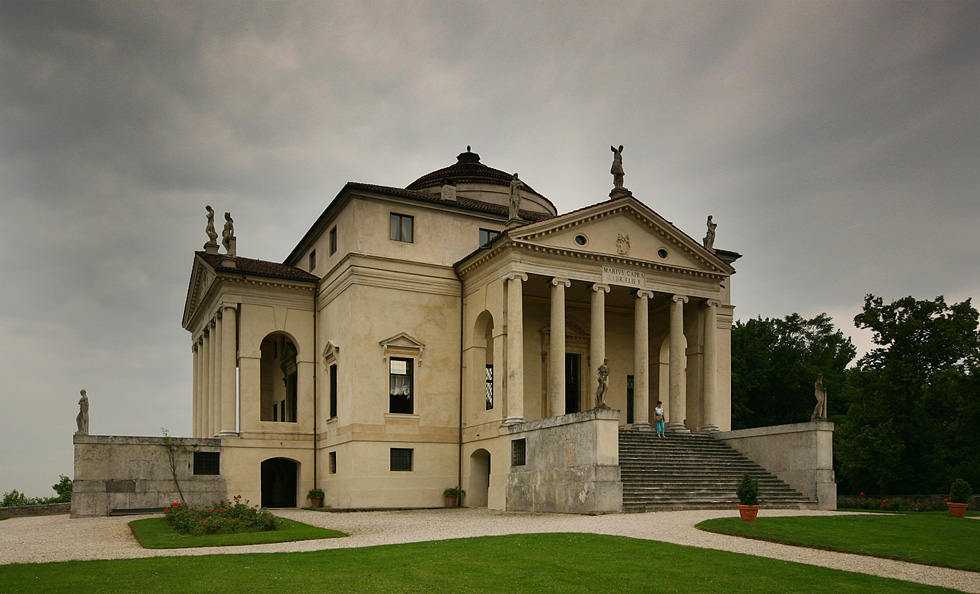
Villa La Rotonda, de Andrea Palladio.
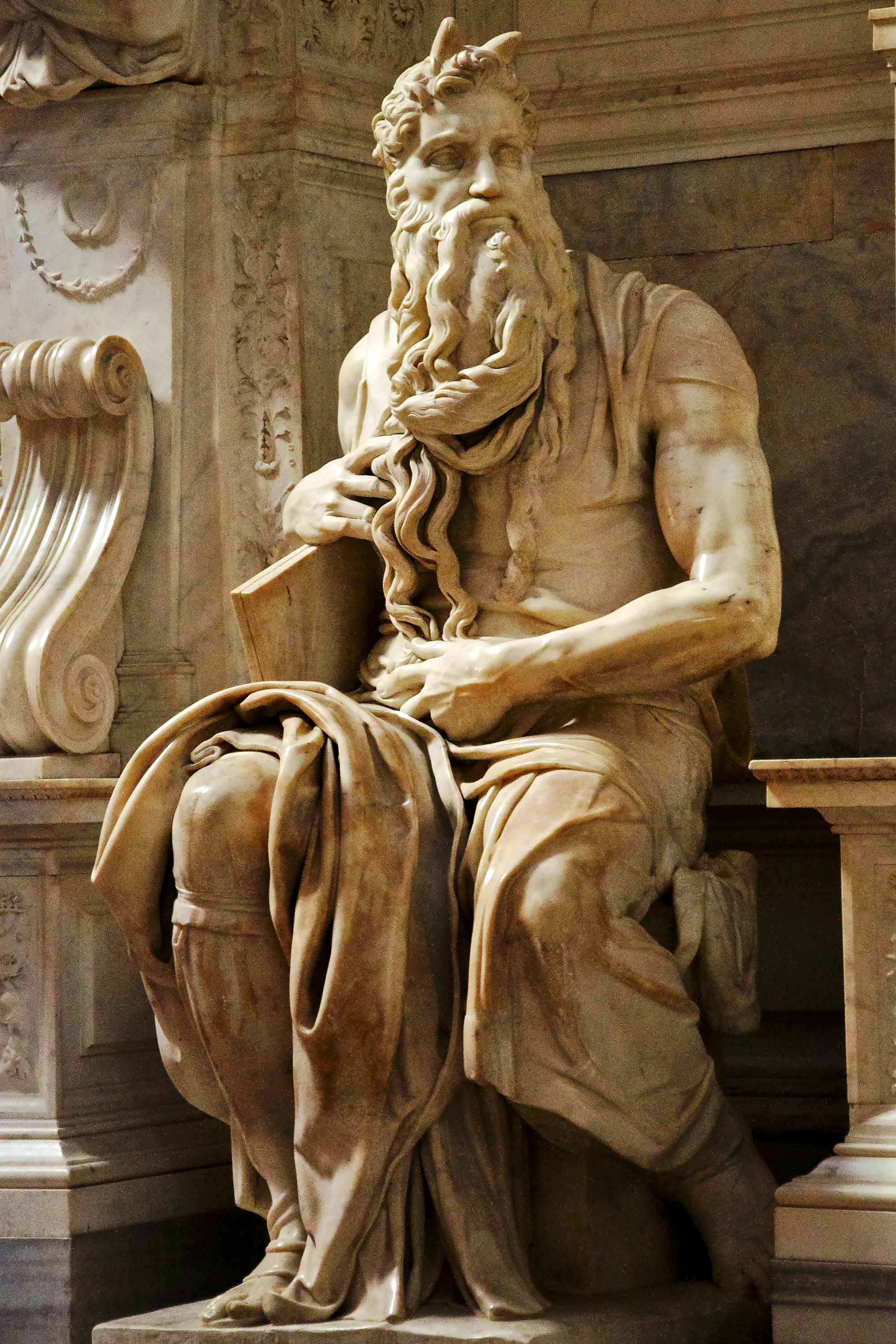
Moisés (1513-1515), de Miguel Ángel, iglesia de San Pietro in Vincoli.
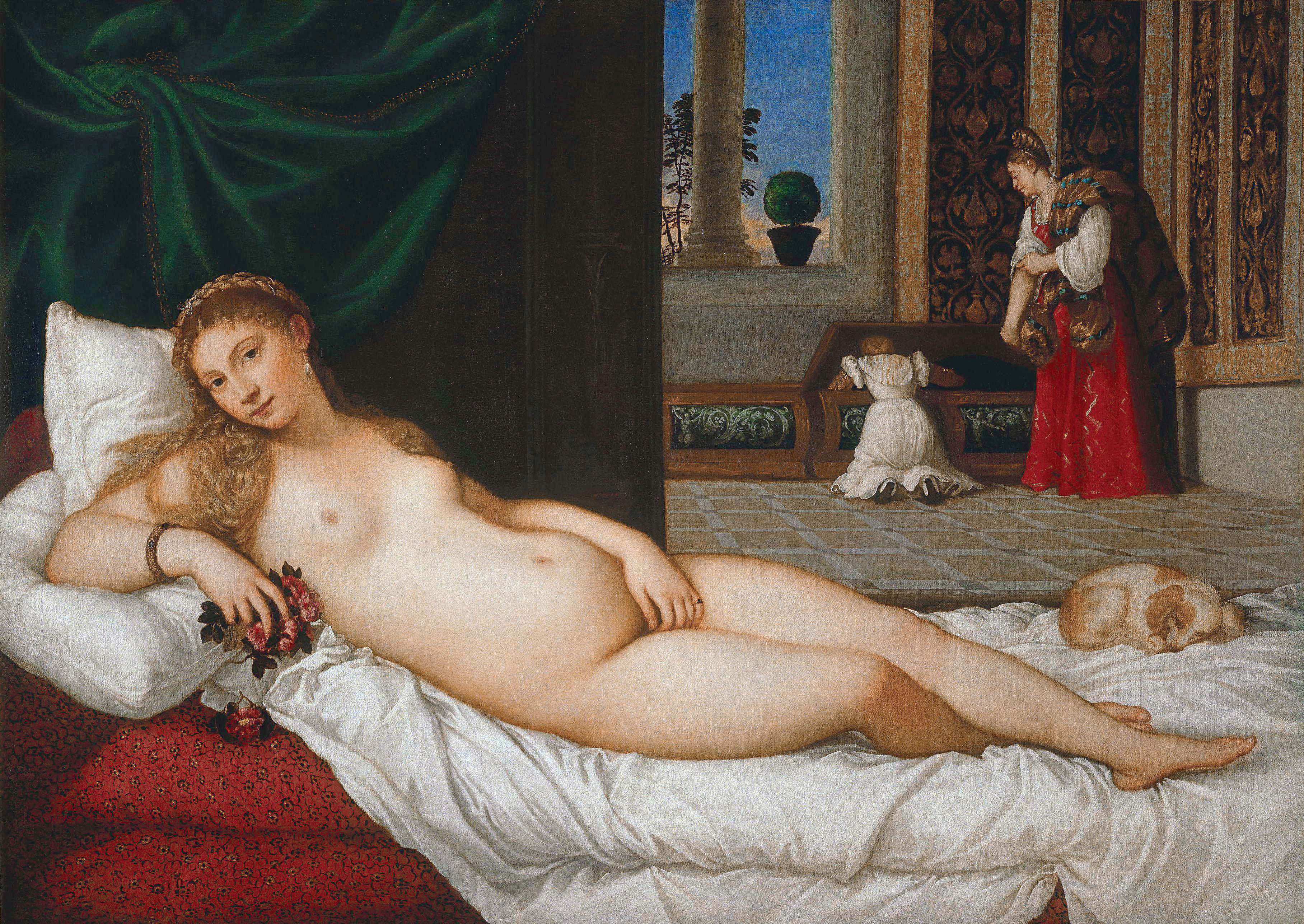
Venus de Urbino (1538), de Tiziano, Galería Uffizi (Florencia).
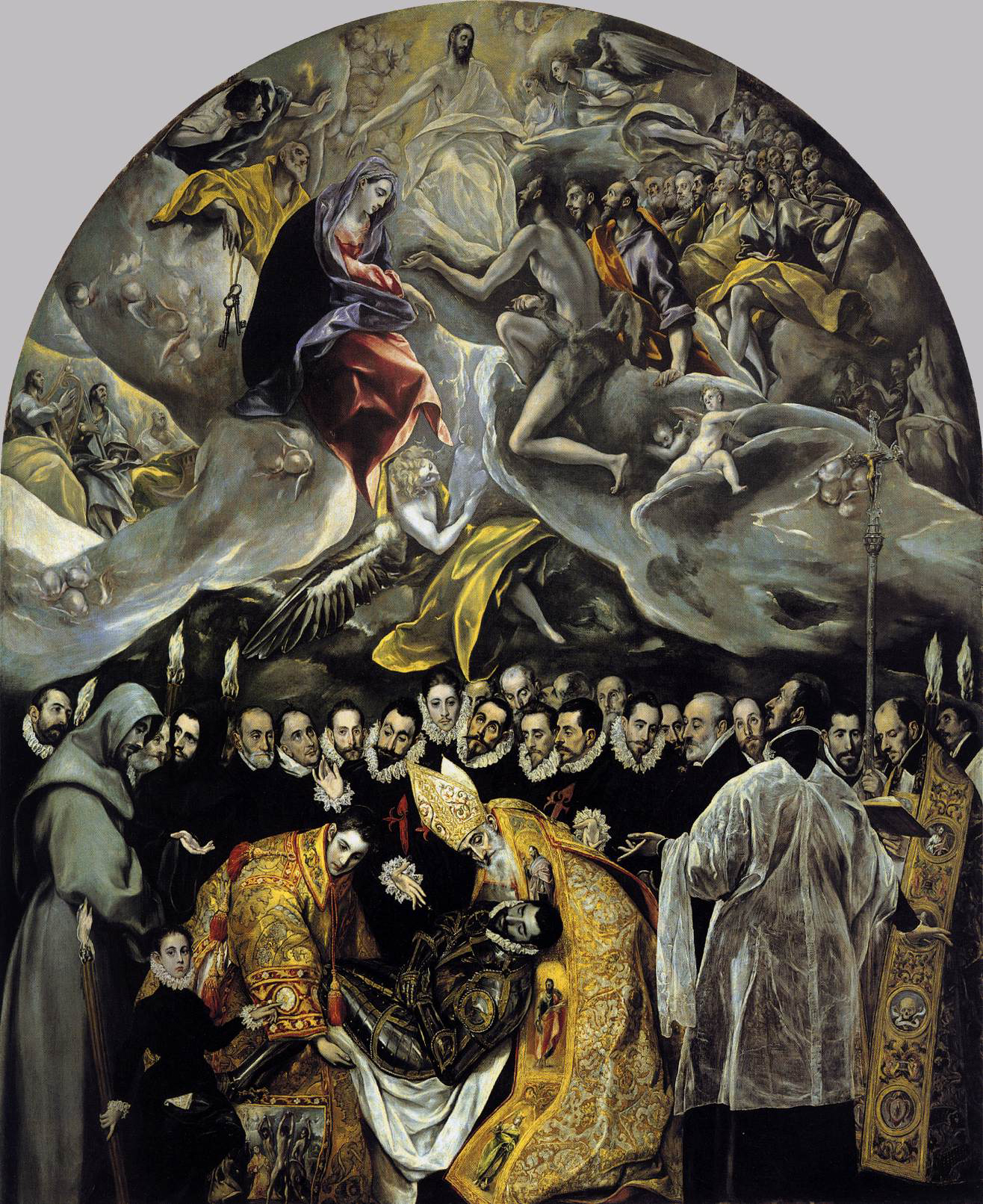
El entierro del Conde de Orgaz (1587), el Greco, iglesia de Santo Tomé (Toledo).

### Barroco

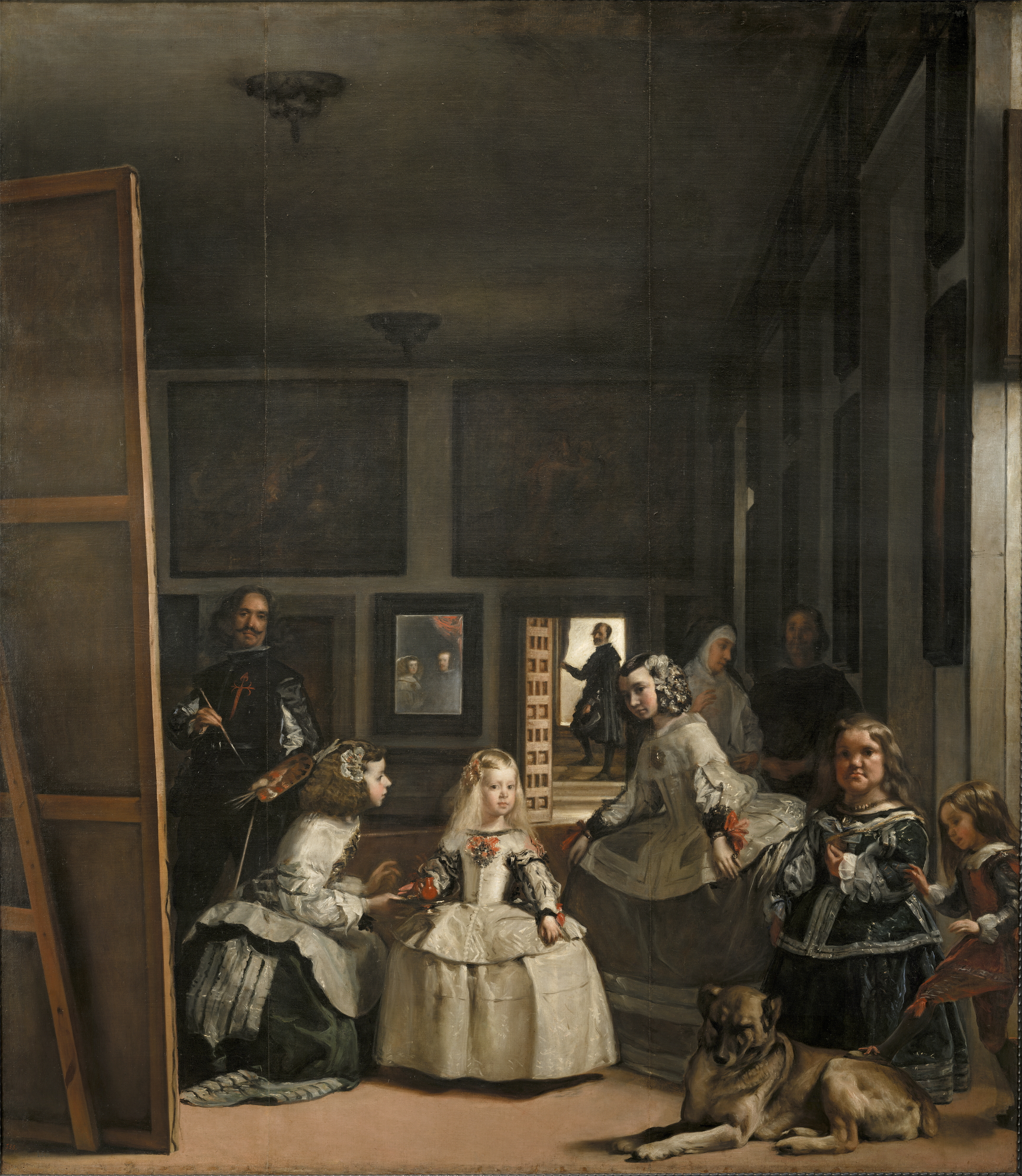
Las Meninas (1656), de Velázquez (Museo del Prado), fue un alegato de la figura del pintor como artista inspirado, frente a la condición de simple artesano que hasta entonces se tenía del oficio de pintor

El barroco se desarrolló entre el siglo XVII y principios del XVIII. Fue una época de grandes disputas en el terreno político y religioso, surgiendo una división entre los países católicos contrarreformistas, donde se afianzó el estado absolutista, y los países protestantes, de signo más parlamentario. El arte se volvió más refinado y ornamentado, con pervivencia de un cierto racionalismo clasicista pero con formas más dinámicas y efectistas, con gusto por lo sorprendente y anecdótico, por las ilusiones ópticas y los golpes de efecto.
La arquitectura, bajo unas líneas clásicas, asumió unas formas más dinámicas, con una exuberante decoración y un sentido escenográfico de las formas y los volúmenes. Cobró relevancia la modulación del espacio, con preferencia por las curvas cóncavas y convexas, poniendo especial atención en los juegos ópticos (trompe-l'œil) y el punto de vista del espectador. Al igual que en la época anterior, el motor del nuevo estilo volvió a ser Italia: Gian Lorenzo Bernini fue uno de sus mejores exponentes, siendo el principal artífice de la Roma monumental que conocemos hoy día (columnata de la Plaza de San Pedro, baldaquino de San Pedro, San Andrés del Quirinal, Palacio Chigi-Odescalchi); Francesco Borromini es otro gran nombre de la época, autor de las iglesias de San Carlo alle Quattre Fontane y Sant'Ivo alla Sapienza; también destacaron Pietro da Cortona, Baldassare Longhena, Filippo Juvara y Guarino Guarini. En Francia, bajo el reinado de Luis XIV, se iniciaron una serie de construcciones de gran fastuosidad: fachada del Palacio del Louvre, de Louis Le Vau y Claude Perrault; Palacio de Versalles, de Le Vau y Jules Hardouin-Mansart. En Austria destacó Johann Bernhard Fischer von Erlach, autor de la Iglesia de San Carlos Borromeo en Viena. En Inglaterra cabe mencionar la Catedral de San Pablo de Londres, de Christopher Wren. En España, la arquitectura acusó en la primera mitad del siglo XVII la herencia herreriana, con Juan Gómez de Mora como figura destacada, mientras que en la segunda mitad de siglo se dio el estilo churrigueresco (por José Benito Churriguera), caracterizado por el exuberante decorativismo y el uso de columnas salomónicas (Retablo Mayor de San Esteban de Salamanca).
La escultura adquirió el mismo carácter dinámico, sinuoso, expresivo, ornamental, destacando el movimiento y la expresión, con una base naturalista pero deformada a capricho del artista. En Italia destacó nuevamente Bernini, autor de obras como Apolo y Dafne (1622-1625), Éxtasis de Santa Teresa (1644-1652), Muerte de la beata Ludovica Albertoni (1671-1674), etc. En Francia destacaron François Girardon, Antoine Coysevox y Pierre Puget. En España perduró la imaginería religiosa de herencia gótica, destacando Gregorio Fernández, Juan Martínez Montañés, Alonso Cano, Pedro de Mena, Francisco Salzillo, etc.
La pintura se desarrolló en dos tendencias contrapuestas: el naturalismo, basado en la estricta realidad natural, con gusto por el claroscuro —el llamado tenebrismo—, donde cabe citar a Caravaggio, Orazio y Artemisia Gentileschi, Pieter van Laer, Adam Elsheimer, Georges de La Tour y los hermanos Le Nain; y el clasicismo, que es igualmente realista pero con un concepto de la realidad más intelectual e idealizado, englobando a Annibale Carracci, Guido Reni, Domenichino, Guercino, Giovanni Lanfranco, Nicolas Poussin, Claude Lorrain, Hyacinthe Rigaud, etc. En el llamado «pleno barroco» (segunda mitad del siglo XVII), de estilo decorativo y predominio de la pintura mural, destacaron Pietro da Cortona, Andrea Pozzo, Luca Giordano y Charles Le Brun. Aparte de estas corrientes, hubo infinidad de escuelas, estilos y autores de muy diverso signo, destacando dos escuelas regionales: la flamenca (Peter Paul Rubens, Anton Van Dyck, Jacob Jordaens, Frans Snyders), y la holandesa (Rembrandt, Jan Vermeer, Frans Hals). En España destacó la figura excepcional de Diego Velázquez (La fragua de Vulcano, 1630; La rendición de Breda, 1635; Venus del espejo, 1650; Las Meninas, 1656; Las hilanderas, 1657), así como José de Ribera, Francisco Ribalta, Alonso Cano, Francisco de Zurbarán, Juan de Valdés Leal y Bartolomé Esteban Murillo.
En el terreno de las artes industriales, destaca especialmente la ebanistería, que llegó a cotas de altísima calidad sobre todo en Francia, gracias a la obra de André-Charles Boulle, creador de una nueva técnica de aplicación de metales (cobre, estaño) sobre materiales orgánicos (carey, madreperla, marfil) o viceversa. Entre sus obras destacan las dos cómodas del Trianón, en Versalles, y el reloj de péndulo con el Carro de Apolo en Fontainebleau. También destacaron la tapicería, la orfebrería —especialmente las «piedras duras» en Florencia—, la cerámica y el vidrio —que cobró relevancia en Bohemia—.

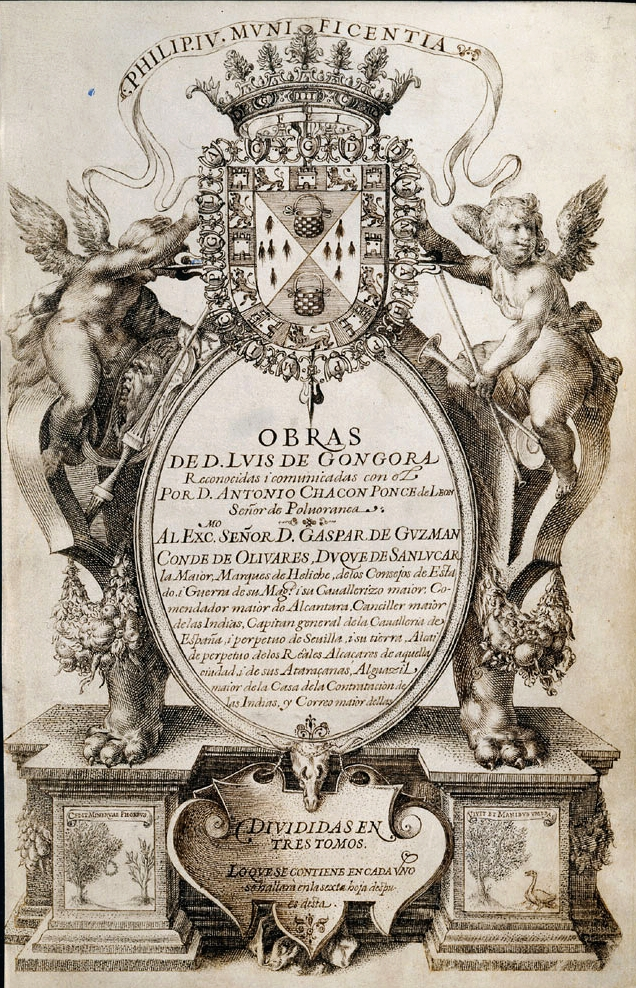
Portada del Manuscrito Chacón, que transmitió la obra poética de Luis de Góngora

La literatura barroca se caracterizó por el pesimismo, con una visión de la vida planteada como lucha, sueño o mentira, donde todo es fugaz y perecedero. Su estilo era suntuoso y recargado, con un lenguaje muy adjetivado y metafórico. En un primer momento se produjeron diversas corrientes: el eufuismo en Inglaterra (John Lyly, Robert Greene), el preciosismo en Francia (Vincent Voiture), el marinismo en Italia (Giambattista Marino), la primera (Martin Opitz, Angelus Silesius, Andreas Gryphius) y segunda escuela de Silesia (Daniel Casper von Lohenstein, Hans Jakob Christoph von Grimmelshausen) en Alemania. Más adelante surgió el clasicismo en Francia, con autores como François de la Rochefoucauld, Jacques-Bénigne Bossuet, Nicolas Boileau-Despréaux, Jean de La Fontaine, François de Malherbe, Cyrano de Bergerac y Madeleine de Scudéry. En Inglaterra destacó la obra poética de John Milton (El paraíso perdido, 1667). En España, donde el siglo XVII sería denominado el Siglo de Oro, se produjeron dos corrientes: el culteranismo, liderado por Luis de Góngora, donde destacaba la belleza formal, con un estilo suntuoso, metafórico, con proliferación de latinismos y juegos gramaticales; y el conceptismo, representado por Francisco de Quevedo y Baltasar Gracián, donde predominaba el ingenio, la agudeza, con un lenguaje conciso pero polisémico, con múltiples significados en pocas palabras.
En el teatro barroco se desarrolló sobre todo la tragedia, basada en la ineluctabilidad del destino, con un tono clásico, siguiendo las tres unidades de Castelvetro. La escenografía era más recargada, siguiendo el tono ornamental característico del Barroco. Destacan Pierre Corneille, Jean Racine y Molière, representantes del clasicismo francés. En España el teatro era básicamente popular («corral de comedias»), cómico, con una personal tipología, distinguiéndose: bululú, ñaque, gangarilla, cambaleo, garnacha, bojiganga, farándula y compañía. Destacaron Tirso de Molina, Guillén de Castro, Juan Ruiz de Alarcón y, principalmente, Lope de Vega (El perro del hortelano, 1615; Fuenteovejuna, 1618) y Pedro Calderón de la Barca (La vida es sueño, 1636; El alcalde de Zalamea, 1651).
La música barroca destacó por el contraste, los acordes violentos, los volúmenes móviles, la ornamentación exagerada, la estructura variada y contrastada. Se caracterizó especialmente por la utilización del bajo continuo, sección instrumental grave que sostenía ininterrumpidamente la parte melódica superior. En esta época la música alcanzó cotas de gran brillantez, desvinculándose plenamente de la voz y el texto, surgiendo las formas instrumentales puras (suite, sonata, tocata, concierto, sinfonía). Con la sonata nacieron los nombres de velocidad: allegro, adagio, presto, vivace, andante, etc. En la música religiosa nacen el oratorio y la cantata, mientras que la música coral triunfó especialmente en el mundo protestante. En España nacieron la zarzuela y la tonadilla como manifestaciones de la música popular. Entre las grandes figuras de la música barroca conviene recordar a Antonio Vivaldi, Tommaso Albinoni, Arcangelo Corelli, Marc-Antoine Charpentier, Johann Pachelbel, Heinrich Schütz, Johann Sebastian Bach, Georg Philipp Telemann, Georg Friedrich Haendel, etc.
En ópera destacó la escuela veneciana, primer lugar donde la música se desligó de la protección religiosa o aristocrática para ser representada en lugares públicos: en 1637 se fundó el Teatro di San Cassiano, primer centro operístico del mundo. Comenzó el gusto por las voces solistas, principalmente las agudas (tenor, soprano), apareciendo el fenómeno de los castrati. La ópera barroca destacó por la escenografía complicada, ornamentada, recargada, con cambios repentinos. Destacan Pier Francesco Cavalli, Antonio Cesti, Jean-Baptiste Lully, Henry Purcell, Georg Friedrich Haendel, etc. A finales del siglo XVII, la escuela napolitana introdujo un estilo más purista, más clasicista, simplificando los argumentos y haciendo óperas más cultas y sofisticadas. Alessandro Scarlatti introdujo el aria en tres partes (aria da capo).
En Francia, la danza barroca (ballet de cour) hizo evolucionar la música instrumental, de melodía única pero con una rítmica adaptada a la danza. Fue patrocinada especialmente por Luis XIV, que convirtió la danza en grandes espectáculos (Ballet de la Nuit, 1653, donde intervino el rey caracterizado de sol), creando en 1661 la Academia real de Danza. Como coreógrafo destacó Pierre Beauchamp, creador de la danse d'école, el primer sistema pedagógico de la danza. Las principales tipologías fueron: minuet, bourrée, polonaise, rigaudon, allemande, zarabande, passepied, gigue, gavotte, etc. En España también se dieron diversas modalidades de danza: seguidilla, zapateado, chacona, fandango, jota, etc.

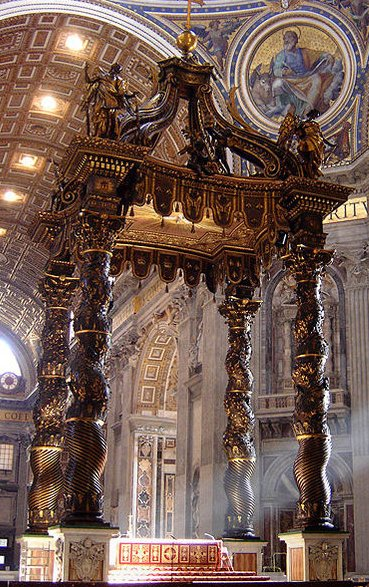
Baldaquino de San Pedro (1624-1633), de Gianlorenzo Bernini.
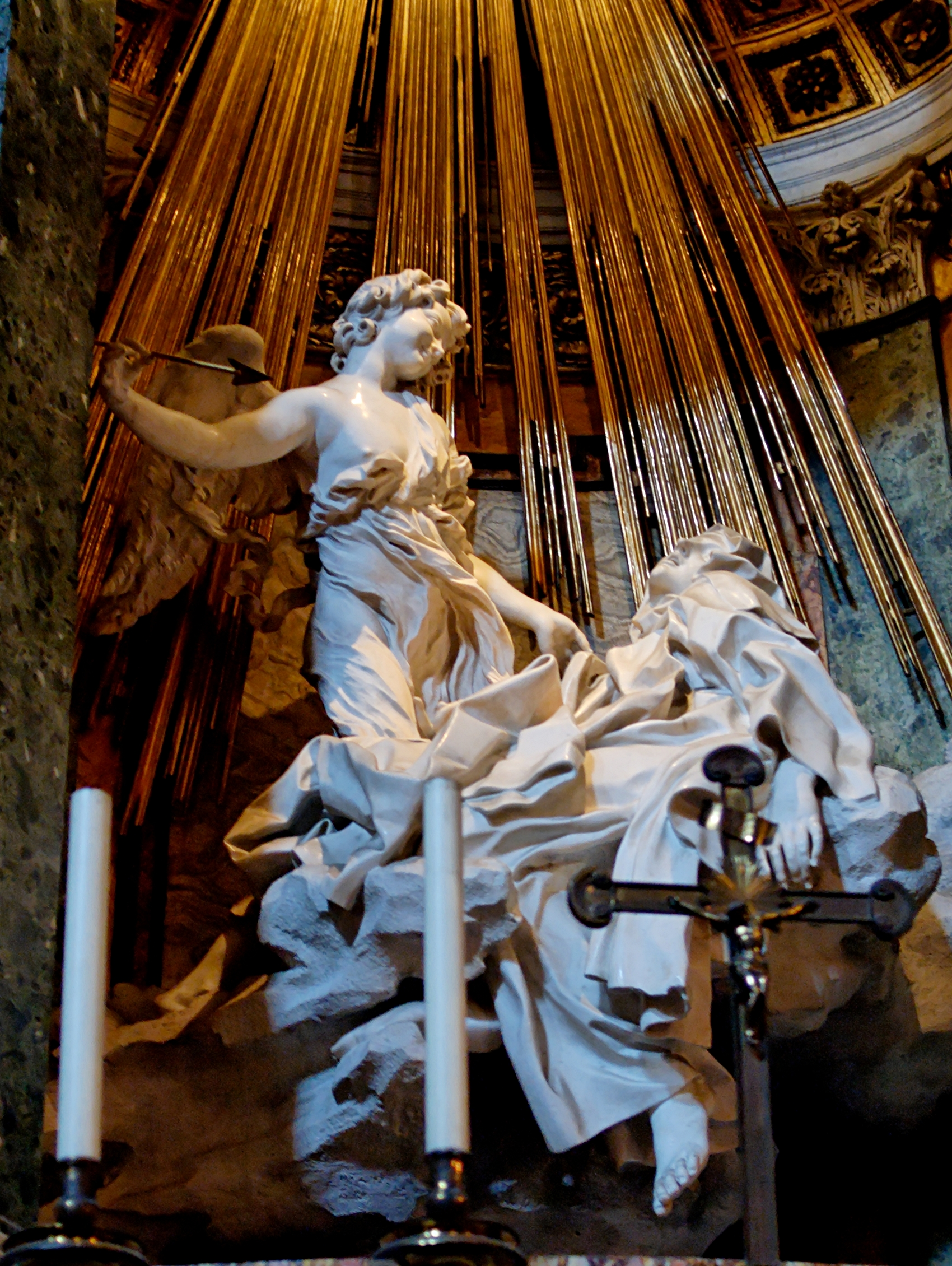
Éxtasis de Santa Teresa (1647-1651), de Gianlorenzo Bernini, iglesia de Santa María de la Victoria, Roma.
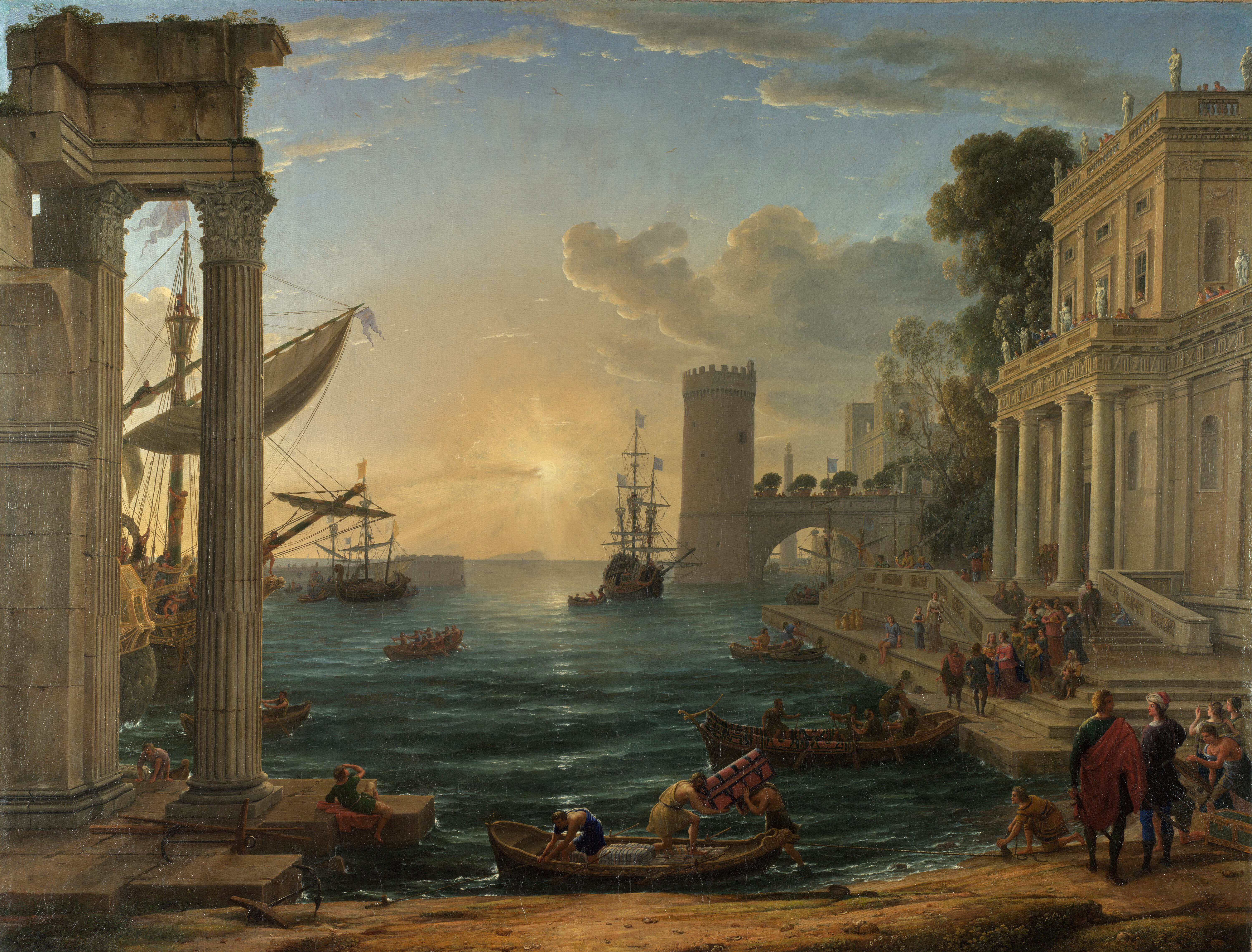
Puerto con el embarque de la Reina de Saba (1648), de Claude Lorrain, National Gallery de Londres.
Las tres Gracias (1636-1639), de Peter Paul Rubens, Museo del Prado.

### Rococó

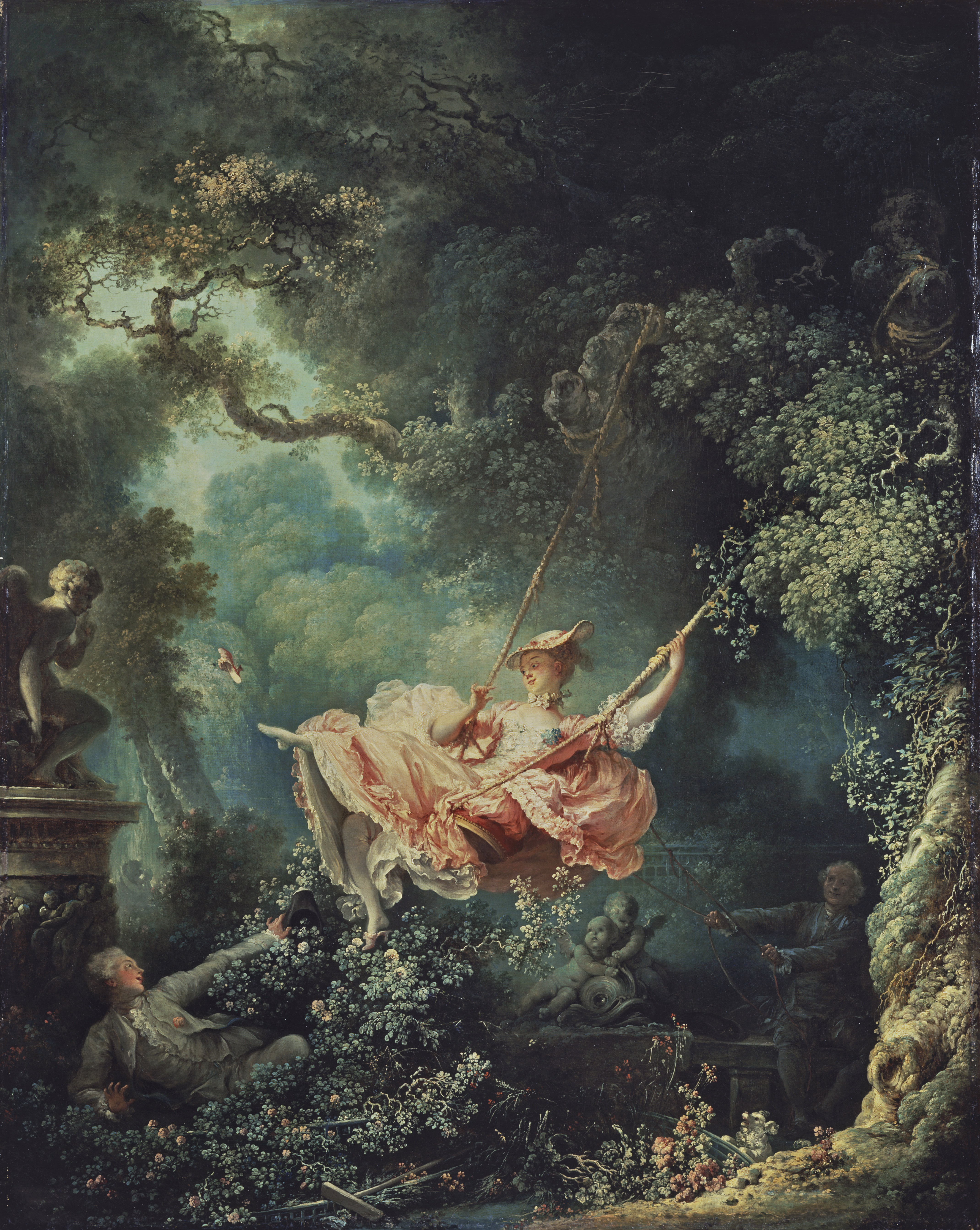
El columpio (1767), de Jean-Honoré Fragonard, Colección Wallace, Londres

Desarrollado en el siglo XVIII —en convivencia a principios de siglo con el barroco, y a finales con el neoclasicismo—, supuso la pervivencia de las principales manifestaciones artísticas del barroco, con un sentido más enfatizado de la decoración y el gusto ornamental, que son llevados a un paroxismo de riqueza, sofisticación y elegancia. El progresivo auge social de la burguesía y los adelantos científicos, así como el ambiente cultural de la Ilustración, conllevaron el abandono de los temas religiosos a favor de nuevas temáticas y actitudes más mundanas, destacando el lujo y la ostentación como nuevos factores de prestigio social.
La arquitectura pasó de la grandilocuencia barroca a un gusto más delicado, de formas gráciles y con preponderancia de espacios pequeños, de ambientes de recogimiento pensados para el bienestar y el confort. Se puso de moda lo exótico, especialmente el gusto por el arte oriental. El rococó se desarrolló sobre todo en Francia y Alemania, representado principalmente por Ange-Jacques Gabriel (Petit Trianon de Versalles, Hotel Biron de París), François de Cuvilliés (Pabellón de Amalienburg del Palacio de Nymphenburg en Múnich), Johann Balthasar Neumann (Palacio Episcopal de Würzburg) y Dominikus Zimmermann (Iglesia de Wies). En jardinería, al «jardín italiano» sucedió el «jardín francés», de composición geométrica igual que el italiano, pero con una perspectiva más larga, composición más simple, mayores zonas de césped y un nuevo detalle ornamental: el parterre; destacan los jardines de Versalles (diseñados por André Le Nôtre) y Aranjuez.
La escultura tiene un aire grácil, refinado, con cierta pervivencia de las formas barrocas, especialmente por influencia de Bernini. En Italia cabe destacar la Fontana de Trevi, de Pietro Bracci y Filippo della Valle. En Francia destacó la obra de Edmé Bouchardon, Jean-Baptiste Pigalle y Étienne-Maurice Falconet. En Alemania tenemos la presencia de Georg Rafael Donner, Ignaz Günther y los hermanos Asam (Cosmas Damian y Egid Quirin). En España podemos reseñar a Juan Pascual de Mena y Luis Salvador Carmona.
La pintura se movió entre la exaltación religiosa o el paisajismo vedutista en Italia (Giambattista Tiepolo, Canaletto, Francesco Guardi), y las escenas cortesanas de Jean-Antoine Watteau, François Boucher, Jean-Baptiste-Siméon Chardin y Jean-Honoré Fragonard en Francia, pasando por el retratismo inglés de Joshua Reynolds y Thomas Gainsborough. Figura aparte es el inclasificable pintor español Francisco de Goya, que evolucionó desde un sello más o menos rococó hasta un cierto prerromanticismo, pero con una obra personal y expresiva de fuerte tono intimista. Cultivó tanto la pintura como el grabado, siendo igualmente de destacar sus cartones para tapices. Entre sus obras destacan: los Caprichos (1799), La familia de Carlos IV (1800), El tres de mayo de 1808 en Madrid (1814), las Pinturas negras (1820), etc.
Las artes decorativas tuvieron especial relevancia, ya que, como se ha señalado, el rococó fue un arte de aire burgués dedicado a la ostentación y el lujo. Se desarrolló notablemente el interiorismo, con especial énfasis en el mobiliario, los espejos, las sedas, los tapices y los objetos de porcelana. Esta última tuvo una gran difusión, sobre todo la de Sajonia y la de Sèvres, con delicados motivos ornamentales, preferentemente de estilo oriental. En porcelana se fabricaron también pequeñas tallas escultóricas con motivos galantes, pastorales o de la Commedia dell'arte. En mobiliario se desarrolló el «estilo Chippendale» (por Thomas Chippendale), caracterizado por el eclecticismo, con mezcla de elementos góticos, rococó, palladianos y chinescos. En España adquirieron notoriedad los tapices de la Real Fábrica de Santa Bárbara, algunos de ellos diseñados por Goya. En esta época apareció la litografía, nueva modalidad de grabado sobre piedra caliza, inventada por Aloys Senefelder en 1778.

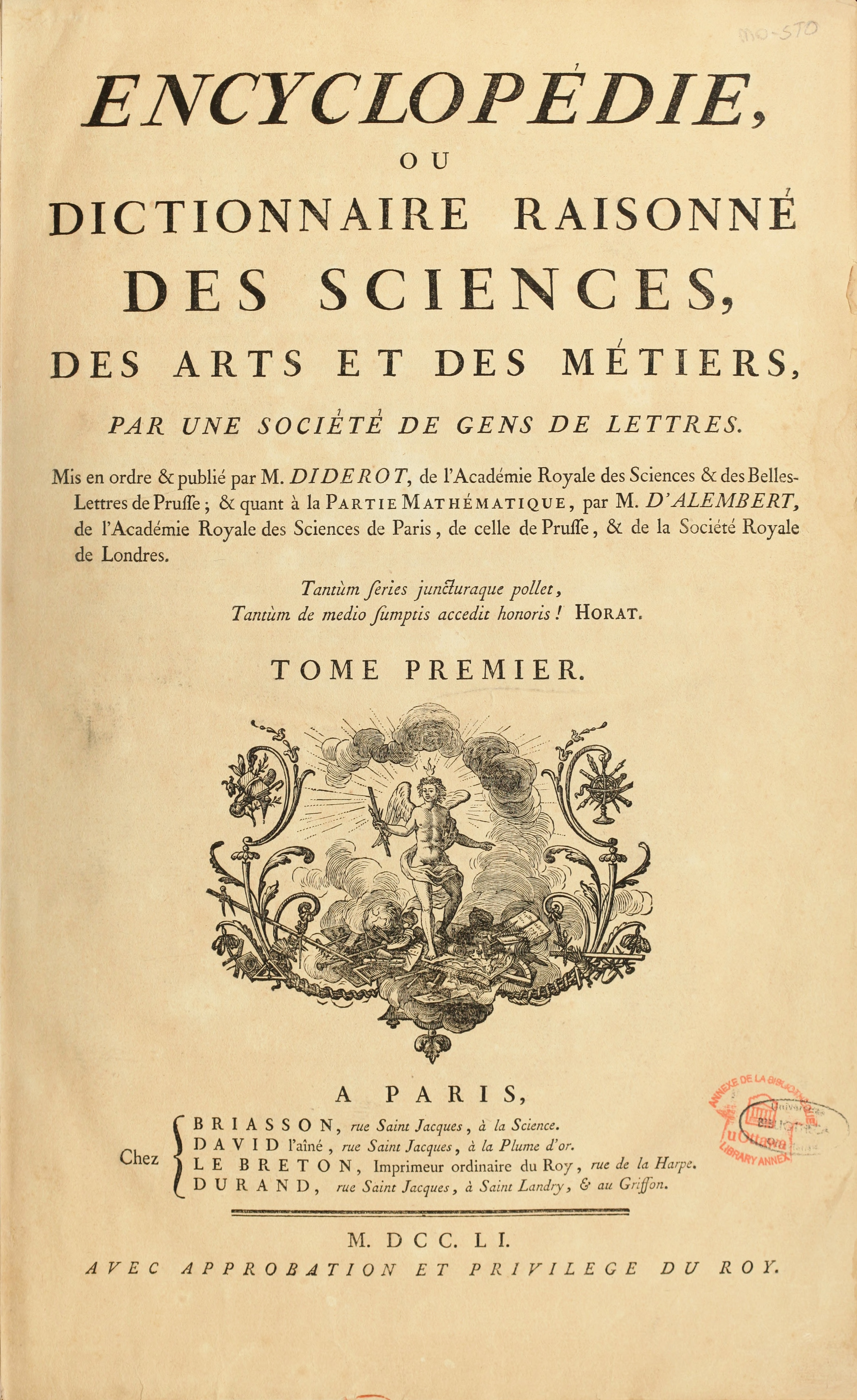
Portada de L'Encyclopédie (1751)

A nivel literario, el siglo XVIII fue el de la Ilustración, proyecto iniciado con L'Encyclopédie de Diderot y D'Alembert y que supuso la consagración del racionalismo a nivel filosófico, poniendo el acento en la idea de progreso del ser humano y su capacidad ilimitada, concepto que estableció el germen de la era moderna. Sus principales representantes fueron Montesquieu, Voltaire, Denis Diderot, Jean-Jacques Rousseau, el Abate Prévost, André Chénier, Giambattista Vico, Alexander Pope, Daniel Defoe, Jonathan Swift, etc. En España se denotó la influencia francesa en una literatura crítica y especulativa, ganando gran auge el género del ensayo; destacaron Benito Jerónimo Feijoo, Diego de Torres Villarroel, Ignacio Luzán y José Francisco de Isla. Es de remarcar la fundación en esta época de la Biblioteca Nacional y la Real Academia Española.
El teatro en el siglo XVIII siguió modelos anteriores, contando como principal innovación la reforma que efectuó Carlo Goldoni de la comedia, que abandonó la vulgaridad y se inspiró en costumbres y personajes de la vida real. También se desarrolló el drama, situado entre la tragedia y la comedia. La escenografía era más naturalista, con un mayor contacto entre público y actores. Los montajes solían ser más populares, atrayendo un mayor público, dejando el teatro de estar reservado a las clases altas. Al organizarse espectáculos más complejos, empezó a cobrar protagonismo la figura del director de escena. Como dramaturgos destacan Pietro Metastasio, Pierre de Marivaux, Pierre-Augustin de Beaumarchais y Voltaire. En España, Nicolás Fernández de Moratín se enmarca en la «comedia de salón» dieciochesca, con base en Molière.
Al rococó en música corresponde la llamada «música galante», que era más tranquila que la barroca, más ligera y sencilla, amable, decorativa, destacando el sentimentalismo. Desapareció el gusto por el contraste y se buscó la gradación sonora (crescendo, diminuendo). En la llamada Escuela de Mannheim se desarrolla la música sinfónica, con la primera gran orquesta moderna (40 instrumentos), iniciativa del elector Carlos Teodoro de Wittelsbach. Su principal representante, Johann Stamitz, es considerado el primer director de orquesta. De entre los músicos de la época destacan los hijos de Bach: Wilhelm Friedemann, Carl Philipp Emanuel, Johann Christoph Friedrich y Johann Christian —este último introductor del piano en la música sinfónica, inventado en 1711 por Bartolomeo Cristofori—. En ópera, junto a la culta aparece la «ópera bufa», de aire cómico, destinada a un público más popular, con influencia de la Commedia dell'arte (Niccolò Piccinni, Baldassare Galuppi).
La danza siguió desarrollándose sobre todo en Francia, donde en 1713 se creó la Escuela de Ballet de la Ópera de París, la primera academia de danza. Raoul-Auger Feuillet creó en 1700 un sistema de notación de danza, para poder transcribir por escrito la diversa variedad de pasos de danza. En esta época la danza comenzó a independizarse de la poesía, la ópera y el teatro, consiguiendo autonomía propia como arte, y formulando un vocabulario propio. Se empezaron a escribir obras musicales sólo para ballet, destacando Jean-Philippe Rameau —creador de la opéra-ballet—, y comenzaron a surgir nombres de bailarines destacados, como Gaetano Vestris y Marie Camargo. A nivel popular, el baile de moda fue el vals, de compás ¾, mientras que en España surgió el flamenco.

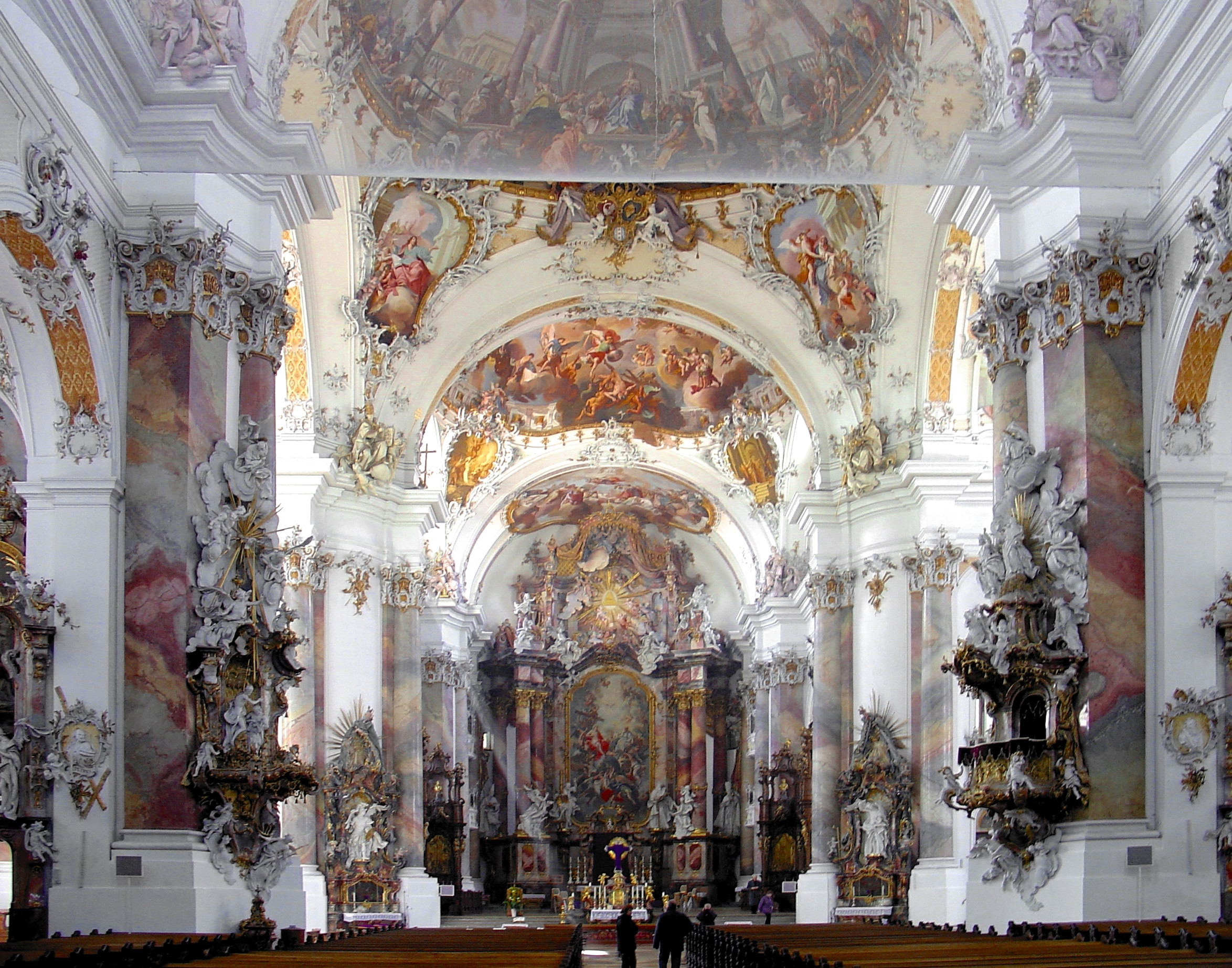
Basílica de Ottobeuren (Baviera).
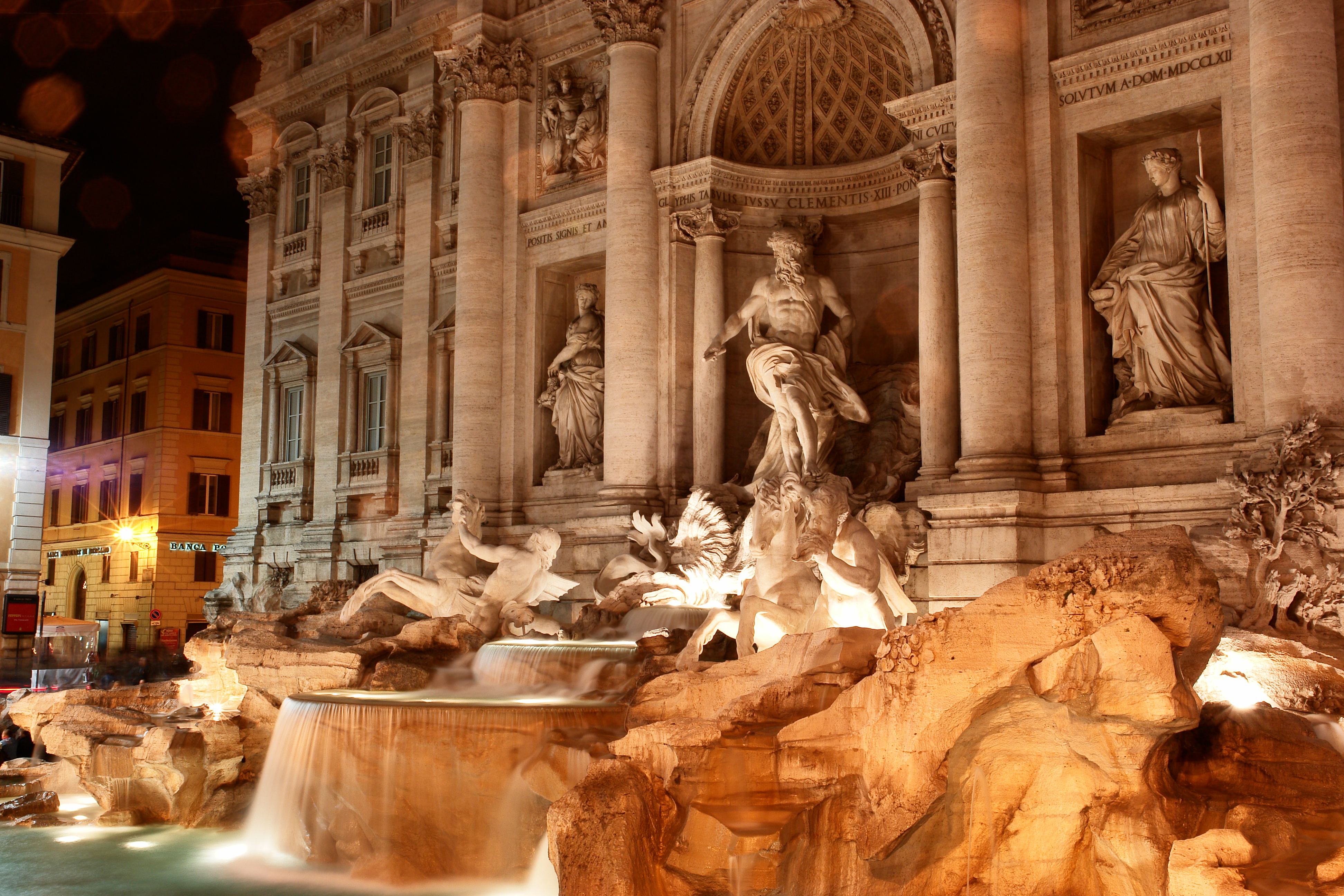
Fontana de Trevi (1732-1762), de Pietro Bracci y Filippo della Valle, Roma.
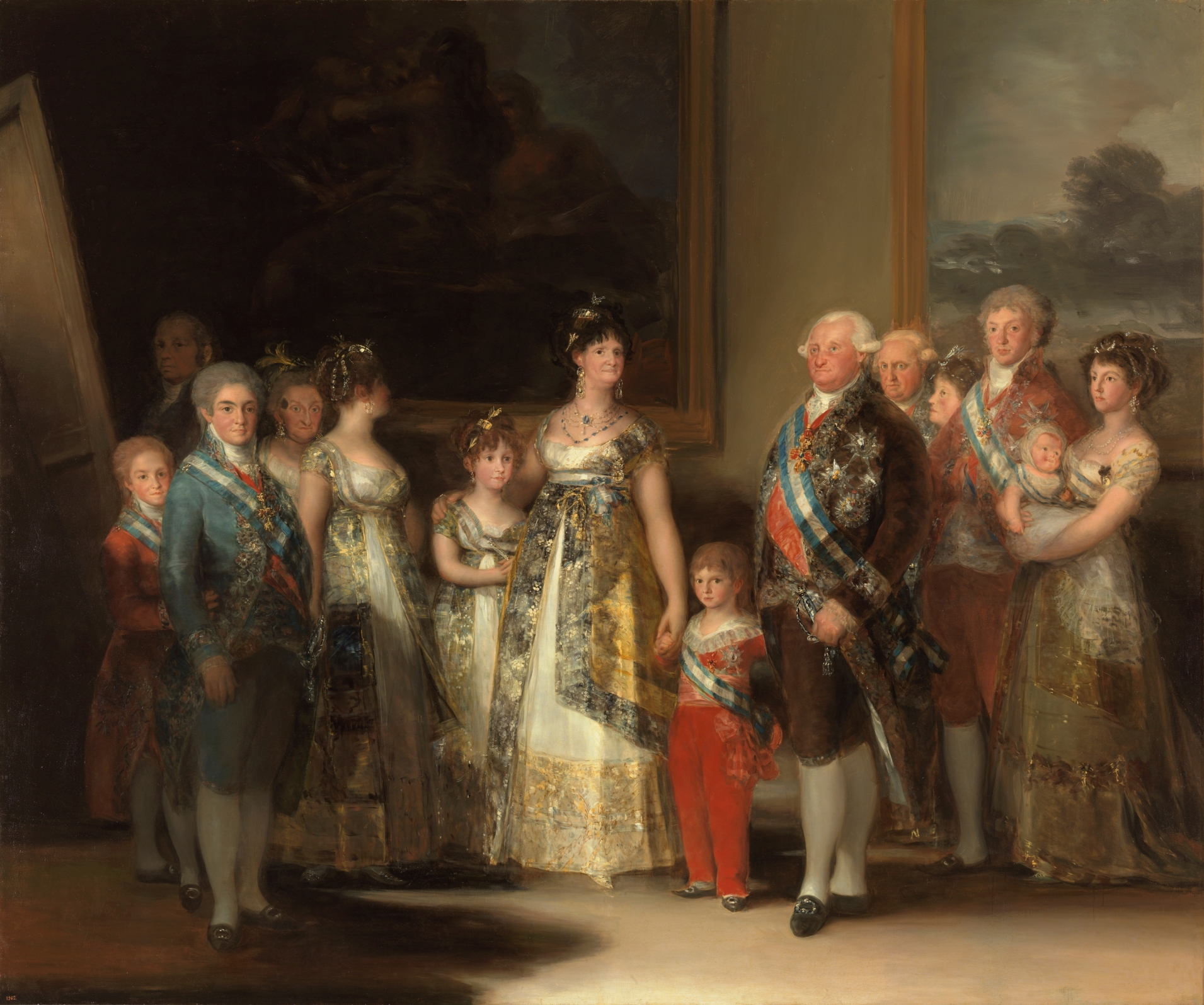
La familia de Carlos IV (1800), de Francisco de Goya, Museo del Prado (Madrid).
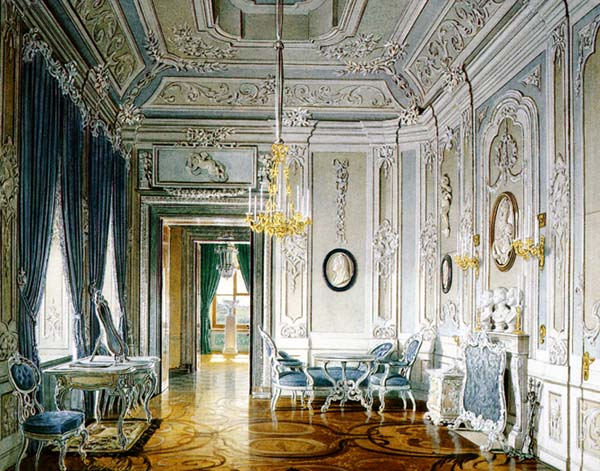
Interior rococó del palacio de Gatchina, cerca de San Petersburgo, en Rusia.

### Neoclasicismo

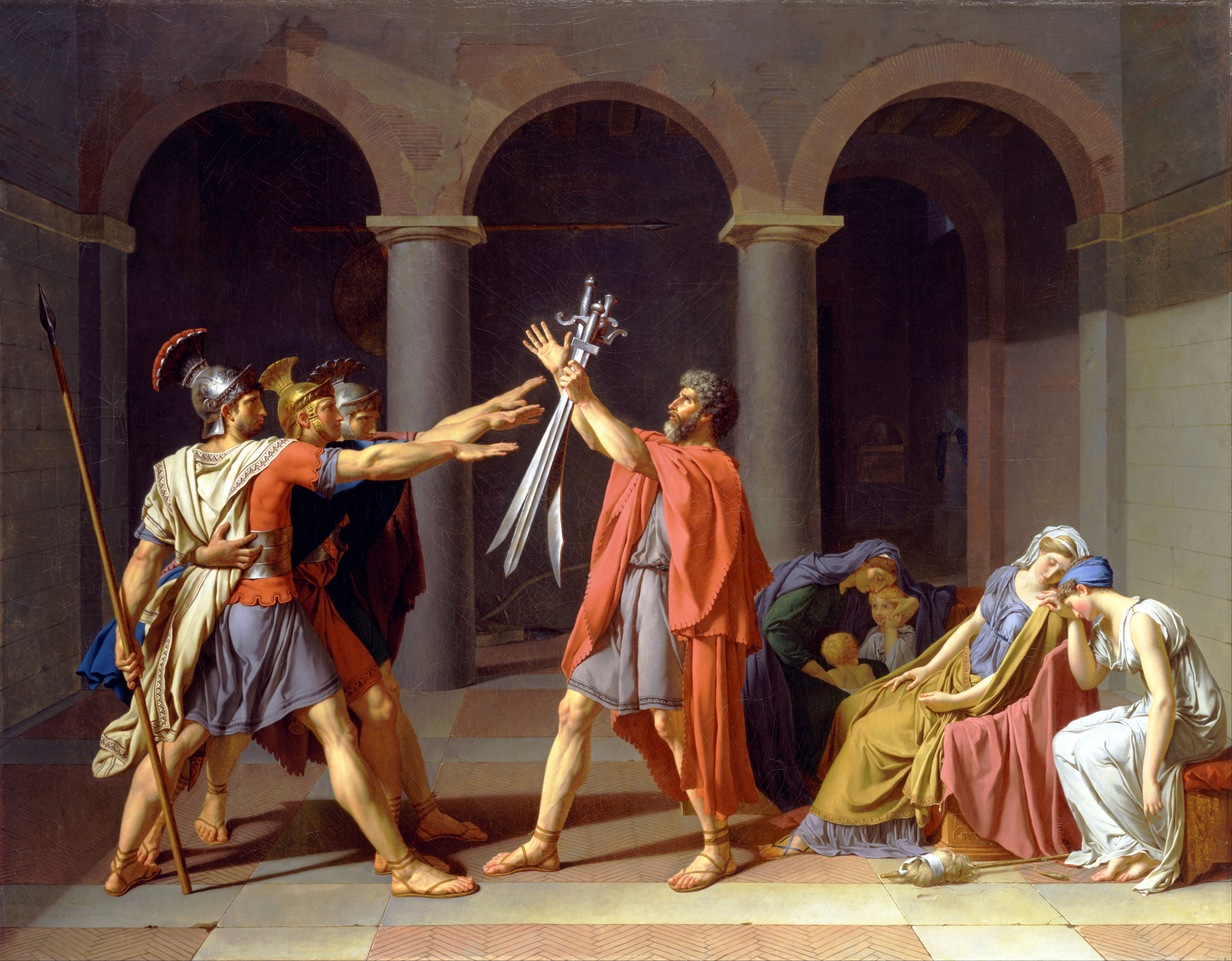
Juramento de los Horacios (1784), de Jacques-Louis David, Museo del Louvre

El auge de la burguesía tras la Revolución francesa favoreció el resurgimiento de las formas clásicas, más puras y austeras, en contraposición a los excesos ornamentales del barroco y rococó, identificados con la aristocracia. A este ambiente de valoración del legado clásico grecorromano influyó el hallazgo arqueológico de Pompeya y Herculano, junto a la difusión de un ideario de perfección de las formas clásicas efectuado por Johann Joachim Winckelmann, quien postuló que en la antigua Grecia se dio la belleza perfecta, generando un mito sobre la perfección de la belleza clásica que aún condiciona la percepción del arte hoy día.
La arquitectura neoclásica era más racional, de signo funcional y un cierto aire utópico, como vemos en los postulados de Claude-Nicolas Ledoux y Étienne-Louis Boullée. Conviene distinguir dos tipos de arquitectura neoclásica: la de herencia barroca, pero despojada de excesiva decoración para distinguirse de la arquitectura rococó; y la propiamente neoclásica, de líneas austeras y racionales, sobria y funcional. A la primera pertenecen obras como el Panteón de París, de Jacques-Germain Soufflot, o la Ópera de Berlín, de Georg Wenzeslaus von Knobelsdorff; también se enmarca en esta línea el neopalladianismo británico y estadounidense. En la nueva línea más racional puede mencionarse el proyecto urbanístico de las Tullerías, de Pierre-François-Léonard Fontaine (iniciador del llamado «estilo Imperio»); la Piazza del Popolo de Roma, de Giuseppe Valadier; el Walhalla de Ratisbona, de Leo von Klenze; y el Museo del Prado de Madrid, de Juan de Villanueva.
La escultura, de lógico referente grecorromano, tuvo como principales figuras a: Jean-Antoine Houdon, retratista de la sociedad prerrevolucionaria (Rousseau, Voltaire, Lafayette, Mirabeau); Antonio Canova, que trabajó para los papas y la corte de Napoleón (Paulina Borghese como Venus, 1805-1807); y Bertel Thorvaldsen, muy influido por la escultura griega, consagrado a la mitología y la historia antiguas (Jasón con el vellocino de oro, 1803). Otros nombres destacables serían John Flaxman, Johann Gottfried Schadow, Johan Tobias Sergel y Damià Campeny.
La pintura mantuvo un sello austero y equilibrado, influido por la escultura grecorromana o figuras como Rafael y Poussin. Destacó especialmente Jacques-Louis David, pintor «oficial» de la Revolución Francesa (Juramento de los Horacios,1784; La muerte de Marat, 1793; Napoleón cruzando los Alpes, 1800). Junto a él conviene recordar a: François Gérard, Antoine-Jean Gros, Pierre-Paul Prud'hon, Anne-Louis Girodet-Trioson, Jean Auguste Dominique Ingres, Joseph Wright of Derby, Johann Zoffany, Angelika Kauffmann, Anton Raphael Mengs, Joseph Anton Koch, Asmus Jacob Carstens, José de Madrazo, etc.
Las artes decorativas se desarrollaron en diversos estilos, algunos de los cuales perduraron a lo largo del siglo XIX: el estilo Directorio surgió en Francia en la época del Directorio (1795-1805), caracterizado por las líneas sencillas, clásicas, sobrias, sin adornos excesivos; el estilo Imperio se desarrolló en la Francia napoleónica y de la Restauración, de donde pasó al resto de Europa, sustituyendo la sobriedad por la ostentación y el lujo, con un estilo suntuoso, con preferencia de temas exóticos y orientales; en contraposición, el estilo Biedermeier alemán presentó un diseño más práctico y cómodo, de líneas sencillas y hogareñas. Estos estilos influyeron en el isabelino español y el victoriano inglés, de aire burgués, dedicados al lujo y la ostentación, aunque sin renunciar al confort y la funcionalidad.
A nivel literario, a finales del siglo XVIII se produjo una vuelta a premisas clasicistas, con la pretensión de establecer un tipo de literatura preceptiva, ordenadora, con una base ética e intelectual. Muchos de los autores de esta época estuvieron a caballo entre el neoclasicismo y el prerromanticismo, destacando: Friedrich Gottlieb Klopstock, Christoph Martin Wieland, Henry Fielding, Laurence Sterne, etc. En España, se denotó la influencia del clasicismo francés y los preceptos fijados por Boileau, destacando José Cadalso, Juan Meléndez Valdés y Gaspar Melchor de Jovellanos, así como los fabulistas Tomás de Iriarte y Félix María Samaniego. El teatro neoclásico tuvo pocas variaciones respecto al desarrollado a lo largo del siglo XVIII, siendo su principal característica la inspiración en modelos clásicos grecorromanos, seña de identidad de esta corriente. Destacan: Vittorio Alfieri, Richard Brinsley Sheridan y Gotthold Ephraim Lessing y, en España, Leandro Fernández de Moratín y Vicente García de la Huerta.
La música clásica supuso entre el último tercio del siglo XVIII y principios del XIX la culminación de las formas instrumentales, consolidadas con la definitiva estructuración de la orquesta moderna. El clasicismo se manifestó en el equilibrio y la serenidad de la composición, la búsqueda de la belleza formal, de la perfección, en formas armoniosas e inspiradoras de altos valores. Nació el desarrollo, nueva forma de composición que consistía en desmontar el tema, cogiendo el ritmo o la melodía, pero cambiando la tonalidad a través de la modulación. Evolucionó la música de cámara al desaparecer el bajo continuo, en distintos formatos: dúo, trío, cuarteto, quinteto, etc. La música clásica está representada principalmente por: Franz Joseph Haydn, Wolfgang Amadeus Mozart, Christoph Willibald Gluck, Luigi Boccherini y Domenico Cimarosa. La ópera clásica era menos recargada que la barroca, con una música austera, sin ornamentos vocales, arias limitadas, recitativo con acompañamiento orquestal, argumentos más sólidos y personajes más verídicos. Destacan: Jean-Philippe Rameau, Christoph Willibald Gluck y, especialmente, Wolfgang Amadeus Mozart, autor de varias de las mejores óperas de la historia (Le Nozze di Figaro, 1786; Don Giovanni, 1787; La flauta mágica, 1791).
El ballet clásico también experimentó un gran desarrollo, sobre todo gracias al aporte teórico del coreógrafo Jean-Georges Noverre y su ballet d'action, que destacaba el sentimiento sobre la rigidez gestual del baile académico. Se buscó un mayor naturalismo y una mejor compenetración de música y drama, hecho perceptible en las obras del compositor Gluck, que eliminó muchos convencionalismos de la danza barroca. Otro coreógrafo relevante fue Salvatore Viganò, que dio mayor vitalidad al «cuerpo de ballet», el conjunto que acompaña a los bailarines protagonistas, que cobró independencia respecto a estos.

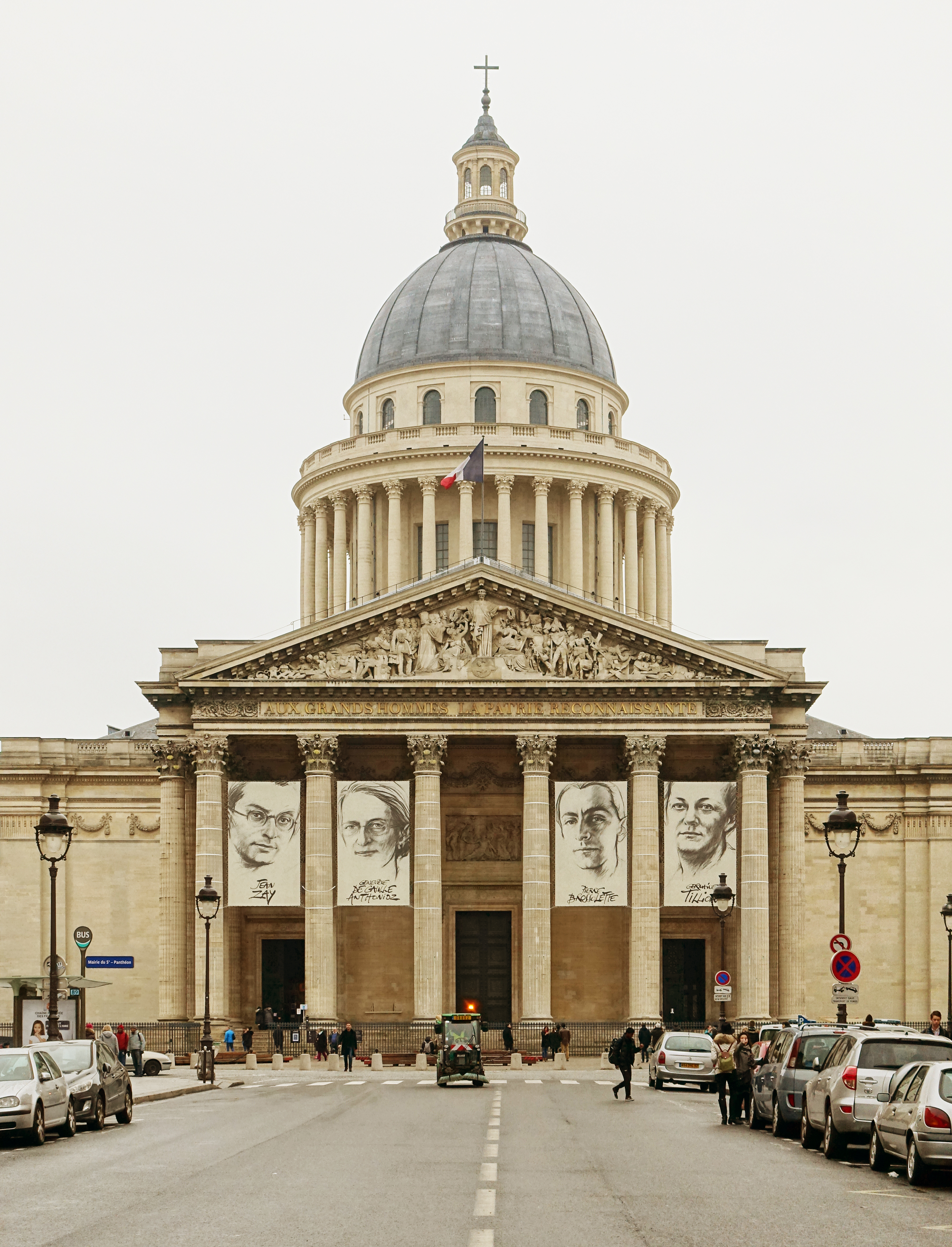
Panteón de París (1757-1791), de Jacques-Germain Soufflot.
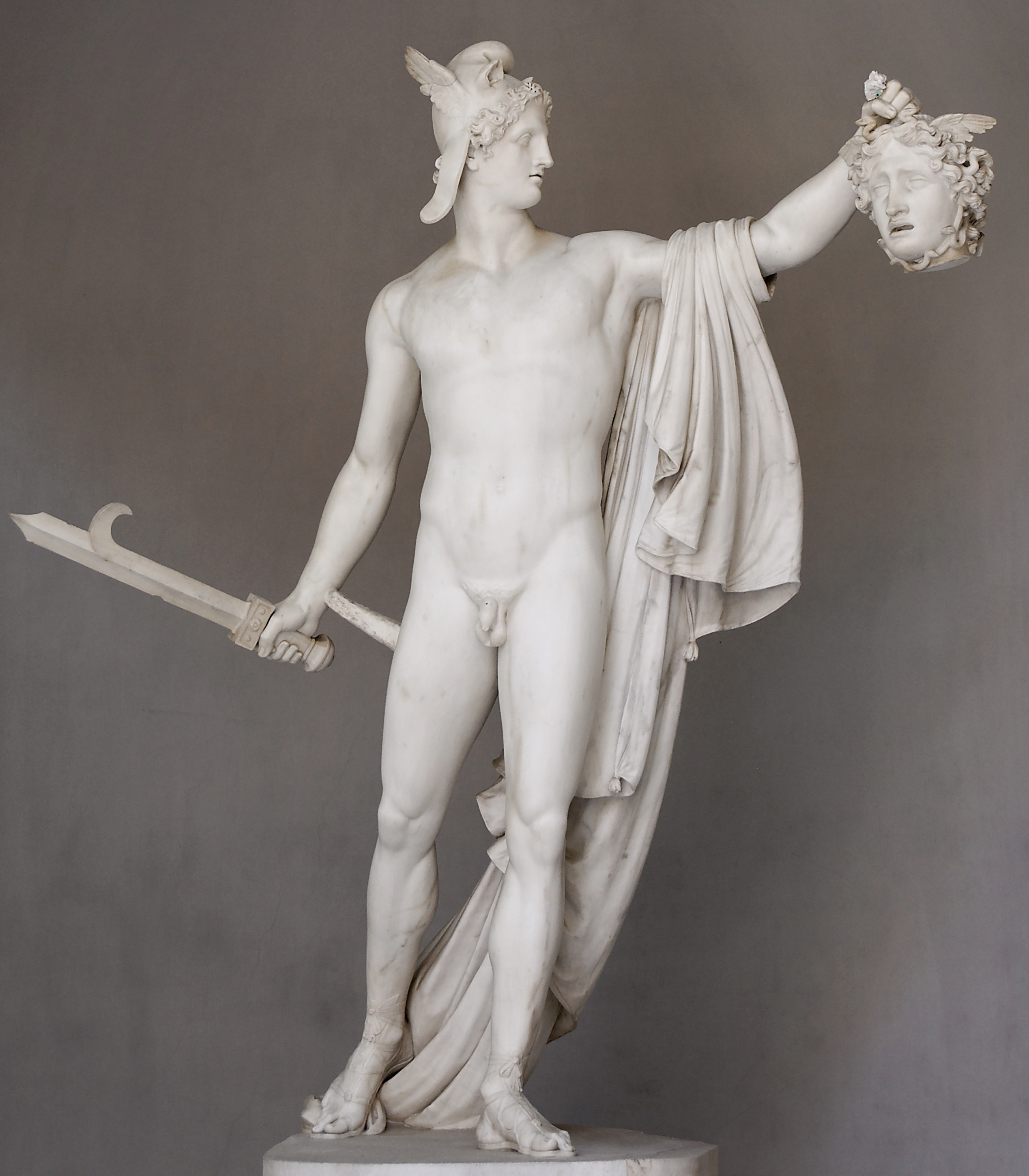
Perseo con la cabeza de Medusa (1800), de Antonio Canova, Museos Vaticanos.
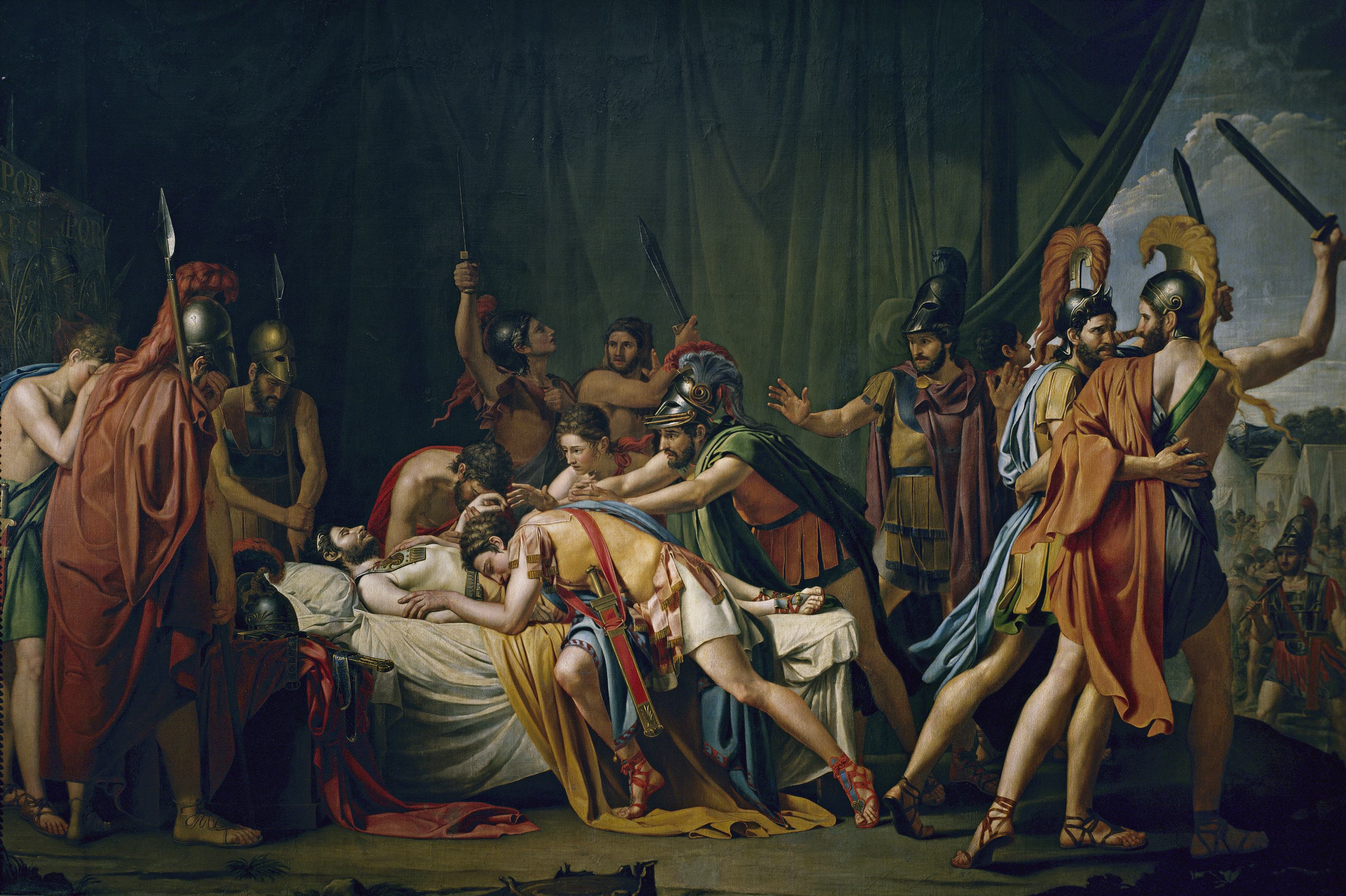
La muerte de Viriato (1806-1807), de José de Madrazo, Museo del Prado.
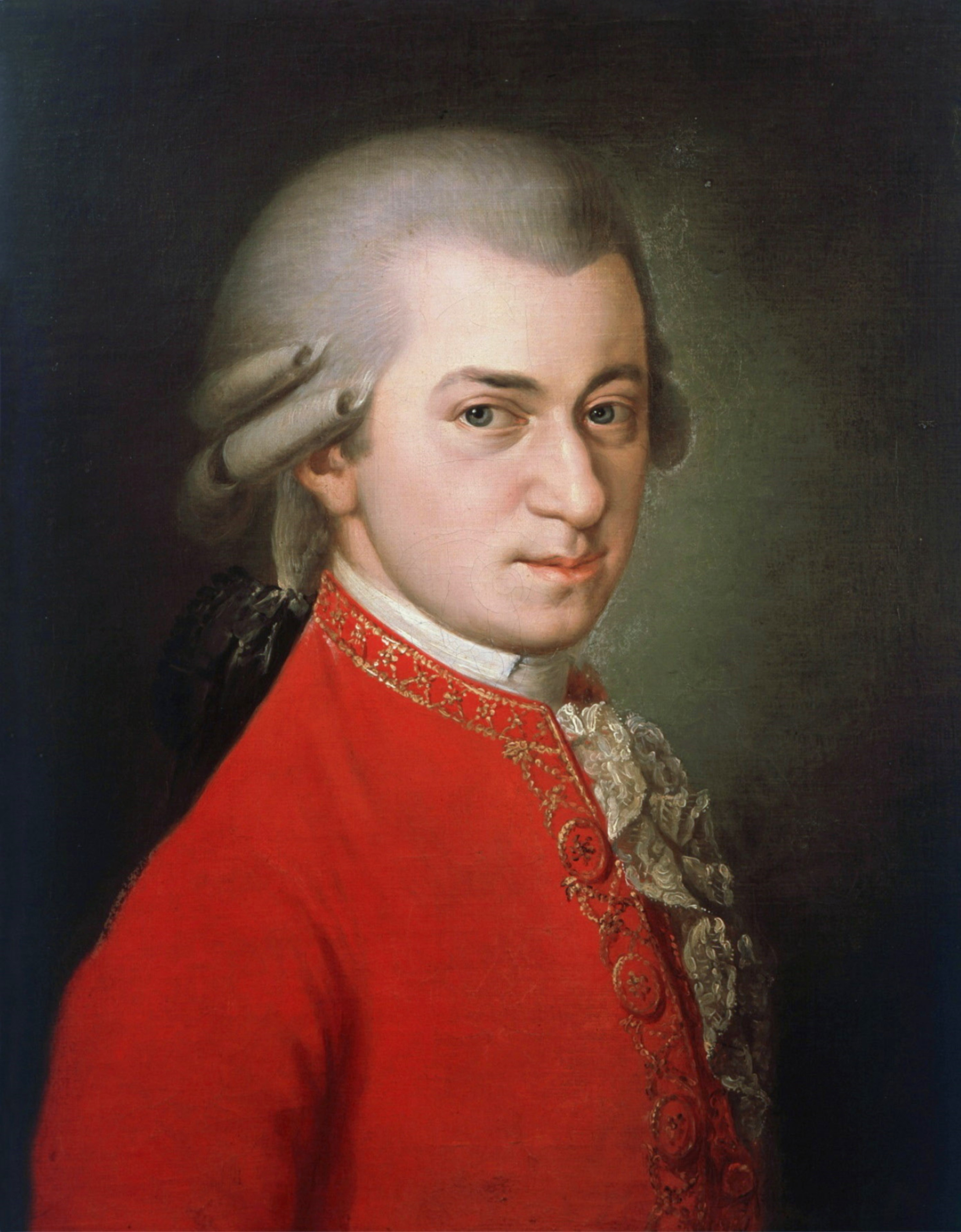
Wolfgang Amadeus Mozart.

### América

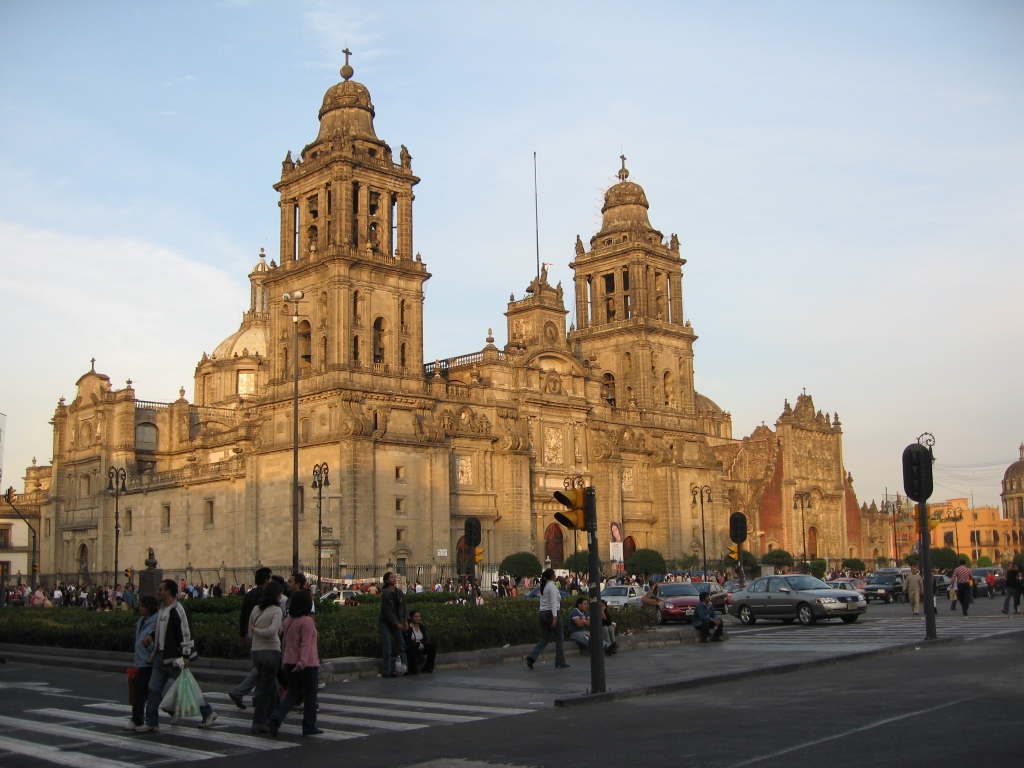
Catedral Metropolitana de la Ciudad de México.

Desde el descubrimiento de América por Cristóbal Colón en 1492 hasta la independencia de los diversos países americanos a lo largo del siglo XIX (los últimos Cuba y Puerto Rico en 1898) se dio el denominado arte colonial, que fue un fiel reflejo del arte efectuado en la metrópoli, desarrollándose los mismos estilos artísticos que en el continente europeo, principalmente el Renacimiento, el Barroco y el Rococó. Las principales muestras de arte colonial se produjeron en los dos centros geográficos de más relevancia en la era precolombina: México y Perú.
La arquitectura se basó en las mismas tipologías de edificios propios de la cultura europea, principalmente iglesias y catedrales, dado el rápido avance de la labor de evangelización de los pueblos nativos americanos, pero también edificios civiles como ayuntamientos, hospitales, universidades, palacios y villas particulares. Durante la primera mitad del siglo XVI fueron las órdenes religiosas las encargadas de la edificación de numerosas iglesias en México, preferentemente un tipo de iglesias fortificadas llamadas «capillas de indios». A mediados de siglo se empezaron a construir las primeras grandes catedrales, como las de México, Puebla, Guadalajara, Cuzco y Córdoba. La arquitectura barroca se caracterizó por una profusa decoración, que resultaría exacerbada en el llamado «ultrabarroco» (Fachada del Sagrario de la Catedral de México). En Perú, las construcciones desarrolladas en Lima y Cuzco desde 1650 muestran unas características originales que se adelantan incluso al barroco europeo, como en el uso de muros almohadillados y de columnas salomónicas (Iglesia de la Compañía, Cuzco). En el siglo XVIII, la arquitectura se orientó a un estilo más exuberante, otorgando un aspecto inconfundible al barroco limeño (Palacio del Marqués de Torre-Tagle.
Las primeras muestras de pintura colonial fueron las de escenas religiosas elaboradas por maestros anónimos, como las imágenes de la Virgen con el Niño. La producción artística hecha en Nueva España por indígenas en el siglo XVI es denominada arte indocristiano. La pintura barroca recibió la influencia del tenebrismo sevillano, principalmente de Zurbarán, como se puede apreciar en la obra de los mexicanos José Juárez y Sebastián López de Arteaga, y del boliviano Melchor Pérez de Holguín. A finales del siglo XVI destacó la Escuela cuzqueña de pintura, representada principalmente por Luis de Riaño y Marcos Zapata. En el siglo XVIII la principal influencia sería la de Murillo, y en algún caso —como en Cristóbal de Villalpando— la de Valdés Leal. Destacan Gregorio Vázquez de Arce en Colombia y Juan Rodríguez Juárez y Miguel Cabrera en México.
En escultura las primeras muestras fueron nuevamente en el terreno religioso, en tallas exentas y retablos para iglesias, confeccionadas generalmente en madera recubierta con yeso y decorada con encarnación —aplique directo del color— o estofado —sobre un fondo de plata y oro—. A principios del siglo XVII nacieron las primeras escuelas locales, como la quiteña y la cuzqueña, destacando la labor patrocinadora de la orden jesuita. En el barroco destacó la obra escultórica desarrollada en Lima, como la sillería de la Catedral de Lima. En Brasil destacó la obra del Aleijadinho.

### África

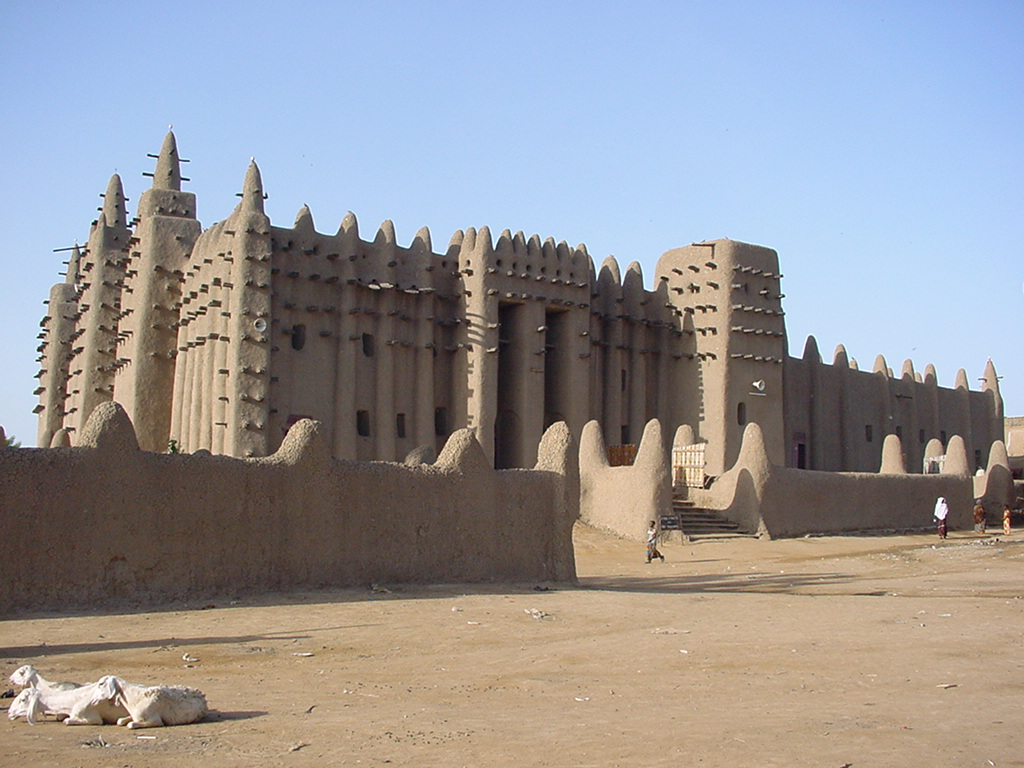
Gran Mezquita de Djenné, Malí.

En esta época continuó la diversidad de estilos y manifestaciones artísticas en el continente africano, debido a la multiplicidad étnica y religiosa, y a las diferentes organizaciones sociales, desde pueblos nómadas hasta estados centralizados como Benín, Dahomey, el Congo y Ashanti. Los principales materiales eran la madera, la piedra, el marfil, el metal, la arcilla, pieles, plumas, conchas, etc. En las montañas Drakensberg (Sudáfrica), los San (o bosquimanos) realizaron miles de pinturas rupestres entre los siglos  XVIII y XIX, relacionadas con rituales chamánicos. En la región de Owerri (Nigeria) se construyeron una serie de edificios votivos llamados mbari, decorados con pinturas y esculturas. En Malí destacaron las construcciones en adobe, como la Gran Mezquita de Djenné, datada inicialmente del siglo XIII pero reconstruida varias veces. En Ashanti (actual Ghana) adquirieron notoriedad los tejidos llamados kente, de algodón o seda, decorados con motivos geométricos.
La escultura fue la principal actividad artística en el continente en general, caracterizada por su gran expresividad y fuerza emotiva, que llegó a influir en el arte de vanguardia europeo cuando el colonialismo favoreció la creación de museos etnológicos que llevaron las obras de arte africanas por toda Europa. En Benín se hacían figuras de latón desde el siglo  XV hasta el XIX. En Ashanti se dio un estilo naturalista de pequeñas esculturas de metal (siglos  XVII-XX). En la cultura yoruba (entre Nigeria, Benín y Togo) proliferaron los relieves en madera tallada, como en las puertas del palacio de Ikere, del escultor Olowe de Ise. Otras tipologías fueron: los fetiches o «figuras de poder» (nduda), relacionadas con ritos ultraterrenales, de figuras antropomórficas recubiertas de tela, cuero o plumas; los pfemba, dedicados a la maternidad, generalmente una mujer con un niño en brazos; y los mbulu-ngulu, relicarios protectores. También se forjaron figuras en hierro, como la del rey Glele de Dahomey, de tamaño natural, obra de Akate Akpele Kendo (1860). Por último, destacaron las máscaras, destinadas a ritos de distinta índole (funerarios, agrícolas, de fertilidad, etc.).

### Asia
India

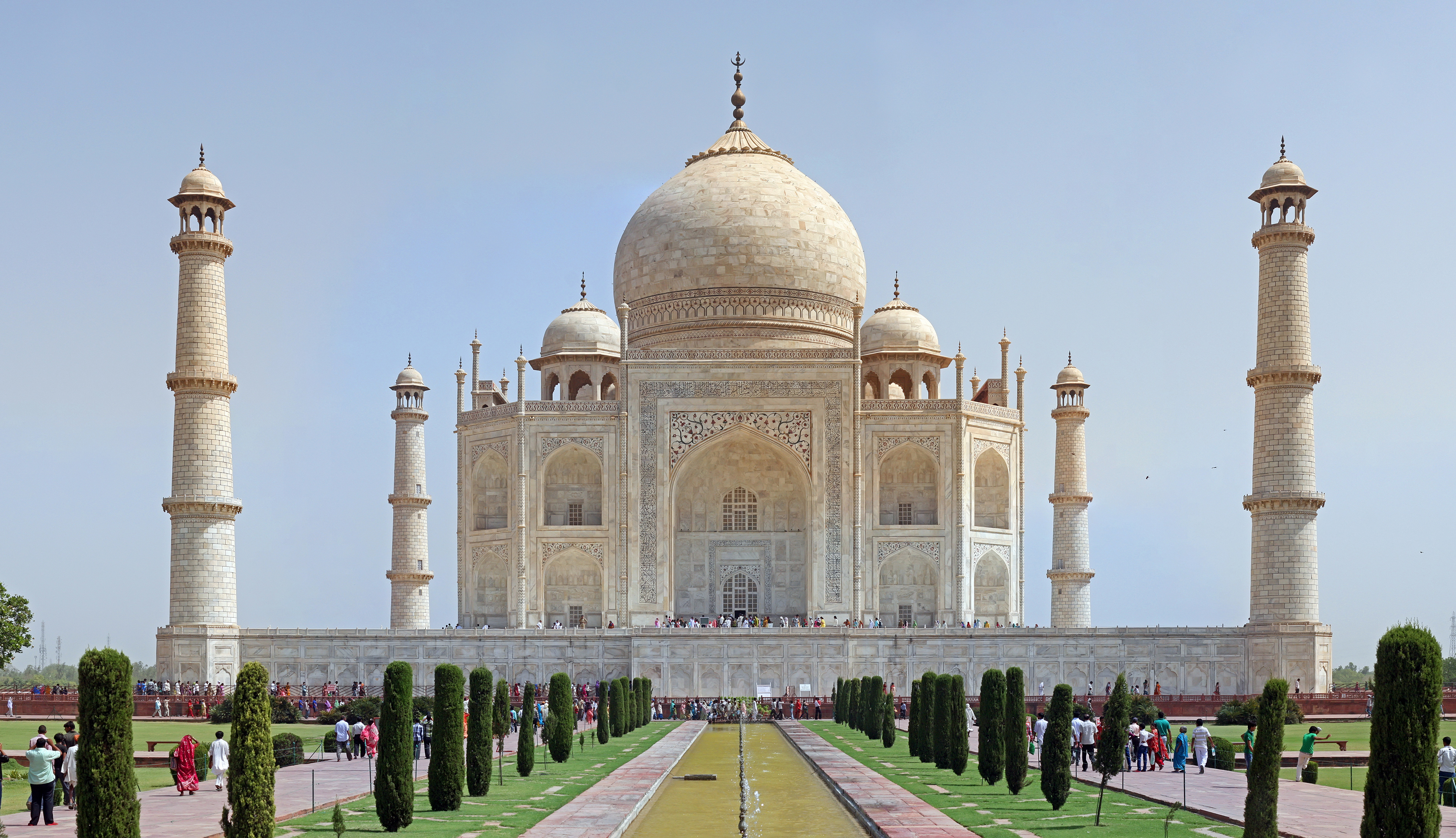
Taj Mahal.

Durante este periodo se introdujo en la India el arte islámico. La invasión musulmana, que tuvo su culminación en el Imperio mogol, provocó una gran convulsión en la sociedad india y, por tanto, en su arte. A las formas tradicionales se añadieron elementos característicos del arte islámico, con nuevas tipologías como la mezquita. Este sincretismo artístico se manifestó en construcciones como las mezquitas de Lahore y Delhi y en las sepulturas de Agra, sobre todo en el famoso Taj Mahal (siglo XVII). También se desarrollaron la jardinería y la miniatura, ambas de influencia persa, y adquirieron gran relevancia las artes textiles y las joyas engarzadas (como el Trono de Aurangzeb).
El arte tradicional hindú tuvo su manifestación en el magnífico templo de Meenakshi (Madurai), así como en la escuela miniaturista de Rajput, donde vivía una comunidad jainista que creó un arte que tuvo gran difusión en Occidente, plasmado en un conjunto de templos y esculturas de mármol con incrustaciones de piedras de colores, decorados con gran preciosismo. A partir del siglo XII la escultura se realizó más en bronce que en piedra, destacando las representaciones del dios Śivá en actitud danzante; después serían característicos los retratos de guerreros y cortesanos, tradición que llegó hasta el siglo XVIII. La arquitectura de finales de este periodo evolucionó hacia formas cada vez más complejas, con gran riqueza decorativa, en la que se podría denominar una fase «barroca» del arte indio (aunque sin hacer paralelismos con el barroco europeo).
En literatura la principal particularidad de esta época fue el despunte de las lenguas vernáculas, surgiendo una literatura en hindi, bengalí, tamil, maratí, guyaratí, télugu, rayastaní, etc. En el género dramático destacó Anandarayamakhin, autor de Jiva-nandana (hacia 1700), drama alegórico que representa el alma humana como un rey encarcelado en su palacio (el cuerpo); y en el poema épico destaca el Ram-chari-manas de Tulsidas, reelaboración del Ramaiana con gran pureza lingüística y estilística. El teatro derivó en tiempos más recientes del antiguo dutangada —donde predominaba la danza y la mímica— en una nueva modalidad denominada kathakali, que igualmente ponía énfasis en la música y la gestualidad. En esta interpretación adquirió gran relevancia el lenguaje de las manos (mudras, con 24 posiciones básicas y otras combinadas), así como la expresión del rostro y los movimientos de los ojos (navarasya). También tenía importancia el maquillaje, donde los colores eran simbólicos, identificando al rol o personaje.
La música recibió igualmente la influencia musulmana, aunque subsistieron las antiguas formas tradicionales, basadas en los ragas. Sin embargo, la convivencia de ambas modalidades provocó una división en dos tradiciones musicales diferenciadas: la septentrional o indostánica, más influida por la música árabe; y la meridional o carnática, más conservadora de la antigua tradición. La primera era más elegante, decorativa, romántica, mientras que la segunda era más austera, intelectual. Dos de las danzas clásicas de la India que ejemplifican lo anterior son el kathak, en el norte, y el bharatanatyam, en el sur.
China

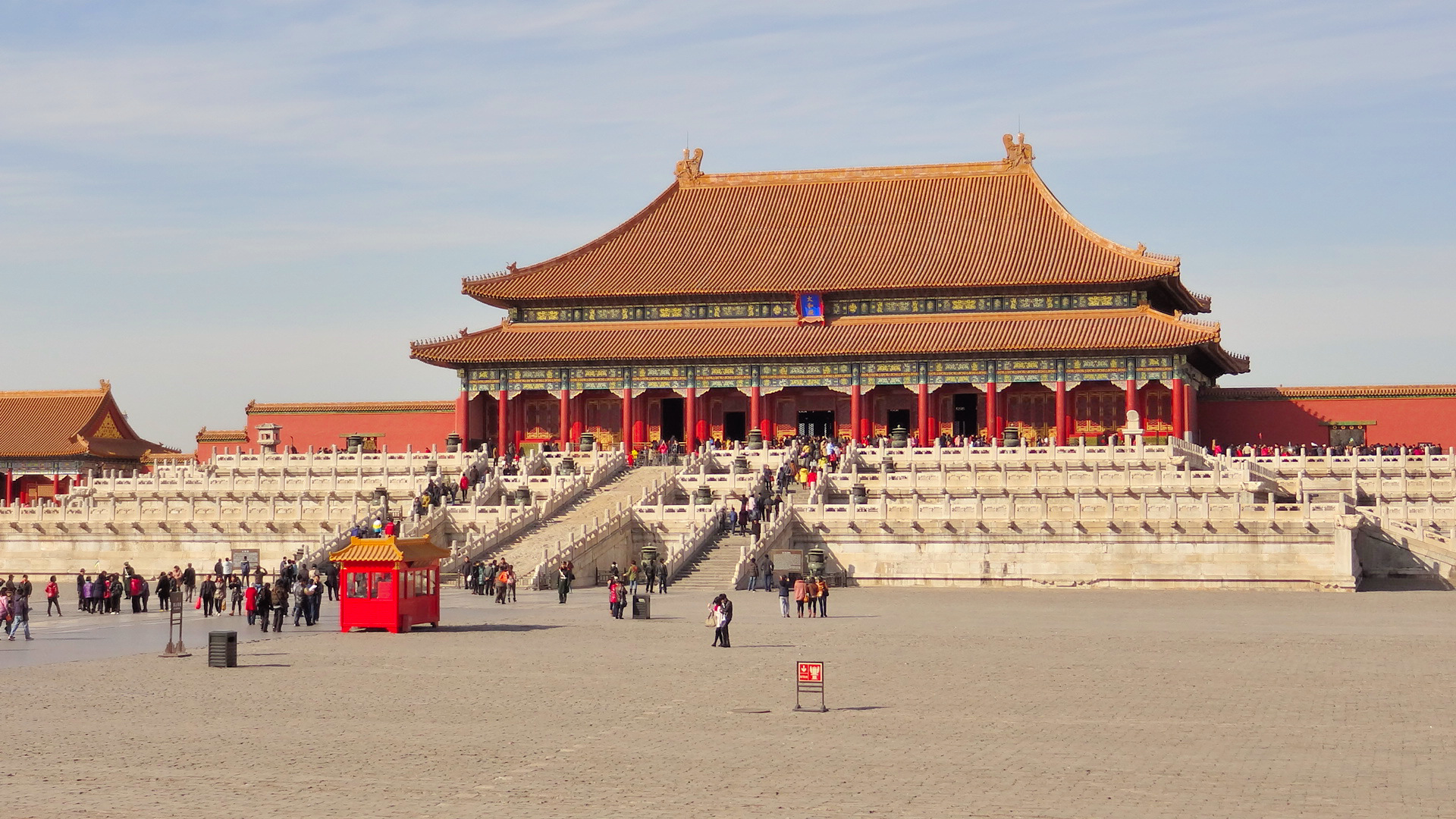
El Palacio de la Suprema Armonía, en el centro de la Ciudad Prohibida de Pekín.

- Dinastía Ming (1368-1644): supuso la restauración de una dinastía autóctona tras el periodo mongol, retornando a las antiguas tradiciones chinas. El tercer emperador de la dinastía, Yongle, trasladó la capital de Nankín a Pekín (1417), construyendo un Palacio Imperial (la Ciudad Prohibida), con tres grandes patios rodeados de una muralla de 24 kilómetros, y un amplio complejo de edificios donde destacan la Sala de la Suprema Armonía (con el trono imperial) y el Templo del Cielo. La pintura de esta época era tradicional, de signo naturalista y cierta opulencia, como en la obra de Lü Ji, Shen Zhou, Wen Zhengming, etc. También destacó la porcelana, muy ligera y de tonos brillantes, generalmente en blanco y azul, y comenzó la decoración de vasijas de bronce en esmalte cloisonné.
- Dinastía Qing (1644-1911): dinastía de origen manchú, en el arte supuso la continuidad de las formas tradicionales. La pintura era bastante ecléctica, dedicada a temas florales (Yun Shouping), religiosos (Wu Li), paisajes (Gai Qi), etc. En arquitectura, se continuó la construcción —y, en algunos casos, restauración— del recinto imperial, con el mismo sello estilístico, al tiempo que se edificaban nuevos templos y villas aristocráticas, destacando la riqueza de los materiales (balaustradas de mármol, cerámica en los tejados, etc.). Continuó igualmente la tradición en las artes aplicadas, especialmente ebanistería, porcelana, tejidos de seda, lacas, esmalte, jade, etc. Cabe mencionar que las manufacturas chinas influyeron en la decoración del rococó europeo (las llamadas chinoiseries).[105]

La literatura siguió siendo de corte tradicional, destacando en época Ming la producción teatral, con obras como El círculo de tiza de Li-Hsing-Tao, La guitarra de Kao Ming y El pabellón de T'ang-Hien-Tsu. En prosa destacó El mono, de Wu Cheng'en, de signo alegórico; y La ciruela del vaso de oro, de Wang Shih-chên, narración de tono erótico. En época Qing la poesía destacó por su virtuosismo, detectándose por vez primera el influjo occidental en la obra de Huang-Tuen-Hien. La narrativa era más humanista, como se puede percibir en P'u-Song-Ling y Ts'ao-Sine-K'in, autor de Hong-leu-mon, la más famosa novela de amor china; Los letrados, de Wu-Ching-Tzu, es una novela de tono satírico.
La música siguió las tradiciones anteriores, recopiladas en el Manual de música de Tsai Yü (1596). De esta época destacan las tonadas para cítara, con dos vertientes: tonadas breves (hsiao-ch'ü), de letra con acompañamiento musical; y tonadas largas (ta-ch'ü), puramente instrumentales. En la dinastía Ming destacó el compositor Wei Liang-fu, creador de un nuevo estilo dramático con óperas de 30 actos (k'un-ch'ü), con partes cantadas y partes declamadas. El instrumento principal era la flauta travesera (ti), junto a la guitarra (san-hsien), el laúd corto (p'i-p'a) y el tambor (pan-ku). Durante la dinastía Qing surgió un nuevo tipo de ópera (ching-hsi), más popular, con acompañamiento de violín de una cuerda (hu'chpin). En ese periodo comenzó la influencia occidental, al tiempo que la música china llegó a Occidente, como se observa en la obertura de Turandot, de Carl Maria von Weber (1809).
Japón

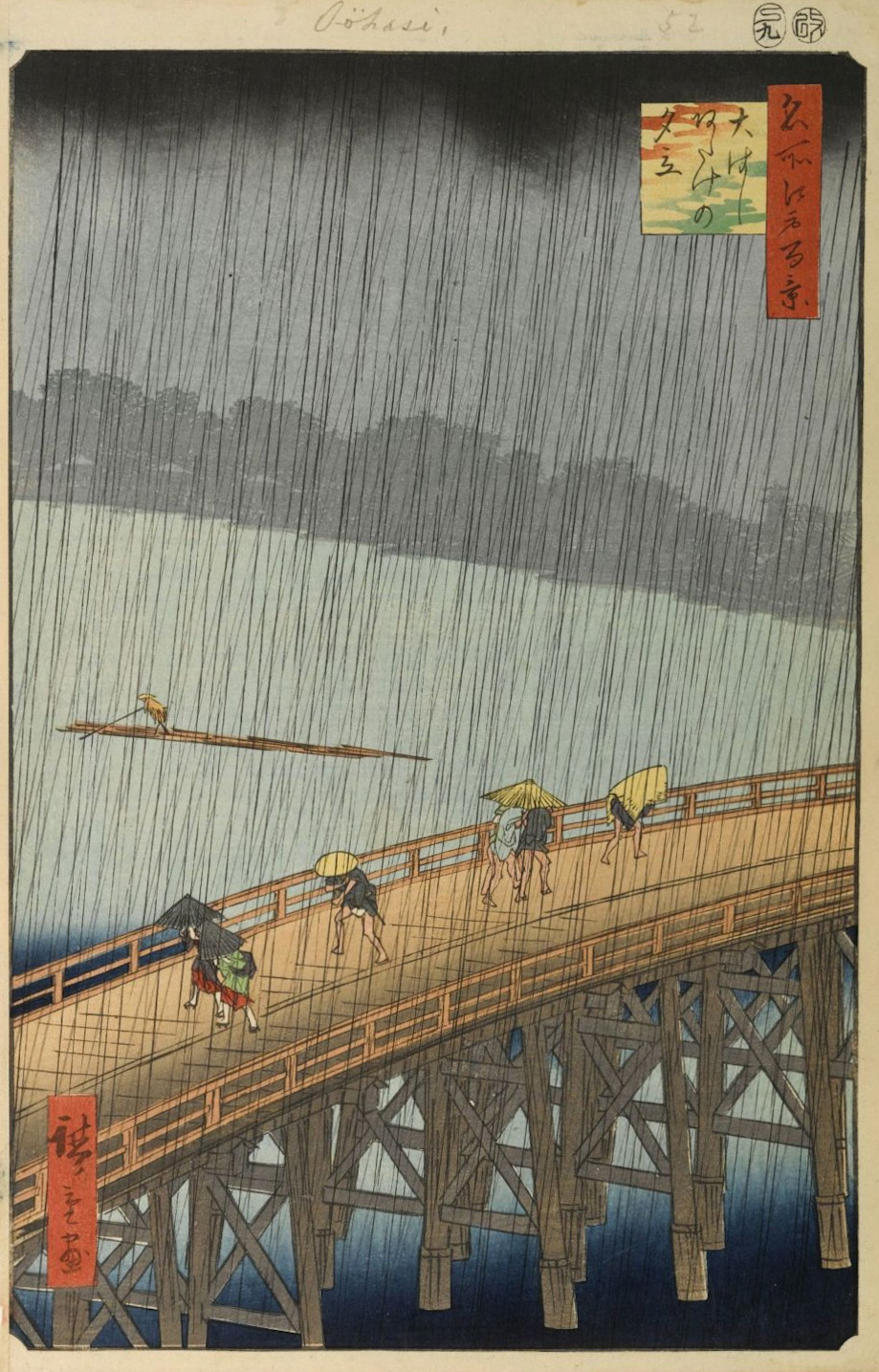
El puente Ōhashi en Atake bajo una lluvia repentina (1857), de Utagawa Hiroshige, Brooklyn Museum of Art, Nueva York.

- Período Momoyama (1573-1615): el arte de esta época se alejó de la estética budista, remarcando los valores tradicionales japoneses, aunque durante este período se recibieron las primeras influencias de Occidente. Se construyeron grandes castillos y palacios: palacio de Fushimi, castillos de Himeji y Osaka. En pintura, la escuela de Tosa continuó la tradición épica japonesa (Mitsuyoshi, Mitsunori). La cerámica alcanzó un momento de gran apogeo: Seto continuó siendo uno de los primeros centros de producción, mientras que en Mino nacieron dos escuelas muy importantes: Shino y Oribe. En la producción de laca destaca el nombre de Honami Kōetsu.
- Período Edo o Tokugawa (1615-1868): este período artístico se corresponde con el histórico de Tokugawa, en el que Japón se cerró a todo contacto exterior. Los edificios más importantes son el mausoleo de Toshogu en Nikkō y el palacio de Katsura en Kioto. También son características de esta época las casas de té (chashitsu). Se desarrolló notablemente la pintura, que adquirió gran vitalidad, destacando Tawaraya Sōtatsu y Ogata Kōrin, así como la escuela de Ukiyo-e, que destacó por la representación de tipos y escenas populares (Kitagawa Utamaro, Katsushika Hokusai, Utagawa Hiroshige). La cerámica tuvo uno de sus mayores centros de producción en Kioto, con influencia del arte chino y coreano; su principal artista es Nonomura Ninsei. En este período se produjeron las primeras porcelanas, con un primer centro productor en Arita; destacan las escuelas de Kakiemon, Nabeshima y Ko-Kutami.[108]

La literatura evolucionó hacia un mayor realismo, generalmente de tono costumbrista y con una sutil vena humorística, como se aprecia en la obra de Saikaku Ihara, Jippensha Ikku y Ejima Kiseki. En poesía, la principal modalidad es el haiku, composición de 17 sílabas, generalmente de tono bucólico, centradas en la naturaleza y el paisaje, destacando Matsuo Bashō, Yosa Buson y Kobayashi Issa. Continuó el género de la waka, generalmente en chino, representada principalmente por Rai Sanyo. En el siglo XIX destacó el novelista Takizawa Bakin, autor de Satomi Kakkenden (Vidas de ocho perros).
En teatro surgió la modalidad del kabuki, que sintetizó las antiguas tradiciones tanto musicales e interpretativas como de mímica y danza, con temáticas desde las más mundanas hasta las más místicas. Así como el nō era de tono aristocrático, el kabuki sería la expresión del pueblo y la burguesía. La puesta en escena era de gran riqueza, con decorados donde destacaba la composición cromática, vestidos de lujo y maquillaje de tono simbólico, representando según el color diversos personajes o estados anímicos. La dicción era de tipo ritual, mezcla de canto y recitativo, en ondulaciones que expresaban la posición o el carácter del personaje.
La música fue en esta época principalmente de cámara, de tipo profano, desarrollada con diversos instrumentos entre los que destacan el shamisen (laúd de tres cuerdas), el shakuhachi (flauta de bambú) y el koto (cítara de 13 cuerdas). El koto, principalmente, tuvo un gran auge a partir del siglo XVII, siendo popularizado por el músico ciego Yatsushashi. Se tocaba solo, con diversas variaciones (dan) de 52 compases (hyoshi), o acompañado de voz (kumi).

### Oceanía

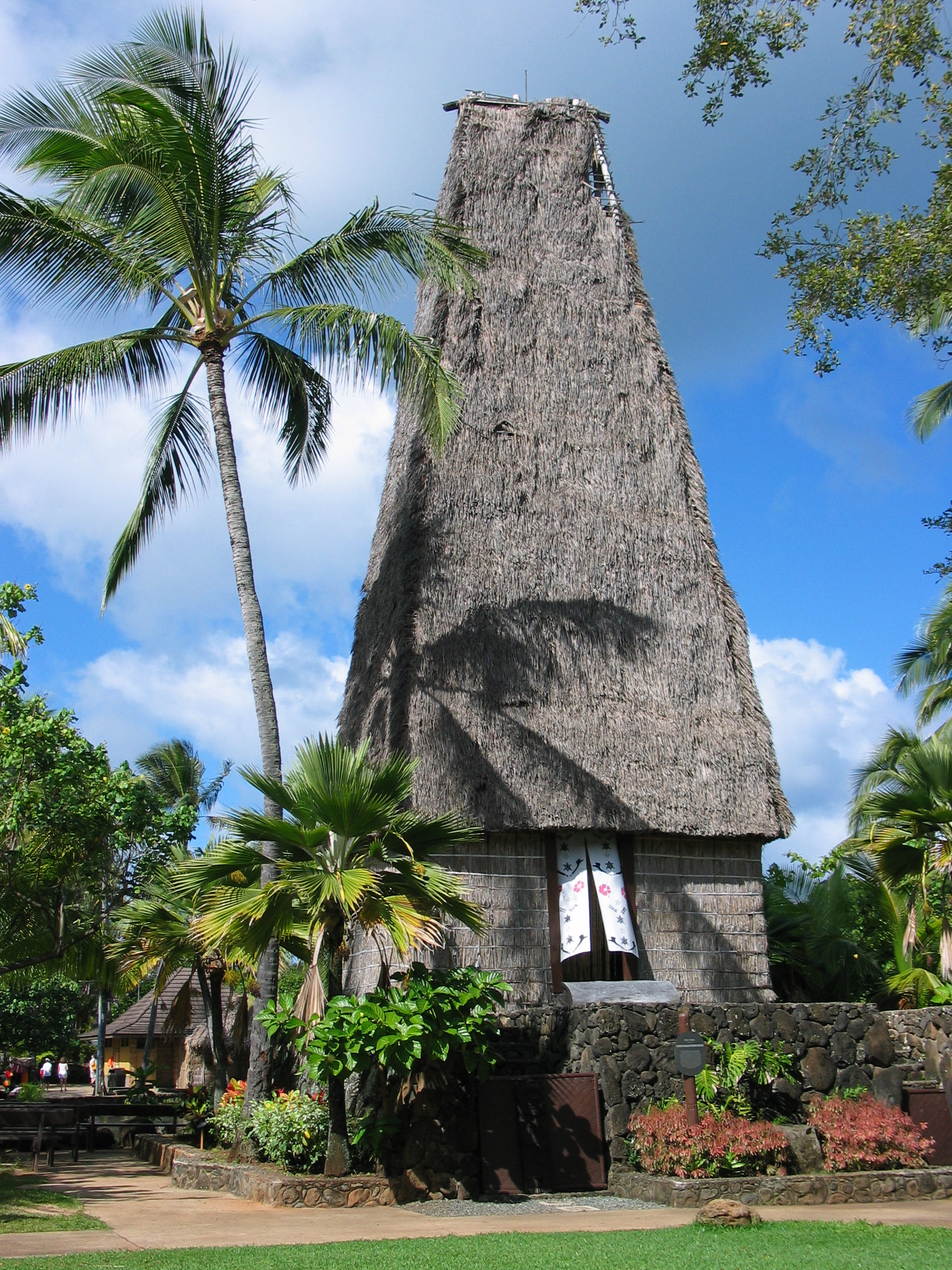
Casa de reunión melanesia.

El arte siguió siendo predominantemente indígena, aunque se dieron los primeros contactos con la civilización occidental. En sus viajes por el Pacífico (1768-1780) James Cook reunió una serie de obras de arte que incluían tejidos, esculturas, joyas, muebles, armas, herramientas, instrumentos musicales, etc. En Melanesia destacan las grandes casas de reunión o «casas de los espíritus», dedicadas a ceremonias relacionadas con el culto a los antepasados. Continuó la talla de figuras antropomórficas —principalmente deidades locales—, como la de Kukailimoku, dios de la guerra hawaiano (British Museum), o el dios A'a, de Rurutu (islas Australes). También siguió la tradición de las máscaras, especialmente en Nueva Guinea (mai), Nueva Irlanda (malanggan) y Nueva Caledonia (apuema). Los asmat, tribu de Irian Jaya (Nueva Guinea), construían unos postes conmemorativos (bisj) de entre 5 y 10 metros de altura, tallados con figuras antropomórficas, una encima de otra. En las islas Salomón se dan estatuas de madera (indalo) de figuras humanas o animales, con incrustaciones de conchas. En Australia continuó la tradición de las pinturas rupestres, así como las churingas, piezas de madera, piedra o concha, decoradas con motivos geométricos.

## Arte contemporáneo

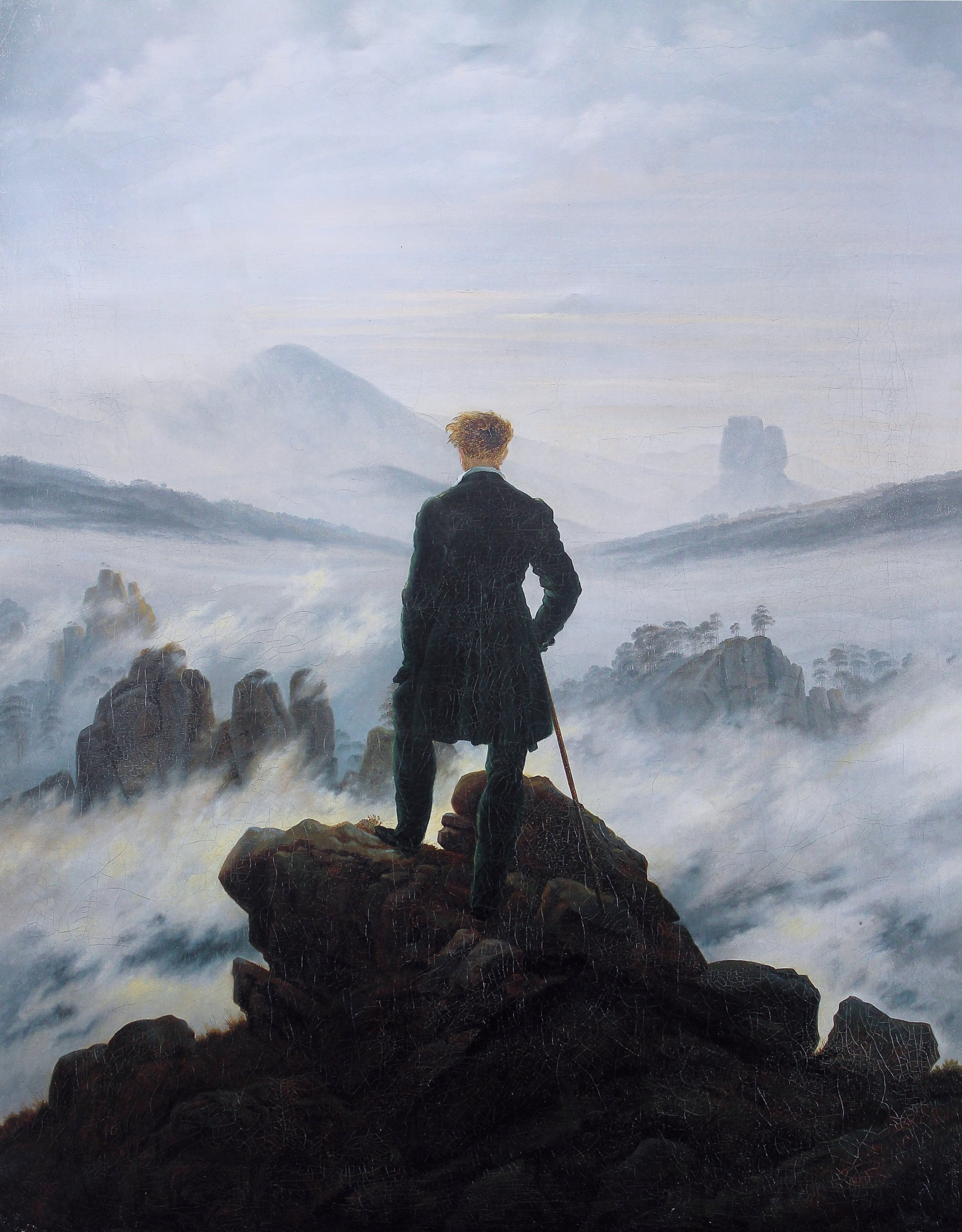
Viajero frente al mar de niebla (1818), de Caspar David Friedrich, Kunsthalle de Hamburgo

### SigloXIX
Entre finales del siglo XVIII y principios del XIX se sentaron las bases de la sociedad contemporánea, marcada en el terreno político por el fin del absolutismo y la instauración de gobiernos democráticos —impulso iniciado con la Revolución francesa—; y, en lo económico, por la Revolución Industrial y el afianzamiento del capitalismo, que tendrá respuesta en el marxismo y la lucha de clases. En el terreno del arte, comienza una dinámica evolutiva de estilos que se suceden cronológicamente cada vez con mayor celeridad, que culminará en el siglo XX con una atomización de estilos y corrientes que conviven y se contraponen, se influyen y se enfrentan. Surge el arte moderno como contraposición al arte académico, situándose el artista a la vanguardia de la evolución cultural de la humanidad.

#### Arquitectura
Artículo principal: Arquitectura del siglo XIX

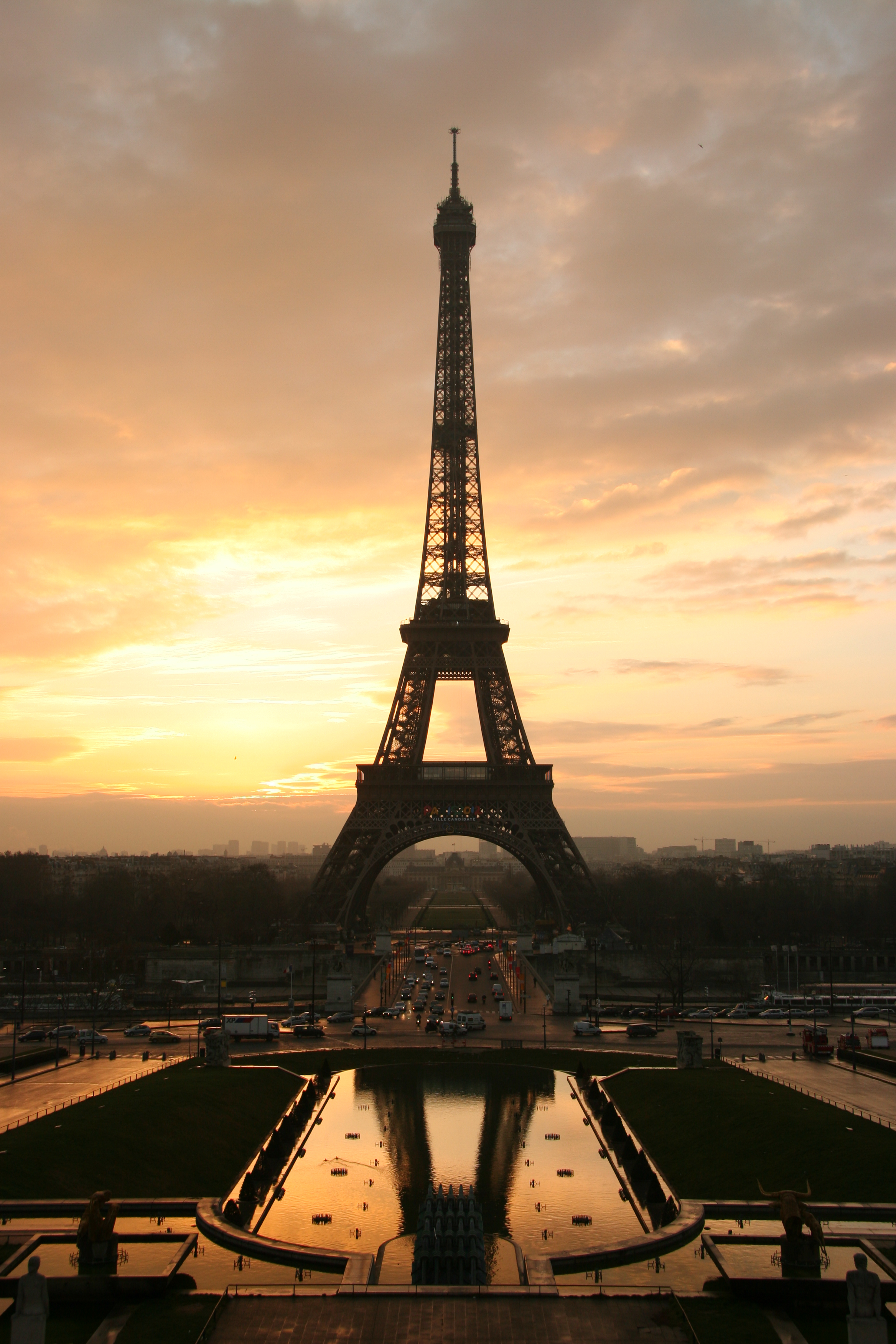
Torre Eiffel, diseñada por Alexandre Gustave Eiffel para la Exposición Universal de París (1889)

La arquitectura decimonónica sufrió una gran evolución debido a los avances técnicos que comportó la Revolución Industrial, con la incorporación de nuevos materiales como el hierro, el acero y el hormigón, que permitieron la construcción de estructuras más sólidas y diáfanas. Cobró cada vez mayor importancia el urbanismo, la preocupación por el entorno habitable, que se tradujo en obras de saneamiento, infraestructuras, mayor atención a los medios de transporte y apertura de espacios verdes para buscar mejores ambientes y condiciones de vida para el ciudadano. Después de unos primeros planteamientos de signo utópico, como los de Robert Owen o Charles Fourier, se produjeron las grandes transformaciones urbanas del siglo XIX: París (plan Haussmann), Londres, Bruselas, Viena, Florencia, Madrid, Barcelona (plan Cerdà), etc. Otro gran motor de la arquitectura de la época fueron las exposiciones universales, festivales económico-sociales que pretendían incentivar y difundir el comercio, la industria, la cultura, los avances tecnológicos, etc. Estos eventos fueron un campo de pruebas para las nuevas tipologías arquitectónicas, como se puso de manifiesto en la Exposición de Londres de 1851, la de París de 1889 (con la famosa Torre Eiffel), etc. En jardinería, apareció el llamado «jardín inglés» —que introdujo el concepto de «arquitectura paisajística»—, el cual, frente al geometrismo del italiano y el francés, defendía una mayor naturalidad en su composición, interviniendo únicamente en una serie de detalles ornamentales, como templetes o pérgolas, o incluso la colocación de ruinas —naturales o artificiales—, en consonancia con los conceptos románticos de lo sublime y lo pintoresco (Regent's Park, de John Nash; Kew Gardens, de William Chambers).
Estilísticamente, la primera mitad de siglo vio un cierto eclecticismo de las formas, así como un revival de estilos anteriores reinterpretados según conceptos modernos: es el llamado historicismo, que produjo movimientos como el neorrománico, el neogótico, el neobarroco, etc. Entre sus principales artífices cabe recordar a: John Nash, Augustus Pugin, Viollet-le-Duc, etc. En Estados Unidos surgió una nueva tipología de edificio, el rascacielos, fomentado por la denominada Escuela de Chicago (William Le Baron Jenney, Louis Sullivan). A finales de siglo surgió el modernismo, que supuso una gran revolución en el terreno del diseño, con nombres como Victor Horta, Henry van de Velde, Hector Guimard, Charles Rennie Mackintosh, Otto Wagner, Adolf Loos, Joseph Maria Olbrich, Hendrik Petrus Berlage, Antoni Gaudí, Lluís Domènech i Montaner, Josep Puig i Cadafalch, etc.

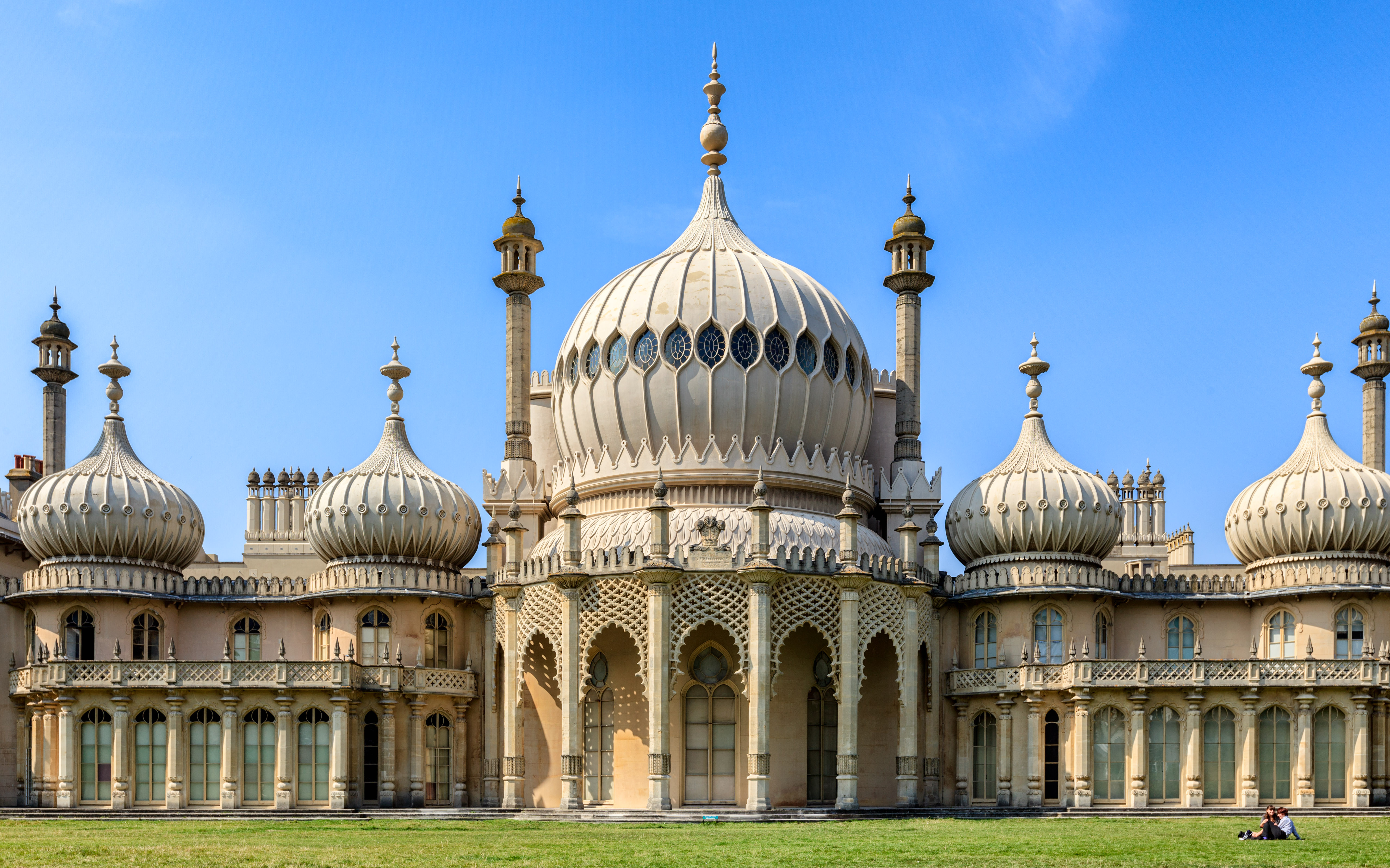
Pabellón Real de Brighton (1815-1822), de John Nash.
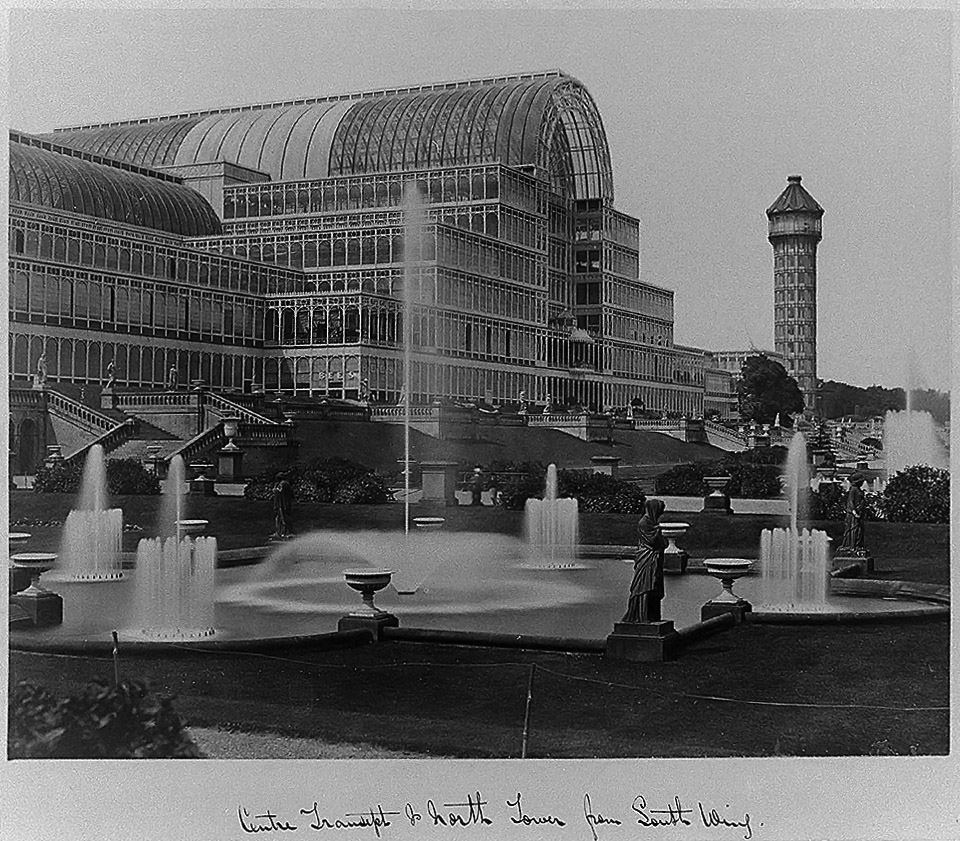
The Crystal Palace, de Joseph Paxton, Exposición de Londres de 1851.
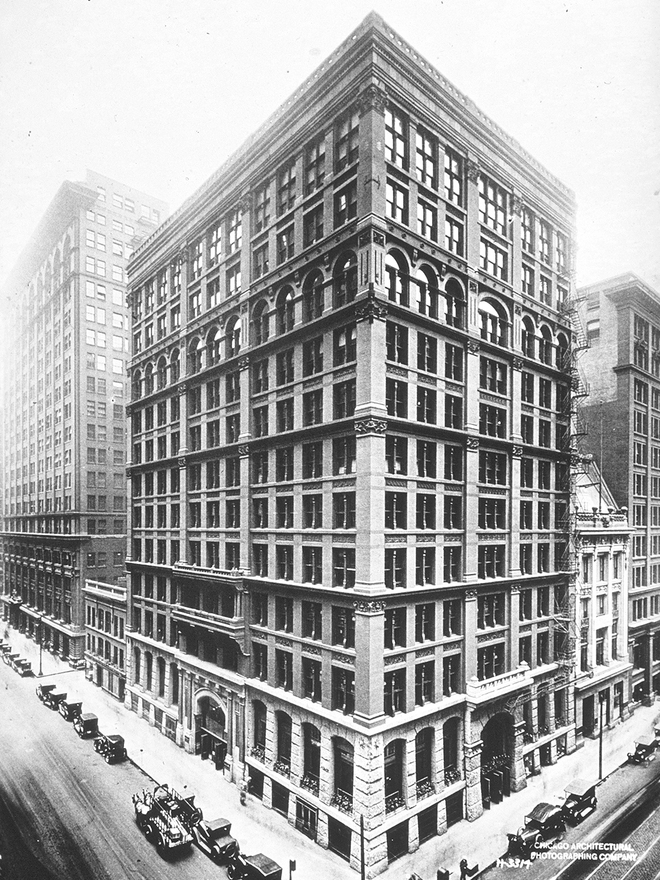
Home Insurance Building (1884), de William Le Baron Jenney, Chicago (Illinois).
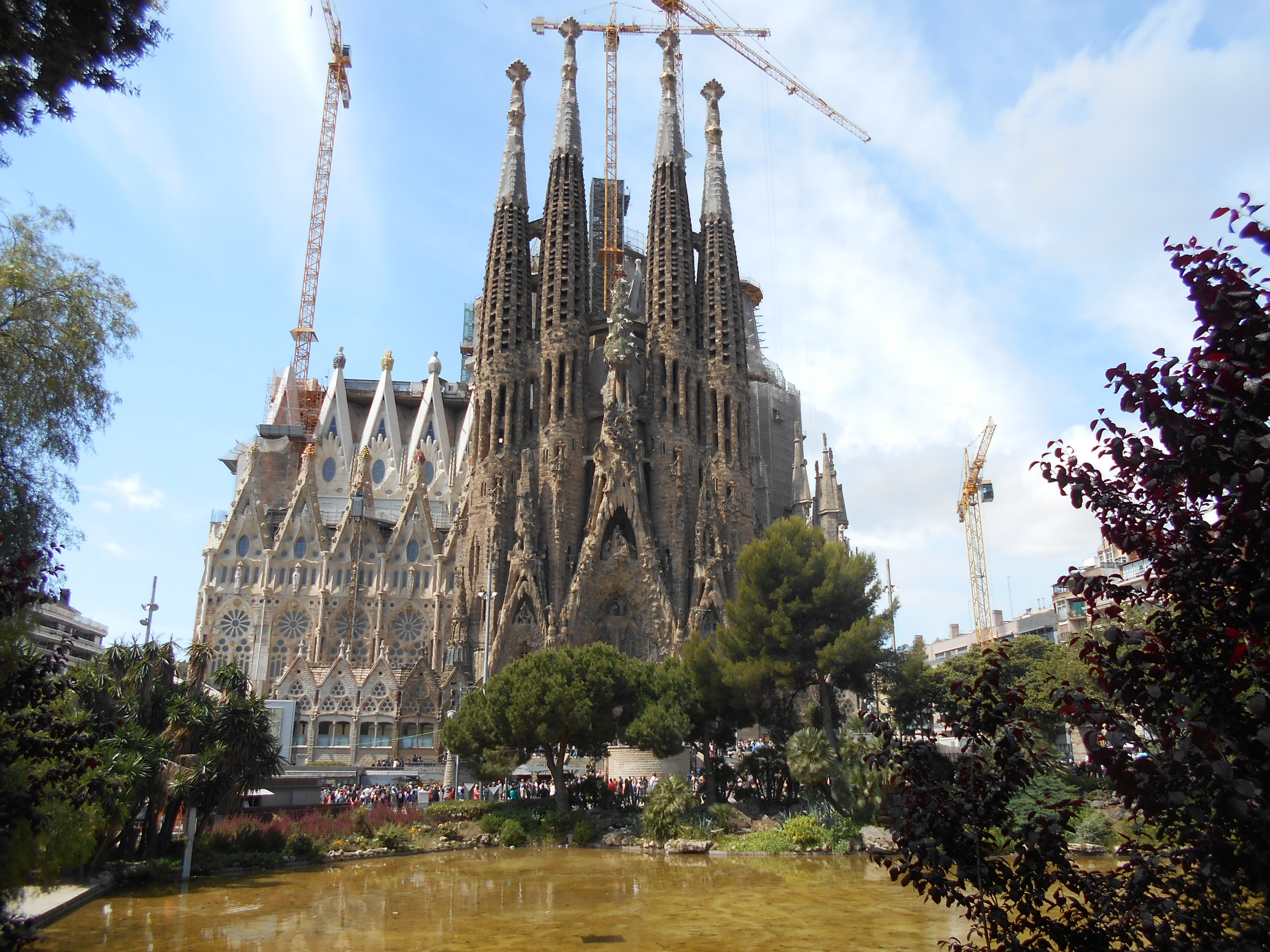
Templo Expiatorio de la Sagrada Familia (comenzado en 1882), de Antoni Gaudí, Barcelona.

#### Romanticismo

La Libertad guiando al pueblo (1830), de Eugène Delacroix, Museo del Louvre, París

Movimiento de profunda renovación en todos los géneros artísticos, los románticos pusieron especial atención en el terreno de la espiritualidad, de la imaginación, la fantasía, el sentimiento, la evocación ensoñadora, el amor a la naturaleza, junto a un elemento más oscuro de irracionalidad, de atracción por el ocultismo, la locura, el sueño. Se valoró especialmente la cultura popular, lo exótico, el retorno a formas artísticas menospreciadas del pasado —especialmente las medievales—, y adquirió notoriedad el paisaje, que cobró protagonismo por sí solo. Cobraron también importancia las artes gráficas, principalmente la litografía y el grabado en madera.
En pintura, después de una fase prerromántica donde podríamos citar a William Blake y Johann Heinrich Füssli, destacaron Hubert Robert, Eugène Delacroix, Théodore Géricault, Francesco Hayez, John Constable, Joseph Mallord William Turner, Caspar David Friedrich, Karl Friedrich Schinkel, Philipp Otto Runge, etc. Una derivación del romanticismo fue el movimiento alemán de los Nazarenos, inspirados en el Quattrocento italiano y en el Renacimiento alemán, principalmente Durero (Friedrich Overbeck, Peter Cornelius, Franz Pforr). En España destacaron Genaro Pérez Villaamil, Valeriano Domínguez Bécquer, Leonardo Alenza y Eugenio Lucas.
En escultura prevalecen las formas neoclásicas, reinterpretadas según las nuevas temáticas románticas. Cabría citar en Francia a: François Rude, que evolucionó del neoclasicismo al romanticismo (La Marsellesa, 1832); Antoine-Louis Barye, especializado en figuras de animales; Jean-Baptiste Carpeaux, artista polivalente con gusto por lo espectacular; y David d'Angers, autor del relieve del frontón del Panteón de París (1830-1837). En Alemania destacaron: Christian Daniel Rauch, Rudolf Schadow y Johann Heinrich Dannecker.

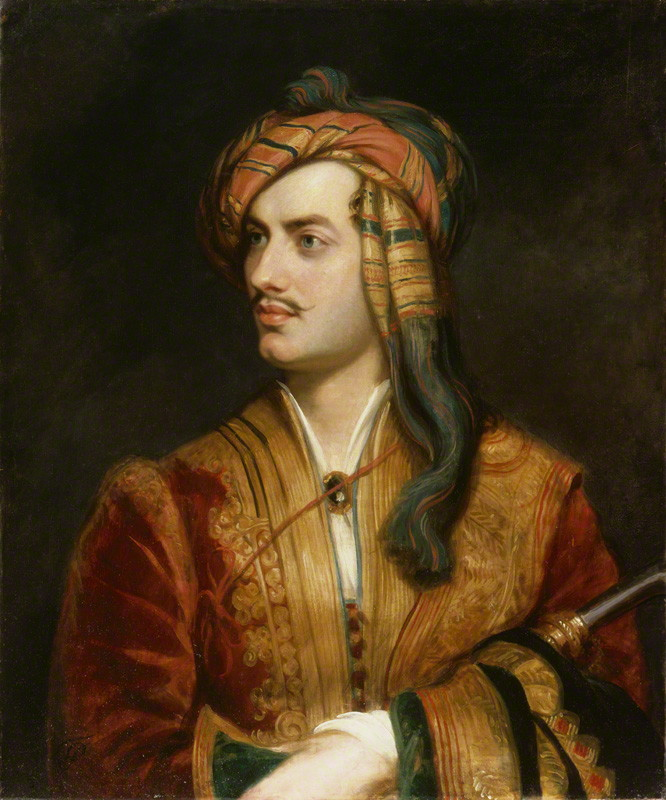
Lord Byron, uno de los mejores poetas románticos.

La literatura del Romanticismo estableció la idea de un arte que surge espontáneamente del individuo, destacando la figura del «genio» —el arte es la expresión de las emociones del artista—. Exaltó la naturaleza, el individualismo, el sentimiento, la pasión, con un nuevo gusto por formas íntimas y subjetivas de expresión como lo sublime, y dando valor a nuevos aspectos como lo oscuro, lo tenebroso, lo irracional. En un prerromanticismo —plasmado en el movimiento alemán Sturm und Drang— destacaron Johann Christoph Friedrich von Schiller y Johann Wolfgang von Goethe, así como el poeta inglés William Blake. Posteriormente es de remarcar la obra de: Johann Christian Friedrich Hölderlin, Novalis, Heinrich Heine, August Wilhelm von Schlegel, Friedrich von Schlegel, Heinrich von Kleist, Johann Ludwig Tieck, E. T. A. Hoffmann, Walter Scott, William Wordsworth, Samuel Taylor Coleridge, John Keats, Lord Byron, Percy Shelley, Mary Wollstonecraft Shelley, Jane Austen, Alphonse de Lamartine, Madame de Staël, François-René de Chateaubriand, Alfred de Vigny, Victor Hugo, George Sand, Prosper Mérimée, Alexandre Dumas (padre), Ugo Foscolo, Giacomo Leopardi, Alessandro Manzoni, Aleksandr Pushkin, Nikolai Gogol, Adam Mickiewicz, Washington Irving, James Fenimore Cooper, Ralph Waldo Emerson, Nathaniel Hawthorne, Edgar Allan Poe, Gustavo Adolfo Bécquer, Ramón de Campoamor, José de Espronceda, Mariano José de Larra, Fernán Caballero, Rosalía de Castro, Bonaventura Carles Aribau, Andrés Bello, Domingo Faustino Sarmiento, José Hernández, Gertrudis Gómez de Avellaneda, etc.
El teatro romántico tuvo dos notables antecedentes nuevamente en el Sturm und Drang con Schiller (Don Carlos, 1787; Guillermo Tell, 1804) y Goethe (Fausto, 1808). Como en el resto de la literatura romántica, destaca por el sentimentalismo, el dramatismo, la predilección por temas oscuros y escabrosos, la exaltación de la naturaleza y del folclore popular. Surgió un nuevo género, el melodrama, y se popularizaron los espectáculos de variedades (vaudeville). Sus mejores exponentes fueron: Georg Büchner, Christian Dietrich Grabbe, Juliusz Słowacki, Alfred de Musset, Victor Hugo, Francisco Martínez de la Rosa, el Duque de Rivas, Antonio García Gutiérrez, José Echegaray, José Zorrilla (Don Juan Tenorio, 1844), etc.
La música romántica se caracteriza como en el resto de las artes por el predominio del sentimiento y la pasión, de la subjetividad y emotividad del artista, exaltando la música nacional y popular. Se amplía notablemente la orquesta, para poder satisfacer plenamente la expresividad del artista, los nuevos sentimientos que en él anidan (lo sublime, lo patético). El piano fue el instrumento de moda, pues su registro, la intensidad de la pulsación, son fiel reflejo de esa emotividad, ligada al nuevo culto a la personalidad que se desarrolla en el romanticismo. Nació la musicología como ciencia aplicada a la música, así como la crítica y la estética musicales, y aparecieron los primeros conservatorios. Sus principales representantes fueron: Ludwig van Beethoven, Carl Maria von Weber, Franz Schubert, Felix Mendelssohn-Bartholdy, Robert Schumann, Franz Liszt, Frédéric Chopin, Niccolò Paganini, Johann Strauss, Johannes Brahms, Anton Bruckner, Hector Berlioz, Jules Massenet, etc.
En esta época se desarrolló notablemente la ópera, sobre todo en Italia, donde recibió el nombre de bel canto. Destacó por el brillo de sus voces, la coloratura, la ornamentación, ganando importancia el papel de la soprano —desde 1840 se puso de moda el do de pecho—. La ópera romántica tuvo dos vertientes: la cómica —o bufa— y la dramática, sobre los grandes dramas literarios románticos. Destacan: Luigi Cherubini, Gaetano Donizetti, Vincenzo Bellini, Gioacchino Antonio Rossini, Charles Gounod, Georges Bizet y, especialmente, Giuseppe Verdi (Rigoletto, 1851; Il trovatore, 1853; La Traviata, 1853; Aida, 1870). En Alemania, Richard Wagner dio a la ópera cotas de gran brillantez, con la pretensión de hacer una «obra de arte total» (gesamtkunstwerk) que aunase música, poesía, filosofía, escenografía, etc. (Tannhäuser, 1845; Lohengrin, 1850; Tristán e Isolda, 1865; Parsifal, 1882).
La danza romántica recuperó el gusto por los bailes populares, las danzas folclóricas, muchas de las cuales sacó del olvido. Surgió el clásico vestuario de ballet (el tutú), aparecido por vez primera en el Ballet de las Monjas de Robert le Diable (1831), de Giacomo Meyerbeer. Se empezó a componer música puramente para ballet, destacando Coppélia (1870), de Léo Delibes. En el aspecto teórico, destacó la figura del coreógrafo Carlo Blasis, principal creador del ballet moderno en cuanto codificó todos los aspectos técnicos concernientes a la danza: en El código de Terpsícore (1820) relacionó la danza con las otras artes, efectuando estudios de anatomía y movimientos corporales, ampliando el vocabulario relativo a la danza, y distinguiendo varios tipos de bailarines según su físico. También introdujo el baile sobre las puntas de los pies, en el que destacaron Maria Taglioni y Fanny Elssler. En bailes populares, continuó la moda del vals, y aparecieron la mazurca y la polca.

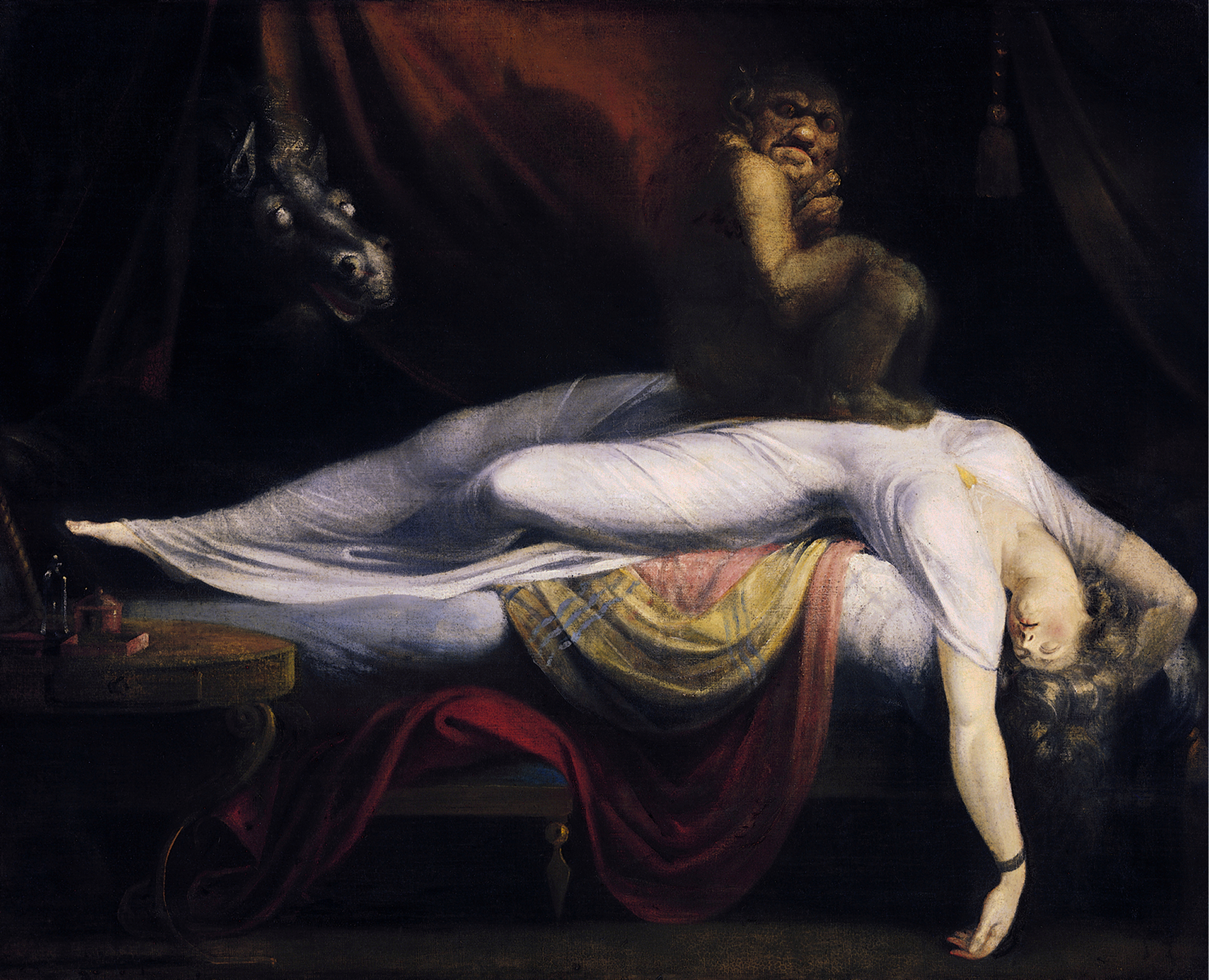
La pesadilla (1781), de Johann Heinrich Füssli, Detroit Institute of Arts.
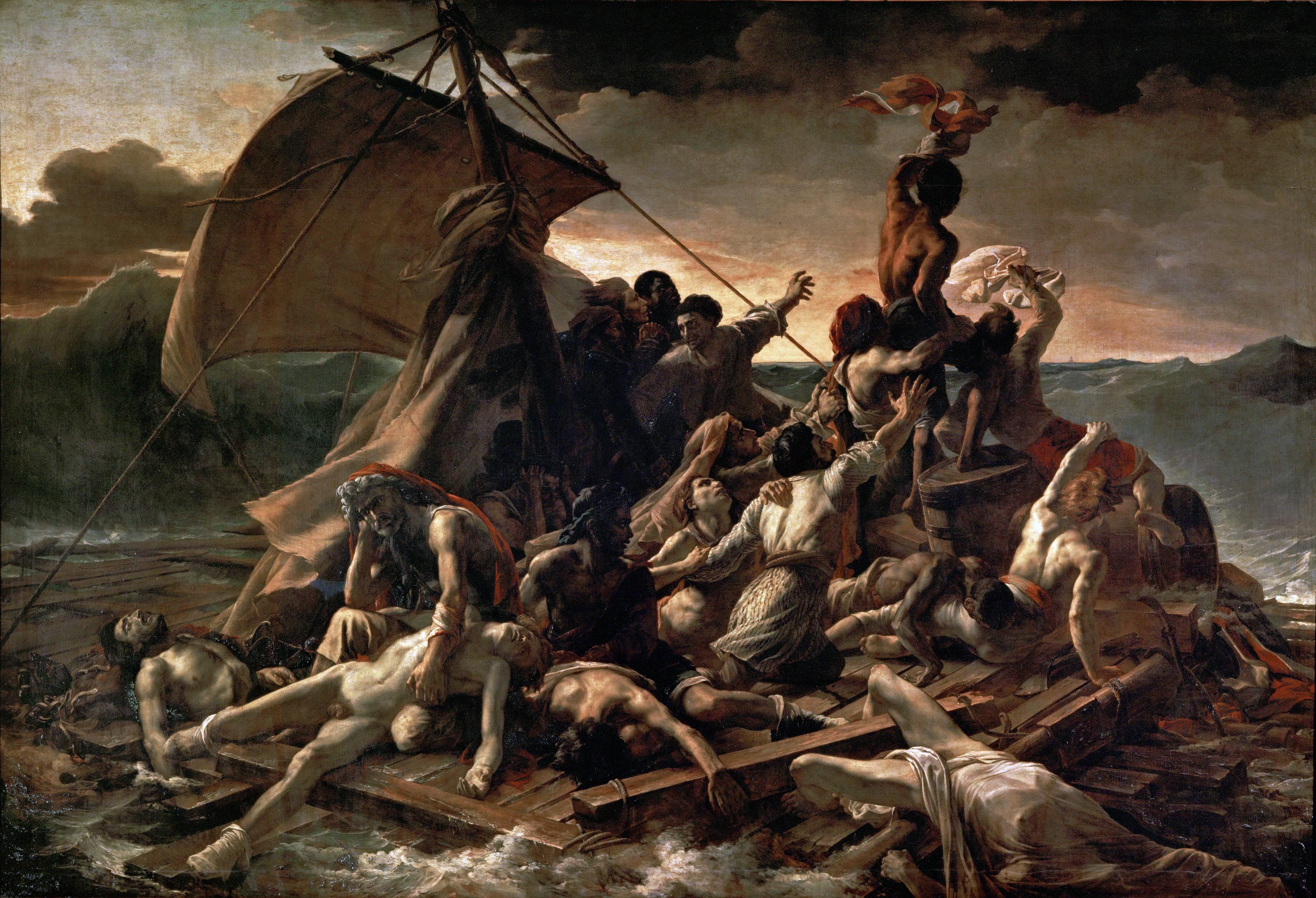
La balsa de la Medusa (1819), de Théodore Géricault, Museo del Louvre.
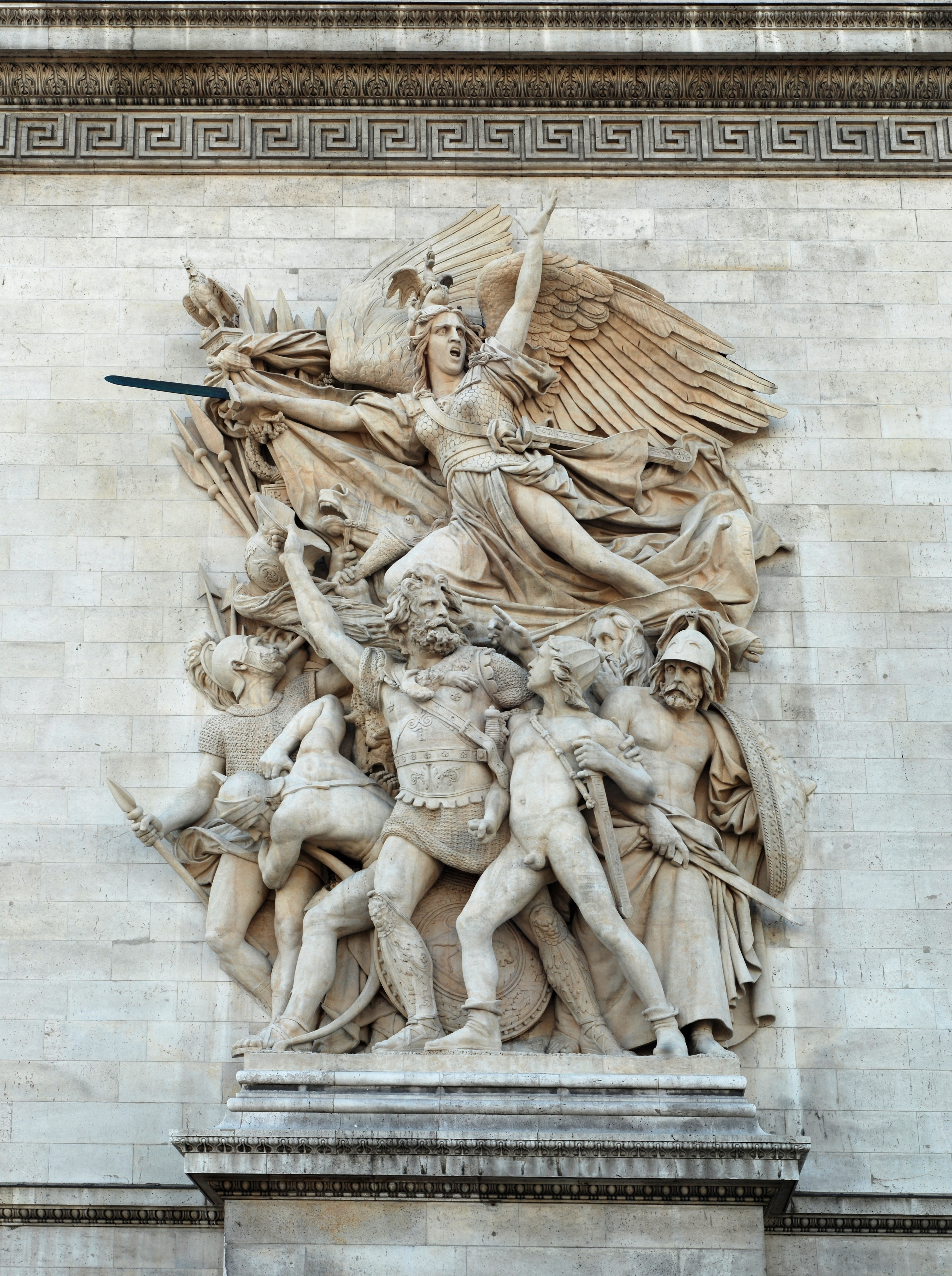
La Marsellesa (1832), de François Rude, Arco de Triunfo de París.
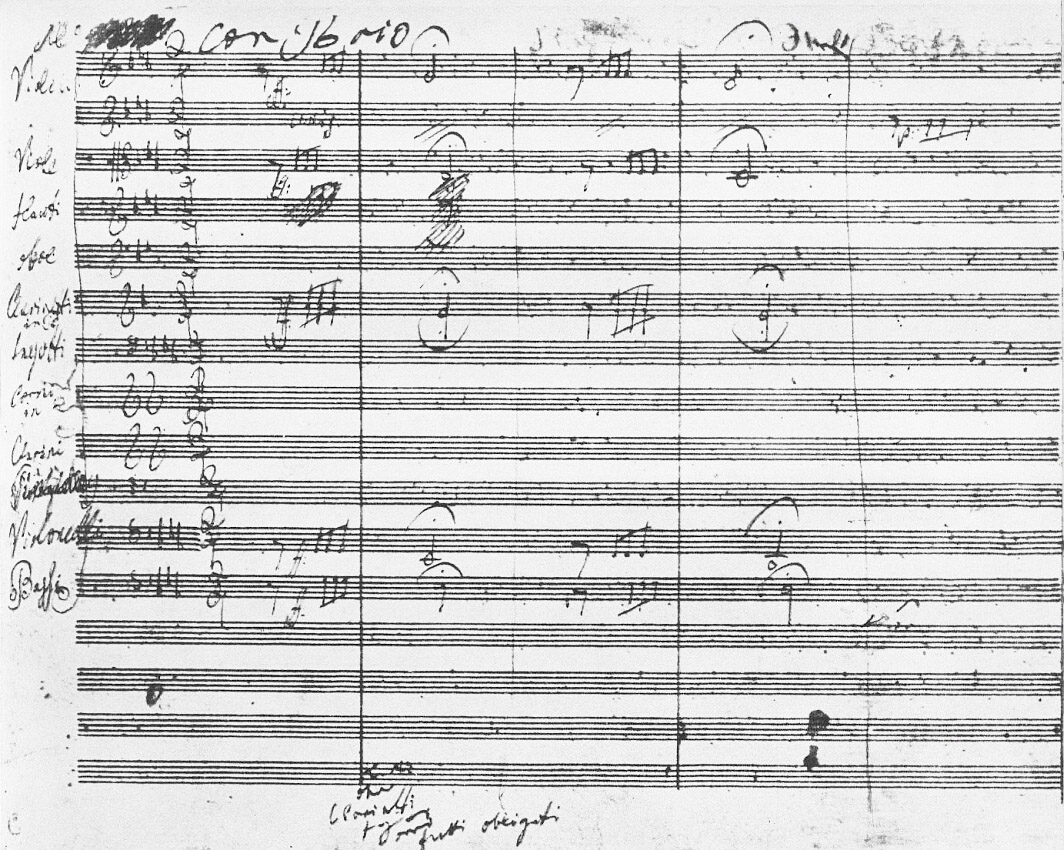
Primera página de la Quinta sinfonía (1808), de Ludwig van Beethoven.

#### Realismo

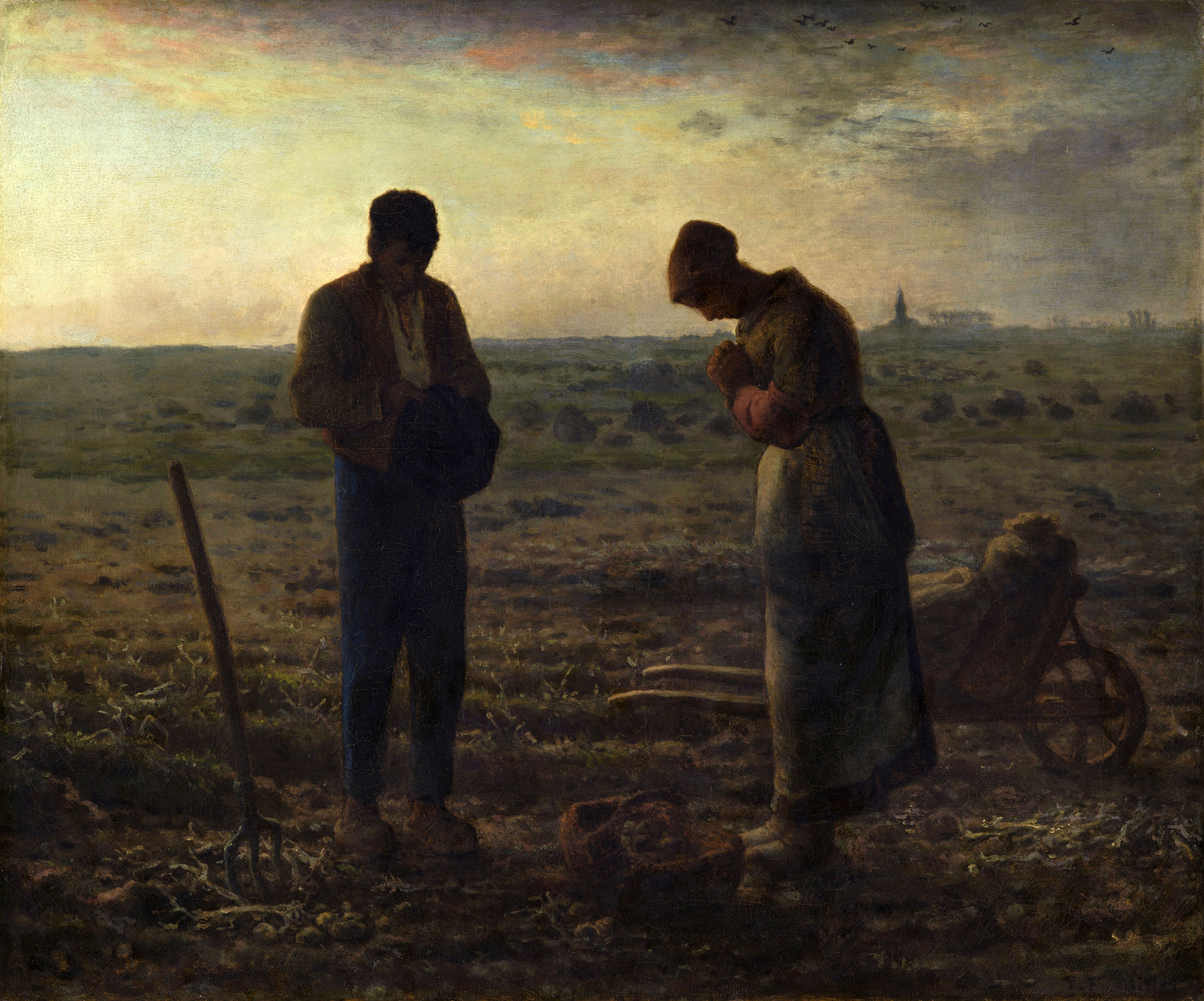
El Ángelus (1857), de Jean-François Millet, Museo de Orsay, París.

Desde mediados de siglo surgió una tendencia que puso énfasis en la realidad, la descripción del mundo circundante, especialmente de obreros y campesinos en el nuevo marco de la era industrial, con un cierto componente de denuncia social, ligado a movimientos políticos como el socialismo utópico.
En pintura destacaron Camille Corot, Gustave Courbet, Jean-François Millet, Honoré Daumier, Adolph von Menzel, Hans Thoma, Ilya Repin y Mariano Fortuny. Ligado al realismo estuvieron dos escuelas paisajísticas: la francesa de Barbizon (Théodore Rousseau, Charles-François Daubigny, Narcisse-Virgile Díaz de la Peña), marcada por un sentimiento panteísta de la naturaleza; y la italiana de los Macchiaioli (Silvestro Lega, Giovanni Fattori, Telemaco Signorini), de corte antiacadémico, caracterizada por el uso de manchas (macchia en italiano, de ahí el nombre del grupo) de color y formas inacabadas, esbozadas. En Gran Bretaña surgió la escuela de los prerrafaelitas, que se inspiraban —como su nombre indica— en los pintores italianos anteriores a Rafael, así como en la recién surgida fotografía, destacando Dante Gabriel Rossetti, Edward Burne-Jones, John Everett Millais y Ford Madox Brown.
La escultura se basó igualmente en el fiel reflejo de la sociedad, con predilección por figuras de obreros y personajes marginales. Destacan: Max Klinger, Adolf von Hildebrand, Aimé-Jules Dalou, los hermanos Agapito y Venancio Vallmitjana, Ricardo Bellver, Mariano Benlliure y, especialmente, Constantin Meunier, principal evocador de la figura del proletario, con cierto aire idealizado, el obrero como héroe moderno (El Pudelador, 1884-1888).
La literatura realista se opuso al subjetivismo romántico, defendiendo la descripción rigurosa y detallada de la realidad, con influencia de la filosofía positivista, que consideraba al artista como parte indisoluble de la sociedad, siendo la obra artística un fiel reflejo de los condicionamientos sociales que envuelven al artista. El principal formato realista fue la novela, que destacó por un estilo naturalista que enfatizaba el aspecto cotidiano de la realidad, que era descrita en toda su minuciosidad y fidelidad al mundo real, con descripciones temperamentales de los personajes, de gran prospección psicológica. El autor es un «cronista», que presenta de forma objetiva los hechos, con un elevado componente crítico, de afán reformador. Destacan figuras como: Honoré de Balzac, Stendhal, Gustave Flaubert, Guy de Maupassant, Émile Zola, Giovanni Verga, Giosuè Carducci, Charles Dickens, Alfred Tennyson, las hermanas Emily, Charlotte y Anne Brontë, George Eliot, Fiodor Dostoievski, Lev Tolstoi, Maksim Gorki, Mark Twain, Herman Melville, Henry James, Emily Dickinson, Joseph Conrad, Benito Pérez Galdós, Pedro Antonio de Alarcón, Marcelino Menéndez y Pelayo, Emilia Pardo Bazán, Leopoldo Alas (Clarín), Vicente Blasco Ibáñez, Ignacio Manuel Altamirano, José María Eça de Queirós, etc. También destacan las novelas de aventuras y suspense, como las de Alexandre Dumas (hijo), Emilio Salgari, Jules Verne y Arthur Conan Doyle.
Con el teatro realista nació el teatro moderno, pues sentó las bases del que sería el teatro del siglo XX. Se puso énfasis en el naturalismo, la descripción minuciosa de la realidad, no solo en la temática y el lenguaje, sino también en decorados, vestuario, atrezzo, etc. La interpretación era más veraz, sin grandes gesticulaciones ni dicción grandilocuente, como en la «representación antiteatral» —actuar como en la vida real, como si no se estuviese en un teatro— de André Antoine y su Théâtre Libre —donde por primera vez se iluminó sólo el escenario, dejando al público a oscuras—. A un periodo prenaturalista corresponden Eugène Scribe, Victorien Sardou y Eugène Labiche. Destacó especialmente el teatro nórdico, con figuras como Bjørnstjerne Bjørnson, August Strindberg y Henrik Ibsen. Otros autores fueron: Frank Wedekind, Anton Chejov, Adelardo López de Ayala, Manuel Tamayo y Baus, Àngel Guimerà, etc.
En el terreno de la música, en paralelo al realismo surgió el llamado nacionalismo musical, que supuso el renacer de diversas regiones europeas hasta entonces poco destacadas culturalmente. Heredero de las formas musicales románticas, se revalorizó el folclore y la música popular como portadores de ancestrales valores culturales de todos los pueblos. Destacaron figuras como: Mijaíl Glinka, Modest Músorgski, Aleksandr Borodín, Nikolái Rimski-Kórsakov y Piotr Chaikovski en Rusia; Antonín Dvořák, Bedřich Smetana y Leoš Janáček en Checoslovaquia; Jean Sibelius en Finlandia; Edvard Grieg en Noruega; Carl Nielsen en Dinamarca; Karol Szymanowski en Polonia; Béla Bartók y Zoltán Kodály en Hungría; Edward Elgar y Ralph Vaughan Williams en Gran Bretaña; Isaac Albéniz, Enrique Granados y Manuel de Falla en España. También en América surgieron las primeras escuelas nacionales: John Philip Sousa en Estados Unidos; Heitor Villa-Lobos en Brasil; Manuel María Ponce en México; Guillermo Uribe en Colombia; Próspero Bisquertt en Chile; Juan Bautista Plaza en Venezuela; Amadeo Roldán en Cuba; y Eduardo Fabini en Uruguay. En ópera, el verismo italiano buscaba en igual medida reflejar la realidad, con argumentos más populares, en ambientes rurales y proletarios, donde los protagonistas son personajes corrientes. Está representado por Arrigo Boito, Amilcare Ponchielli, Ruggero Leoncavallo, Umberto Giordano y, principalmente, Giacomo Puccini (La bohème, 1896; Tosca, 1900; Madama Butterfly, 1903).
En la danza, el centro geográfico en cuanto a creación e innovación pasó de París a San Petersburgo, donde el Ballet Imperial alcanzó cotas de gran brillantez, con un centro neurálgico en el Teatro Mariinski —y, posteriormente, en el Bol'šoj de Moscú—. La figura principal en la conformación del ballet ruso fue Marius Petipa, que introdujo un tipo de coreografía narrativa donde es la propia danza la que cuenta la historia. Hizo ballets más largos, de hasta cinco actos, convirtiendo el ballet en un gran espectáculo, con deslumbrantes puestas en escena, destacando su colaboración con Chaikovski en tres obras excepcionales: La bella durmiente (1889), El cascanueces (1893) y El lago de los cisnes (1895). A nivel popular, el baile más famoso de la época fue el cancán, mientras que en España surgieron la habanera y el chotis.

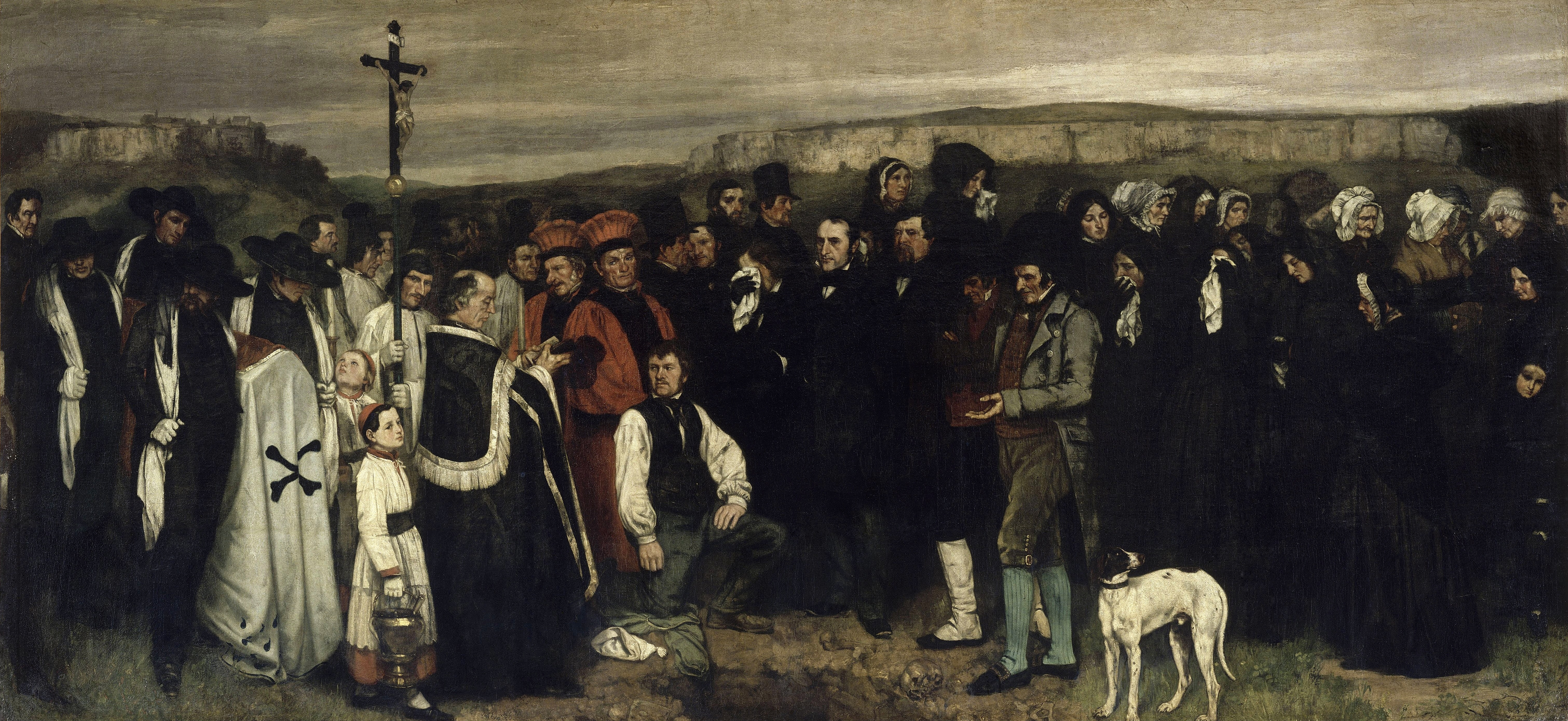
Entierro en Ornans (1849), de Gustave Courbet, Museo de Orsay, París.
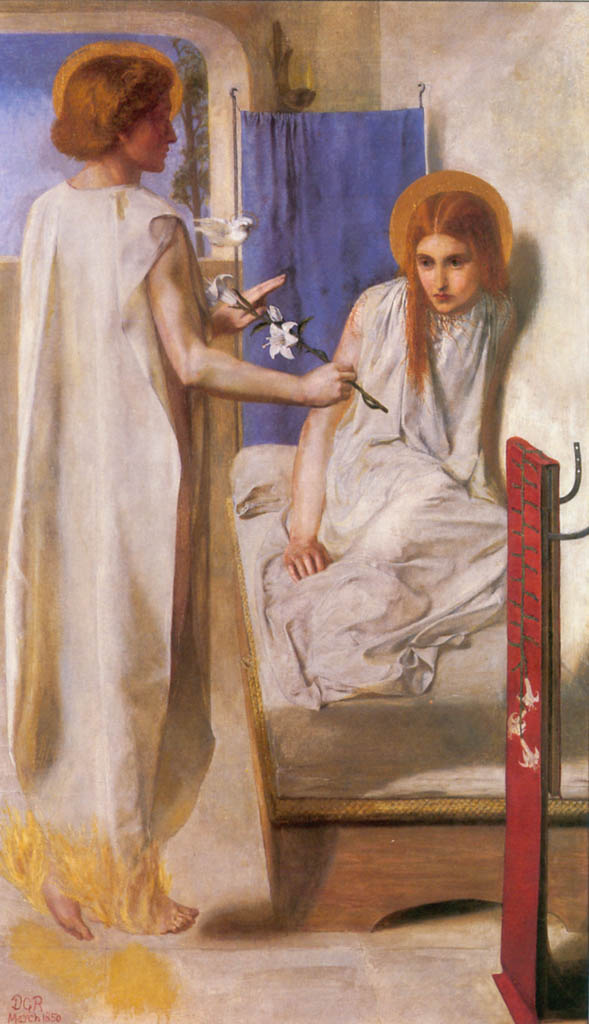
Ecce Ancilla Domini (1850), de Dante Gabriel Rossetti, Tate Gallery, Londres.
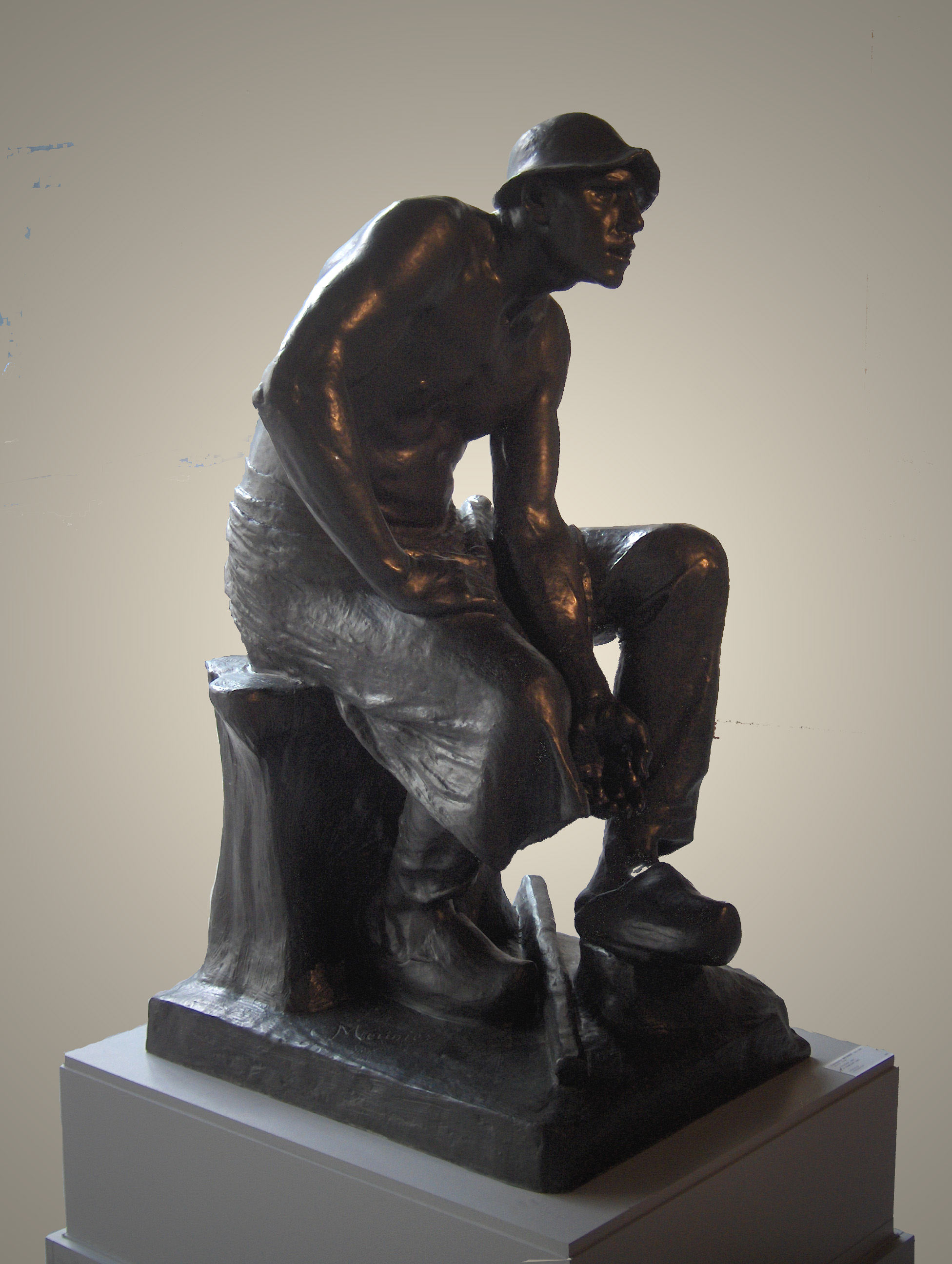
El Pudelador (1884-1888), de Constantin Meunier, Museos Reales de Bellas Artes de Bélgica.
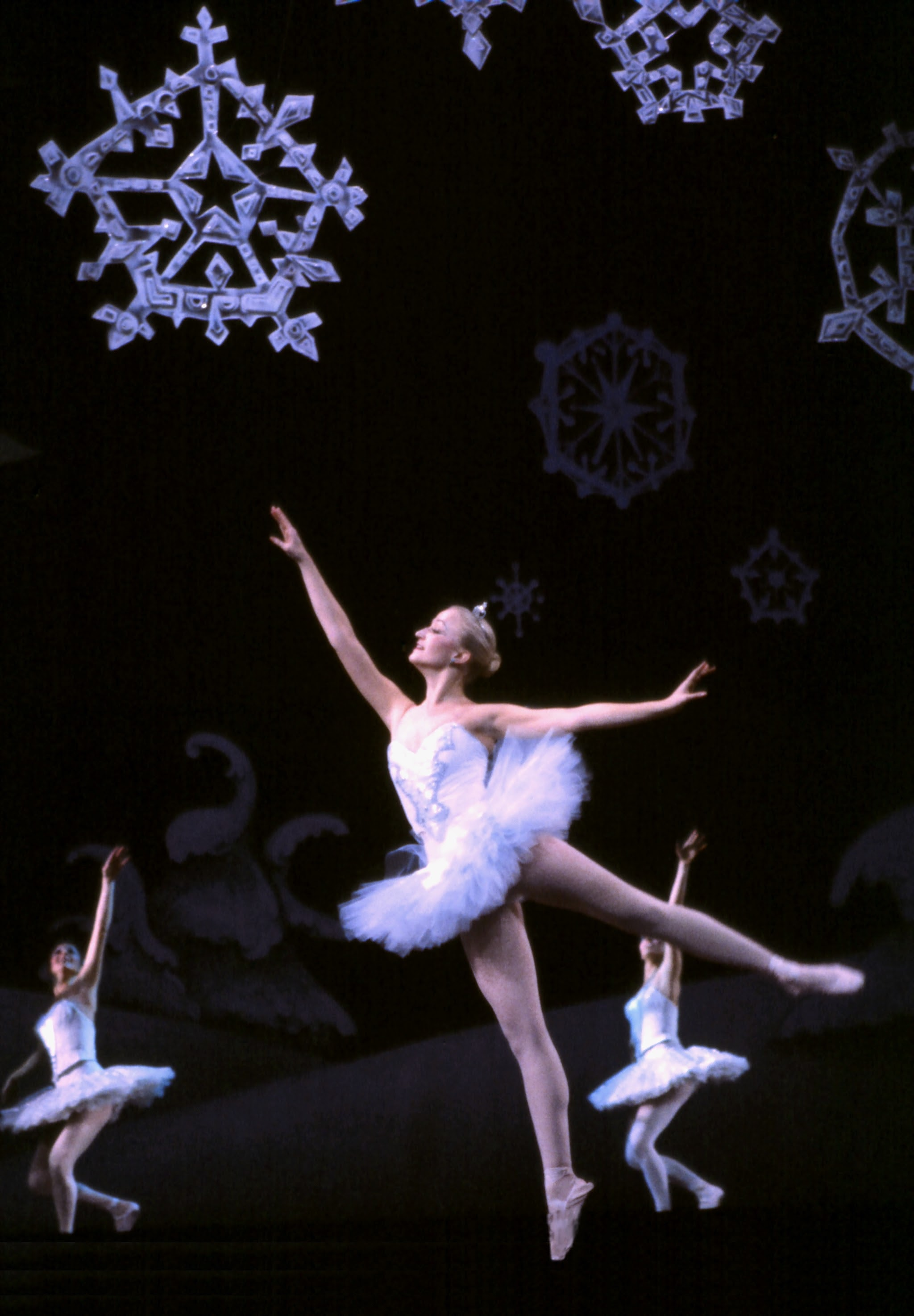
Representación de El cascanueces, de Piotr Chaikovski.

#### Impresionismo

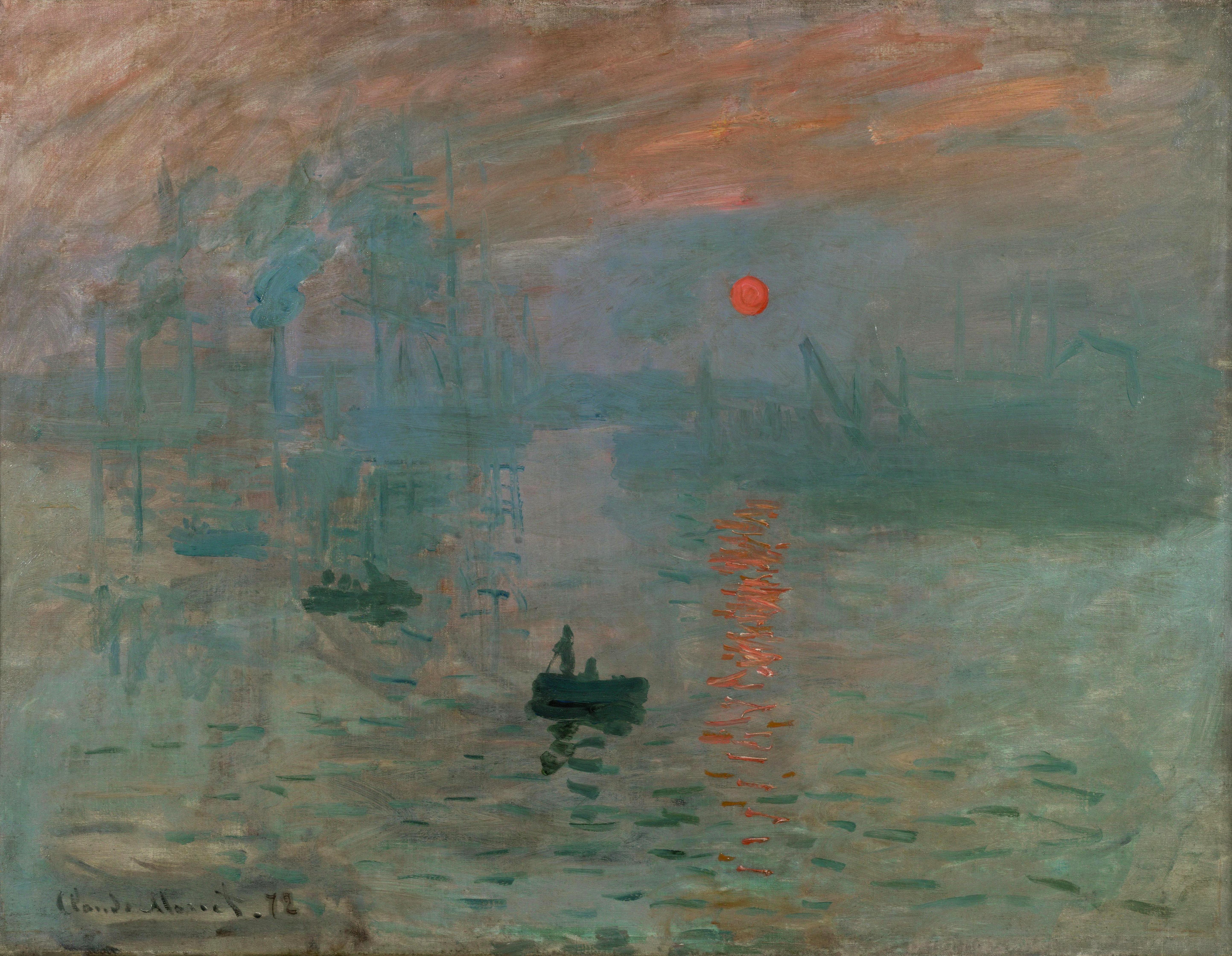
Impresión, sol naciente (1872-1873), de Claude Monet, Museo Marmottan Monet, París. Cuadro al que debe su nombre el movimiento.

- Impresionismo: fue un movimiento profundamente innovador, que supuso una ruptura con el arte académico y una transformación del lenguaje artístico, iniciando el camino hacia los movimientos de vanguardia. Los impresionistas se inspiraban en la naturaleza, de la que pretendían captar una «impresión» visual, la plasmación de un instante en el lienzo —por influjo de la fotografía—, con una técnica de pincelada suelta y tonos claros y luminosos, valorando especialmente la luz. Surgió una nueva temática, derivada de la nueva forma de observar el mundo: junto a los paisajes y marinas, aparecen vistas urbanas y nocturnas, interiores con luz artificial, escenas de cabaré, circo y music-hall, personajes de la bohemia, mendigos, marginados, etc. Cabe mencionar como principales representantes a Édouard Manet —considerado un precursor—, Claude Monet, Camille Pissarro, Alfred Sisley, Pierre-Auguste Renoir y Edgar Degas. Igual de renovador fue en el terreno de la escultura el papel de Auguste Rodin, que sentó las bases de la escultura del siglo XX (El pensador, 1880-1900; Los burgueses de Calais, 1884-1886). También destacó Medardo Rosso, que conduciría la escultura hacia la desintegración de la forma.
- Neoimpresionismo: evolucionando desde el impresionismo, los neoimpresionistas se preocuparon más de los fenómenos ópticos, desarrollando la técnica del puntillismo, consistente en componer la obra mediante una serie de puntos de colores puros, que se colocan junto a otros de colores complementarios, fusionándose en la retina del espectador en un nuevo tono. Sus principales representantes fueron Georges Seurat y Paul Signac. Otra variante fue el divisionismo, surgido en Italia en ambientes de inconformismo social cercanos al anarquismo. Esta técnica se caracteriza por la proximidad de colores descompuestos, con largas pinceladas que, observadas a larga distancia, producen un efecto de composición. Este estilo fue practicado principalmente por Giovanni Segantini, Giuseppe Pellizza da Volpedo y Gaetano Previati, e influyó en el futurismo italiano.
- Postimpresionismo: fueron una serie de artistas que, partiendo de los nuevos hallazgos técnicos efectuados por los impresionistas, los reinterpretaron de manera personal, abriendo distintas vías de desarrollo de suma importancia para la evolución del arte en el siglo XX. Así, más que un determinado estilo, el postimpresionismo fue una forma de agrupar a diversos artistas de distinto signo: Henri de Toulouse-Lautrec, autor de escenas de circo y cabaret esbozadas con rápidos apuntes del natural; Paul Gauguin experimentó con la profundidad dando un nuevo valor al plano pictórico, con colores planos de carácter simbólico; Paul Cézanne estructuraba la composición en formas geométricas (cilindro, cono y esfera), en una síntesis analítica de la realidad precursora del cubismo; Vincent van Gogh fue autor de obras de fuerte dramatismo y prospección interior, con pinceladas sinuosas y densas, de intenso colorido, deformando la realidad, a la que otorgó un aire onírico. En España podemos reseñar a Joaquín Sorolla, autor de escenas populares donde destaca la utilización de la luz.[124]

En paralelo a la pintura, la música impresionista hace primar la armonía sobre la melodía, igual que en la pintura prevalece el color sobre la línea. Se deja al espectador la reconstrucción de una composición musical, hecha a base de partes, de sugerencias. Su principal representante, Claude Debussy, rechazó el cromatismo tónico, introduciendo nuevos acordes de cinco y seis tonos, opuestos a las escalas habituales. Frente a la melodía continua wagneriana, volvió a la tonalidad estática, aquietando la armonía y potenciando la textura, la tímbrica, la irregularidad rítmica (Preludio a la siesta de un fauno, 1894). Maurice Ravel retornó a la expresión lineal, aunque con notas y acordes algo fuera de contexto (Bolero, 1928). Otros representantes fueron Paul Dukas y Florent Schmitt.

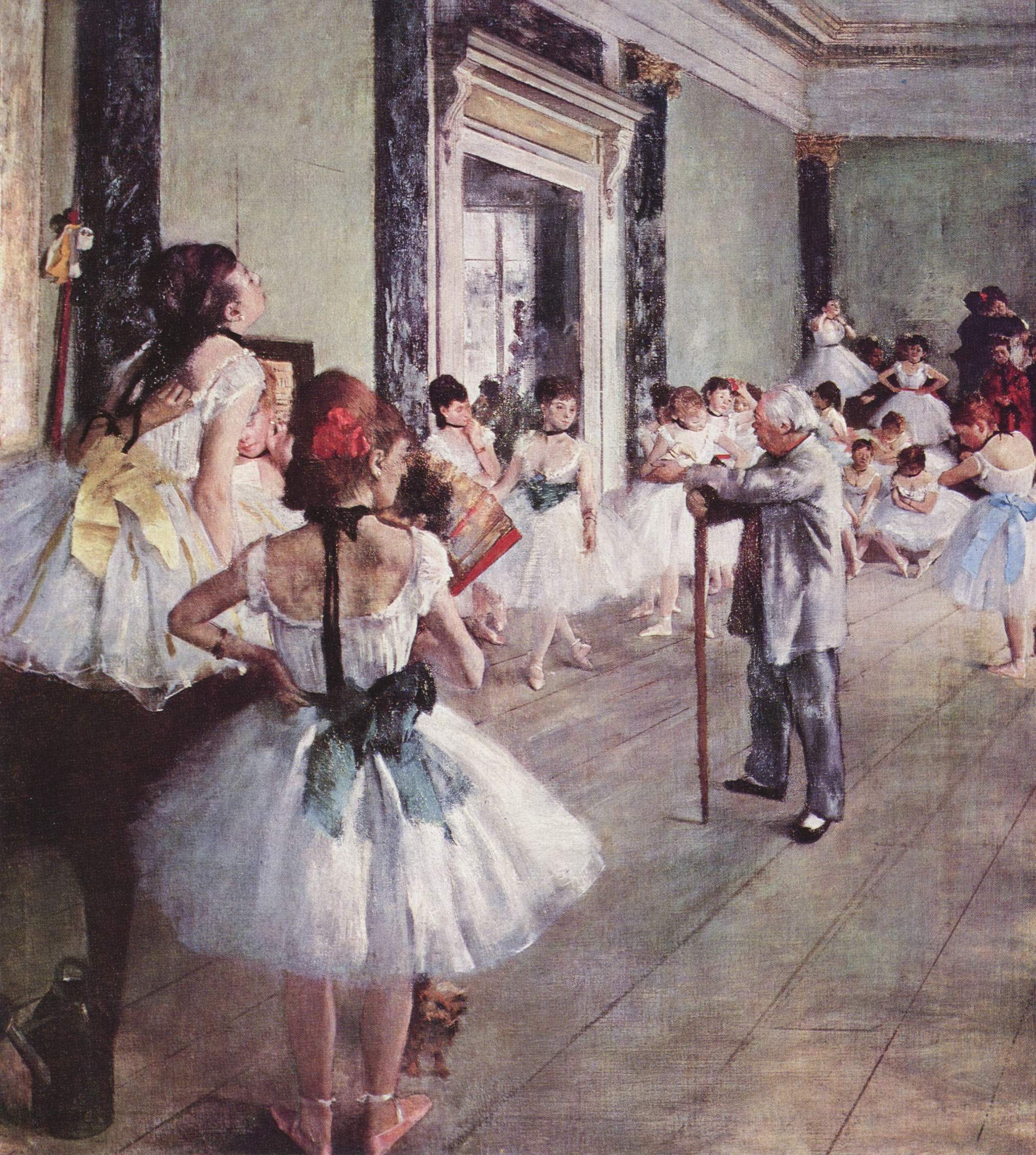
Clase de baile (1875), de Edgar Degas, Musée d'Orsay, París.
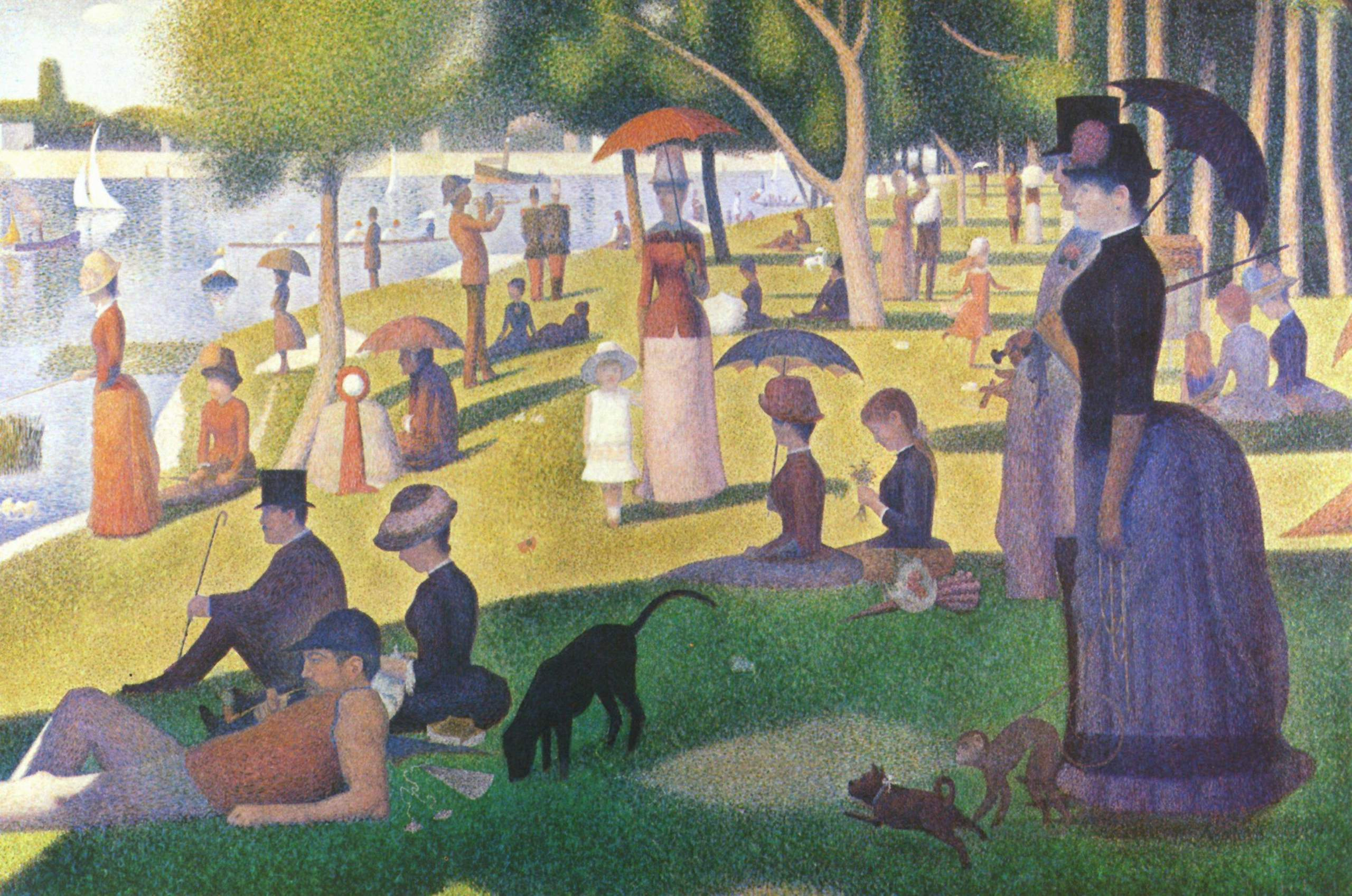
Tarde de domingo en la isla de la Grande Jatte (1884), de Georges Pierre Seurat, Instituto de Arte de Chicago.
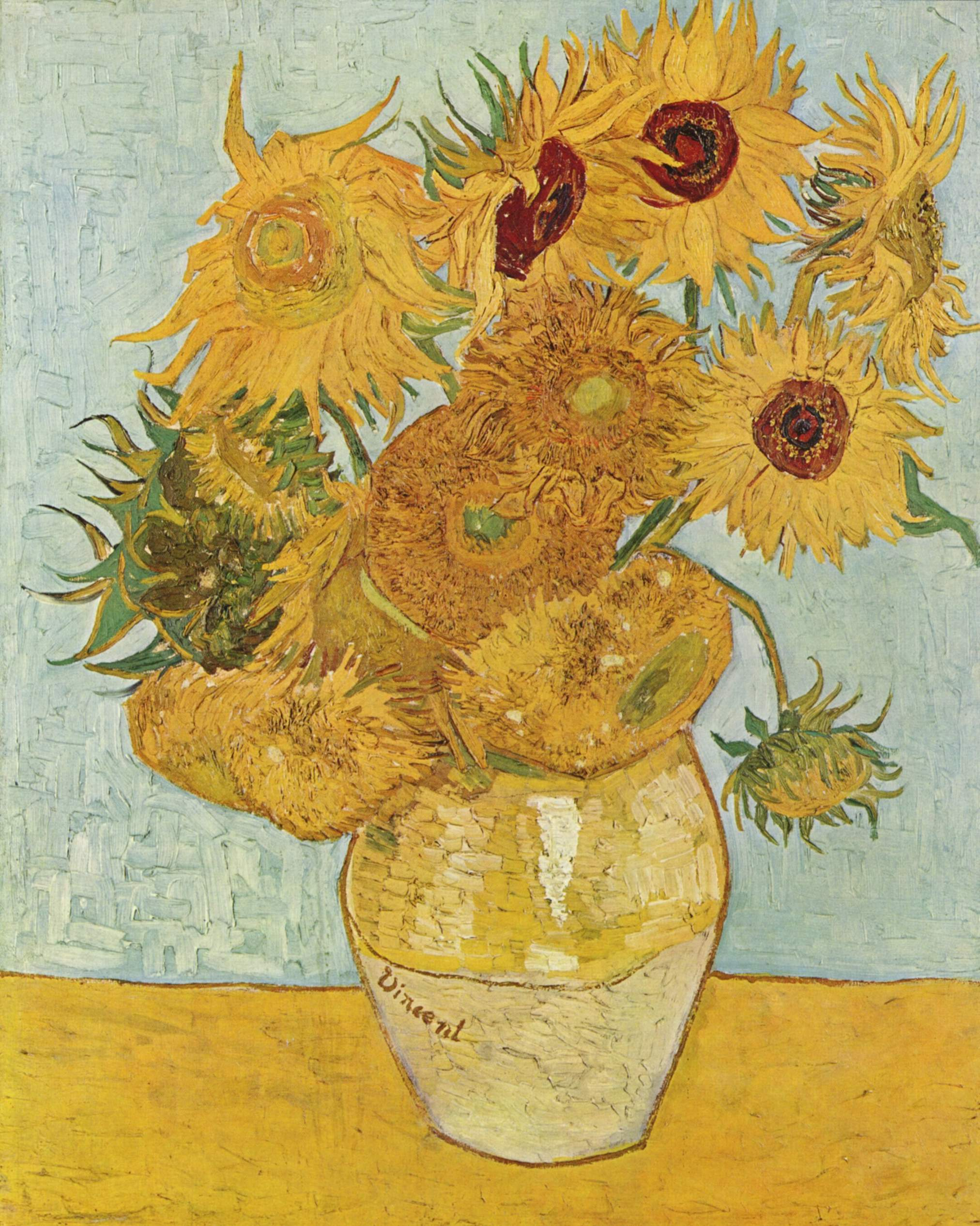
Los girasoles (1888), de Vincent van Gogh, Neue Pinakothek, Múnich.
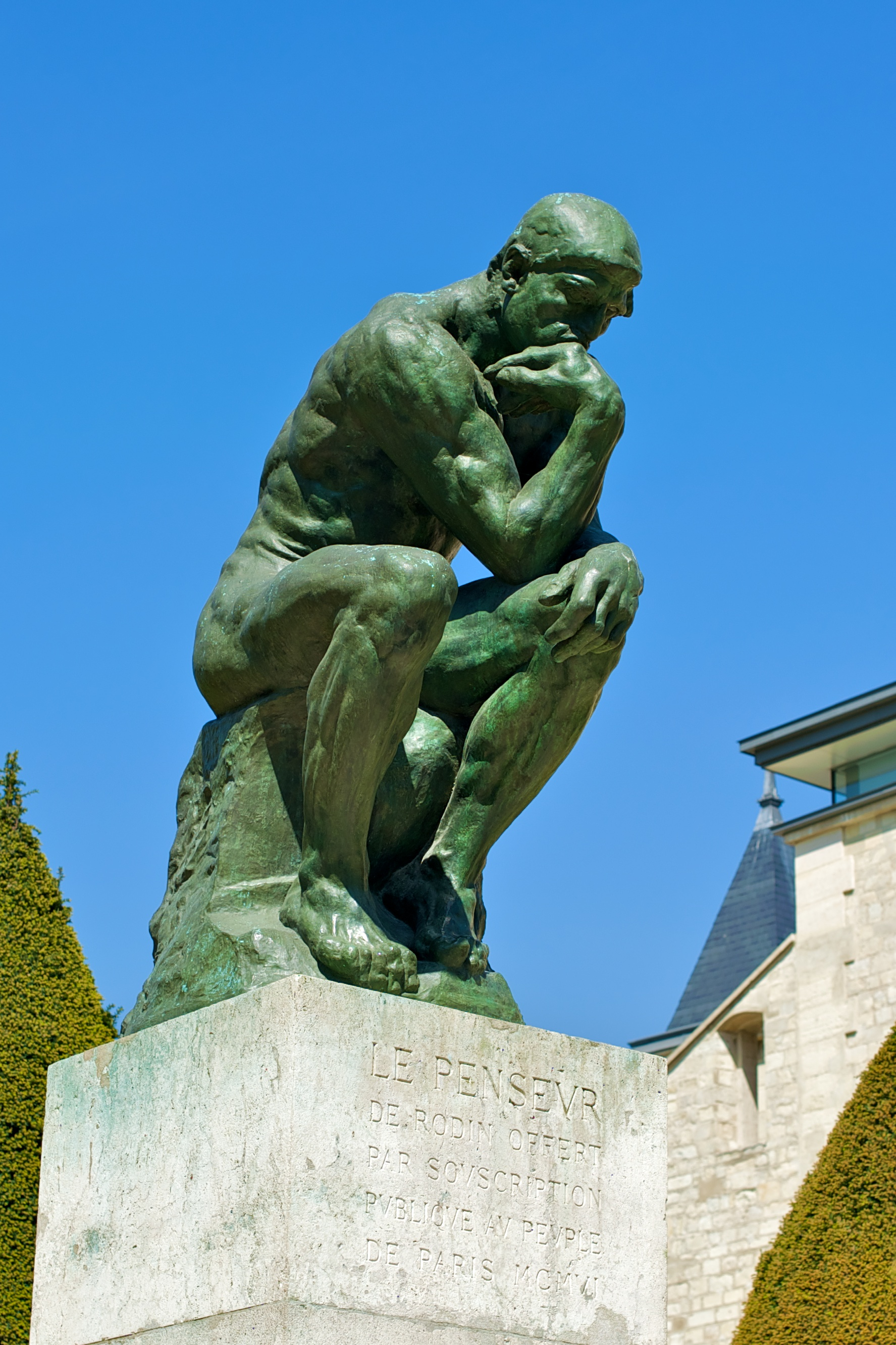
El pensador (1902), de Auguste Rodin.

#### Simbolismo

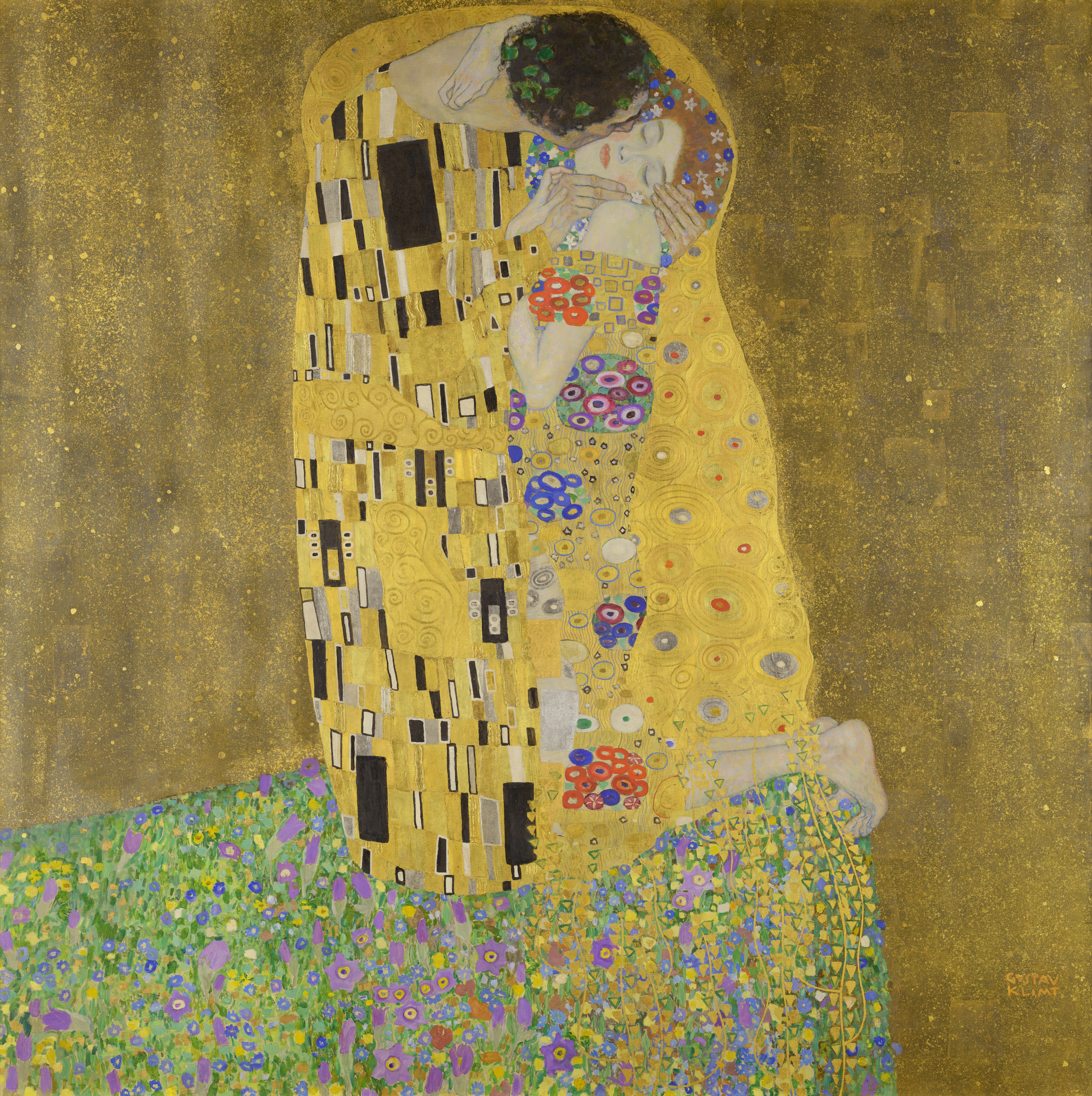
El beso (1908), de Gustav Klimt, Österreichische Galerie Belvedere (Viena).

Estilo de corte fantástico y onírico, surgió como reacción al naturalismo de la corriente realista e impresionista, poniendo especial énfasis en el mundo de los sueños, así como en aspectos satánicos y terroríficos, el sexo y la perversión. Una característica principal del simbolismo fue el esteticismo, reacción al utilitarismo imperante en la época y a la fealdad y materialismo de la era industrial. Frente a ello, el simbolismo otorgó al arte y a la belleza una autonomía propia, sintetizada en la fórmula de Théophile Gautier «el arte por el arte» (L'art pour l'art), llegando incluso a hablarse de «religión estética». La belleza se alejó de cualquier componente moral, convirtiéndose en el fin último del artista, que llega a vivir su propia vida como una obra de arte —como se puede apreciar en la figura del dandy—. Destacaron: Gustave Moreau, Odilon Redon, Pierre Puvis de Chavannes, James McNeill Whistler, Lawrence Alma-Tadema, Arnold Böcklin, Ferdinand Hodler y Gustav Klimt, así como el grupo de los Nabis (Maurice Denis, Paul Sérusier, Pierre Bonnard, Félix Vallotton y el escultor Aristide Maillol). Ligado al simbolismo estuvo también el llamado arte naïf, cuyos autores eran autodidactas, con una composición algo ingenua y desestructurada, instintiva, con cierto primitivismo, aunque plenamente consciente y expresiva (Henri Rousseau, Séraphine Louis, Grandma Moses).
La literatura simbolista destacó por su esteticismo y decadentismo, llevando la sensibilidad romántica a la exageración, sobre todo en el gusto por lo morboso y terrorífico, surgiendo una «estética del mal», apreciable en la atracción por el satanismo, la magia y los fenómenos paranormales, o la fascinación por el vicio y las desviaciones sexuales. Los escritores se apartan del mundo y las convenciones sociales, surgiendo la figura del «poeta maldito». Su principal vehículo de expresión fue la poesía, que era elaborada, formalmente exigente, con un sentido rítmico casi musical, con un lenguaje evocador y sugerente, simbólico, destacando su carácter polisémico. Tuvo un antecedente en el parnasianismo de Leconte de Lisle, José María de Heredia y Charles Baudelaire, destacando posteriormente autores como Oscar Wilde, Algernon Charles Swinburne, Arthur Rimbaud, Paul Verlaine, Stéphane Mallarmé, el Conde de Lautréamont, Jean Moréas, Anatole France, Frédéric Mistral, Joris-Karl Huysmans, Walt Whitman, Dmitri Serguéievich Merezhkovski, etc.
El teatro simbolista recibió la influencia del «espectáculo total» wagneriano, destacando por un lenguaje de fuerte trasfondo metafísico y trascendente, buscando la esencia humana a través de la intuición y la meditación, con preferencia por los temas míticos y las leyendas, de influjo esotérico y teosófico. Destacaron Auguste Villiers de l'Isle-Adam, Paul Claudel, Maurice Maeterlinck y Émile Verhaeren. En música, Gabriel Fauré innovó con un lenguaje sonoro preciosista, minucioso y personal, en la línea de la poesía simbolista. Hizo una música estática, difusa, de armonías líquidas, dando importancia a los instrumentos solistas: La buena canción (1892), sobre poemas de Verlaine.

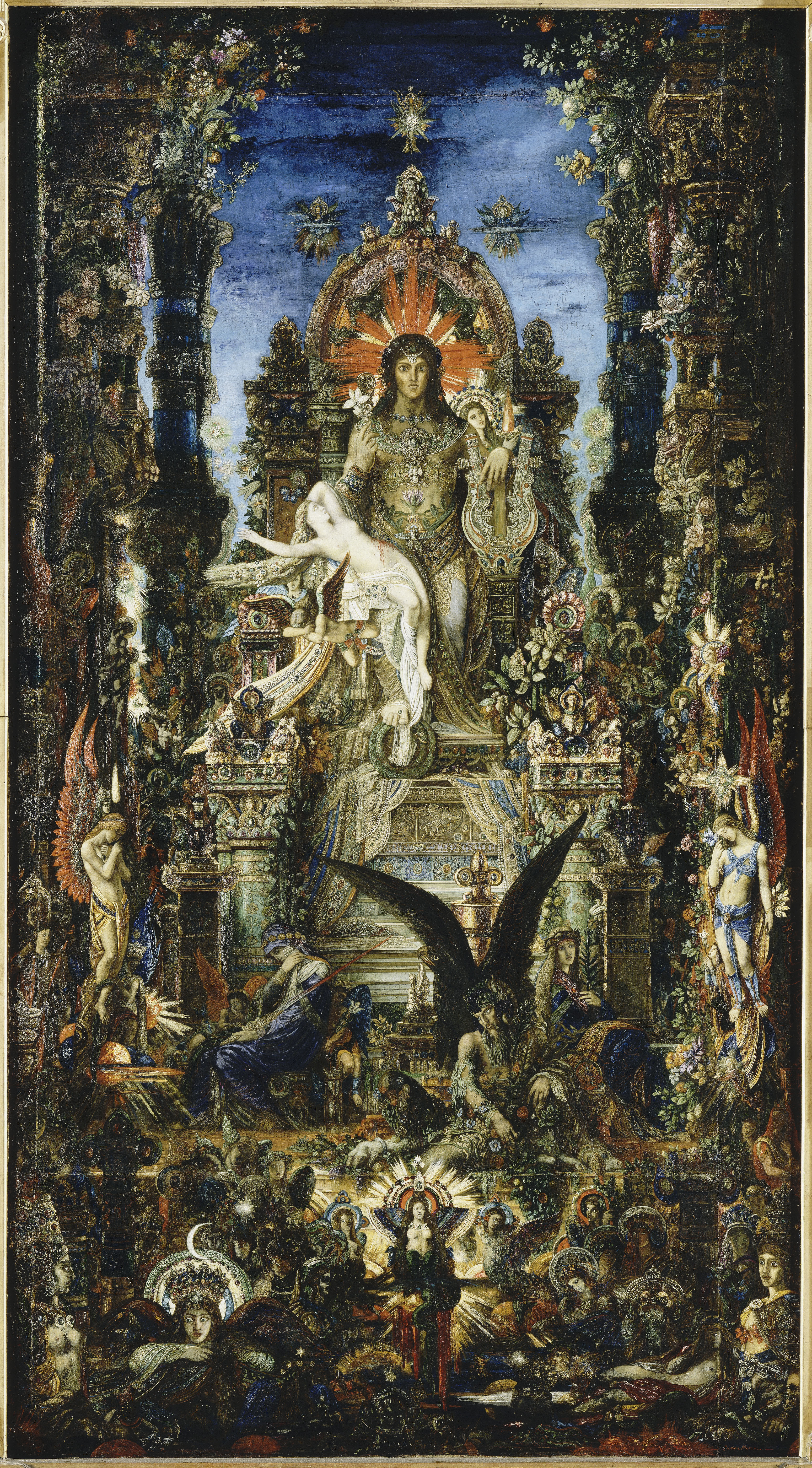
Júpiter y Sémele (1894-1895), de Gustave Moreau, Museo Gustave Moreau, París.
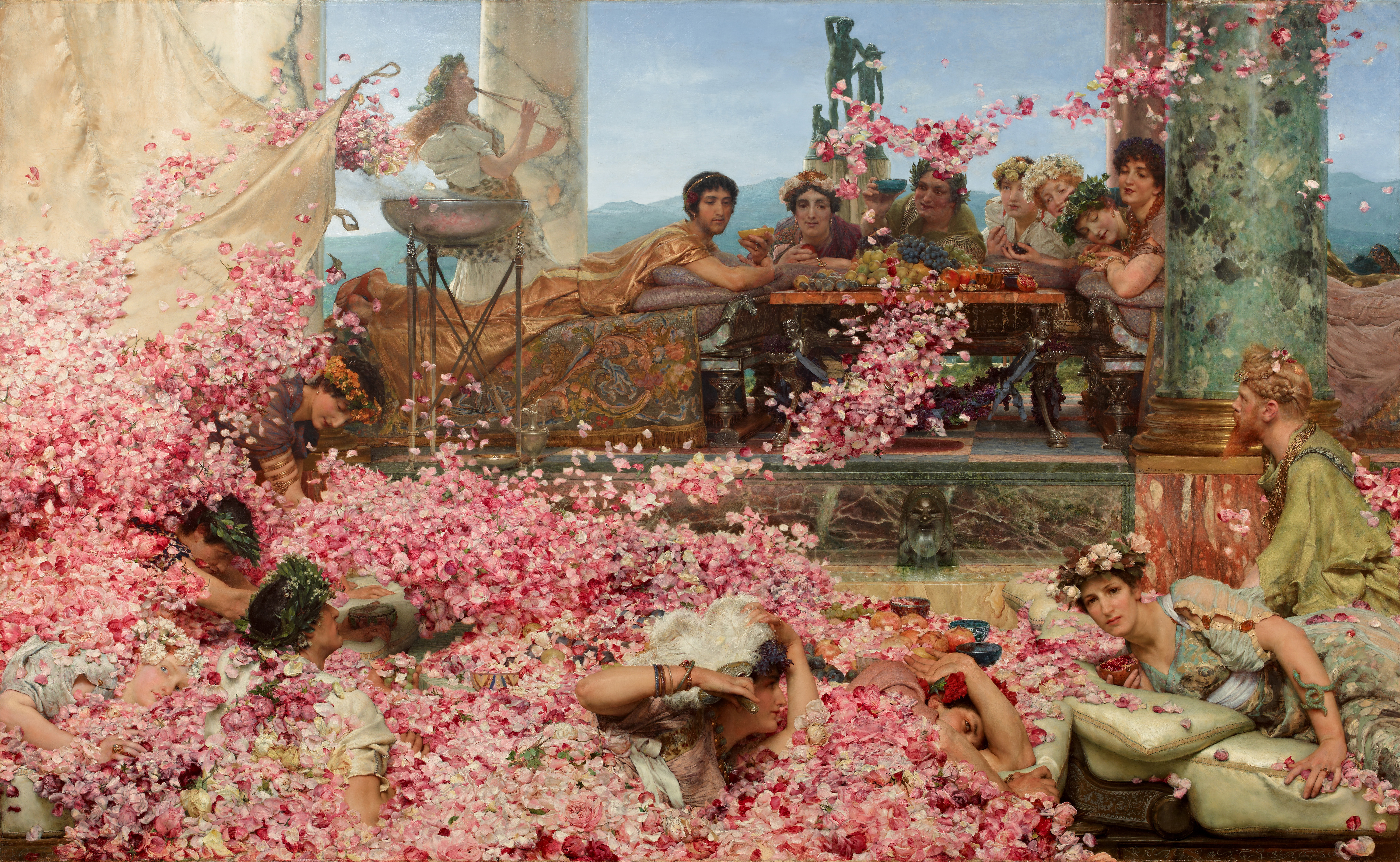
Las rosas de Heliogábalo (1888), de Lawrence Alma-Tadema, colección particular, México.
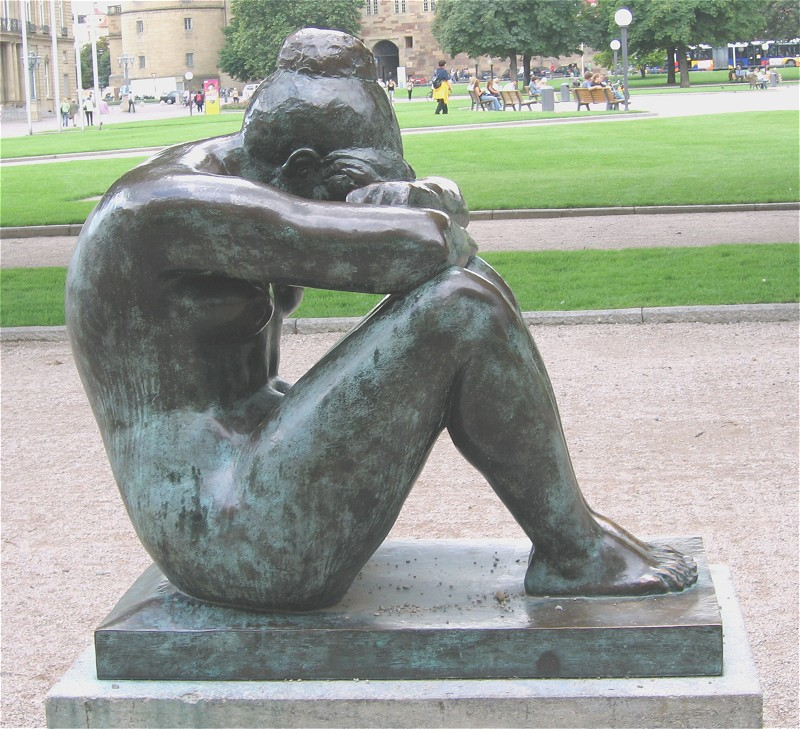
La noche (1902), de Aristide Maillol, Schlossplatz, Stuttgart.
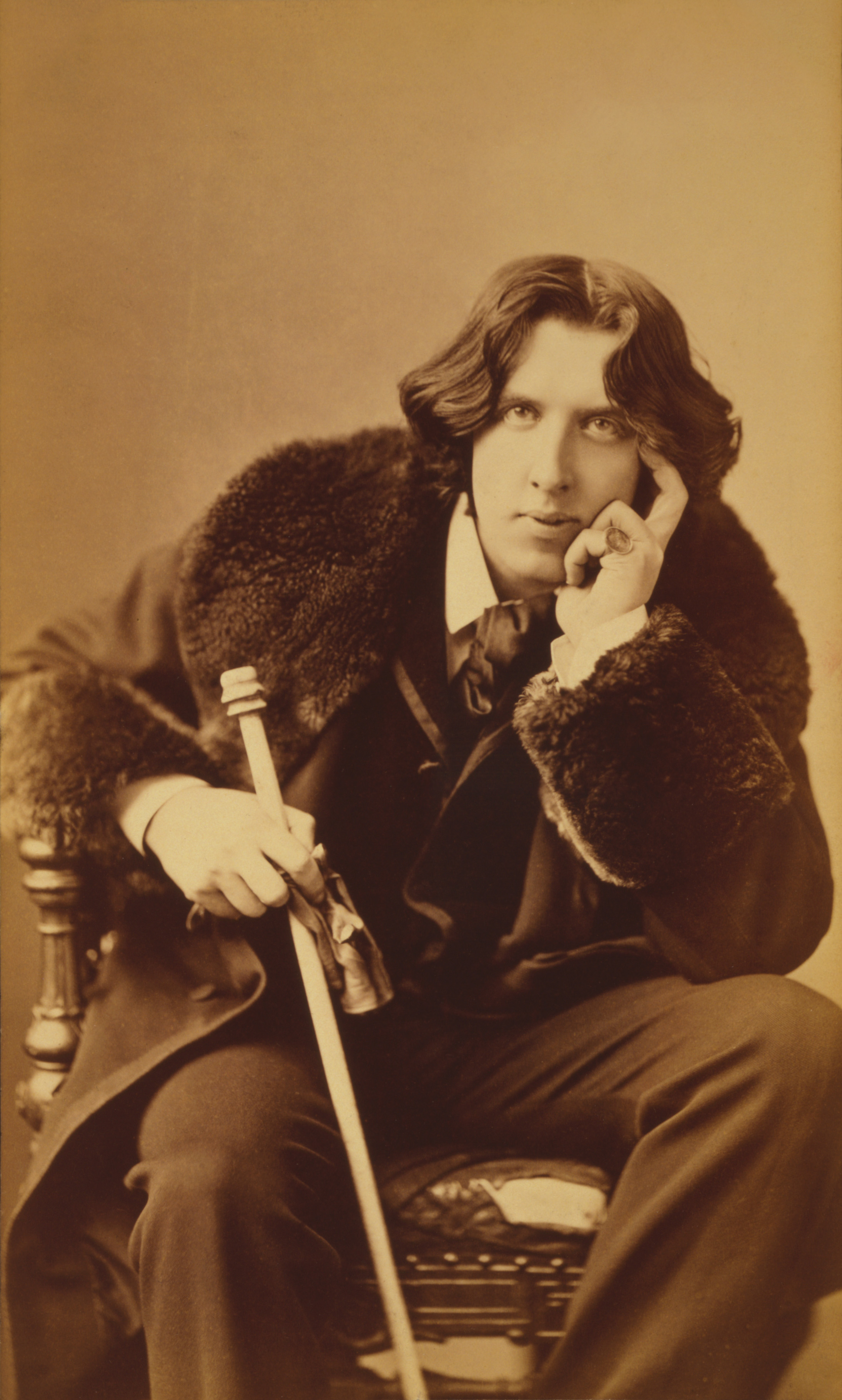
Oscar Wilde.

#### Modernismo

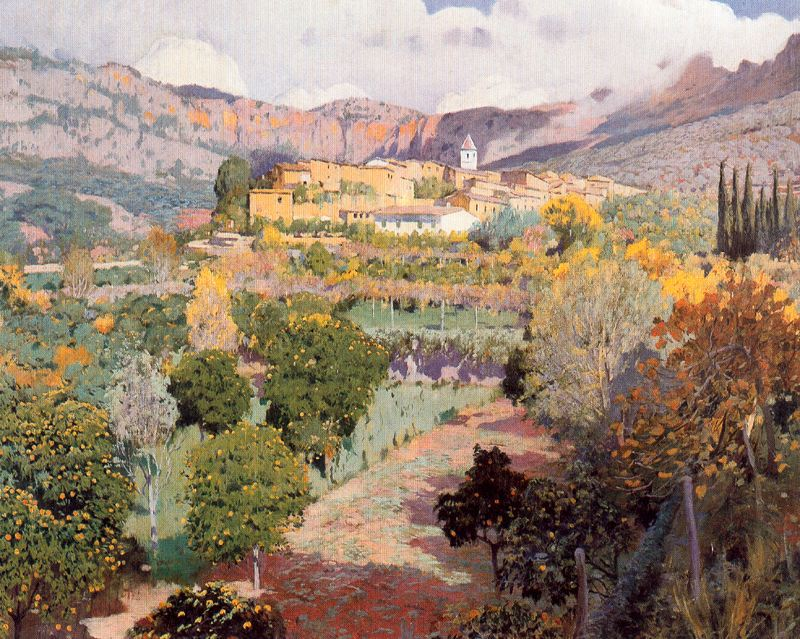
El valle de los naranjos, Biniaraix (Mallorca) (1901), de Santiago Rusiñol.

En paralelo a la arquitectura, el modernismo también se desarrolló en pintura, surgiendo una notable escuela en Cataluña, con artistas como Ramón Casas y Santiago Rusiñol, con un estilo caracterizado por una temática naturalista de ambiente sombrío, con una cierta influencia del impresionismo francés. Más tarde se recibió la influencia del simbolismo, practicado por el mismo Rusiñol y por artistas como Alexandre de Riquer, Adrià Gual y Joan Llimona. En escultura cabe mencionar a Eusebi Arnau, Josep Llimona y Miguel Blay. En un llamado «posmodernismo» se encuentran nombres como Isidre Nonell y Joaquim Mir, así como hallamos la presencia de un joven Pablo Picasso, que se adentró en el ambiente modernista alrededor del año 1900, hecho que supuso un cambio en su trayectoria y su adscripción al arte de vanguardia, como podemos ver en su etapa fauvista (1900-1901) y en el simbolismo de la «época azul» (1901-1904), para desembocar finalmente en el cubismo.
En el resto de Europa, la pintura modernista estuvo muy ligada al mundo del diseño y la ilustración, especialmente al cartelismo, nuevo género artístico a caballo entre la pintura y las artes gráficas, ya que se basaba en un diseño realizado por un pintor o ilustrador, para ser luego reproducido en serie. En su génesis fue determinante el aspecto publicitario del cartel, aunque pronto se dedicó también a la divulgación de eventos y a la propaganda política e institucional. Entre los diversos artistas dedicados a la pintura o el cartel conviene recordar a Alfons Mucha, Aubrey Beardsley, Jan Toorop, Fernand Khnopff, etc.
El modernismo, por su carácter ornamental, supuso una gran revitalización de las artes aplicadas, especialmente la carpintería, la forja, la vidriería, la cerámica, el moldeado en yeso, la impresión (libros, revistas, postales), la joyería, el mosaico, etc. A ello ayudaron los nuevos procedimientos industriales, que permitían la fabricación en serie. Cobró especial relevancia el diseño, el proceso creador del artista, que materializa su creación en el bosquejo de la obra, que puede ser luego realizada por diversos artesanos. Entre sus principales artífices destacaron Émile Gallé (ceramista y vidriero), René Lalique (orfebre), Koloman Moser (diseñador), Louis Comfort Tiffany (joyero y vidriero), Gaspar Homar (ebanista), etc. También tuvo especial relevancia el movimiento inglés Arts and Crafts («Artes y Oficios»), promovido por John Ruskin y William Morris, que defendía una revalorización del trabajo artesanal y propugnaba el retorno a las formas tradicionales de fabricación, estipulando que el arte debe ser tan útil como bello.
En literatura, se suele vincular el modernismo a la obra del nicaragüense Rubén Darío, inaugurador de las letras modernas españolas con un lenguaje esteticista de gran riqueza formal, de influjo simbolista. Otros exponentes fueron el cubano José Martí, el mexicano Amado Nervo, el peruano José Santos Chocano, el argentino Leopoldo Lugones y el colombiano José Asunción Silva, así como los españoles Salvador Rueda y Eduardo Marquina. Con el mismo afán modernizador podemos situar también aquí la denominada Generación del 98 que, frente al pesimismo por la pérdida de las últimas colonias españolas, supuso un gran impulso en la renovación de la literatura española, especialmente en cuanto a contenido. Destacaron autores como Ramón María del Valle-Inclán, Antonio Machado, Jacinto Benavente, Juan Ramón Jiménez, Azorín, Pío Baroja, Miguel de Unamuno, Ramiro de Maeztu, Ramón Menéndez Pidal, etc. En Cataluña se dio el movimiento de la Renaixença, destacando Jacinto Verdaguer y Joan Maragall, mientras que en Galicia el Rexurdimento contó con figuras como Manuel Curros Enríquez y Eduardo Pondal.

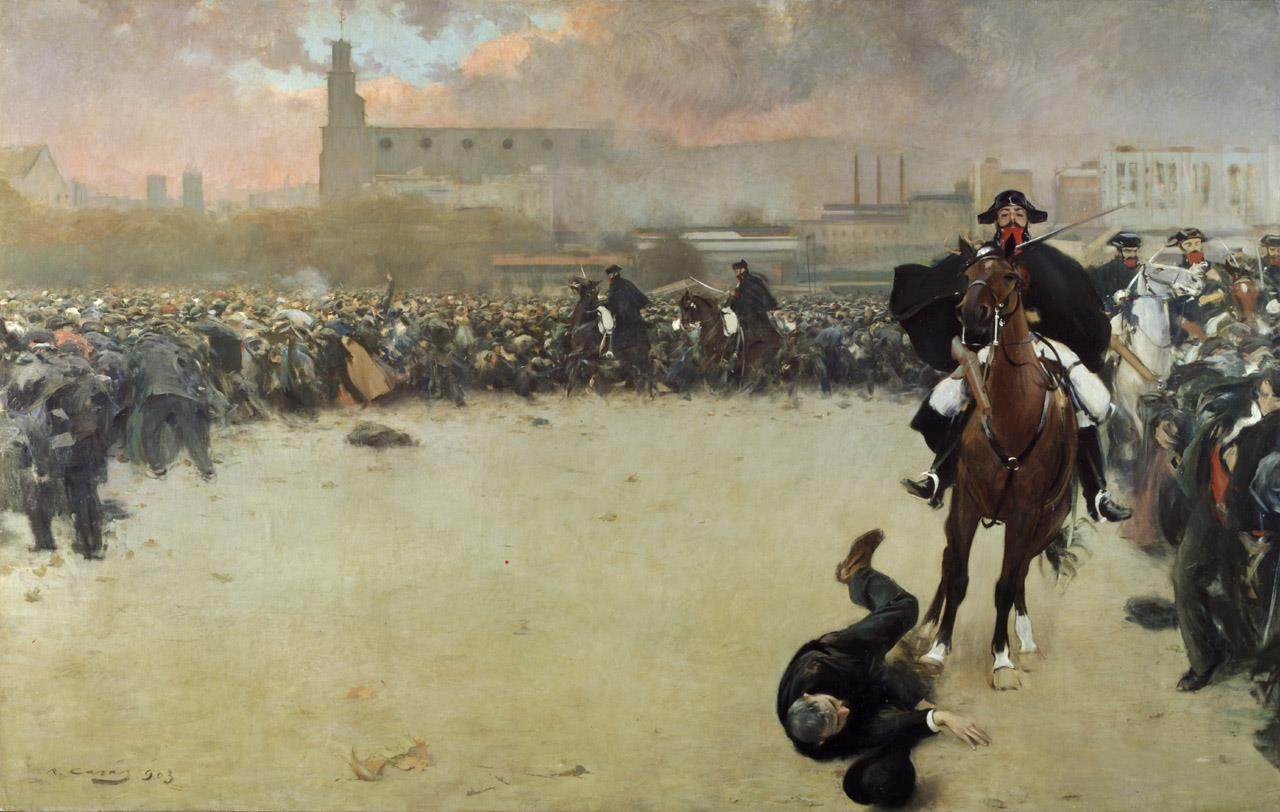
La carga (1899), de Ramon Casas, MNCARS, Madrid.
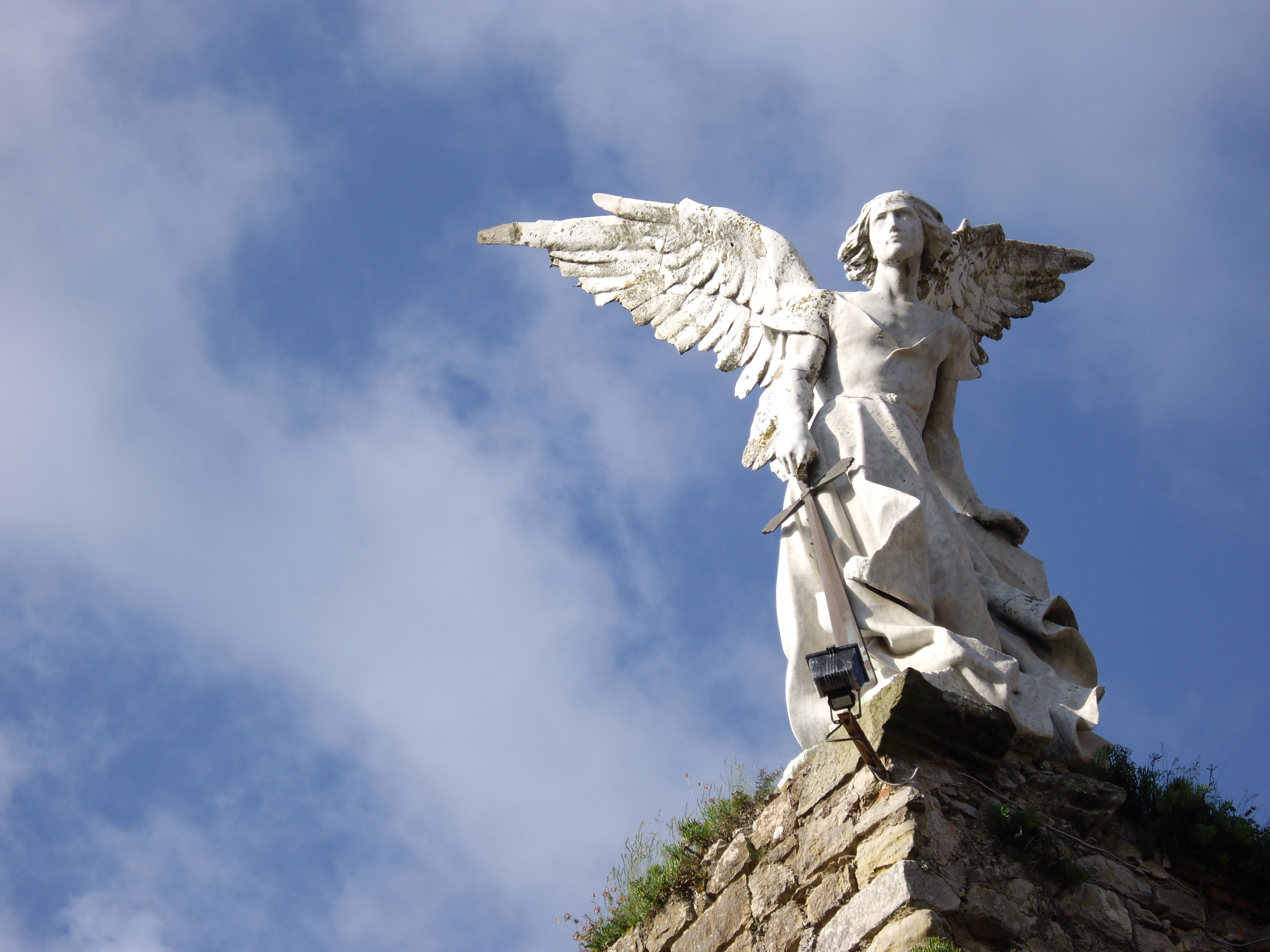
El Ángel Exterminador (1895), de Josep Llimona, cementerio de Comillas (Cantabria).
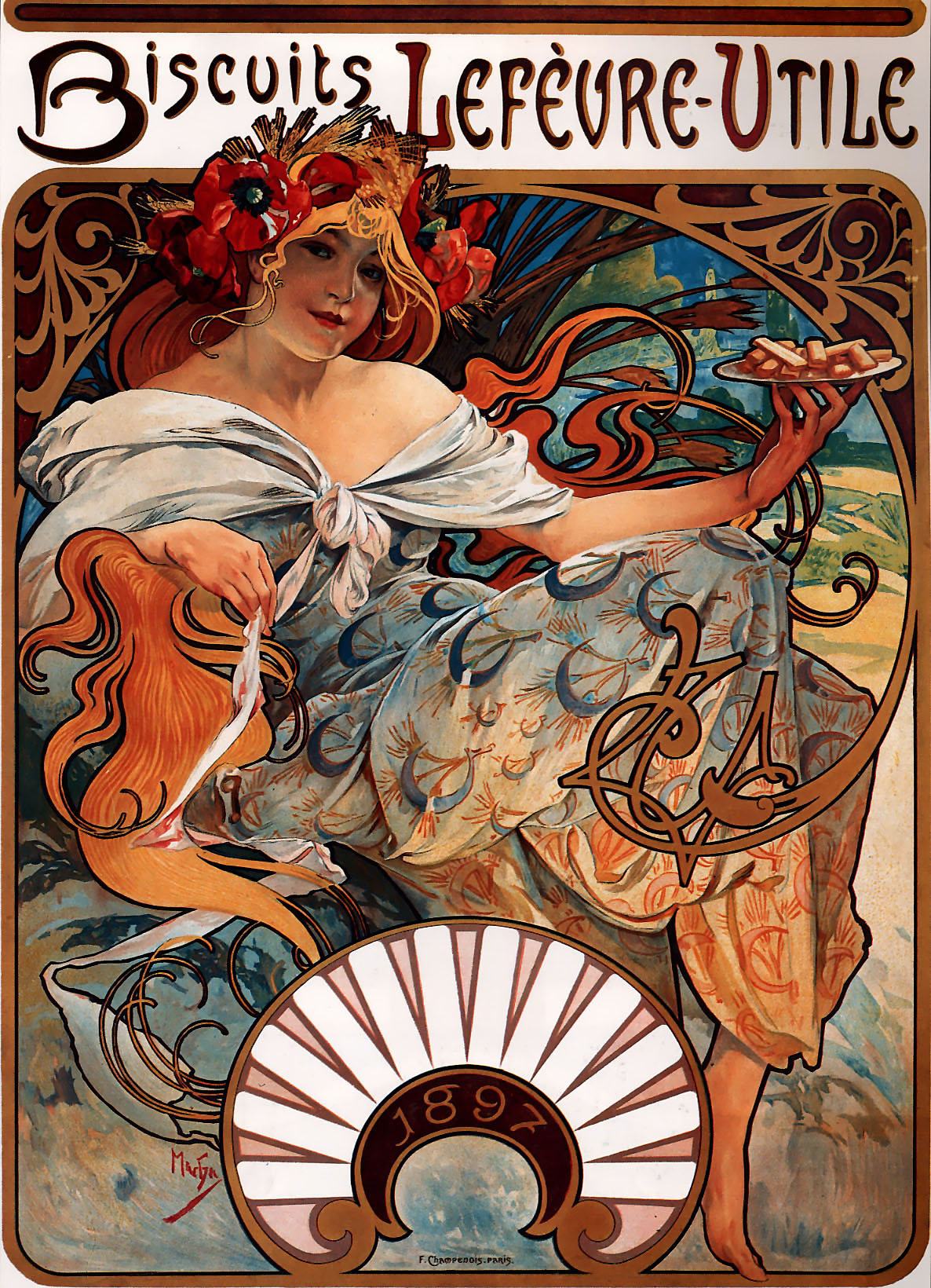
Biscuits Lefèvre-Utile (1896), litografía de Alfons Mucha.
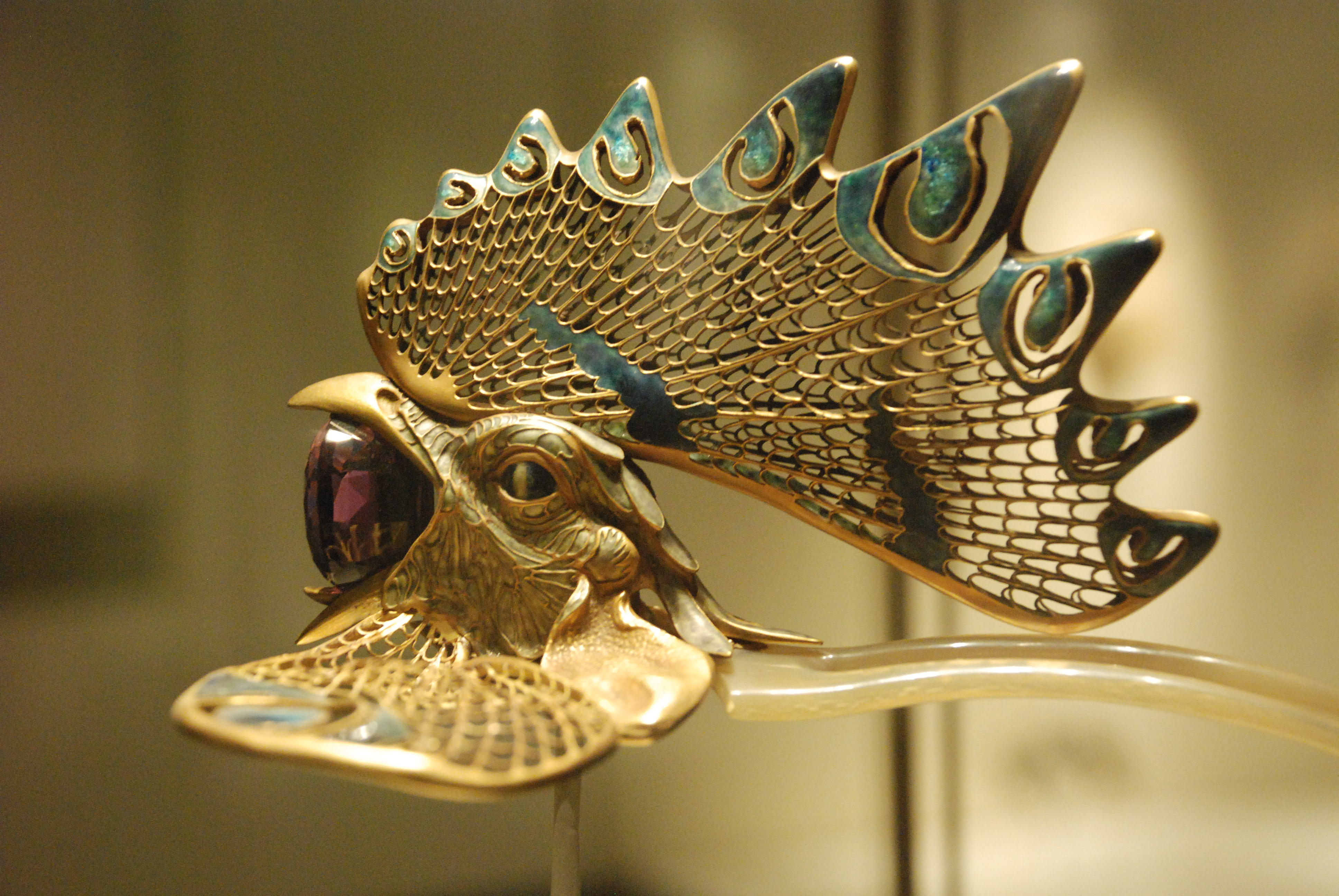
Tiara con forma de gallo, de René Lalique.

#### Fotografía

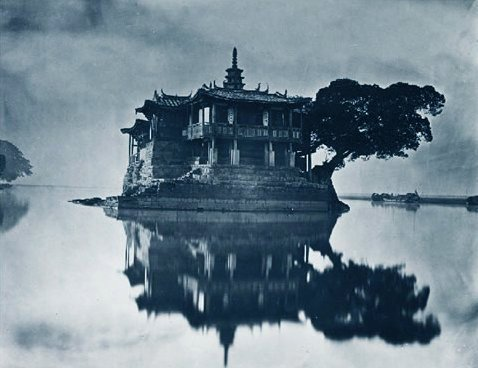
Isla Pagoda en la desembocadura del río Min (1870), de John Thomson. La fotografía supuso una gran revolución a la hora de concebir el arte en el siglo y el.

En el siglo XIX apareció una nueva tecnología que permitía captar imágenes del natural, a través del principio de la cámara oscura. Pese a ser una realización puramente técnica, pronto se vislumbró la artisticidad de este nuevo medio, pues la obra resultante podía ser considerada artística en cuanto suponía la intervención de la creatividad de la persona que capta la imagen, derivada de la labor de percepción, diseño y narratividad efectuada en la toma de la imagen. Así, pronto la fotografía pasó a ser considerada una de las artes, concretamente la octava.
Esta nueva técnica comenzó con las investigaciones de Joseph Nicéphore Niépce, que logró la primera fotografía en 1816, en negativo sobre papel, a partir de donde se fueron perfeccionando los procedimientos técnicos para su captación y reproducción. La construcción del daguerrotipo por Louis-Jacques-Mandé Daguerre supuso un nuevo adelanto, consiguiendo impresionar placas metálicas y fijar la imagen con un baño de sal y mercurio. Otro de los pioneros fue William Henry Fox Talbot, que en 1835 inventó el negativo, que permitía sacar diversas copias de la imagen obtenida. Hippolyte Bayard logró en 1840 la fotografía en positivo directo. Otro precursor, John Frederick William Herschel, fue el creador del término fotografía, así como negativo y positivo, e instantánea cuando se redujo el tiempo de exposición (25/100 de segundo). En 1888 George Eastman lanzó la película de celuloide y el aparato Kodak, pequeña cámara cargada con 100 clichés. La primera fotografía en color fue obtenida por James Clerk Maxwell en 1861; sin embargo, la primera placa fotográfica en color (Autochrome) no llegó a los mercados hasta 1907.
A partir de entonces la fotografía se popularizó, ya que era un medio que no requería grandes cualidades personales, simplemente el dominio de la técnica, apareciendo numerosos aficionados que se lanzaron a plasmar el mundo en imágenes. Surgieron los primeros estudios y laboratorios fotográficos, dedicados en principio sobre todo al retrato, aunque posteriormente a todo tipo de eventos y a imágenes del natural. También apareció la fotomecánica y las primeras publicaciones ilustradas, siendo pioneros los álbumes de Excursions Daguerriennes (1841-1842) y, como primer libro ilustrado, Pencil of Nature (1844), de Fox Talbot. Igualmente apareció la fotografía documental, especialmente en cuanto a la plasmación de conflictos bélicos, siendo las guerras de Crimea y de Secesión americana las primeras en ser retratadas.
A finales de siglo se empezó a considerar la fotografía como un arte, surgiendo el pictorialismo como primer movimiento artístico fotográfico; este tenía la pretensión de hacer fotografías con una composición de tipo pictórico, con influencia del impresionismo. Entre los fotógrafos más destacados del siglo XIX se puede citar a Gaspard-Félix Tournachon, Louis Désiré Blanquart-Evrard, André Adolphe Eugène Disdéri, David Octavius Hill, John Thomson, Julia Margaret Cameron, Oscar Gustav Rejlander, Eadweard Muybridge, Étienne-Jules Marey, Jacob August Riis, etc.

### SigloXX

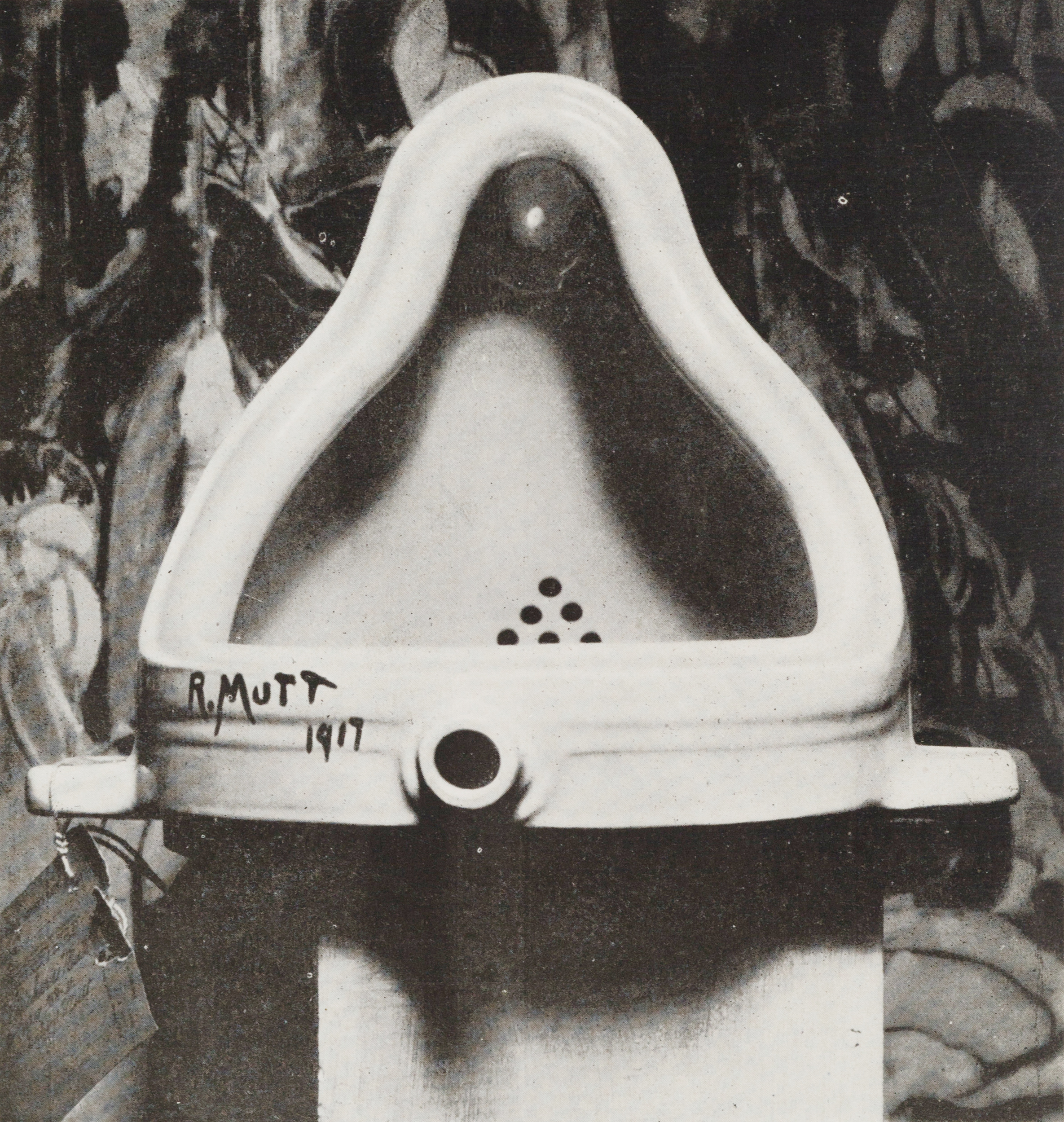
Fuente, de Marcel Duchamp. El ha supuesto una pérdida del concepto de belleza clásica para conseguir un mayor efecto en el diálogo artista-espectador.

El arte del siglo XX experimentó una profunda transformación: en una sociedad más materialista, más consumista, el arte se dirige a los sentidos, no al intelecto. Igualmente, ha cobrado especial relevancia el concepto de moda, una combinación entre la rapidez de las comunicaciones y el aspecto consumista de la civilización actual. Surgieron así los movimientos de vanguardia, que pretendían integrar el arte en la sociedad, buscando una mayor interrelación artista-espectador, ya que es este último el que interpreta la obra, pudiendo descubrir significados que el artista ni conocía. Las últimas tendencias artísticas han perdido incluso el interés por el objeto artístico: el arte tradicional era un arte de objeto, el actual de concepto. Hay una revalorización del arte activo, de la acción, de la manifestación espontánea, efímera, del arte no comercial (arte conceptual, happening, environment).

#### Arquitectura
Artículo principal: Arquitectura del siglo XX

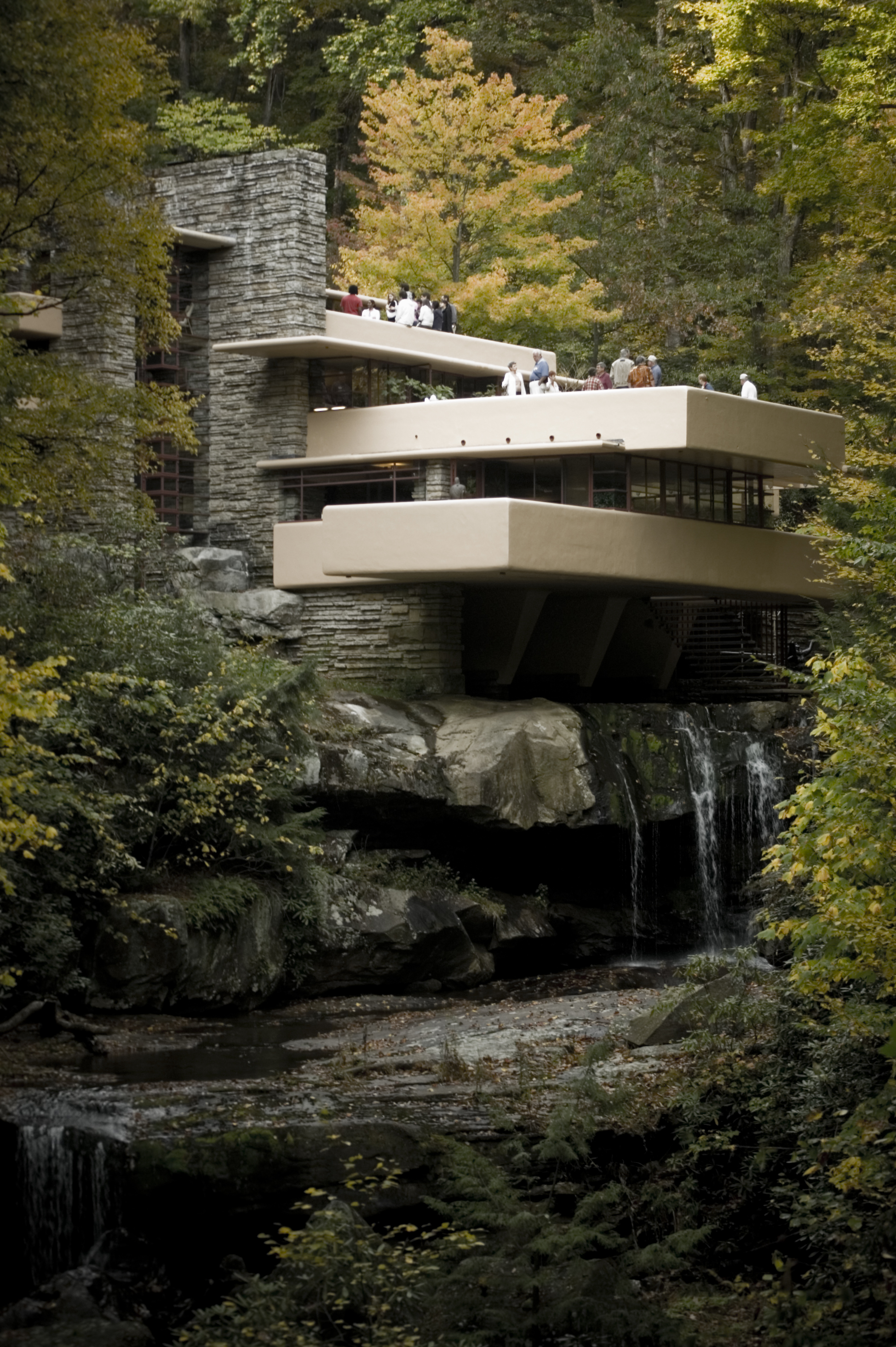
Casa de la Cascada (1939), de Frank Lloyd Wright, Bear Run, Pensilvania.

La arquitectura ha sufrido una profunda transformación desde las formas tradicionales hasta los movimientos de vanguardia, que han supuesto un nuevo concepto constructivo basado en una idea más racional del espacio, estructurado de forma más depurada y funcional, con especial atención a las nuevas tecnologías y a su ubicación medioambiental. Ha cobrado gran importancia el urbanismo, fomentado por el nuevo aspecto consumista de la civilización occidental, a la vez que el auge de las comunicaciones ha derivado en un desarrollo de los estudios de ingeniería aplicados a la arquitectura.
La arquitectura del siglo XX ha tenido un desarrollo independiente del resto de las artes, aunque en ocasiones ha ido en paralelo a algún determinado movimiento artístico. Tenemos así la arquitectura expresionista, caracterizada por el uso de nuevos materiales y su fabricación en masa (ladrillo, acero, vidrio), con nombres como Bruno Taut, Erich Mendelsohn, Hans Poelzig y Fritz Höger. El futurismo también tuvo alguna manifestación arquitectónica, aunque lo utópico de sus formulaciones impidió en muchos casos su realización material; destaca la obra de Antonio Sant'Elia. En el neoplasticismo neerlandés tenemos la obra de Jacobus Johannes Pieter Oud, Gerrit Thomas Rietveld y Truus Schröder. Por último, cabe reseñar la vertiente arquitectónica del constructivismo ruso, donde se inició un programa ligado a la revolución que buscaba una arquitectura funcional que satisficiese las necesidades reales de la población; estuvo representado principalmente por Konstantin Melnikov.
Pero la principal tendencia artística del siglo XX ha sido el racionalismo (1920-1950) —también llamado «Estilo Internacional»—, representado fundamentalmente por la Escuela de la Bauhaus. Esta corriente buscaba una arquitectura fundamentada en la razón, de líneas sencillas y funcionales, basadas en formas geométricas simples y materiales de orden industrial (ladrillo, acero, hormigón, vidrio), renunciando a la ornamentación excesiva y otorgando gran importancia al diseño, que es igualmente sencillo y funcional. Entre sus figuras sobresalen: Walter Gropius, Ludwig Mies van der Rohe, Le Corbusier, José Luis Sert, Frank Lloyd Wright, Eliel Saarinen, Oscar Niemeyer, Alvar Aalto, etc.
Entre las últimas tendencias arquitectónicas se ha producido una gran diversidad de estilos y movimientos, como en el resto de artes plásticas: en los años 1950 surgió el denominado brutalismo en paralelo al expresionismo abstracto, caracterizado por las formas austeras, basadas en la pureza del material, primando la estructura sobre el acabado (Alison y Peter Smithson, Louis Kahn y Anne Tyng); el metabolismo japonés respondía a las necesidades de una sociedad masificada, con grandes escalas, estructuras flexibles y formas orgánicas (Kenzō Tange, Kishō Kurokawa); la arquitectura pop destacó el carácter urbano y las tipologías populares, tomando como referencia los ambientes nocturnos de Las Vegas, con sus luces de neón y su escenografía decorativista (Robert Venturi, Denise Scott Brown); el llamado «diseño científico y estructural» puso énfasis en las nuevas posibilidades de la técnica, especialmente el uso de hormigón y las formas orgánicas (Félix Candela, Pier Luigi Nervi, Frei Otto, Jørn Utzon, Eero Saarinen, Richard Buckminster Fuller); en los años 1960 apareció el high-tech, basado en las posibilidades otorgadas por las nuevas tecnologías, tanto a nivel práctico como estético (Norman Foster, Richard Rogers, Renzo Piano); entre los años 1960 y 1970 surgió el antidiseño, opuesto al racionalismo y a la primacía del diseño sobre la función social y cultural de la arquitectura, representado por el grupo inglés Archigram y los italianos Archizoom y Superstudio; el neorracionalismo supuso en los años 1970 el retorno a las premisas funcionalistas, representado por el grupo italiano Tendenza y el estadounidense Five Architects; desde 1975 se ha desarrollado la arquitectura posmoderna, que como en las otras artes se basa en el eclecticismo y la reinterpretación de estilos anteriores (James Stirling, Aldo Rossi, Ricardo Bofill, Arata Isozaki); en los años 1980 se dio el deconstructivismo, caracterizado por la fragmentación, el proceso de diseño no lineal y la manipulación de las estructuras (Frank Gehry, Peter Eisenman, Rem Koolhaas). Entre otros arquitectos contemporáneos conviene destacar igualmente a Jean Nouvel, Glenn Murcutt, Peter Zumthor, Jacques Herzog, Pierre de Meuron, Sverre Fehn, Ieoh Ming Pei, Zaha Hadid, Santiago Calatrava, Rafael Moneo, Luis Barragán, Álvaro Siza, etc.

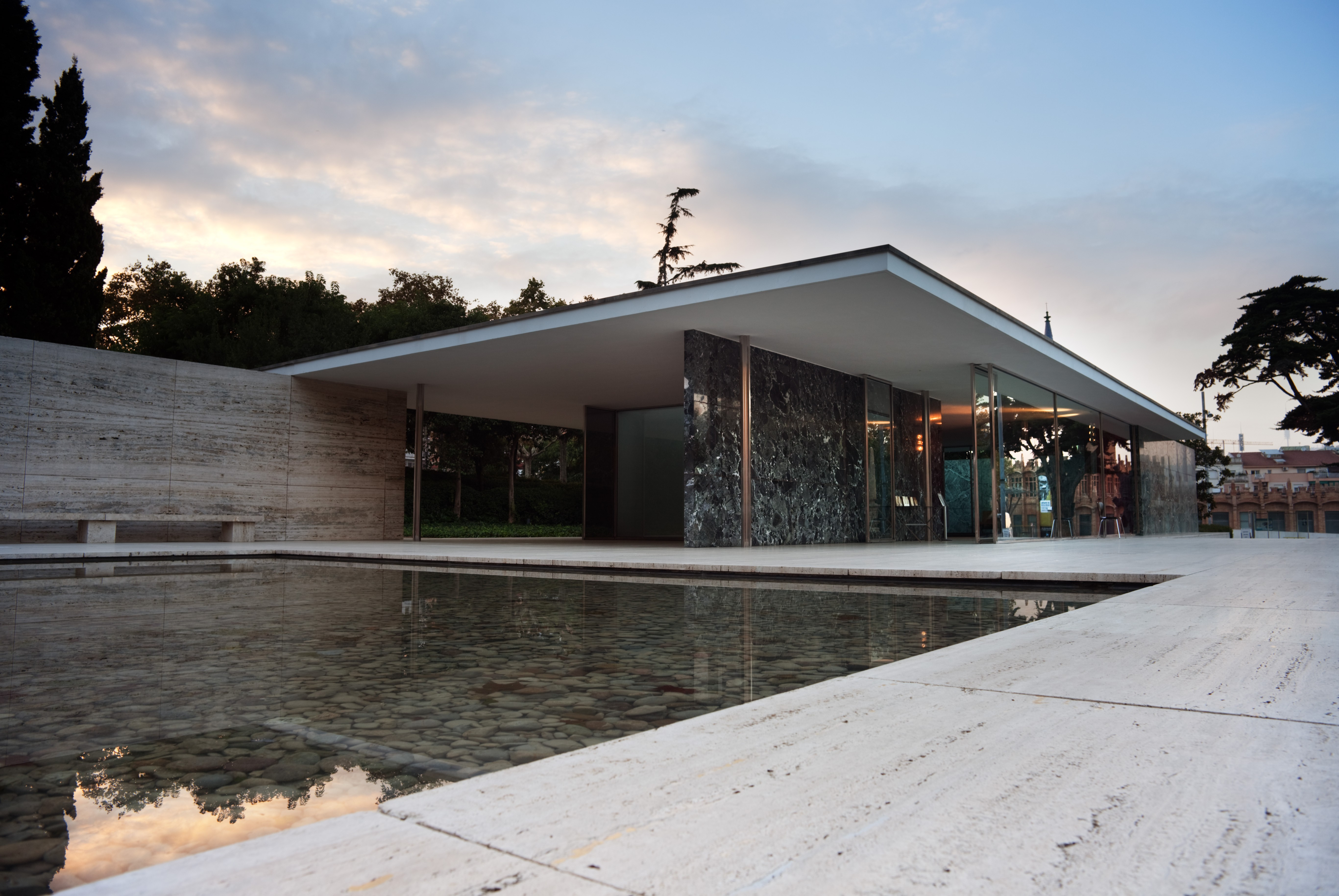
Pabellón de Alemania para la Exposición Internacional de Barcelona (1929), obra de Ludwig Mies van der Rohe.
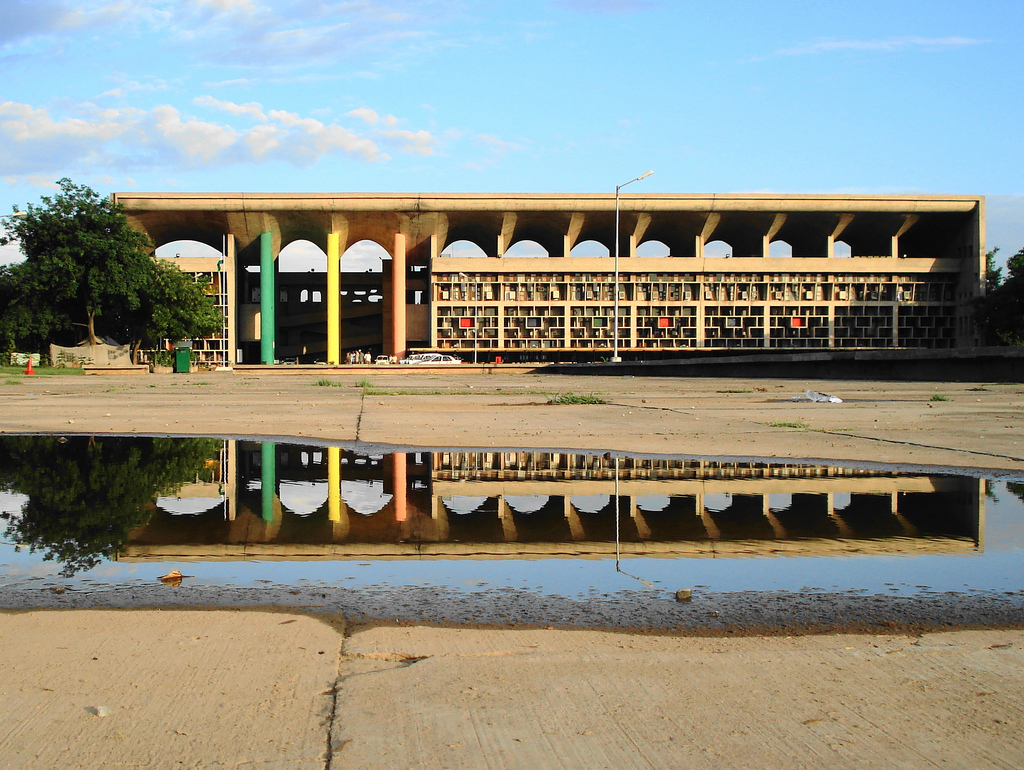
Corte Suprema de Chandigarh (1952), de Le Corbusier.
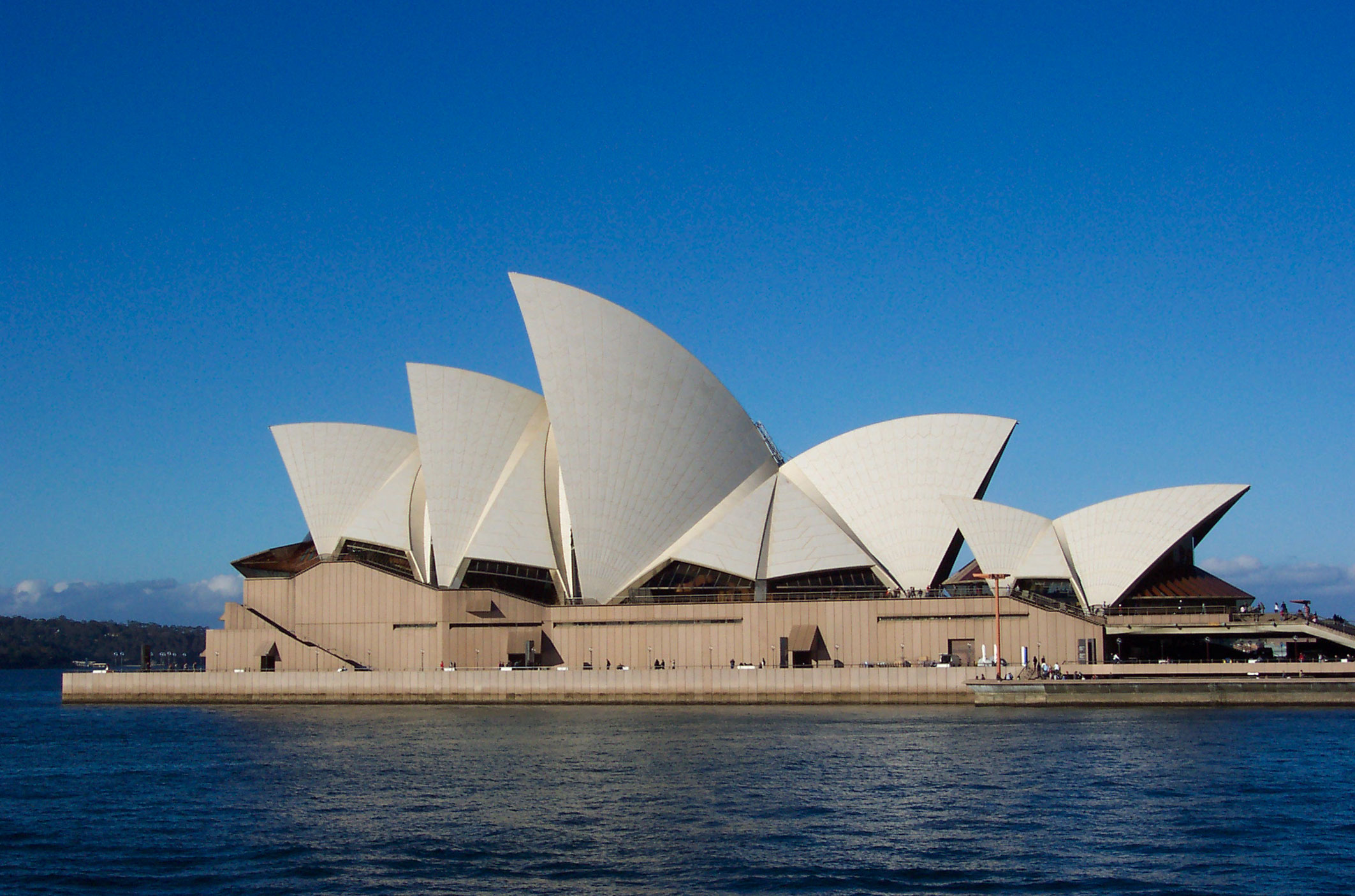
Ópera de Sídney (1956), de Jørn Utzon.
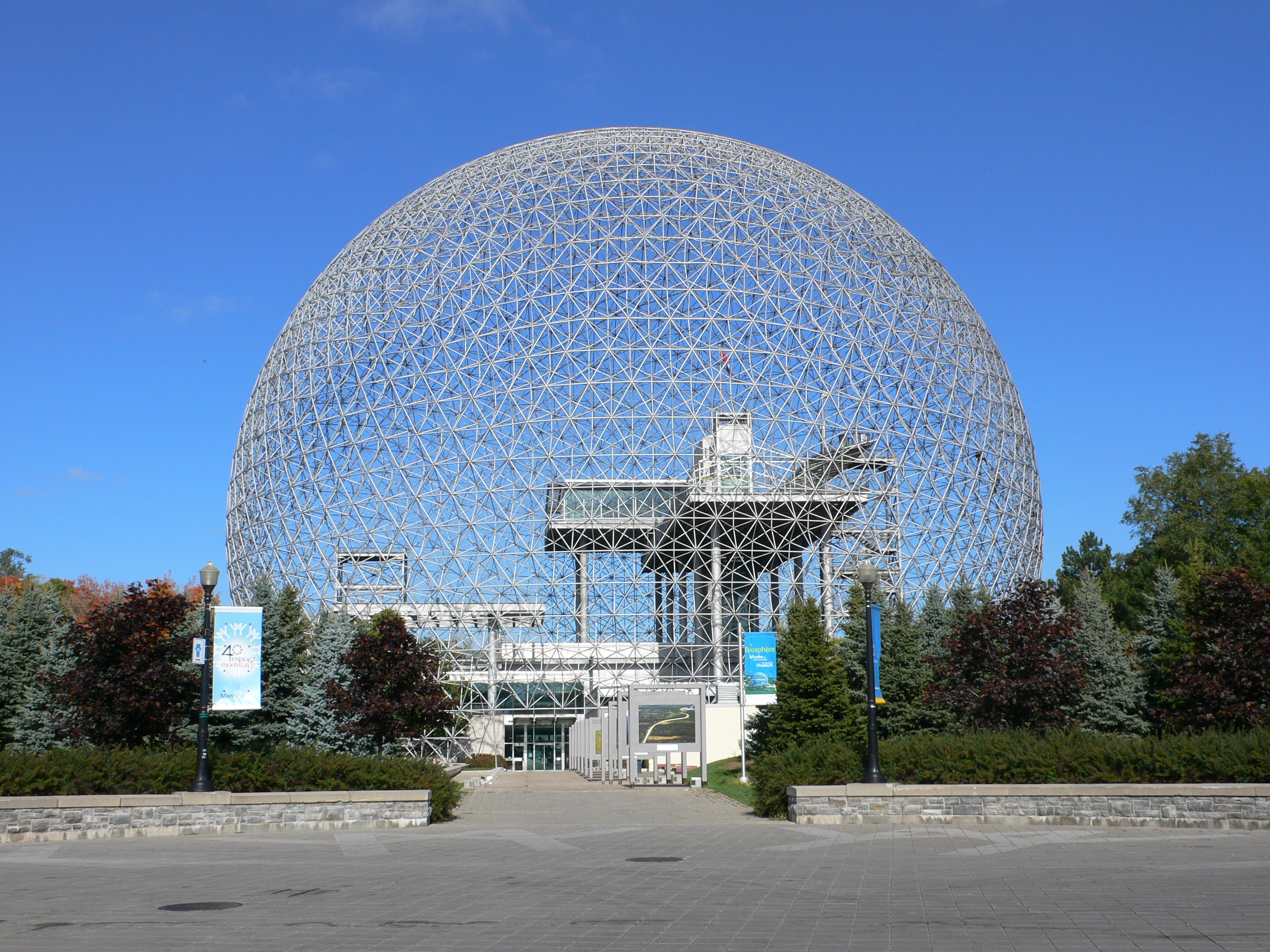
Pabellón estadounidense de la Expo 67, de Richard Buckminster Fuller, llamado actualmente Biosphère, en Île Sainte-Hélène, Montreal.

#### Vanguardismo

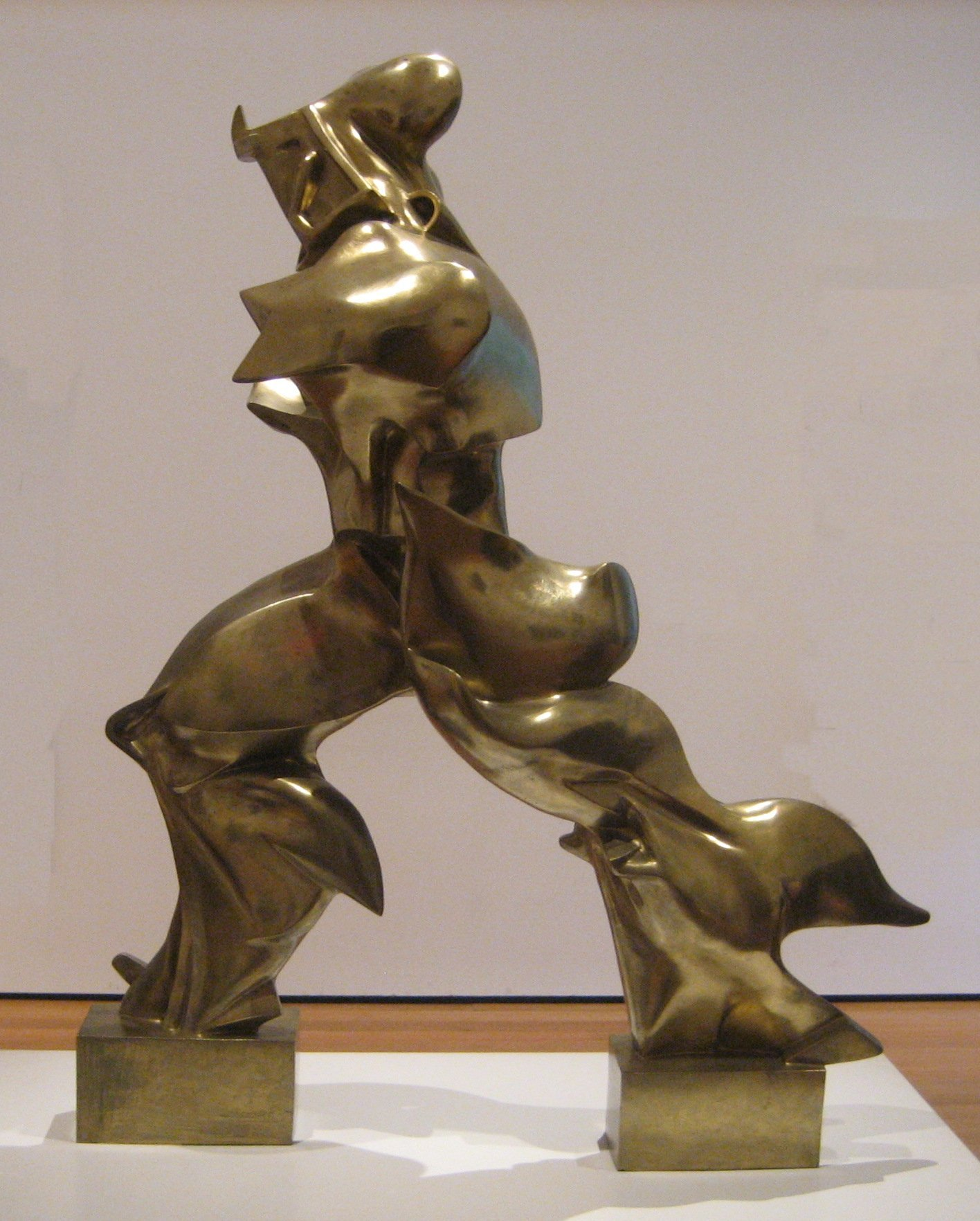
Formas únicas de continuidad en el espacio (1913), de Umberto Boccioni, Galleria d'Arte Moderna, Milán.

En los primeros años del siglo XX se forjaron las bases del llamado arte de vanguardia: el concepto de realidad fue cuestionado por las nuevas teorías científicas (la subjetividad del tiempo de Bergson, la relatividad de Einstein, la mecánica cuántica); también influyó la teoría del psicoanálisis de Freud. Por otra parte, las nuevas tecnologías provocaron que el arte cambiase de función, ya que la fotografía y el cine ya se encargaban de plasmar la realidad. Gracias a las colecciones etnográficas fomentadas por el colonialismo europeo los artistas tuvieron contacto con el arte de otras civilizaciones (africano, asiático, oceánico), que aportó una visión más subjetiva y emotiva del arte. Todos estos factores comportaron un cambio de sensibilidad que se tradujo en la búsqueda de nuevas formas de expresión por parte del artista.
- Fauvismo (1905-1908): primer movimiento vanguardista[nota 18] del siglo XX, el fauvismo supuso una experimentación en el terreno del color, que es concebido de modo subjetivo y personal, aplicándole valores emotivos y expresivos, independientes respecto a la naturaleza. Destacan Henri Matisse, Albert Marquet, Raoul Dufy, André Derain, Maurice de Vlaminck y Kees van Dongen.
- Expresionismo (1905-1923): surgido como reacción al impresionismo, los expresionistas defendían un arte más personal e intuitivo, donde predominase la visión interior del artista —la «expresión»— frente a la plasmación de la realidad —la «impresión»—, reflejando en sus obras una temática personal e intimista con gusto por lo fantástico, deformando la realidad para acentuar el carácter expresivo de la obra. Con precedentes en las figuras de Edvard Munch y James Ensor, se formó principalmente en torno a dos grupos: Die Brücke (Ernst Ludwig Kirchner, Erich Heckel, Karl Schmidt-Rottluff, Emil Nolde), y Der Blaue Reiter (Vasili Kandinski, Franz Marc, August Macke, Paul Klee). Otros exponentes fueron el Grupo de Viena (Egon Schiele, Oskar Kokoschka) y la Escuela de París (Amedeo Modigliani, Marc Chagall, Georges Rouault, Chaïm Soutine). Figuras individuales serían: José Gutiérrez Solana, Constant Permeke, Cândido Portinari, Oswaldo Guayasamín, etc. También se suele considerar como una derivación del expresionismo el grupo Nueva Objetividad (George Grosz, Otto Dix, Max Beckmann). En México tuvo su expresión en el muralismo de José Clemente Orozco, Diego Rivera, David Alfaro Siqueiros[135] y Rufino Tamayo, e influyó en la obra de Frida Kahlo. En escultura destacaron Ernst Barlach, Wilhelm Lehmbruck y Käthe Kollwitz.
- Cubismo (1907-1914): este movimiento se basó en la deformación de la realidad mediante la destrucción de la perspectiva espacial de origen renacentista, organizando el espacio de acuerdo con una trama geométrica, con visión simultánea de los objetos, una gama de colores fríos y apagados, y una nueva concepción de la obra de arte, con la introducción del collage. La figura principal de este movimiento fue Pablo Picasso, uno de los grandes genios del siglo XX, junto a Georges Braque, Jean Metzinger, Albert Gleizes, Juan Gris y Fernand Léger, así como Alexander Archipenko, Jacques Lipchitz, Pablo Gargallo y Julio González en escultura. Una derivación del cubismo fue el orfismo de Robert Delaunay, así como el rayonismo ruso, síntesis de cubismo, futurismo y orfismo (Mijaíl Larionov, Natalia Goncharova). Igualmente, el purismo fue un movimiento poscubista (Amédée Ozenfant, Le Corbusier).
- Futurismo (1909-1930): movimiento italiano que exaltó los valores del progreso técnico e industrial del siglo XX, destacando aspectos de la realidad como el movimiento, la velocidad y la simultaneidad de la acción. El futurismo aspiraba a transformar el mundo, a cambiar la vida, mostrando un concepto idealista y algo utópico del arte como motor de la sociedad. Fue el primer movimiento que se proclamó con un manifiesto (redactado por Filippo Tommaso Marinetti), sello distintivo de los futuros movimientos de vanguardia, que denotaba además la interrelación entre las diversas artes. Destacan en pintura Giacomo Balla y Gino Severini, y Umberto Boccioni en escultura.[136]
- Arte abstracto (1910-1932): cuestionado el concepto de realidad por las nuevas teorías científicas, y con el surgimiento de nuevas tecnologías como la fotografía y el cine, que ya se encargaban de plasmar la realidad, se produjo la génesis del arte abstracto: el artista ya no intenta reflejar la realidad, sino su mundo interior, expresar sus sentimientos. El arte pierde todo aspecto real y de imitación de la naturaleza para centrarse en la simple expresividad del artista, en formas y colores que carecen de cualquier componente referencial. Iniciado por Vasili Kandinski, fue desarrollado por el movimiento neoplasticista (De Stijl), con figuras como Piet Mondrian y Theo Van Doesburg en pintura, y Georges Vantongerloo en escultura.
- Constructivismo (1914-1930): surgido en la Rusia revolucionaria, fue un estilo comprometido políticamente que pretendía a través del arte realizar una transformación de la sociedad, mediante una reflexión sobre las formas puras artísticas concebidas desde aspectos como el espacio y el tiempo, que generan una serie de obras de estilo abstracto, con tendencia a la geometrización. Destacan Vladimir Tatlin, Lissitzky, Anton Pevsner y Naum Gabo. Una variante fue el suprematismo de Kasimir Malevich.
- Dadaísmo (1916-1922): movimiento de reacción a los desastres de la guerra, el dadaísmo supuso un planteamiento radical del concepto de arte, que pierde cualquier componente basado en la lógica y la razón, reivindicando la duda, el azar, lo absurdo de la existencia. Esto se traduce en un lenguaje subversivo, donde se cuestionan tanto las temáticas como las técnicas tradicionales del arte, experimentando con nuevos materiales y nuevas formas de composición, como el collage, el fotomontaje y los ready-made. Destacan Hans Arp, Francis Picabia, Kurt Schwitters y Marcel Duchamp.
- Surrealismo (1924-1955): con un claro precedente en la pintura metafísica (Giorgio de Chirico, Carlo Carrà), el surrealismo[nota 19] puso especial énfasis en la imaginación, la fantasía, el mundo de los sueños, con una fuerte influencia del psicoanálisis, como se percibe en su concepto de «escritura automática», por la que intentan expresarse liberando su mente de cualquier atadura racional, mostrar la pureza del inconsciente. La pintura surrealista se movió entre la figuración (Salvador Dalí, Paul Delvaux, René Magritte, Max Ernst) y la abstracción (Joan Miró, André Masson, Yves Tanguy). En escultura destacan Henry Moore, Constantin Brâncuşi, Alberto Giacometti y Alexander Calder.[137]

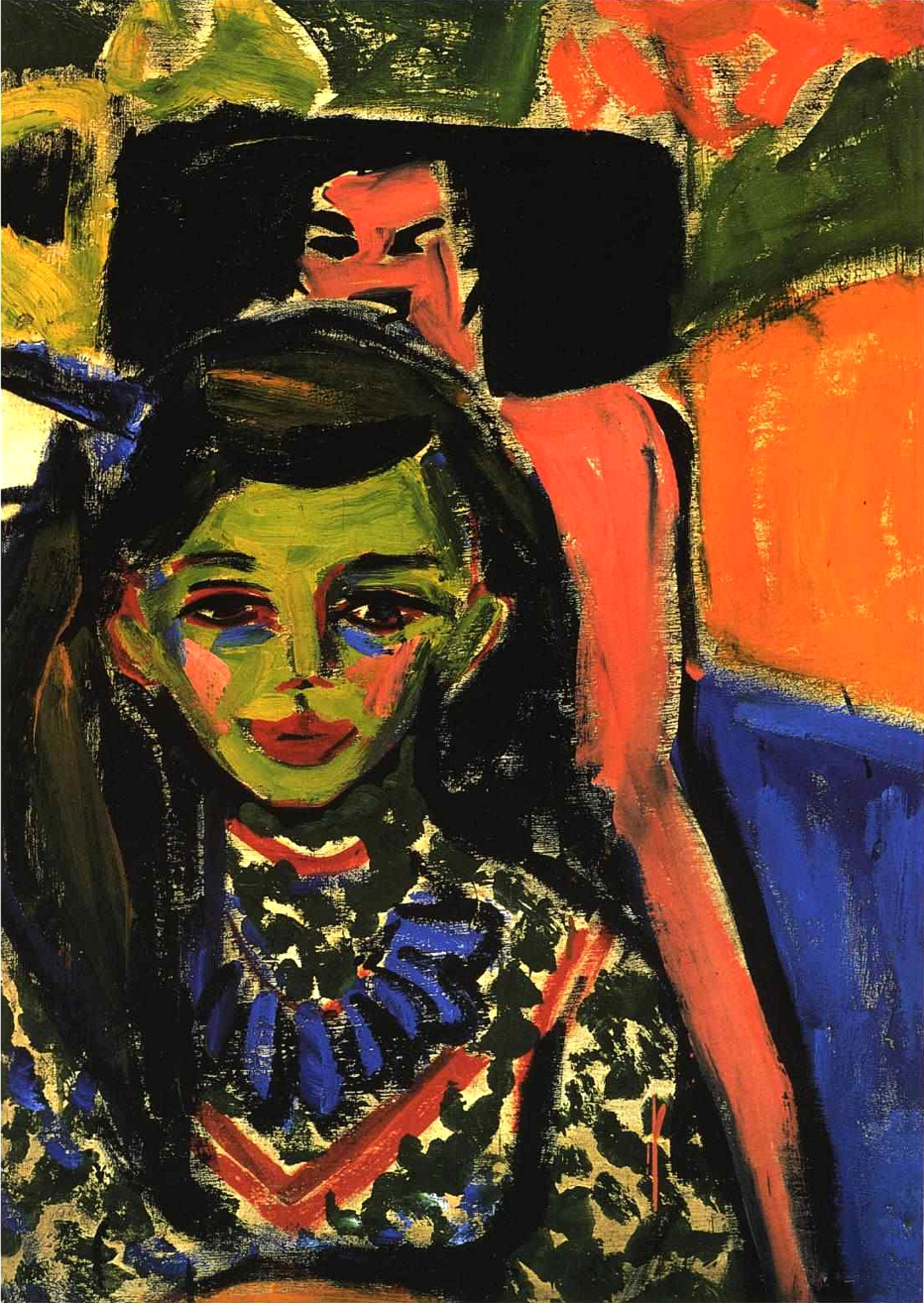
Fränzi ante una silla tallada (1910), de Ernst Ludwig Kirchner, Museo Thyssen-Bornemisza, Madrid.
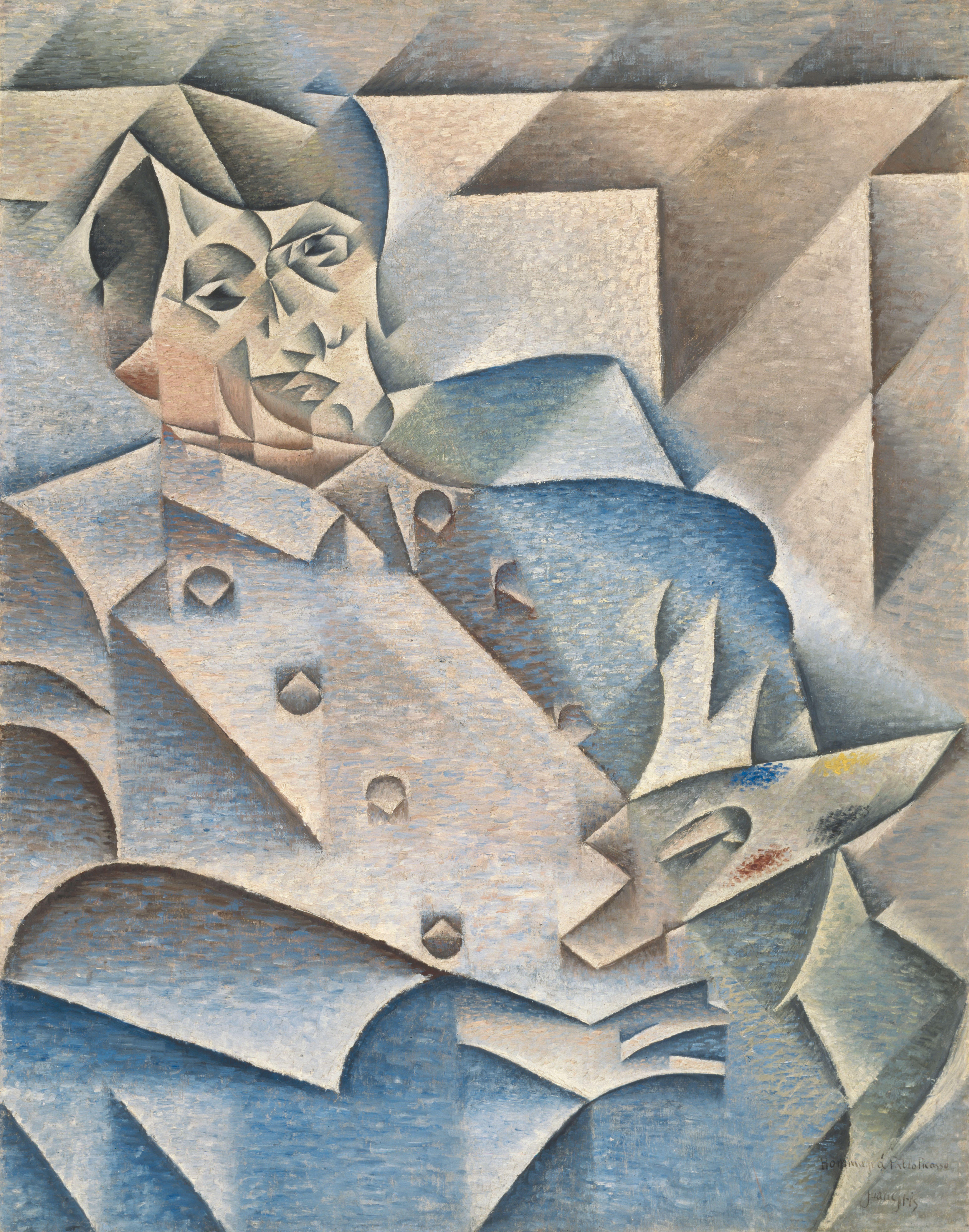
Retrato de Picasso (1912), de Juan Gris, Instituto de Arte de Chicago.
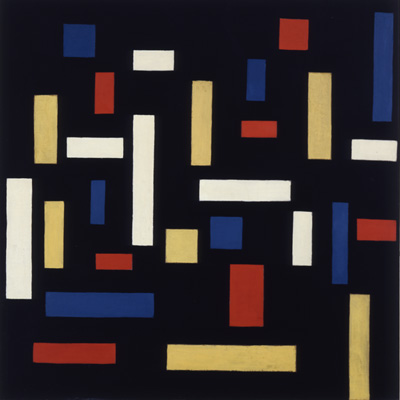
Composición VII (Las Tres Gracias) (1917), de Theo van Doesburg, Mildred Lane Kemper Art Museum, Saint Louis, Missouri.
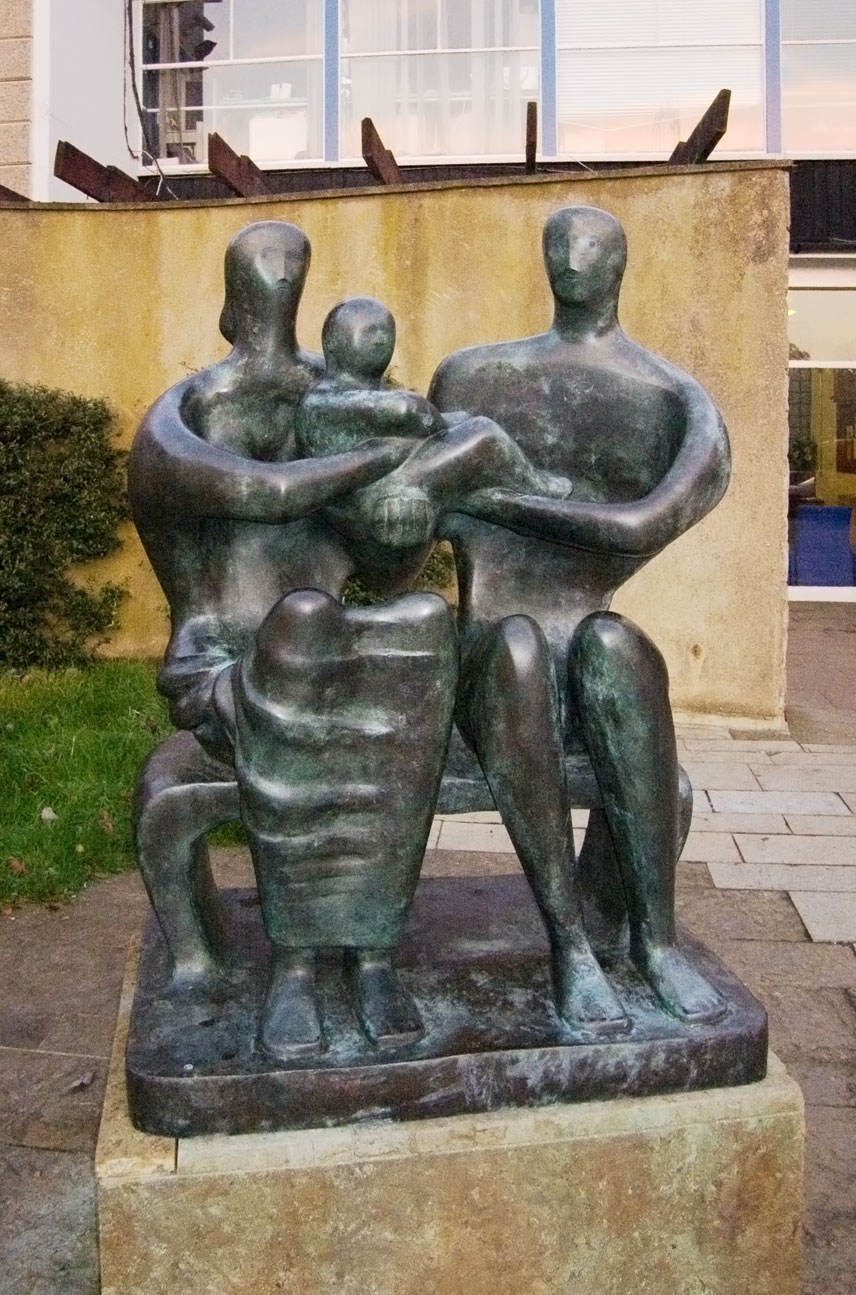
Family Group (1950), de Henry Moore, Stevenage (Hertfordshire).

#### Últimas tendencias

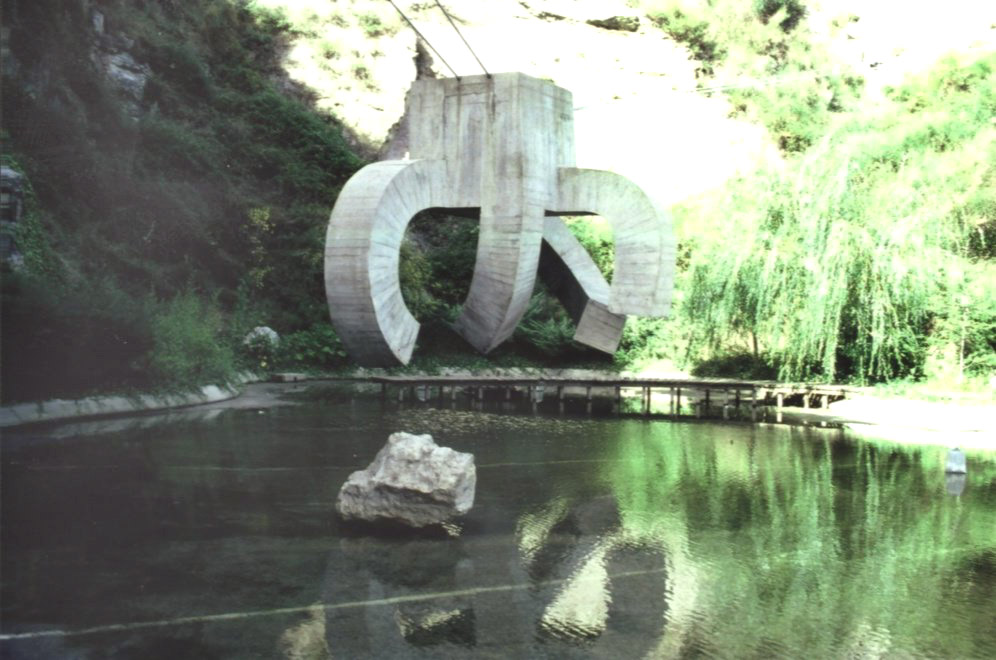
Elogio del agua (1987), de Eduardo Chillida, Parque de la Creueta del Coll, Barcelona.

Desde la Segunda Guerra Mundial el arte ha experimentado una vertiginosa dinámica evolutiva, con estilos y movimientos que se suceden cada vez más rápido en el tiempo. El proyecto moderno originado con las vanguardias históricas llegó a su culminación con diversos estilos antimátericos que destacaban el origen intelectual del arte por sobre su realización material, como el arte de acción y el arte conceptual. Alcanzado ese nivel de prospección analítica del arte, se produjo el efecto inverso —como suele ser habitual en la historia del arte, donde los diversos estilos se enfrentan y se contraponen, el rigor de unos sucede al exceso de otros, y viceversa—, retornando a las formas clásicas del arte, aceptando su componente material y estético, y renunciando a su carácter revolucionario y transformador de la sociedad. Surgió así el arte postmoderno, donde el artista transita sin pudor entre diversas técnicas y estilos, sin carácter reivindicativo, volviendo al trabajo artesanal como esencia del artista. Por último, hay que remarcar a finales de siglo la aparición de nuevas técnicas y soportes en el terreno del arte: video, informática, internet, láser, holografía, etc.
- Informalismo (1945-1960): conjunto de tendencias basadas en la expresividad del artista, renunciando a cualquier aspecto racional del arte (estructura, composición, aplicación preconcebida del color). Es un arte eminentemente abstracto, donde cobra relevancia el soporte material de la obra, que asume el protagonismo por encima de cualquier temática o composición. Incluye diversas corrientes como el tachismo, el art brut y la pintura matérica. Destacan Georges Mathieu, Hans Hartung, Jean Fautrier, Jean Dubuffet, Lucio Fontana, etc. En España surgieron los grupos El Paso (Antonio Saura, Manolo Millares) y Dau al set (Antoni Tàpies, Modest Cuixart). En escultura cabe citar a Jorge Oteiza y Eduardo Chillida. En Estados Unidos se desarrolló el expresionismo abstracto —también llamado action painting—, caracterizado por la utilización de la técnica del dripping, el chorreado de pintura sobre la tela, sobre la que intervenía el artista con diversos utensilios o con su propio cuerpo. Entre sus miembros figuran Jackson Pollock, Mark Rothko, Franz Kline y Willem de Kooning.
- Nueva figuración (1945-1960): como reacción a la abstracción informalista surgió un movimiento que recuperó la figuración, con cierta influencia expresionista y con total libertad de composición. Aunque se basaban en la figuración no quiere decir que ésta fuese realista, sino que podía ser deformada o esquematizada a gusto del artista. En la génesis de este estilo tuvo decisiva influencia la filosofía existencialista y su visión pesimista del ser humano, y entroncaron con el movimiento beat y los angry young men. Entre sus figuras se puede mencionar a Francis Bacon, Lucian Freud, Bernard Buffet, Nicolas de Staël y los miembros del grupo CoBrA (Karel Appel, Asger Jorn, Corneille y Pierre Alechinsky), así como Germaine Richier y Fernando Botero en escultura.
- Arte cinético (desde 1950): también llamado op-art (arte óptico), es un estilo que pone énfasis en el aspecto visual del arte, especialmente en los efectos ópticos, que son producidos bien por ilusiones ópticas (figuras ambiguas, imágenes persistentes, efecto de moiré), bien mediante el movimiento o los juegos de luces. Es un arte abstracto pero racional, compositivo, al contrario que el informalismo. Destacan Victor Vasarely, Jesús Rafael Soto, Yaacov Agam, Julio Le Parc, Eusebio Sempere, etc.
- Pop art (1955-1970): surgió en Estados Unidos como movimiento de rechazo al expresionismo abstracto, englobando una serie de autores que retornaron a la figuración, con un marcado componente de inspiración popular, tomando imágenes del mundo de la publicidad, la fotografía, el cómic y los medios de comunicación de masas. Con un precedente en el llamado New Dada (Robert Rauschenberg, Jasper Johns), destacaron en el pop art Andy Warhol, Roy Lichtenstein, Tom Wesselmann, James Rosenquist, Eduardo Paolozzi, Richard Hamilton y, en escultura, Claes Oldenburg.
- Nuevo realismo (1958-1970): movimiento francés inspirado en el mundo de la realidad circundante, del consumismo y la sociedad industrial, del que extraen —al contrario que en el pop art— su aspecto más desagradable, con especial predilección por los materiales detríticos. Sus representantes fueron Arman, César Baldaccini, Yves Klein, Jean Tinguely, Piero Manzoni, Daniel Spoerri, Niki de Saint Phalle, etc. Klein y Manzoni fueron antecedentes del arte conceptual: Klein con sus antropometrías y sus cosmogonías (pinturas expuestas a los elementos: fuego, lluvia) o con su exposición Vacío (1958, Galería Iris Clert), donde vendió el espacio vacío de una galería; y Manzoni envasando sus excrementos en lata (Merda d'artista, 1961).

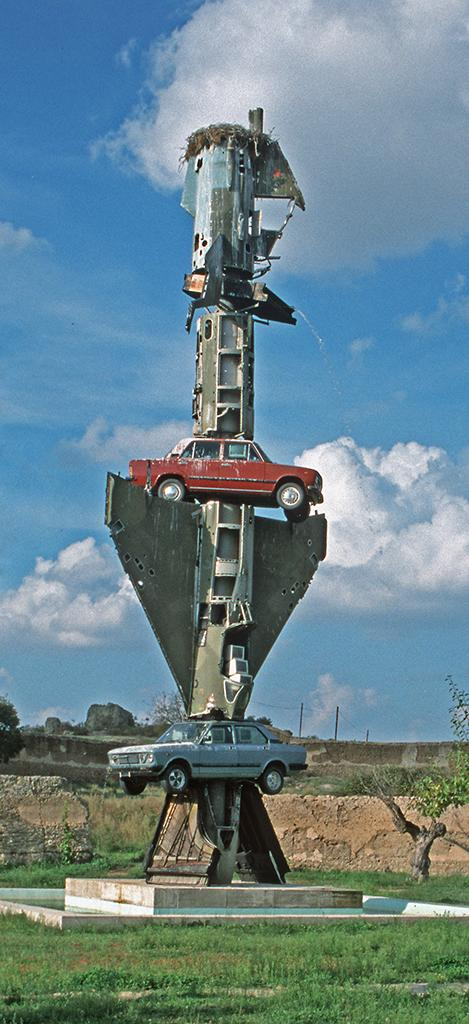
¿Por qué el proceso entre Pilatos y Jesús duró solamente dos minutos? (1996), de Wolf Vostell, Museo Vostell, Malpartida de Cáceres.

- Arte de acción (desde 1960): son diversas tendencias basadas en el acto de la creación artística, donde lo importante no es la obra en sí, sino el proceso creador, en el que además del artista interviene a menudo el público, con un gran componente de improvisación. Engloba diversas manifestaciones artísticas como el happening, la performance, el environment, la instalación, etc. Entre sus figuras destacan Joseph Beuys, Allan Kaprow, Wolf Vostell, Yoko Ono, Nam June Paik y los grupos Fluxus y Gutai.
- Minimalismo (1963-1980): con un antecedente en la Nueva abstracción o Abstracción postpictórica (Barnett Newman, Frank Stella, Ellsworth Kelly, Kenneth Noland) el minimalismo fue una corriente que supuso un proceso de desmaterialización que desembocaría en el arte conceptual. Son obras de carácter abstracto, de acusada simplicidad, reducidas a un mínimo motivo, depurado al planteamiento inicial del autor, la base sobre la que habría desarrollado la idea que, sin embargo, queda plasmada en su fase inicial. Destacaron los pintores Robert Mangold y Robert Ryman, y los escultores Carl Andre, Dan Flavin, Donald Judd y Sol LeWitt.
- Hiperrealismo (desde 1965): como reacción al minimalismo surgió esta nueva corriente figurativa, caracterizada por su visión superlativa y exagerada de la realidad, que es plasmada con gran exactitud en todos sus detalles, con un aspecto casi fotográfico. Destacan Chuck Close, Richard Estes, Don Eddy, John Salt, Ralph Goings, Antonio López García y, en escultura, George Segal, famoso por sus figuras humanas en yeso.
- Arte conceptual (1965-1980): tras el despojamiento matérico del minimalismo, el arte conceptual renunció al sustrato material para centrarse en el proceso mental de la creación artística, afirmando que el arte está en la idea, no en el objeto. Incluye diversas tendencias: el arte conceptual lingüístico, el más purista de la conceptualidad, centrado en la relación arte-lenguaje (Joseph Kosuth); el arte povera, centrado en las instalaciones, generalmente de materiales detríticos (Mario Merz, Jannis Kounellis); el body-art, con el cuerpo humano como soporte (Gilbert and George, Dennis Oppenheim); el land-art, que utiliza la naturaleza como soporte, con un marcado componente efímero (Christo, Walter De Maria, Robert Smithson, Richard Serra); el bio-art, que usa técnicas biológicas (Joe Davis, Estéfano Viu), etc. También podrían enmarcarse en esta corriente diversos géneros de reivindicación social como el arte feminista (Jenny Holzer, Barbara Kruger, Cindy Sherman, Judy Chicago) y el arte homoerótico (Paul Cadmus, Robert Mapplethorpe, Deborah Cherena).
- Nuevas tecnologías (desde 1965): la aparición de nuevas tecnologías desde los años 1960 (televisión, video, informática) ha supuesto una gran revolución para el arte no solo en cuanto a nuevos soportes y materiales, sino a nuevas formas de expresión que han ampliado los límites del arte. El videoarte surgió en 1965 con la aparición de la primera cámara de video portátil (la Portapak de Sony). En esta modalidad destaca no solo su componente físico —la emisión de imágenes, generalmente en el marco de instalaciones o performances—, sino el mensaje inherente a la imagen filmada, fusionando el mundo de la comunicación con la cultura popular. Exponentes de esta modalidad son Nam June Paik, Dan Sandin, Bill Viola, Tony Oursler, etc. El sound art (o audio art) se basa en el sonido, ya sea natural, musical, tecnológico o acústico, y se integra en el arte a través de ensamblajes, instalaciones, performances, videoarte, etc. (Laurie Anderson, Brian Eno). La informática e internet han supuesto igualmente un gran impulso para el arte, no solo como soporte sino por sus nuevas posibilidades creativas y, especialmente, por su aspecto interactivo, suponiendo una nueva forma de colaboración entre el artista y el público (Olia Lialina, Heath Bunting, Jake Tilson).
- Arte postmoderno (desde 1975): por oposición al denominado arte moderno, es el arte propio de la postmodernidad. Asumen el fracaso de los movimientos de vanguardia como el fracaso del proyecto moderno: las vanguardias pretendían eliminar la distancia entre el arte y la vida, universalizar el arte; el artista postmoderno, en cambio, es autorreferencial, el arte habla del arte, no pretenden hacer una labor social. Destacan artistas individuales como Jeff Koons, David Salle, Jean-Michel Basquiat, Keith Haring, Julian Schnabel, Eric Fischl, Miquel Barceló, etc.; o también diversos movimientos como la transvanguardia italiana (Sandro Chia, Francesco Clemente, Enzo Cucchi, Nicola De Maria, Mimmo Paladino), el neoexpresionismo alemán (Anselm Kiefer, Georg Baselitz, Jörg Immendorff, Markus Lüpertz, Sigmar Polke), el neomanierismo, la figuración libre, etc.[139]

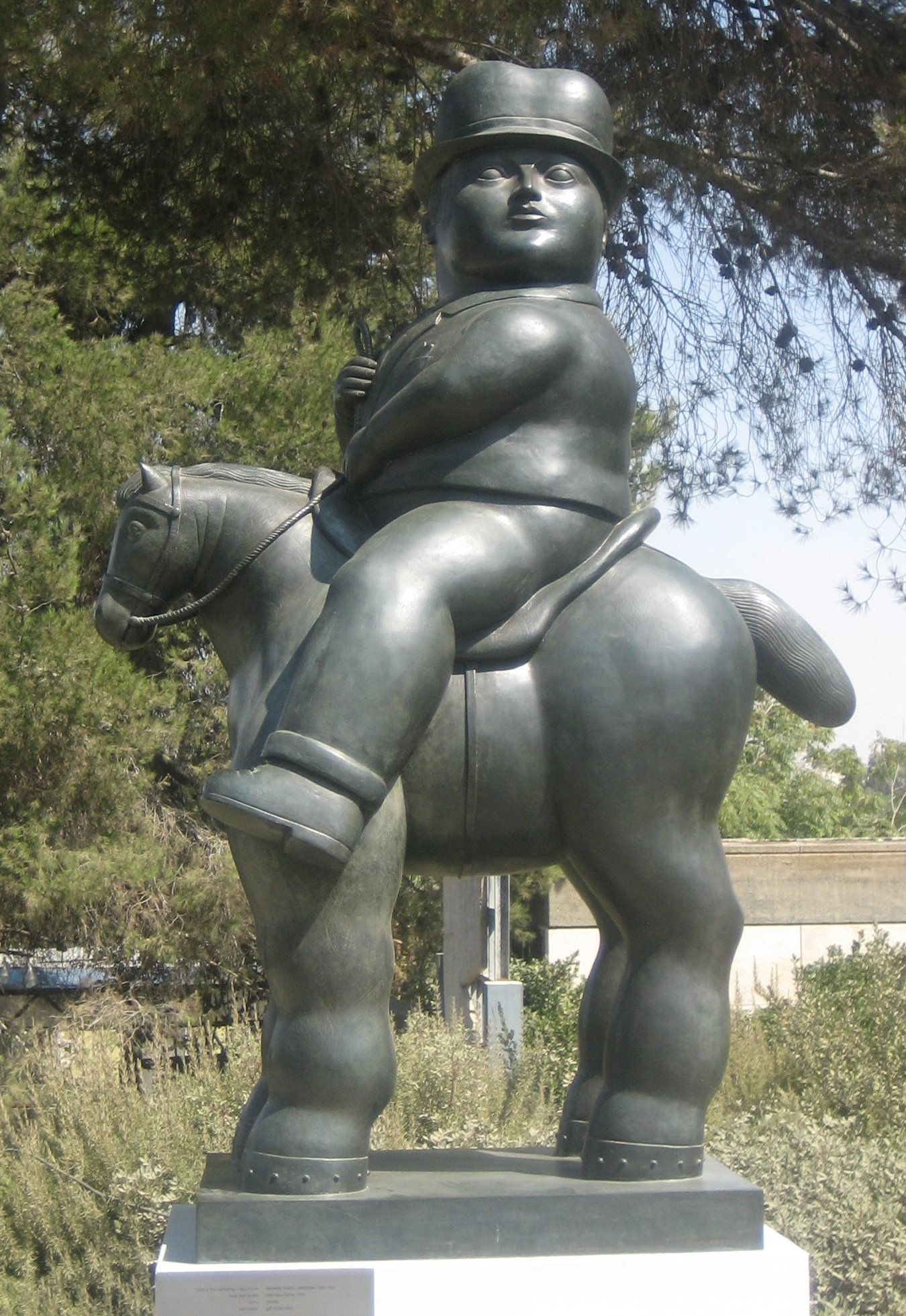
Hombre a caballo, de Fernando Botero, Museo de Israel, Jerusalén.
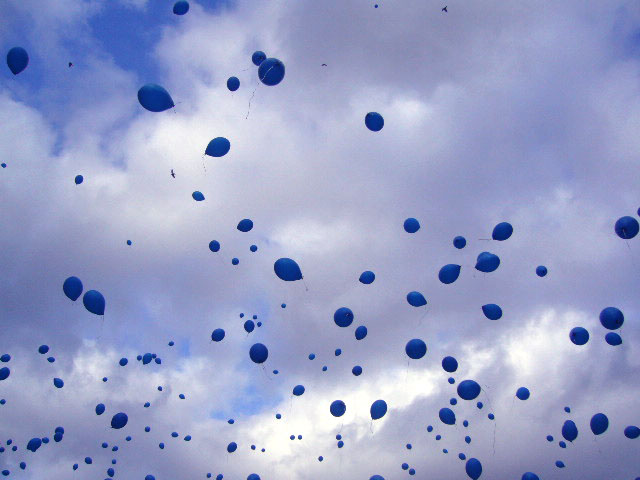
Liberación de 1001 globos azules, «escultura aerostática» de Yves Klein.
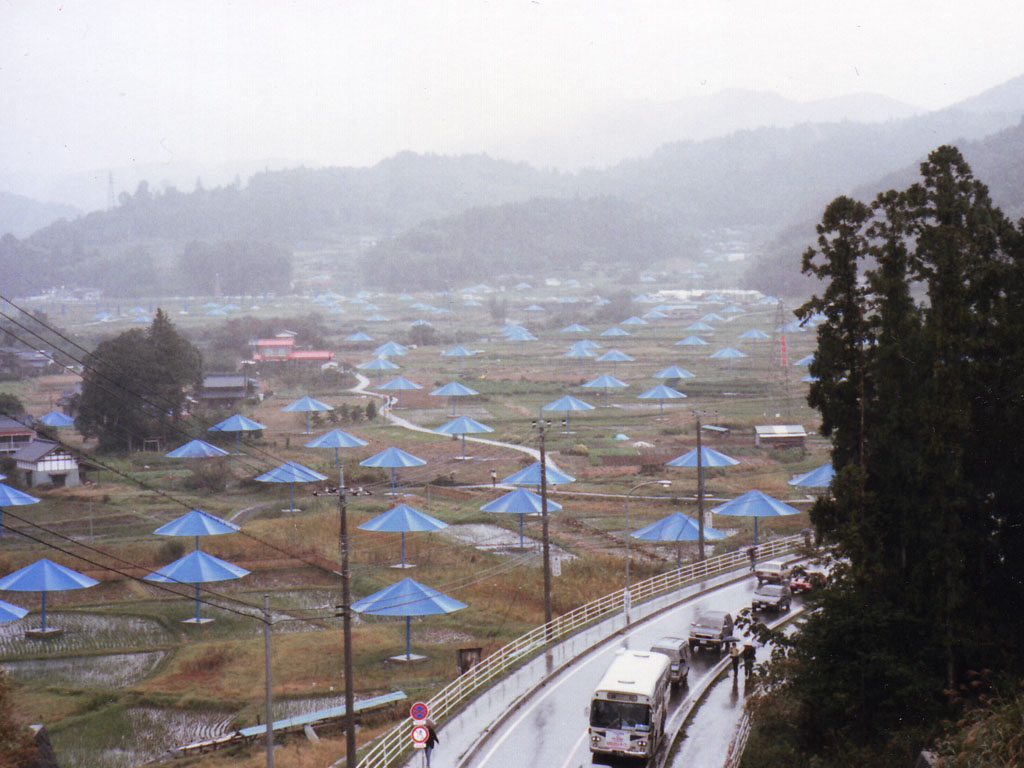
The Umbrella Project (1991), instalación artística de Christo, Ibaraki (Japón).

Estilos artísticos occidentales del siglo XX

#### Globalización del arte

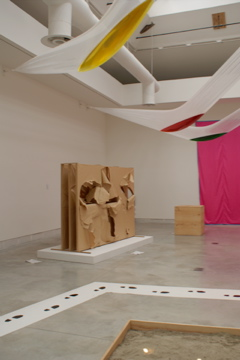
Instalación del grupo japonés Gutai, en la Bienal de Venecia de 2009.

Durante el proceso de colonización iniciado por las potencias europeas en el siglo XIX, y sobre todo en el XX con el auge de los medios de comunicación (radio, televisión, internet) y el proceso de globalización cultural producido a nivel mundial, el arte se ha estandarizado progresivamente hacia la universalización de estilos, conservando en muchos lugares las formas autóctonas y tradicionales, pero adquiriendo un sello estilístico común perceptible en diversos puntos del planeta. Antiguas formas artísticas basadas en materiales y tipologías tradicionales han abrazado las nuevas tecnologías y un nuevo sentido estético dominado por factores como la moda y la rapidez de difusión de los diversos movimientos artísticos.
En el continente africano aún perduran ciertas formas tradicionales de arte, si bien la colonización europea introdujo el arte occidental, produciéndose cierta mezcolanza de ambos estilos. En muchas partes de África el arte está marcado por la religión islámica, mientras que en otras es más de signo cristiano, pero aún perduran las antiguas formas animistas. El interés por el arte africano en Europa ha llevado a su producción con fines de exportación, principalmente máscaras y esculturas ornamentales de ébano o marfil. Entre los artistas más destacados se puede citar a Ashira Olatunde (de Nigeria), Nicholas Mukomberanwa (de Zimbabue), Henry Tayali (de Zambia) y Eric Adjetey Anang (de Ghana).
En la India, el arte se abrió a mediados del siglo XX a las formas de vanguardia, como se puede apreciar en la intervención de arquitectos extranjeros como Le Corbusier en Chandigarh y Bangalore. Actualmente la India está viviendo un auge en el campo de la creación emergente y las artes plásticas contemporáneas, siendo el artista indio más cotizado el escultor Anish Kapoor, junto al que destacan nombres como Ram Kinker Baij, Sankho Chaudhuri, Ajit Chakravarti y Nek Chand.
El fin de la era imperial supuso la modernización de China, que se abrió más a la influencia occidental. El triunfo de la revolución comunista impuso como arte oficial el realismo socialista, si bien recientemente la nueva política aperturista ha favorecido la llegada de las últimas tendencias artísticas, ligadas a las nuevas tecnologías. En 1989 tuvo gran resonancia la exposición China/Vanguardia, en la Galería Nacional China de Pekín, que mostraba las últimas creaciones del momento, incluyendo tanto obra pictórica como fotografías, instalaciones y performances. Desgraciadamente, los sucesos de Tiananmen provocaron un nuevo retroceso, hasta una nueva apertura en 1992. Los artistas chinos contemporáneos más relevantes son: Qi Baishi, Wu Guanzhong, Pan Yuliang, Zao Wou Ki y Wang Guangyi.
En Japón, el período Meiji (1868-1912) supuso una profunda renovación cultural, social y tecnológica, abriéndose más al exterior y empezando a incorporar los nuevos adelantos conseguidos en Occidente. La pintura presentó entonces dos corrientes: una tradicional (Nihonga), y otra occidentalista (Yōga). En escultura existe igualmente la dualidad tradición-vanguardia. Más recientemente destaca la presencia en el terreno del arte de acción del grupo Gutai, que asimiló la experiencia de la Segunda Guerra Mundial a través de acciones cargadas de ironía, con un gran sentimiento de crispación y una agresividad latente. Artistas destacados del Japón contemporáneo son: Tsuguharu Foujita, Kuroda Seiki, Tarō Okamoto, Chuta Kimura, Leiko Ikemura, Michiko Noda, Yasumasa Morimura, Yayoi Kusama, Yoshitaka Amano, Shigeo Fukuda, Shigeko Kubota, Yoshitomo Nara, Isamu Noguchi y Etsuro Sotoo.

#### Artes decorativas

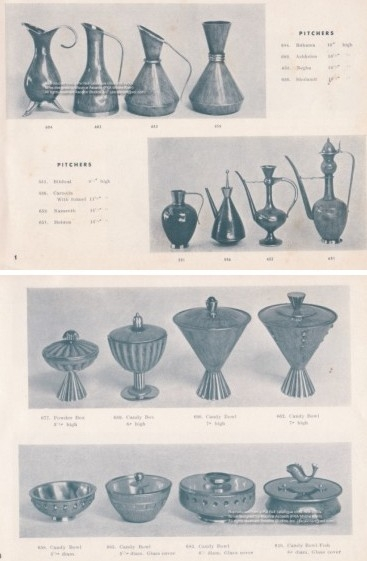
Diseño de objetos de uso art déco Pal-Bell, de Maurice Ascalon.

En el siglo XX las artes decorativas han tenido una rápida evolución, marcada por el uso de nuevos materiales y tecnologías más avanzadas, y con una clara apuesta por el diseño como base creadora, remarcando el aspecto intelectual de estas creaciones frente a la mera realización material otorgada tradicionalmente a la artesanía. La gran revitalización de esta actividad artística provino del art déco, movimiento surgido en Francia a mediados de los años 1920 que supuso una revolución para el interiorismo y las artes gráficas e industriales. Este estilo se caracterizó por la predilección por la línea curva y el floreado simétrico en artes gráficas, y las formas cuadradas y geométricas en mobiliario y decoración interior. Dirigido principalmente a un público burgués, destacó por la ostentación y el lujo, y se desarrolló notablemente en ilustración publicitaria (Erté) y cartelismo (Cassandre). El art déco también se dio en arquitectura (el Chrysler Building de William van Alen) y pintura (Tamara de Lempicka, Santiago Martínez Delgado).
Otro gran adelanto en el terreno del diseño se produjo con la Bauhaus, que frente a la excesiva ornamentación del art déco introdujo un concepto de diseño más racional y funcional, más adaptado a las necesidades reales de la gente. Esta institución pretendía romper las barreras entre arte y artesanía, con una clara apuesta por la producción industrial. Su diseño se basaba en la simplicidad, la abstracción geométrica y el uso de colores primarios y de nuevas tecnologías, como se hizo patente en el mobiliario de acero tubular creado por Marcel Breuer, o las lámparas diseñadas por Marianne Brandt. En esta escuela destacaron creadores como László Moholy-Nagy, Oskar Schlemmer, Johannes Itten, Paul Klee, Josef Albers, etc. Igualmente, el grupo neoplasticista De Stijl desarrolló un estilo interiorista basado en la simplicidad, las formas geométricas y los colores primarios, como la famosa silla roja y azul de Gerrit Thomas Rietveld (1923). Desde entonces el diseño industrial y de interior ha seguido por la vía de la creación intelectual y el diseño funcional, con un progresivo aumento de la experimentación con nuevos materiales (plástico, fibra de vidrio), atendiendo a las necesidades de mercado sin renunciar al proceso de modernización de la sociedad, lo que ha generado una línea llamada styling (representada fundamentalmente por Raymond Loewy).

#### Literatura contemporánea
En el siglo XX la literatura ha tenido —como el resto de las artes— una gran diversidad estilística, partiendo de premisas anteriores y cánones clásicos en algunos casos, y rompiendo con el pasado y experimentando nuevas formas y estilos en otros. El afán de innovación llevó a la búsqueda de la esencia literaria, de un lenguaje trascendente y metafísico, como es el caso de la denominada «poesía pura» (Paul Valéry, William Butler Yeats, Ezra Pound, T. S. Eliot, Eugenio Montale, Fernando Pessoa, Konstantinos Kavafis). El principal campo de experimentación fue el de las vanguardias artísticas: el futurismo destacó por su afán modernizador, exaltando los adelantos técnicos, la velocidad, la acción, incluso la violencia (tuvo estrechos contactos con el fascismo italiano), defendiendo la destrucción de la sintaxis y la libertad de las palabras; estuvo representado principalmente por Filippo Tommaso Marinetti y Vladimir Maiakovski. El cubismo buscó nuevas formas sintácticas, deshaciendo los poemas y dándoles un aspecto gráfico, con diferentes tipos de letra y aparición de signos extralingüísticos, suprimiendo los signos de puntuación («collage lingüístico»), destacando Guillaume Apollinaire. El dadaísmo introdujo la anarquía en la génesis literaria, buscando deliberadamente un lenguaje caótico y absurdo, que pierde su aspecto lógico y comunicativo, como en la obra de Tristan Tzara. El expresionismo criticó la sociedad burguesa de su época, el militarismo, la alienación del individuo en la era industrial y la represión familiar, moral y religiosa. Ya no se imita la realidad, no se analizan causas ni hechos, sino que el autor busca la esencia de las cosas, mostrando su particular visión. Destacaron Franz Kafka, Gottfried Benn, Alfred Döblin, Georg Heym, Franz Werfel, Georg Trakl y Rainer Maria Rilke. El surrealismo tuvo gran influencia de la psicología freudiana, evocando en sus obras el mundo del inconsciente, de los sueños, de la subjetividad, en un estilo que buscaba la asociación insólita de palabras, de metáforas oníricas y delirantes, que se tradujo en la técnica de la «escritura automática». Destacaron André Breton, Paul Éluard y Louis Aragon.
En el ámbito de la narrativa, la amarga experiencia bélica en la contienda mundial provocó una serie de obras de crítica de la guerra, de reflexión, de introspección psicológica, de búsqueda de unos nuevos valores morales, con un lenguaje simbólico y metafórico; así se aprecia en la obra de Marcel Proust, André Gide, François Mauriac, Thomas Mann, Hermann Hesse, etc. Más adelante surgió un mayor compromiso social, con obras de denuncia de los valores burgueses que habían llevado a la guerra; esta corriente está representada por André Malraux, Antoine de Saint-Exupéry, George Orwell y Aldous Huxley. En contraposición, hay una corriente más innovadora, más centrada en la técnica literaria, en el virtuosismo estilístico y la profundización de los personajes, como podemos apreciar en James Joyce, Lawrence Durrell y Virginia Woolf. En Estados Unidos surgió la llamada «generación perdida», caracterizada igualmente por la crítica social y la búsqueda de unos nuevos valores humanos: John Dos Passos, F. Scott Fitzgerald, John Steinbeck, William Faulkner, Gertrude Stein, Henry Miller y Ernest Hemingway.
La segunda mitad del siglo XX ha estado marcada por el eclecticismo y la diversidad de tendencias, con un cierto continuismo de estilos anteriores, sobre todo en poesía, donde autores como Jacques Prévert, Dylan Thomas y Wystan Hugh Auden hacen una poesía inconformista e intelectualizada. La narrativa es más innovadora, caracterizada por la preocupación existencial y el compromiso social: Jean-Paul Sartre, Albert Camus, Simone de Beauvoir, Jean Genet, Cesare Pavese, Italo Calvino, Alberto Moravia, etc. En los años 1950 surgió en Francia el nouveau roman («nueva novela»), centrado en el análisis frío y objetivo de la realidad (Alain Robbe-Grillet, Nathalie Sarraute). En esos años hay un renacer de la «novela histórica», con Marguerite Yourcenar, Robert Graves y Umberto Eco. En Alemania, aparecieron escritores anticonvencionales como Peter Handke y Günther Grass, mientras que en Estados Unidos surgió la generación beat (Allen Ginsberg, William Burroughs, Jack Kerouac), así como una nueva serie de novelistas encabezada por Truman Capote, J. D. Salinger y Norman Mailer. Entre otros grandes autores del siglo XX merecen destacarse igualmente: H. G. Wells, Rudyard Kipling, J. R. R. Tolkien, Salvatore Quasimodo, Nikos Kazantzakis, Halldór Laxness, Pär Lagerkvist, Mika Waltari, Jaroslav Hašek, Boris Pasternak, Mihail Šolohov, Aleksandr Solzhenitsyn, José Saramago, Sholem Asch, Rabindranath Tagore, Jalil Gibran, Naguib Mahfuz, Wen Yiduo, Yukio Mishima, Kenzaburo Oé, Wole Soyinka, Orhan Pamuk, etc.
En España, la literatura del siglo XX comenzó con el llamado novecentismo, representado por José Ortega y Gasset, Ramón Pérez de Ayala, Ramón Gómez de la Serna y Eugeni d'Ors. Más adelante surgió la Generación del 27, con un mayor afán vanguardista, que persigue el ideal de «poesía pura», con cierta influencia del surrealismo (Federico García Lorca, Rafael Alberti, Vicente Aleixandre, Pedro Salinas, Jorge Guillén, Dámaso Alonso, Gerardo Diego, Luis Cernuda, Miguel Hernández). Los años de la dictadura producen una escisión: por un lado, una literatura afecta al régimen que exalta los valores nacionales (Luis Rosales, Leopoldo Panero); por otra, una literatura desarraigada, de tono angustioso (Camilo José Cela, Ramón J. Sénder, Miguel Delibes, Gonzalo Torrente Ballester, Carmen Laforet, Ana María Matute). En los años 1950 surgió el realismo social, literatura más comprometida que denuncia la injusticia y la falta de libertad (Blas de Otero, Gabriel Celaya, León Felipe). Desde los años 1970 surge una nueva vitalidad en las letras, con afán reformador (los llamados «Novísimos» en poesía), destacando figuras como Manuel Vázquez Montalbán, Juan Marsé, Antonio Gala, José Hierro, Jaime Gil de Biedma, José Agustín Goytisolo, etc. En el siglo XX se desarrollan la literatura catalana (Josep Carner, Carles Riba, Salvador Espriu, Josep Pla, Mercè Rodoreda, Josep Maria de Sagarra), gallega (Celso Emilio Ferreiro, Ramón Otero Pedrayo, Alfonso Rodríguez Castelao, Álvaro Cunqueiro) y vasca (Esteban Urkiaga, Gabriel Aresti, José Luis Álvarez Enparantza). En Hispanoamérica destacan: Alfonsina Storni, Gabriela Mistral, Vicente Huidobro, César Vallejo, Pablo Neruda, Jorge Luis Borges, Nicolás Guillén, Rómulo Gallegos, Miguel Ángel Asturias, Alejo Carpentier, Juan Rulfo, Carlos Fuentes, Julio Cortázar, Mario Vargas Llosa, Gabriel García Márquez, Octavio Paz, Guillermo Cabrera Infante, Augusto Roa Bastos, Ernesto Sabato, Mario Benedetti, Isabel Allende, etc.

#### Teatro contemporáneo

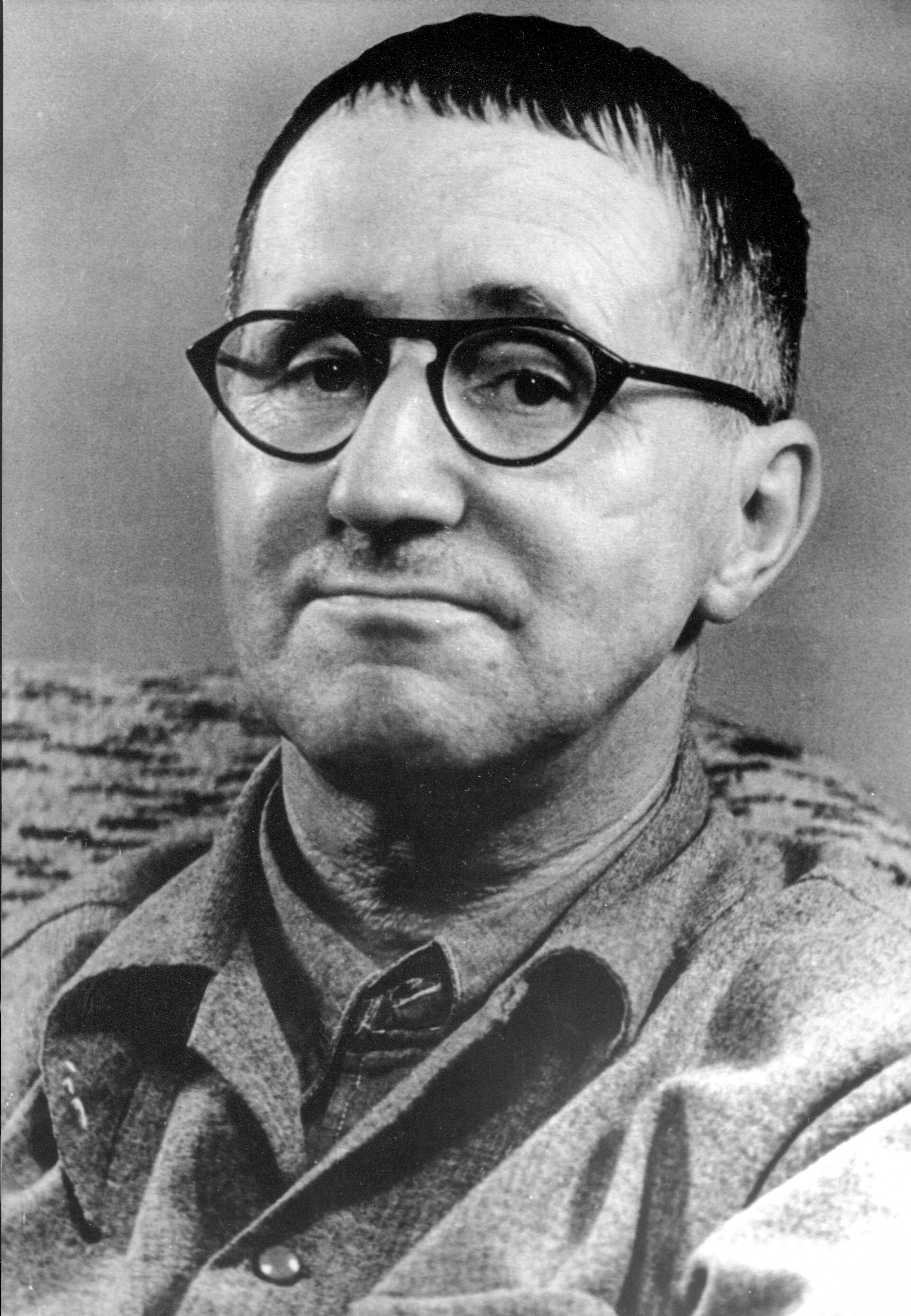
Bertolt Brecht, creador del teatro épico.

El teatro del siglo XX ha tenido una gran diversificación de estilos, evolucionando en paralelo a las corrientes artísticas de vanguardia. Se pone mayor énfasis en la dirección artística y en la escenografía, en el carácter visual del teatro y no solo el literario. Se avanza en la técnica interpretativa, con mayor profundización psicológica (método Stanislavski, Actors Studio de Lee Strasberg), y reivindicando el gesto, la acción y el movimiento. Se abandonan las tres unidades clásicas y comienza el teatro experimental, con nuevas formas de hacer teatro y un mayor énfasis en el espectáculo, retornando al rito y a las manifestaciones de culturas antiguas o exóticas. Cobra cada vez mayor protagonismo el director teatral, que muchas veces es el artífice de una determinada visión de la puesta en escena (Vsevolod Meyerhold, Max Reinhardt, Erwin Piscator, Tadeusz Kantor).
Entre los diversos movimientos teatrales conviene reseñar: el expresionismo (Georg Kaiser, Fritz von Unruh, Hugo von Hofmannsthal); el «teatro épico» (Bertolt Brecht, Peter Weiss, Rainer Werner Fassbinder); el «teatro del absurdo», vinculado al existencialismo (Antonin Artaud, Eugène Ionesco, Samuel Beckett, Albert Camus); y los Angry young men, de signo inconformista y antiburgués (John Osborne, Harold Pinter, Arnold Wesker). Otros autores destacados son: George Bernard Shaw, Luigi Pirandello, Alfred Jarry, Tennessee Williams, Eugene O'Neill, Arthur Miller, John Boynton Priestley, Dario Fo, etc. En España destacan Federico García Lorca, Miguel Mihura, Alejandro Casona, Antonio Buero Vallejo, Alfonso Paso y Fernando Arrabal.
Desde los años 1960 el teatro ha reaccionado contra la distanciación del teatro épico, buscando una comunicación dramática establecida a través de acciones reales que afecten al espectador (The Living Theatre, teatro-laboratorio de Jerzy Grotowski, acciones de happening). Los nuevos directores han agregado a este «teatro de provocación» una conciencia estilística basada en la ceremonia, el divertimento y el exhibicionismo (Peter Brook, Giorgio Strehler, Luca Ronconi). El lenguaje oral queda así doblado por el visual, y el arte dramático recupera en cierta forma su antigua ambición de «teatro total». Esto se pone de manifiesto en varios grupos españoles, como Els Joglars, Els Comediants y La Fura dels Baus, o el grupo canadiense Cirque du Soleil.

#### Música contemporánea
En el terreno musical la transición de siglo estuvo marcada por el postromanticismo de Richard Strauss, Gustav Mahler y Aleksandr Skriabin, introduciéndose posteriormente en el ámbito de las vanguardias artísticas: el cubismo tendió a la deshumanización, a la esquematización y a las construcciones lineales, sin ornamentos (Erik Satie); el expresionismo pretendía desligarse de los fenómenos objetivos externos, siendo instrumento únicamente de la actividad creadora del compositor y reflejando principalmente su estado anímico, fuera de toda regla y toda convención (Darius Milhaud, Francis Poulenc, Arthur Honegger); el futurismo experimentó con el ruido y los sonidos de la naturaleza y la vida cotidiana (Luigi Russolo, Edgar Varèse); el neoclasicismo —ligado en Rusia al realismo socialista, también llamado «sinfonismo soviético»— recuperó las formas clásicas, pero reinterpretándolas, y sin renunciar a los nuevos adelantos vanguardistas (Carl Orff, Gustav Holst, Ígor Stravinski, Serguéi Prokófiev, Dmitri Shostakóvich, Serguéi Rajmáninov); el dodecafonismo fue un sistema basado en los doce tonos de la escala cromática, que se utilizaban en cualquier orden, pero en series, sin repetir una nota antes de haber sonado las otras, evitando la polarización, la atracción a centros tonales (Arnold Schönberg, Alban Berg, Anton von Webern); de igual forma, el ultracromatismo amplió la escala musical a grados inferiores al semitono —cuartos o sextos de tono— (Alois Hába, Ferruccio Busoni); la Nueva Objetividad aportó una visión más realista y social de la música, surgiendo el concepto de Gebrauschmusik («música utilitaria»), basada en el concepto de consumo de masas para elaborar obras de sencilla construcción y accesibles a todo el mundo (Paul Hindemith, Kurt Weill).
Desde mediados de siglo ha continuado la experimentación y la diversidad de conceptos musicales, produciendo nuevas técnicas y efectos sonoros, como la música electrónica de Karlheinz Stockhausen; la música concreta de Pierre Schaeffer y Pierre Henry; el serialismo de Olivier Messiaen, Luigi Dallapiccola, Pierre Boulez y Luis de Pablo; el poliestilismo de Luciano Berio; los «ámbitos sonoros» de Luigi Nono; la música aleatoria de John Cage, Charles Ives, Witold Lutoslawski y Cristóbal Halffter; el neotonalismo de Arvo Pärt y Henryk Górecki; la «música estadística» de Iannis Xenakis, Krzysztof Penderecki y György Ligeti; el minimalismo de Philip Glass; y el new age de Michael Nyman y Wim Mertens.
La ópera en el siglo XX ha mantenido vigente el repertorio anterior, que se continúa representando con éxito en los mejores teatros y auditorios del mundo, mientras que a nivel productivo, si bien ha existido una copiosa y excelente producción, las innovaciones producidas en este terreno no han gozado de gran éxito entre el público mayoritario. A principios de siglo, el verismo italiano continuó en un llamado «posverismo» representado principalmente por Riccardo Zandonai (Francesca da Rimini, 1914; Giulietta e Romeo, 1922). El postromanticismo contó con la gran figura de Richard Strauss (Salomé, 1905; Ariadne auf Naxos, 1912). El neoclasicismo dejó obras como Edipo rey (1925), de Igor Stravinski; Lady Macbeth de Mtsensk (1936), de Dmitri Shostakóvich; y Guerra y paz (1946), de Serguéi Prokófiev. A nivel vanguardista, destacaron el expresionismo y el dodecafonismo: Moisés y Aarón (1926), de Arnold Schönberg; Wozzeck (1925) y Lulú (1935), de Alban Berg; Jonny spielt auf (1927), de Ernst Krenek. Más recientemente destaca la obra de Benjamin Britten, de gran valor dramático (Peter Grimes, 1945; El sueño de una noche de verano, 1961; Muerte en Venecia, 1973). Otros exponentes son: Kurt Weill (Aufstieg und Fall der Stadt Mahagonny, 1930), George Gershwin (Porgy and Bess, 1935), Paul Hindemith (Matías el pintor, 1938), Francis Poulenc (Les mamelles de Tirésias, 1947), Gian Carlo Menotti (La médium, 1946; El teléfono, 1947; El cónsul, 1950), Alberto Ginastera (Bomarzo, 1967), etc.
También ha tenido mucha importancia la música popular, que ha generado diversos estilos musicales como el jazz, el soul, el blues, el rock, el pop, el heavy, el punk, el reggae, el rap, el ska, etc. En el siglo XX también han tenido un gran auge los espectáculos musicales, como el cabaret y el music hall, al tiempo que ha cobrado un creciente protagonismo la banda sonora cinematográfica (John Williams, Ennio Morricone, Henry Mancini, Andrew Lloyd Webber, Leonard Bernstein, Maurice Jarre, Vangelis, Nino Rota). El aspecto consumista de la civilización actual, la aparición de nuevas tipologías (radio, hilo musical, videoclip) y la introducción de nuevos soportes de grabación musical (disco de vinilo, casete, disco compacto, formatos informáticos de audio, mp3) han favorecido la popularización de la música, que se ha convertido en un aspecto indispensable del ocio moderno, con la proliferación de conciertos y recitales, y auténticos fenómenos de masas en torno a diversos grupos e intérpretes (Elvis Presley, The Beatles, Rolling Stones, Bob Dylan, Bruce Springsteen, Michael Jackson, Madonna, etc.). En los últimos tiempos, la industria discográfica ha sufrido un progresivo declive debido a las descargas ilegales en internet, hecho que ha generado una fuerte controversia que aún perdura.

#### Danza contemporánea

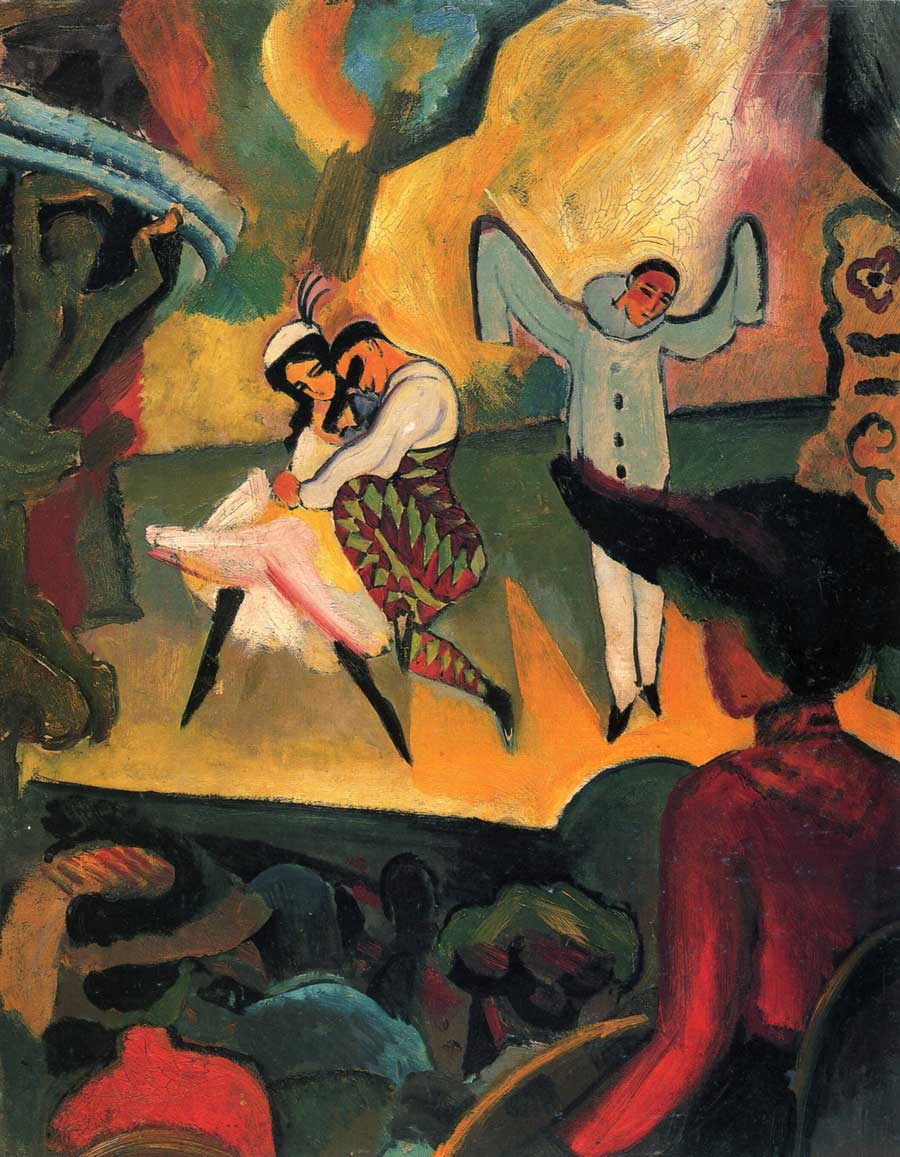
Ballet ruso (1912), de August Macke, Kunsthalle, Bremen.

La danza contemporánea se inició nuevamente con el liderazgo del ballet ruso adquirido a finales del siglo XIX: Mihail Fokin dio más importancia a la expresión sobre la técnica; su obra Chopiniana (1907) inauguraría el «ballet atmosférico» —sólo danza, sin hilo argumental—. Sergéi Diágilev fue el artífice del gran triunfo de los Ballets Rusos en París, introduciendo la danza en las corrientes de vanguardia: su primer gran éxito lo obtuvo con las Danzas polovtsianas de El Príncipe Igor de Borodin (1909), al que siguieron El pájaro de fuego (1910), Petrushka (1911) y La consagración de la primavera (1913), de Stravinski; por último, Parade (1917) fue un hito dentro de la vanguardia, con música de Erik Satie, coreografía de Léonide Massine, libreto de Jean Cocteau y decorados de Pablo Picasso. En el grupo de Diágilev destacaron los bailarines Vaslav Nijinsky, Anna Pavlova y Tamara Karsavina. Con la Revolución soviética el ballet ruso pasó a ser un instrumento de propaganda política, perdiendo gran parte de su creatividad, aunque surgieron grandes bailarines como Rudolf Nureyev y Mihail Baryshnikov, y se produjeron obras memorables como Romeo y Julieta (1935) y Cenicienta (1945), de Prokófiev, y Espartaco (1957), de Aram Jachaturián. También alcanzó notoriedad el sistema pedagógico ideado por Agrippina Vagánova.
La danza expresionista supuso una ruptura con el ballet clásico, buscando nuevas formas de expresión basadas en la libertad del gesto corporal, liberado de las ataduras de la métrica y el ritmo, donde cobra mayor relevancia la autoexpresión corporal y la relación con el espacio. Su principal teórico fue el coreógrafo Rudolf von Laban, quien creó un sistema que pretendía integrar cuerpo y alma, poniendo énfasis en la energía que emanan los cuerpos, y analizando el movimiento y su relación con el espacio. Este nuevo concepto quedaría plasmado con la bailarina Mary Wigman. De forma independiente, la gran figura de principios de siglo fue Isadora Duncan, que introdujo una nueva forma de bailar, inspirada en ideales griegos, más abierta a la improvisación, a la espontaneidad.
En el período de entreguerras destacaron las escuelas francesa y británica, así como el despuntar de los Estados Unidos. En Francia, el Ballet de la Ópera de París volvió al esplendor de la era romántica, gracias sobre todo a la labor de Serge Lifar, Roland Petit y Maurice Béjart. En Gran Bretaña destacaron figuras como Marie Rambert, Ninette de Valois, Frederick Ashton, Antony Tudor, Kenneth MacMillan, Margot Fonteyn, etc. En Estados Unidos, donde había escasa tradición, se consiguió en poco tiempo llegar a un alto nivel de creatividad y profesionalización, gracias en primer lugar a pioneras como Ruth Saint Denis, Martha Graham, Doris Humphrey y Agnes De Mille. El ruso George Balanchine —surgido de la compañía de Diágilev— se instaló allí en 1934, donde fundó la School of American Ballet, y produjo espectáculos que lo renombraron como uno de los mejores coreógrafos del siglo. En los años 1950 y 1960 destacó la actividad innovadora de Merce Cunningham que, influido por el expresionismo abstracto y la música aleatoria de John Cage, introdujo la danza basada en la casualidad, el caos, la aleatoriedad (chance choreography). Otro gran hito de la época fue el West Side Story (1957) de Jerome Robbins.
Con Paul Taylor la danza entró en el ámbito de la posmodernidad, con un manifiesto inicial en su Duet (1957), donde permanecía inmóvil junto a un pianista que no tocaba el piano. La danza posmoderna introdujo lo corriente y lo cotidiano, los cuerpos ordinarios frente a los estilizados de los bailarines clásicos, con una mezcolanza de estilos e influencias, desde las orientales hasta las folclóricas, incorporando incluso movimientos de aerobic y kickboxing. Otros coreógrafos posmodernos fueron Glen Tetley, Alvin Ailey y Twyla Tharp. En las últimas décadas del siglo destacaron coreógrafos como William Forsythe y Mark Morris, así como la escuela holandesa, representada por Jiří Kylián y Hans van Manen, y donde también se formó el español Nacho Duato. A nivel de bailes populares, en el siglo XX ha existido una gran diversidad de estilos, entre los que se puede remarcar: foxtrot, charlestón, claqué, chachachá, tango, bolero, pasodoble, rumba, samba, conga, merengue, salsa, twist, rock and roll, moonwalk, hustle, break dance, etc.

#### Fotografía delsigloXX

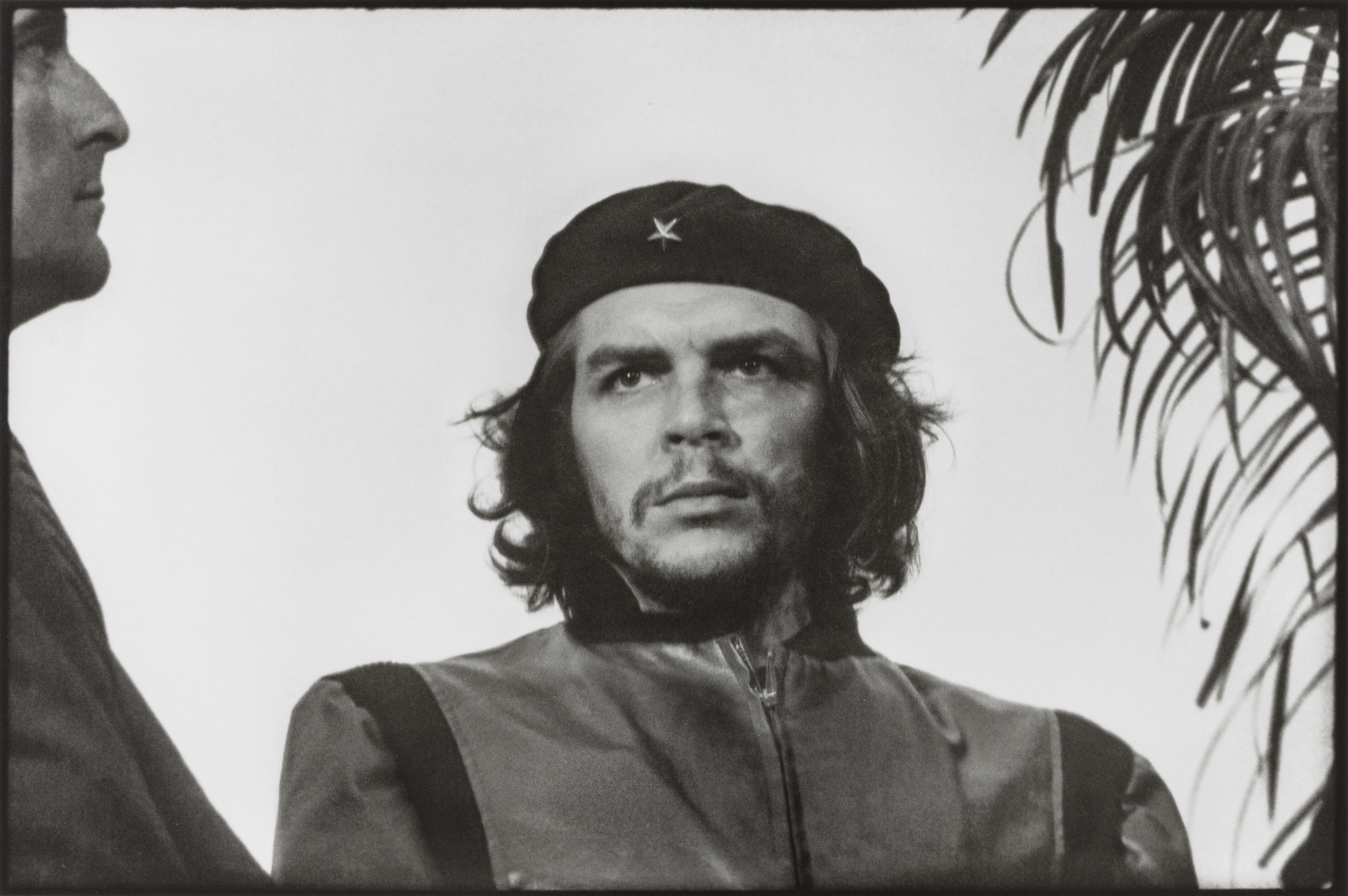
La fotografía del Che Guevara (1960), de Alberto Korda, es una de las fotografías más famosas y reproducidas del.

En el siglo XX se extendió notablemente el uso de la fotografía, ya que las continuas mejoras técnicas en cámaras portátiles permitían un uso generalizado de esta técnica a nivel amateur. Su presencia fue esencial en revistas y periódicos, asumiendo los medios de comunicación de masas un papel preponderante en la cultura visual del siglo XX. Durante la Primera Guerra Mundial y la siguiente posguerra nació el periodismo fotográfico, originalmente en Alemania, con revistas como Berliner Illustrierte Zeitung y Münchner Illustrierte Presse, destacando la obra de Erich Salomon y Stefan Lorant, creador del «reportaje fotográfico». Pronto esta forma de fotoperiodismo se expandió por todo el mundo, propiciada por la aparición de una nueva cámara —la Leica (1925)— con objetivos intercambiables y rollos de 36 tomas. En 1947 apareció la Polaroid, de película instantánea. En el siglo XX la fotografía también ha estado muy unida a la moda y la publicidad.
La fotografía se integró plenamente a los movimientos de vanguardia: así, los fotógrafos expresionistas alemanes (August Sander, Karl Blossfeldt, Albert Renger-Patzsch) crearon un tipo de fotografía basada en la nitidez de la imagen y la utilización de la luz como medio expresivo, modelando las formas y destacando las texturas. Este tipo de fotografía tuvo una importante resonancia internacional, generando movimientos paralelos como la photographie pure francesa y la straight photography estadounidense. El futurismo italiano estuvo ligado a la fotografía en movimiento (fotodinamismo), representado por Anton Giulio Bragaglia. En Gran Bretaña surgió el vorticismo, ligado al cubismo, destacando Alvin Langdon Coburn. Con la Revolución soviética, en Rusia se impuso el realismo socialista, con la figura predominante de Aleksandr Rodchenko. En Estados Unidos, Alfred Stieglitz fundó la Photo-Secession, que mostró la vida urbana con una emotividad artística, y se vinculó a movimientos como el dadaísmo. En este último destacó Man Ray, que llegó a hacer fotografías sin cámara, poniendo objetos sobre la película y exponiéndolos unos segundos a la luz, creando imágenes ambiguas entre la figuración y la abstracción. Otra innovación del dadaísmo fue el fotomontaje, como los elaborados por John Heartfield y Hannah Höch. Por último, el surrealismo introdujo en fotografía el mundo del inconsciente, de los sueños, las imágenes oníricas (Eugène Atget, Jacques-André Boiffard, Raoul Ubac).
En el período de entreguerras surgieron una serie de fotógrafos que retrataron la crudeza de la realidad circundante, especialmente tras la crisis económica de 1929, como es el caso de Lewis Hine, Margaret Bourke-White y Dorothea Lange. Desde la Segunda Guerra Mundial la fotografía ha seguido unida al periodismo —especialmente con el auge de agencias como Magnum—, así como a la fotografía documental, predominando el realismo fotográfico. También ha estado fuertemente vinculada a las últimas tendencias artísticas, especialmente el pop art, el hiperrealismo y el arte conceptual. Entre los más afamados fotógrafos de este siglo destacan: Werner Bischof, Brassaï, René Burri, Robert Capa, Henri Cartier-Bresson, Agustí Centelles, Imogen Cunningham, Robert Doisneau, Robert Frank, Raoul Hausmann, André Kertész, William Klein, Alberto Korda, Jacques-Henri Lartigue, Annie Leibovitz, Dora Maar, Inge Morath, Helmut Newton, Irving Penn, Joe Rosenthal, Sebastião Salgado, Jeanloup Sieff, William Eugene Smith, Emmanuel Sougez, Otto Steinert, Gerda Taro, Spencer Tunick, Edward Weston, etc. Desde 1990, fecha de aparición de la fotografía digital, la creación fotográfica se ha vinculado fuertemente a las nuevas tecnologías, preferentemente en el diseño por ordenador y los programas de retoque fotográfico, como Photoshop.

#### Cine
Una de las grandes revoluciones artísticas y audiovisuales del siglo XX ha sido el cine: a partir de la invención del cinematógrafo en 1895 por los hermanos Lumière, el cine ha tenido una rápida evolución tanto artística como tecnológica que lo ha convertido en un auténtico fenómeno de masas, siendo rápidamente considerado como el «séptimo arte». El cine es quizá uno de los medios artísticos más completos, ya que aúna imagen con sonido, guion literario, interpretación, decorados, maquillaje, vestuario, etc. Además introduce una nueva dimensión, el tiempo, la sucesión cronológica de los hechos, donde cobra un papel relevante el montaje. En sus inicios el cine era mudo, sin sonido, hecho que no impidió la creación de una auténtica gramática visual que aportó la base principal de la narración cinematográfica. Con la incorporación de elementos tomados del teatro como los decorados y los efectos especiales —proceso iniciado por Georges Méliès—, el cine alcanzó un grado de auténtica artisticidad. De carácter netamente industrial en cuanto a su aspecto productivo, el cine tuvo una primera y rápida implantación en Estados Unidos, donde se forjó una poderosa industria cinematográfica que cristalizaría en Hollywood. Allí surgieron algunos de los primeros genios del cine: Edwin S. Porter, primero en rodar escenas plano-contraplano; David Wark Griffith, que introdujo el montaje narrativo y los efectos de luz; y Charles Chaplin, que aparte de ser iniciador del star system hollywoodiense, fue pionero en numerosos aspectos interpretativos y argumentales, como los géneros y los personajes arquetipo, además de introducir la psicología en la interpretación.

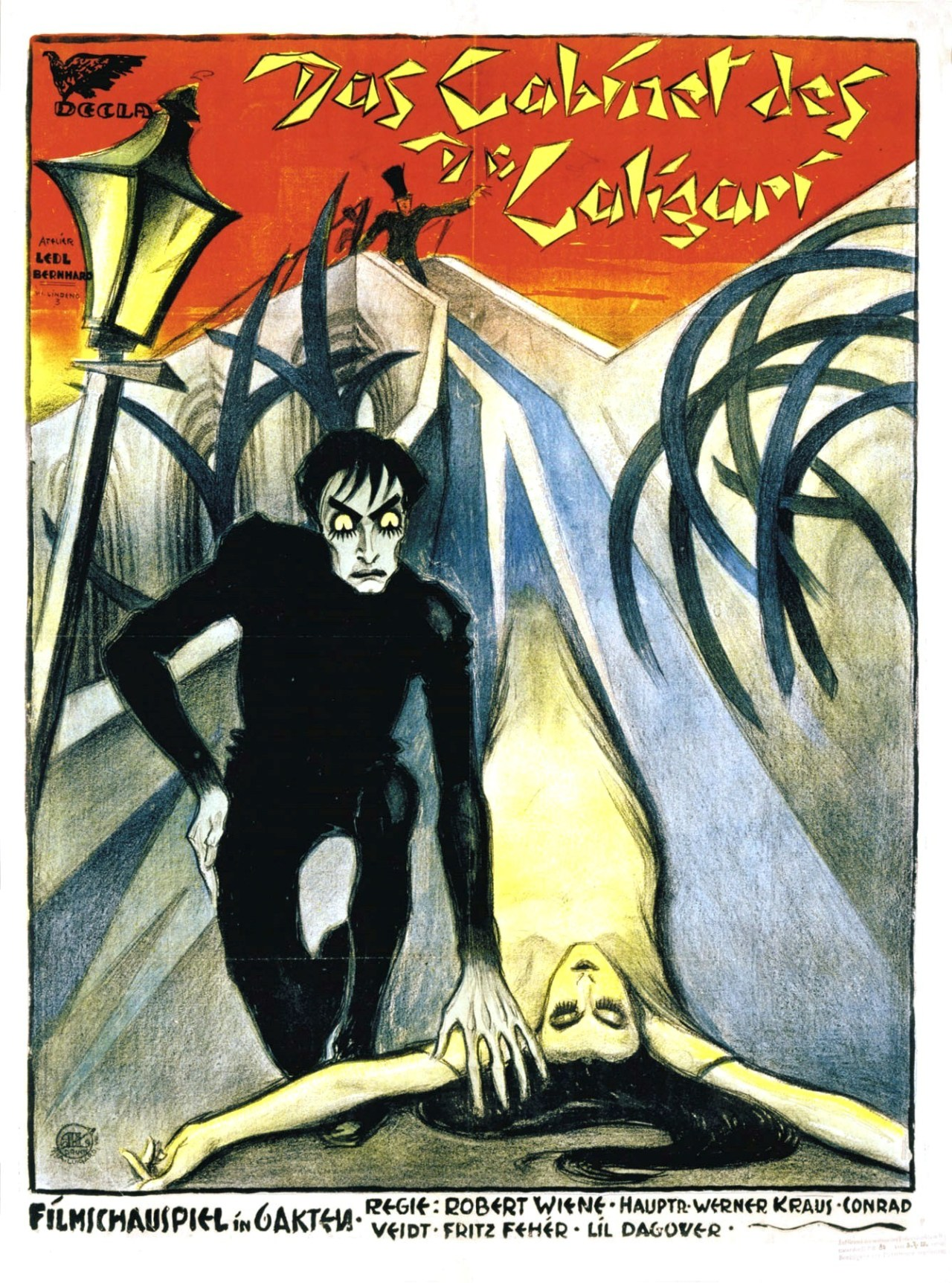
El gabinete del doctor Caligari (1919), de Robert Wiene, obra maestra del cine expresionista alemán.

Los siguientes pasos del cine van en paralelo a las vanguardias artísticas de la época: el cine expresionista alemán introdujo un estilo subjetivista que ofrecía en imágenes una deformación expresiva de la realidad, traducida en términos dramáticos mediante la distorsión de decorados y maquillajes, así como efectos de luz, y la consiguiente recreación de atmósferas terroríficas o, cuando menos, inquietantes. Cabe destacar a Robert Wiene, Friedrich Wilhelm Murnau, Fritz Lang, Georg Wilhelm Pabst, Josef von Sternberg y Ernst Lubitsch. En Francia, tuvieron reflejo cinematográfico tanto el impresionismo como el surrealismo: el primero se tradujo en obras de elevado contenido intelectual y moral, de temática refinada y gran simplicidad estilística, y un naturalismo contrapuesto a la artificiosidad expresionista, con recursos como el flou y el flashback; estuvo representado por Louis Delluc, Abel Gance y Jean Epstein. El cine surrealista fue un fiel reflejo del carácter onírico de esta corriente, con obras donde predominaba una cierta atmósfera de ensueño, de delirio, sino de locura; fueron sus mejores representantes Salvador Dalí y Luis Buñuel. El cubismo también tuvo su reflejo en la experimentación rítmico-plástica del Ballet mecánico (1924) de Fernand Léger. Se llegaron incluso a realizar algunos filmes abstractos, obra de directores como Viking Eggeling (Sinfonía Diagonal, 1921), Hans Richter (Rythmus, 1921), Oskar Fischinger (Composición en azul, 1927) y Germaine Dulac (Arabesque, 1930). Uno de los grandes aportes al cine mudo fue el del cine soviético: conscientes del valor divulgativo del nuevo arte, los líderes revolucionarios rusos fomentaron la industria cinematográfica, que alcanzaría cotas elevadas con la obra de Sergei Eisenstein, Lev Kuleshov, Dziga Vertov, Vsevolod Pudovkin, Aleksandr Dovzhenko, etc. Es un cine que aúna pureza visual con elegancia estética, renovando el lenguaje cinematográfico a través del montaje, con el que consiguen metáforas visuales de gran impacto y calidad, con un gran componente de introspección psicológica y expresión sentimental.
En 1926 se introdujo el sonido, con la película Don Juan, a la que siguió al año siguiente El cantante de jazz, ambas de Alan Crosland. Esta nueva particularidad comportó por una parte la mejora de los guiones, que podían ser más ricos en diálogos —lo que llevó a nuevos registros interpretativos por parte de los actores— y, por otro lado, la introducción de la música, que sería primordial para acompañar numerosas escenas. El siguiente avance tecnológico fue la introducción del color en 1935 con La feria de la vanidad, de Rouben Mamoulian. Fue esta la época dorada del cine estadounidense, con directores como King Vidor, Frank Capra, John Ford, William Wyler, Elia Kazan, George Cukor, Billy Wilder, Cecil B. DeMille, Howard Hawks, Alfred Hitchcock, Michael Curtiz, Raoul Walsh, Orson Welles, etc. En Europa, se sucedieron en esos años diversos movimientos de gran relevancia: en Francia apareció el «naturalismo poético», caracterizado por la simbiosis entre el realismo descriptivo y el lenguaje poético, representado por Jean Vigo, René Clair y Jean Renoir; y la nouvelle vague, influida por el existencialismo, de signo antiintelectual, surgiendo el llamado «cine de autor» (Claude Chabrol, François Truffaut, Alain Resnais, Jean-Luc Godard). En Italia surgió el neorrealismo, que se nutrió de la estricta realidad, con obras de denuncia social realizadas generalmente en ambientes obreros y rurales; destacan Luchino Visconti, Roberto Rossellini, Vittorio de Sica, Federico Fellini y Pier Paolo Pasolini. En Gran Bretaña se produjo el Free cinema, caracterizado por una estética realista y temáticas de compromiso social (Lindsay Anderson, Tony Richardson, Karel Reisz). Despuntó el cine nórdico con la obra de Carl Theodor Dreyer, Ingmar Bergman y Victor Sjöström. En España se produjeron las primeras obras de importancia de la mano de Luis García Berlanga, Juan Antonio Bardem, Carlos Saura, etc.

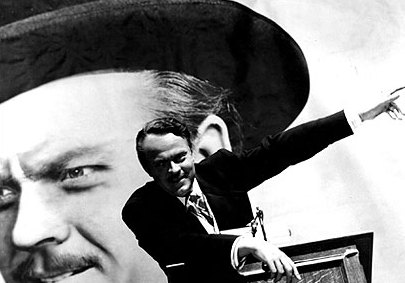
Ciudadano Kane (1940), de Orson Welles, considerada como la obra maestra de la historia del cine.

A mediados de siglo empezaron a cobrar importancia las cinematografías de países no occidentales, que aportarían nuevas formas de entender el cine y una mayor frescura tanto en temáticas como en particularidades estéticas. En Brasil se produjo una escuela (cinema nôvo) que aglutinaba el legado folclórico con la denuncia social: Glauber Rocha, Nelson Pereira dos Santos, Ruy Guerra, Vítor Lima Barreto. En Cuba el impulso revolucionario favoreció la creación de una industria de signo documentalista pero gran calidad estética (Humberto Solás, Tomás Gutiérrez Alea). También despuntaron las cinematografías mexicana (Juan Bustillo Oro, Emilio Fernández) y argentina (Hugo del Carril, Leopoldo Torre Nilsson, Mario Soffici). En Japón se aunó la moderna tecnología con la temática tradicional, con un particular sentido estético que otorgaba gran importancia a la lírica visual (Akira Kurosawa, Kenji Mizoguchi, Nagisa Ōshima). Otras cinematografías emergentes son la africana y la islámica (especialmente en Irán con Abbas Kiarostami). En la India se ha generado una fuerte industria cinematográfica que se ha denominado Bollywood —emulando la meca del cine estadounidense pero con B, por Bombay—, con preferencia por el tema mitológico y la presencia de música y danza tradicionales, destacando Satyajit Ray, Raj Kapoor, Farah Khan y Sanjay Leela Bhansali.
En las últimas décadas del siglo XX la producción cinematográfica ha oscilado entre el cine comercial y el cine artístico, siendo de remarcar la obra de directores como Woody Allen, Pedro Almodóvar, Adolfo Aristarain, Bernardo Bertolucci, Tim Burton, Mario Camus, Francis Ford Coppola, Constantin Costa-Gavras, Brian De Palma, Clint Eastwood, Miloš Forman, José Luis Garci, John Huston, Stanley Kubrick, Ang Lee, David Lynch, George Lucas, Joseph L. Mankiewicz, Vincente Minnelli, Max Ophüls, Roman Polanski, Sydney Pollack, Otto Preminger, Carol Reed, Arturo Ripstein, Martin Scorsese, Ridley Scott, Steven Spielberg, Oliver Stone, Andréi Tarkovski, Guillermo del Toro, Fernando Trueba, Andrzej Wajda, Wim Wenders, Zhang Yimou, Franco Zeffirelli, Fred Zinnemann, etc. Uno de los últimos movimientos cinematográficos ha sido Dogma 95 (Lars von Trier, Søren Kragh-Jacobsen), cine ascético y libre, en localizaciones exteriores, sin decorados ni más luz que la natural, con sonido directo y color, sin trucajes, géneros ni acción superficial.

#### Historieta

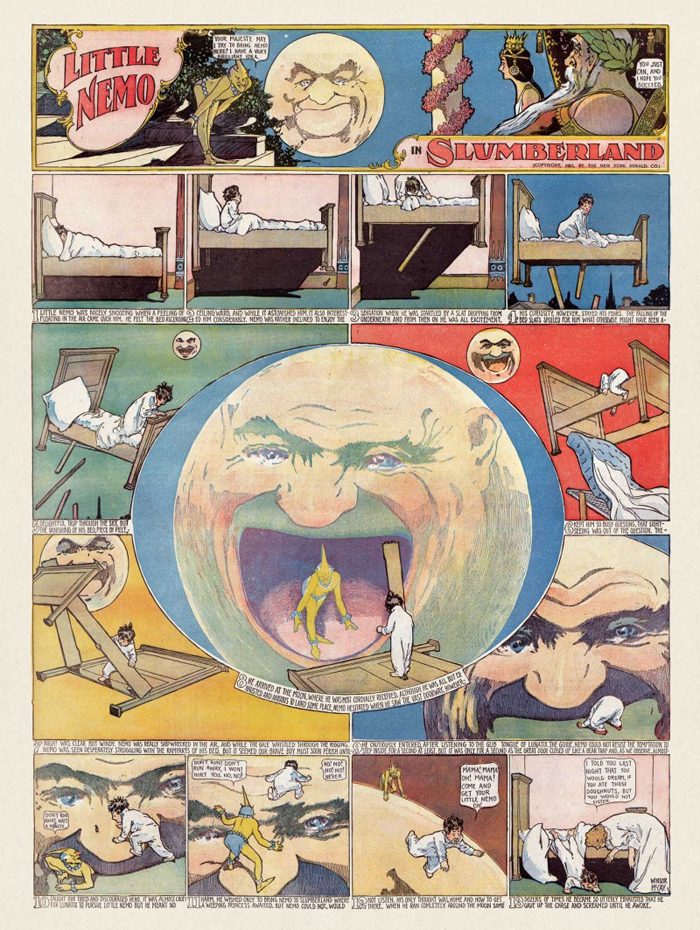
Little Nemo in Slumberland. La historieta ha sido una de las últimas incorporaciones a la categoría de bellas artes.

La historieta —o cómic— es una narración ilustrada por medio de viñetas, que presenta imágenes y —opcionalmente— texto (insertado a través de los llamados «bocadillos» para diálogos, y «cartuchos» para texto al pie de imagen), narrando una historia en sentido argumental y cronológico. Basado en la reproducción en serie, apareció por primera vez en periódicos y revistas, para cobrar autonomía propia en ediciones independientes. Tiene pues su origen en los medios de comunicación de masas aparecidos a finales del siglo XIX y principios del XX. Se suele considerar como primera historieta la de The Yellow Kid, de Richard Felton Outcault, aparecida en 1896 en el diario New York World (la camisa amarilla del personaje dio nombre a la llamada «prensa amarilla»). En 1905 apareció Little Nemo in Slumberland, de Winsor McCay, que elevó la historieta a grandes cotas artísticas, destacando por su fantasía y creatividad. Posteriormente destacaron Rudolph Dirks, George Herriman, George McManus, etc.
Pasada la Primera Guerra Mundial aparecieron los primeros comic-books o revistas de historietas, y comenzó la relación del cine con la historieta, que se influyeron mutuamente, destacando la obra de Walt Disney, cuyas películas de dibujos animados se convertirían en auténticos clásicos. En los años 1930 aparecieron algunos de los personajes y autores más reconocidos del mundo de la historieta: Buck Rogers de Dick Calkins (1929), Hergé y su Tintín (1930), Chester Gould y Dick Tracy (1931), Alex Raymond con Flash Gordon (1933), Terry y los piratas de Milton Caniff (1934), Burne Hogarth y Tarzán (1936), Harold Foster con Príncipe Valiente (1937), etc. Un gran filón para el cómic fueron los superhéroes, con figuras míticas como Superman (1938), Batman (1939) o el Capitán América (1941).
La edad de oro de la historieta fue en los años posteriores a la Segunda Guerra Mundial (1945-1960): en la prensa se impuso la llamada daily strip («tira diaria»), con personajes como Nancy (1938) de Ernie Bushmiller, Pogo (1948) de Walt Kelly, y Peanuts (1950) de Charles Schulz, con su mundialmente famoso Snoopy; en el comic-book se alcanzó una gran variedad temática, triunfando los de ciencia ficción, aventuras, terror, romance y western. En esta época aparecieron personajes como Lucky Luke de Morris (1946), Los pitufos de Peyo (1958), Astérix el Galo de Goscinny y Uderzo (1960), etc. Continuó el éxito de los superhéroes, con Los 4 Fantásticos (1961) y Spiderman (1962), destacando la obra de Stan Lee, Jack Kirby y el sello Marvel. En España, descuella la obra de Francisco Ibáñez, con personajes como Mortadelo y Filemón (1958).
Entre los años 1960 y 1980 hubo una gran diversificación del medio, con una nueva sensibilidad donde predominaba la estética y el sello de calidad, y comenzaron a abundar los títulos dirigidos a un público más adulto. Destacan personajes como Barbarella (1962), Blueberry (1963), Mafalda de Quino (1964), Valentina (1965), el Corto Maltés de Hugo Pratt (1967), Conan de Roy Thomas y John Buscema (1970), etc. Surgió el cómic erótico (Guido Crepax, Milo Manara), la historieta de autor (Jacques Tardi, Carlos Giménez, Enki Bilal, Vittorio Giardino), y sellos más vanguardistas, como Métal Hurlant de Moebius. Desde los años 1980 ha tenido gran éxito el manga japonés, caracterizado por largas epopeyas de gran dinamismo, con abundantes efectos sonoros. Aunque su inicio se vincula a la revista Manga Shōnen (1947), de Osamu Tezuka, sería a finales de los 1980 cuando alcanzaría su mayor repercusión, con Akira de Katsuhiro Otomo (1982-93) y Dragon Ball de Akira Toriyama (1984-95). Por último, las nuevas tecnologías han supuesto grandes innovaciones para la historieta, como el webcómic en internet.

#### Arte efímero

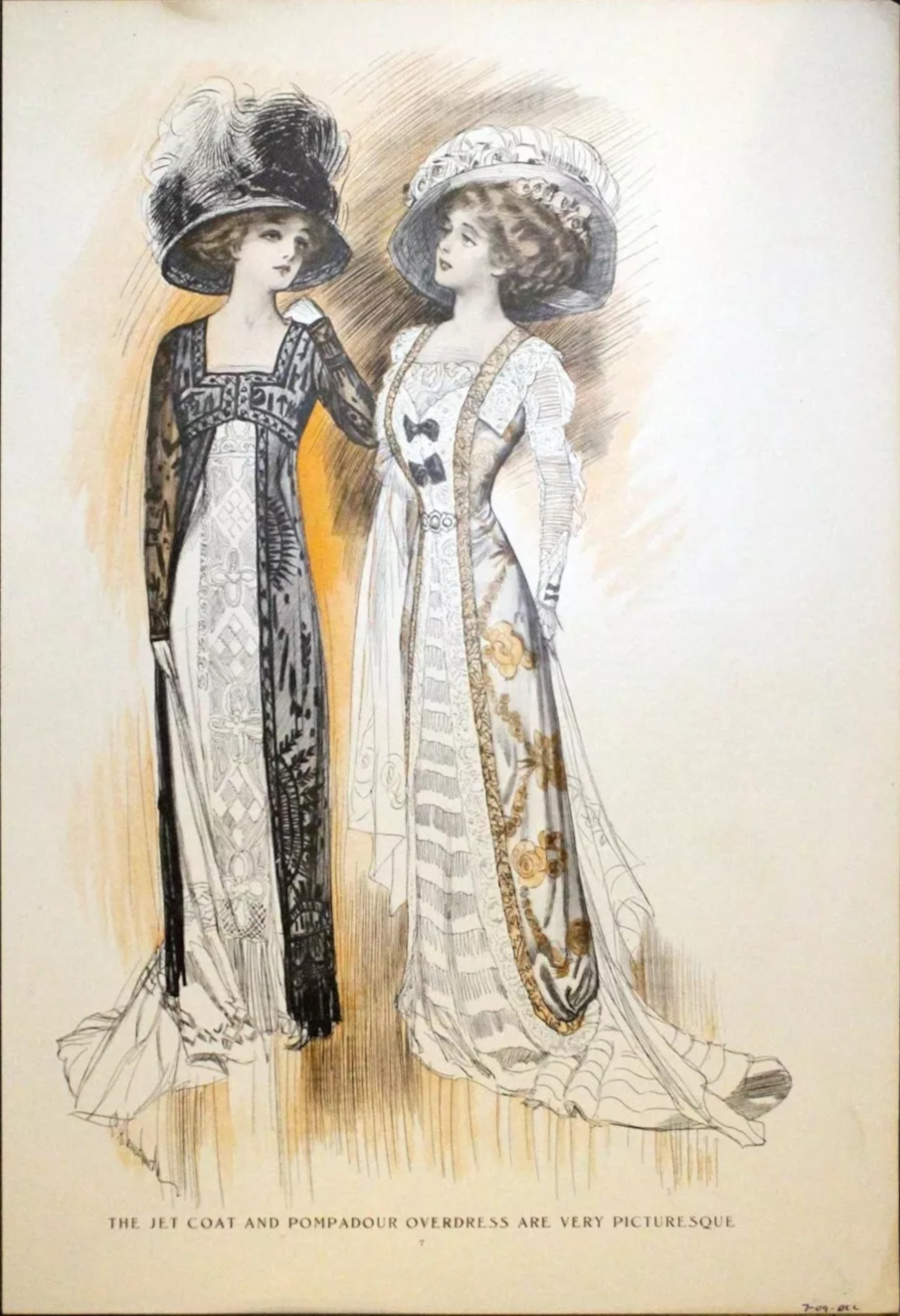
Diseño de moda de 1909.

En el siglo XX ha adquirido gran auge el arte efímero, que por su carácter perecedero y transitorio no deja una obra perdurable, o si la deja —como sería el caso de la moda— ya no es representativa del momento en que fue creada. En estas expresiones es decisivo el criterio del gusto social, que es el que marca las tendencias, para lo cual es imprescindible la labor de los medios de comunicación.
- Moda: es el arte del vestido, de la confección de prendas según parámetros funcionales y estilísticos, tanto en ropa como accesorios (sombreros, guantes, bolsos, zapatos, gafas). La tendencia desde inicios del siglo XX ha sido hacia una mayor funcionalidad y comodidad (eliminación del corsé), apareciendo en los años 1920 la minifalda, mientras que a partir de 1950 predomina la ropa informal y juvenil, marcada por la utilización del pantalón vaquero. Entre los más afamados modistos destacan: Coco Chanel, Cristóbal Balenciaga, Christian Dior, Manuel Pertegaz, Yves Saint Laurent, Giorgio Armani, Paco Rabanne, Gianni Versace, Karl Lagerfeld, Calvin Klein, Jean Paul Gaultier, etc.
- Peluquería: es el arte del peinado, realizado según parámetros estilísticos que van evolucionando según la moda. Está fuertemente relacionada con el maquillaje, así como con el arte corporal (tatuaje, piercing). A principios de siglo se llevó el pelo corto con flequillo, que recibió diversos nombres: bob cut, shingle bob o eton crop, característico de un tipo de mujer llamada flapper; a mediados de siglo volvió el pelo largo, mientras que en los años 1960 se llevó el pelo corto con cortes geométricos; desde entonces ha habido múltiples tendencias, con una mayor proliferación del cabello teñido. Han creado tendencia peluqueros como: Lluís Llongueras, Frank Bongiovi, Jamal Hammadi, Teddy Charles, George Westmore, etc.
- Perfumería: es el arte de confeccionar perfumes, líquidos aromáticos que se utilizan para producir un buen olor corporal. Desde la Edad Media, Francia es el centro europeo de diseño y comercio en perfumería. Basada sobre todo en el olor de las flores, en la actualidad se producen muchos perfumes con productos químicos. La perfumería actual está muy relacionada con la moda, y es frecuente que modistos famosos comercialicen sus propios perfumes. Como perfumistas cabe destacar a Pierre-François-Pascal Guerlain, François Coty, Ernest Beaux (creador de Chanel n.º 5), Eugène Schueller (fundador de L'Oréal), Yves Rocher, Estée Lauder, etc.
- Gastronomía: es el arte de la cocina, con un claro componente práctico en cuanto la alimentación es indispensable para el ser humano, pero con una gran faceta de creatividad derivada de la combinación de alimentos y de la innovación en cuanto a la creación de nuevas recetas. Las diversas tendencias gastronómicas son debidas sobre todo a variantes regionales, ya que cada país tiene su propio sello distintivo. Recientemente surgió la llamada nouvelle cuisine, que pone énfasis tanto en la comida como en su presentación. Como cocineros de relevancia se podría citar a: Auguste Escoffier, Joël Robuchon, Paul Bocuse, Heston Blumenthal, Donato de Santis, Karlos Arguiñano, Juan María Arzak, Ferran Adrià, Santi Santamaria, etc.[153]

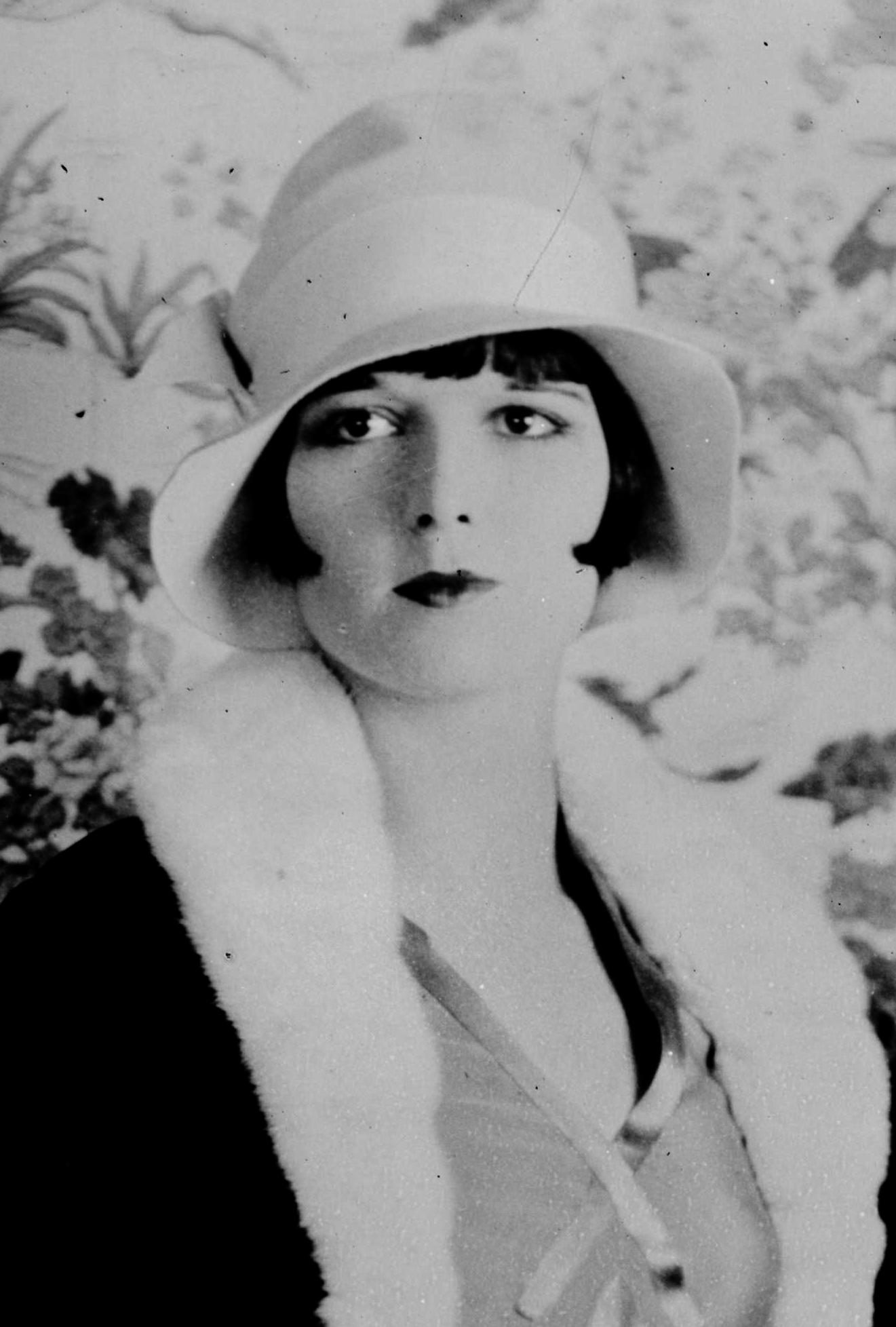
Peinado bob: Louise Brooks en 1927.
Chanel n.º 5, quizá el perfume más famoso de la historia.
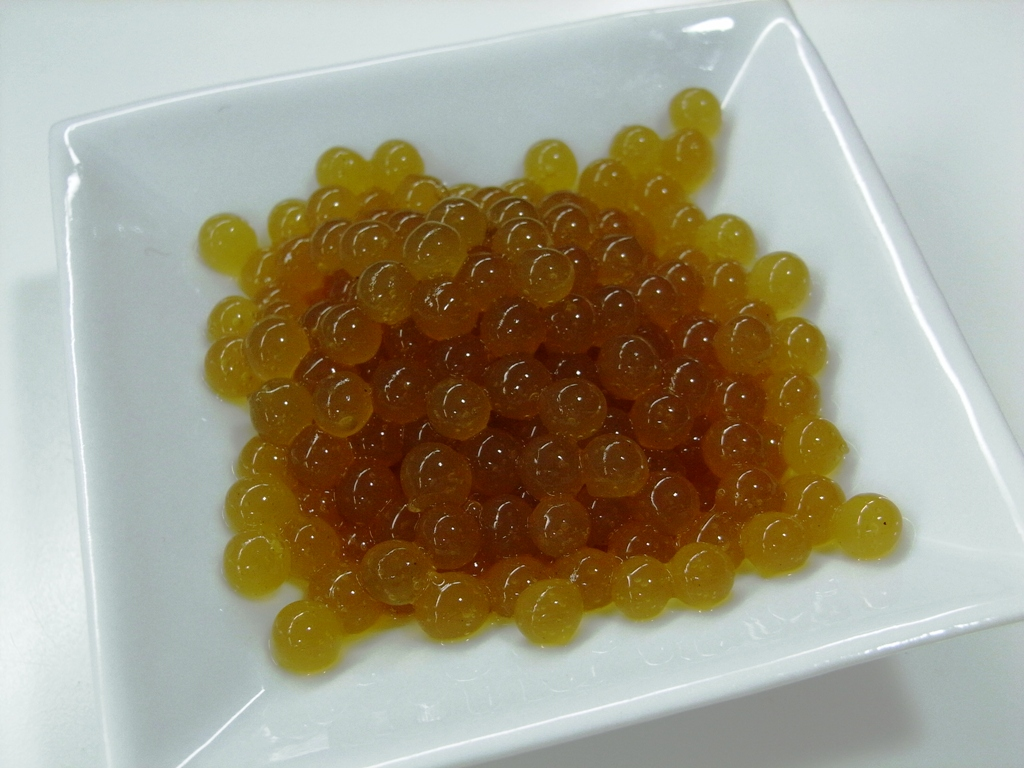
Esferificación de té verde, plato innovador de Ferran Adrià.
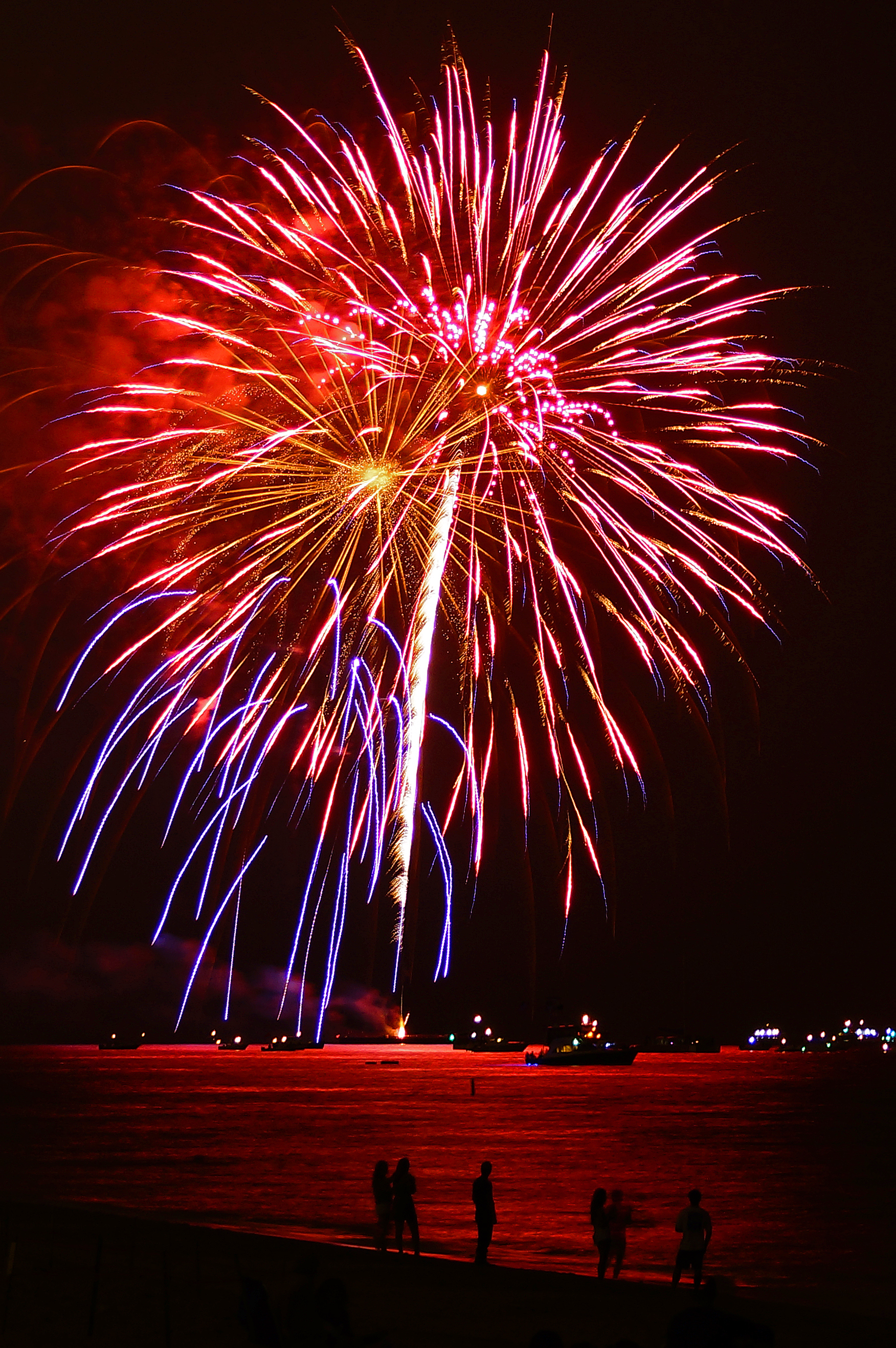
La pirotecnia es otro arte efímero.